# Україна
Украї́на (МФА: [ʊkrɐˈjinɐ]ⓘ) — держава у Східній та частково Центральній Європі. Охоплює південний захід Східноєвропейської рівнини, частину Східних Карпат і Кримські гори. Межує з Румунією й Молдовою на південному заході, з Угорщиною, Словаччиною та Польщею на заході, з Білоруссю на півночі та з Росією на сході й північному сході. На півдні омивається Чорним та Азовським морями. Площа становить 603 700 км². Найбільша за площею країна серед повністю розташованих у Європі.
Станом на перепис 2001 року, населення України становило 48,4 мільйона осіб. Основне й корінне населення України — українці (77,8 % населення на 2001 рік). Також офіційно корінними народами України є кримські татари, караїми та кримчаки. Крім того, значною меншиною є росіяни (17,3 % населення на 2001 рік). Історично однією з найбільших меншин в Україні були також українські євреї.
Сучасна Україна, обравши за свій герб знак княжої держави Володимира Великого, проводить свою державність від Русі київських князів династії Рюриковичів IX—XIII століть. За часів свого розквіту, у X—XI століттях, Русь була однією з найбільших і найвпливовіших країн Європи. Після монгольської навали спадкоємцем Русі стало Королівство Руське XIII—XIV століть, що згодом було поглинуте Великим князівством Литовським і Королівством Польським. Велике князівство Литовське стало фактичним продовжувачем традицій Русі, у його складі руські землі користувалися широкою автономією. Після об'єднання литовської та польської держав у 1569 році, більшість українських земель перебувало у складі федеративної Речі Посполитої.
Відновлення української державності відбулося під час великого козацького повстання, відомого як Хмельниччина, з 1648 року, наслідком якого стало утворення автономної козацької держави, Гетьманщини, або Війська Запорозького. Обмежену автономність Гетьманщина зберігала до 1764 року, при тому частина земель відійшла до Речі Посполитої, а інша частина знаходилася під протекторатом Московського царства, які поступово поглинули козацьку державу. Згодом українські землі були розділені між Російською імперією та Австро-Угорською монархією.
Державою кримських татар, одного з корінних народів України, був Кримський ханат, що існував на південних українських землях у 1441—1783 роках за правління династії Ґіреїв. У 1783 році був анексований Російською імперією.
Під час української революції початку XX століття на українських землях постало декілька національних держав, перш за все Українська Народна Республіка (УНР, 1917—1921), а також Кримська Народна Республіка (1917—1918), Українська Держава (1918), Західноукраїнська Народна Республіка (1918—1919) та Кубанська Народна Республіка (1918—1920). УНР наближалася до об'єднання у своєму складі усіх зазначених держав, але внаслідок низки воєн була загарбана сусідами: Радянською Росією, Польською Республікою, Румунським королівством і Чехословацькою Республікою.
З 1919 року, спочатку на східних українських землях зі столицею у Харкові, почала створюватися більшовицька Українська Соціалістична Радянська Республіка (УСРР, згодом УРСР), яка в 1922 році ввійшла до складу Радянського Союзу. Київ став столицею УСРР у 1934 році. Під час Другої світової війни до УРСР були приєднані частина Західної України й Буджак, згодом Закарпаття, а з 1954 року — Крим.
Сучасна держава Україна відновила незалежність внаслідок розпаду Радянського Союзу й проголошення незалежності 24 серпня 1991 року, яке закріпив референдум 1 грудня 1991 року.
Україна є унітарною державою, складається з 24 областей, Автономної Республіки Крим і двох міст зі спеціальним статусом: Києва — столиці й найбільшого міста, і Севастополя.
Україна є парламентсько-президентською республікою. Органом законодавчої влади є Верховна Рада України, яка призначає вищий орган виконавчої влади — Кабінет Міністрів України, що очолюється Прем'єр-міністром. Головою держави та Верховним Головнокомандувачем є Президент України.
Більшість громадян України є християнами, переважно православного віросповідання, також на заході України поширений греко-католицизм. Релігіями корінних народів України є також іслам, юдаїзм і караїмізм. До прийняття християнства Руссю в 988 році панівною була язичницька слов'янська релігія.
Україна — промислово-аграрна країна з переважанням продукування сировини. Вона є одним із провідних експортерів деяких різновидів сільськогосподарської продукції. Господарський комплекс країни включає видобування корисних копалин, деякі галузі машинобудування, чорну й кольорову металургію тощо. Україна є потужним виробником електроенергії. Значні позиції займає виробництво військової техніки та зброї.
Україна є одним із членів-засновників Організації Об'єднаних Націй, а також членом понад сорока міжнародних організацій, зокрема ОБСЄ (1992), МВФ (1992), МБРР (1992), СОТ (2008), Ради Європи (1995), кандидат на членство в ЄС (з 2022).
З 20 лютого 2014 року Україна захищається від збройного вторгнення Російської Федерації, складовими якого є анексія Криму та окупація частини Донецької та Луганської областей. Новий етап російсько-української війни розпочався 24 лютого 2022 року із широкомасштабним російським вторгненням в Україну.

## Назва
Україна має декілька історичних назв, що є частково або повністю тотожними. Сучасна Україна розташована на землях, що у перших століттях нашої ери були відомі здебільшого як «Скіфія» та «Сарматія», однак етнічна і культурна тяглість від тогочасного населення цих земель до сьогодення переважно вважається опосередкованою. Найвідомішими історичними назвами, що стосувалися сукупності земель, на яких відбувався етногенез українського народу та мала місце відносна тяглість його державності, були: «Русь», «Росія» («Ρωσία», «Rosia», «Russia»), «Рутенія» («Ruthenia»), «Роксоланія» («Roxolania»), «Україна», «Малоросія», «Військо Запорозьке», «Гетьманщина».

### Русь

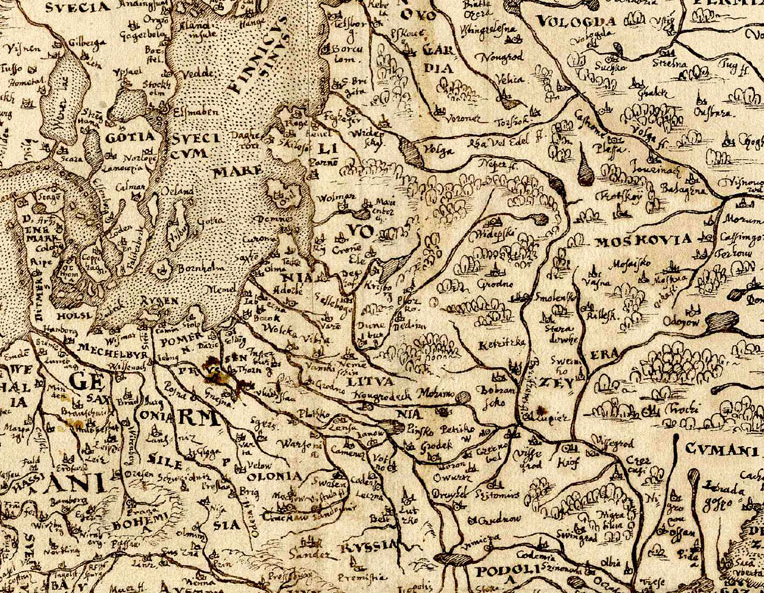
Фрагмент німецької карти Європи 1570 року, де як «Rvssia» позначені Галицько-Волинські землі й окремо відмічена Московія («Moskovia»)

Найдавніша відома згадка слова «Русь» як географічної назви є у візантійсько-руському договорі 911 року, де вона використана на позначення держави і території підвладної київському князю Олегу (що на той час обмежувалося переважно околицями Києва). Надалі назва «Русь» використовувалася на позначення земель, на які поширювалася влада київських князів, у вузькому значенні лише щодо Середнього Придніпров'я (Київське, Чернігівське, Переяславське князівства), у ширшому — на значну частину Східної Європи, при цьому землі за межами Наддніпрянщини в низці джерел означалися як «Зовнішня Русь». Одночасно у Візантії на означення Русі використовувалося, серед інших назв, еллінізоване слово «Росія» («Ρωσία»). Після занепаду Русі внаслідок монгольської навали, у XIII—XIV століттях назву «Королівство Русь» певний час носила Галицько-Волинська держава, протягом 1398—1569 років слово «Русь» використовувалося в повній назві Литовської держави і протягом 1434—1772 років назву «Руське воєводство» носила Галичина у складі Королівства Польського та Речі Посполитої. Московія не претендувала прямо на загальний спадок Русі та не використовувала це слово у назві своєї держави доки Іван IV у 1547 році не почав називати себе, серед інших титулів, «царь и великий князь всеа Русии», після чого до Московії в деяких документах, окрім як «Московське царство», почали застосовуватися також назви «Російське царство» або «Росія». Закріпив цю назву за Московією Петро I, отримавши контроль над лівобережною Гетьманщиною та Києвом і перейменувавши Московське царство на Російську імперію у 1721 році. До цих подій київські та московські землі не перебували у складі однієї держави протягом близько 500 років у XIII—XVIII століттях. Низка істориків згодом характеризували таке запозичення як безпідставне привласнення Московією назви та історії України-Русі. Серед тих, хто відстоював правомірність використання назви «Русь» лише стосовно України, але не Росії-Московії, був анонімний автор впливової праці початку XIX століття «Історія Русів». Згодом аналогічну позицію детально обґрунтував Михайло Грушевський, зокрема зазначаючи, що «ми є народ у якого вкрали назву», на підкреслення чого назвав свою найбільшу працю «Історія України-Руси». Поділяє таку думку й багато сучасних дослідників.

### Україна

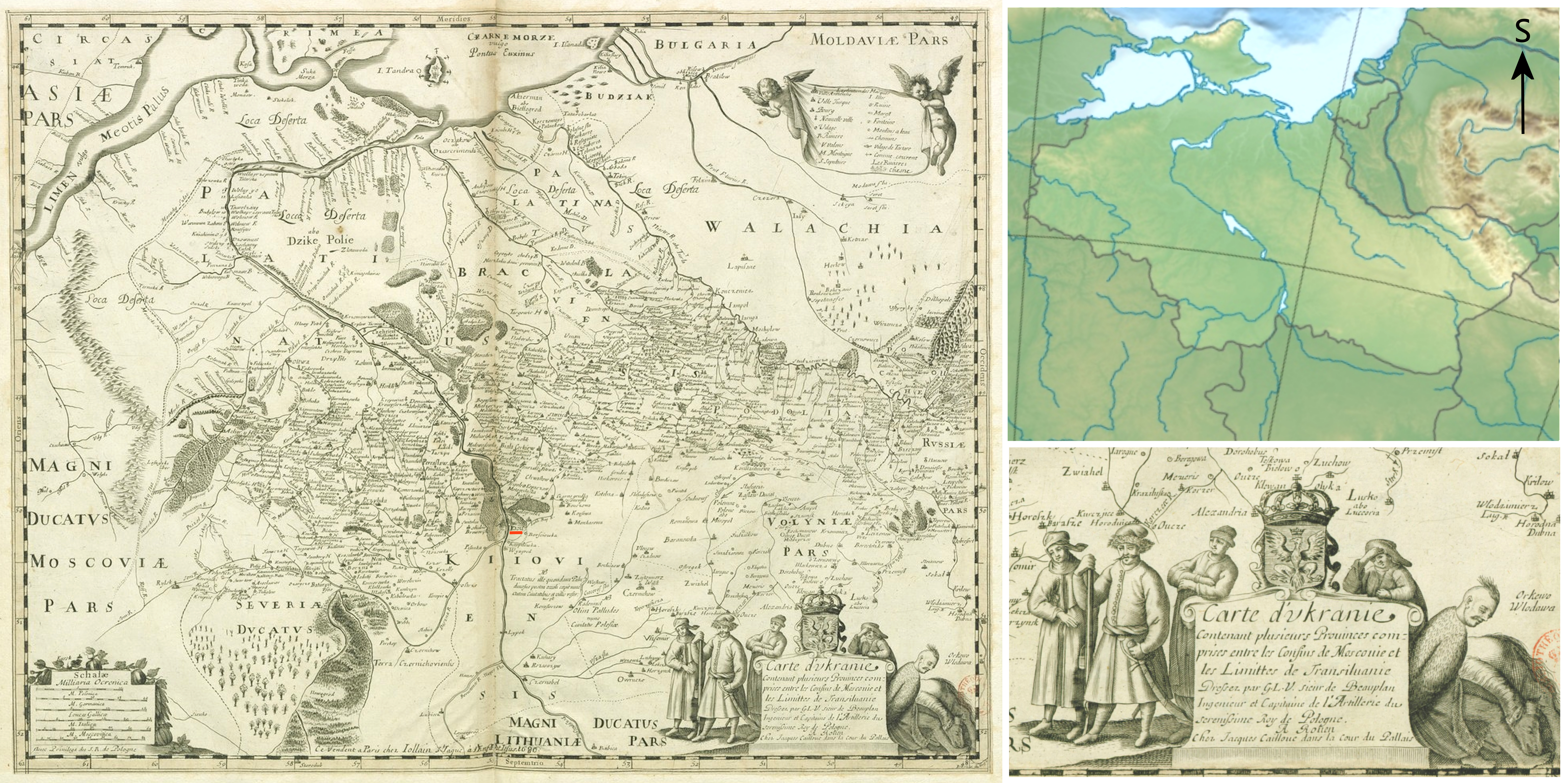
Французька карта України («Carte d'Ukranie») Боплана 1648 року (південь зверху)

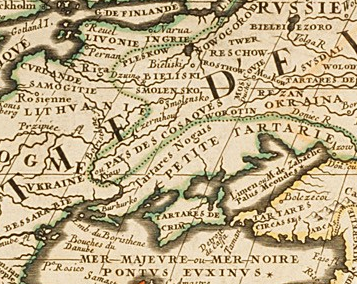
Італійська карта Вінченцо Марія Коронеллі 1690 року, де обидва береги Наддніпрянщини з Києвом позначені як «VKRAINE ou PAYS DES COSAQVES» («Україна або Країна козаків»); слово «OKRAINA» («Окраїна») вжито стосовно Задоння й Рязані

Слов'янське слово «Україна» вперше згадується в Київському літописному зводі за Іпатіївським списком під 1187 роком. Ним окреслювали терени Переяславського князівства, що входило до історичного ядра Русі поруч із Київським і Чернігівським князівствами. Це слово також зустрічається в руських літописах під 1189, 1213, 1280 і 1282 роками, позначаючи Галичину, Західну Волинь, Холмщину й Підляшшя. У литовських і польських хроніках та офіційних документах XIV—XVII століття «Україною» в широкому значенні називали руські землі Галичини, Волині, Київщини, Поділля й Брацлавщини, а у вузькому — територію Середнього Подніпров'я. Таке ж двояке значення цього слова зберігалося й із середини XVII століття, після постання руської держави Війська Запорозького.
Протягом початку 1670-х — першої половини 1680-х років назва «Україна» закріпилася в офіційному дискурсі Війська Запорозького, Московського царства, Речі Посполитої та Молдавського князівства як новий політонім. Ним почали позначати державу, яка була під владою гетьманів Війська Запорозького. При цьому дана назва була синонімічною і вживалася для кращого розуміння та виокремлення державного політичного утворення, яке постало на теренах Східної Європи від часів Української революції на чолі з гетьманом Богданом Хмельницьким.
У зв'язку з входженням частини земель Русі до складу Московського царства, а згодом і Російської імперії, слово «Україна» закріпилося за регіоном Подніпров'я; ним також позначали Слобожанщину. Після перейменування Московського царства на Російську імперію 1721 року, українські землі почали називати «Малоросією». У другій половині XIX століття — початку XX століття, під впливом національного руху руської інтелігенції, назва «Україна» набирала значення руської етнічної території, а сам етнонім «русини» був витіснений етнонімом «українці». 1917 року була проголошена держава, яка використала слово «Україна» у своїй офіційній назві, — Українська Народна Республіка.
Етимологія слова «Україна» достеменно не відома. Згідно з теорією, якої дотримуються більшість українських дослідників, «Україна» походить від слів «країна» чи «край», тобто «у» означає «рідний», «свій». Таким чином «україна» — антонім слова «чужина». Згідно з іншою теорією, що утворилася під впливом польської та російської історіографії, воно означає «околицю» (рос. окраину) чи «прикордоння».

## Географія та природа

### Розташування

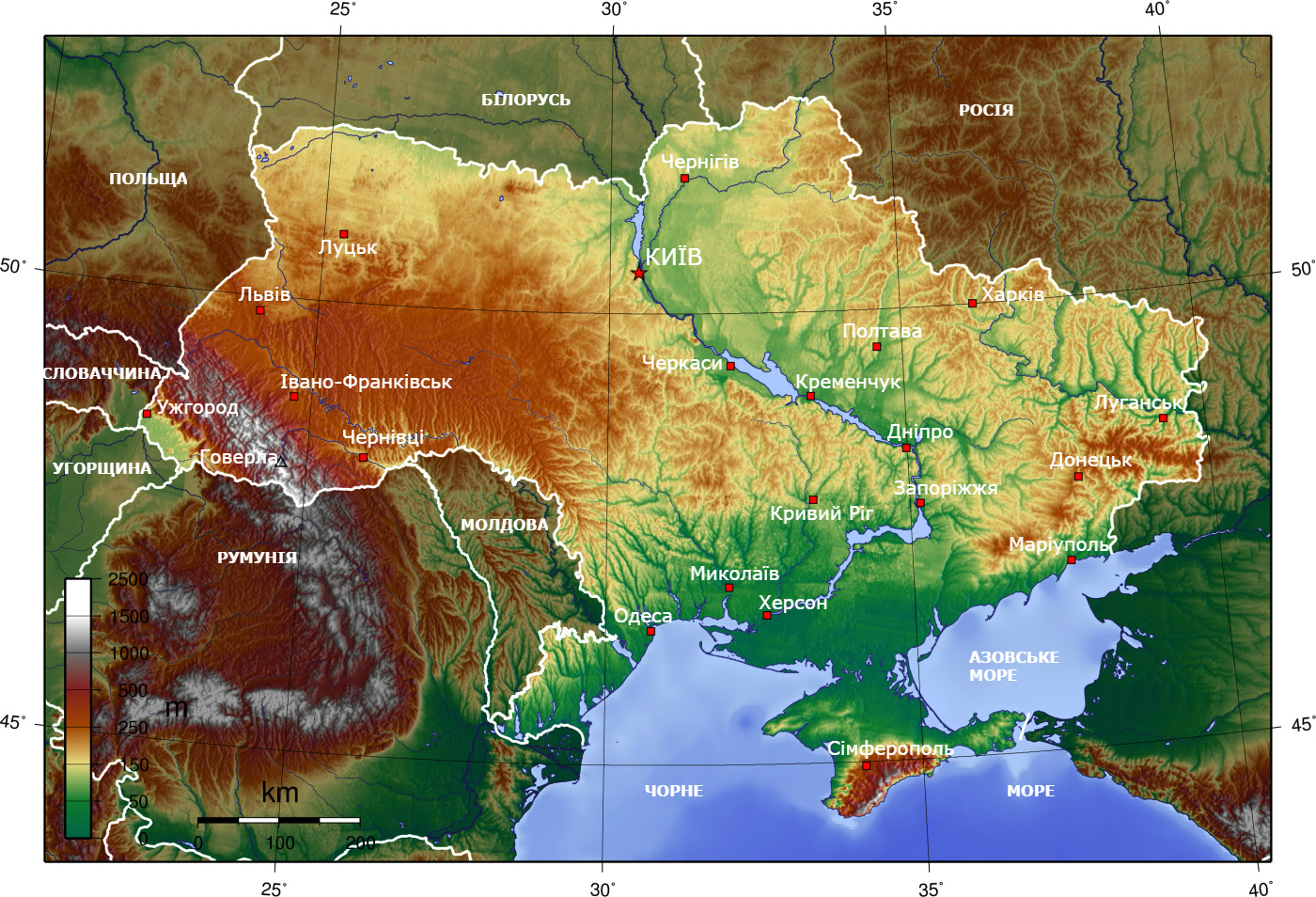
Фізична мапа України

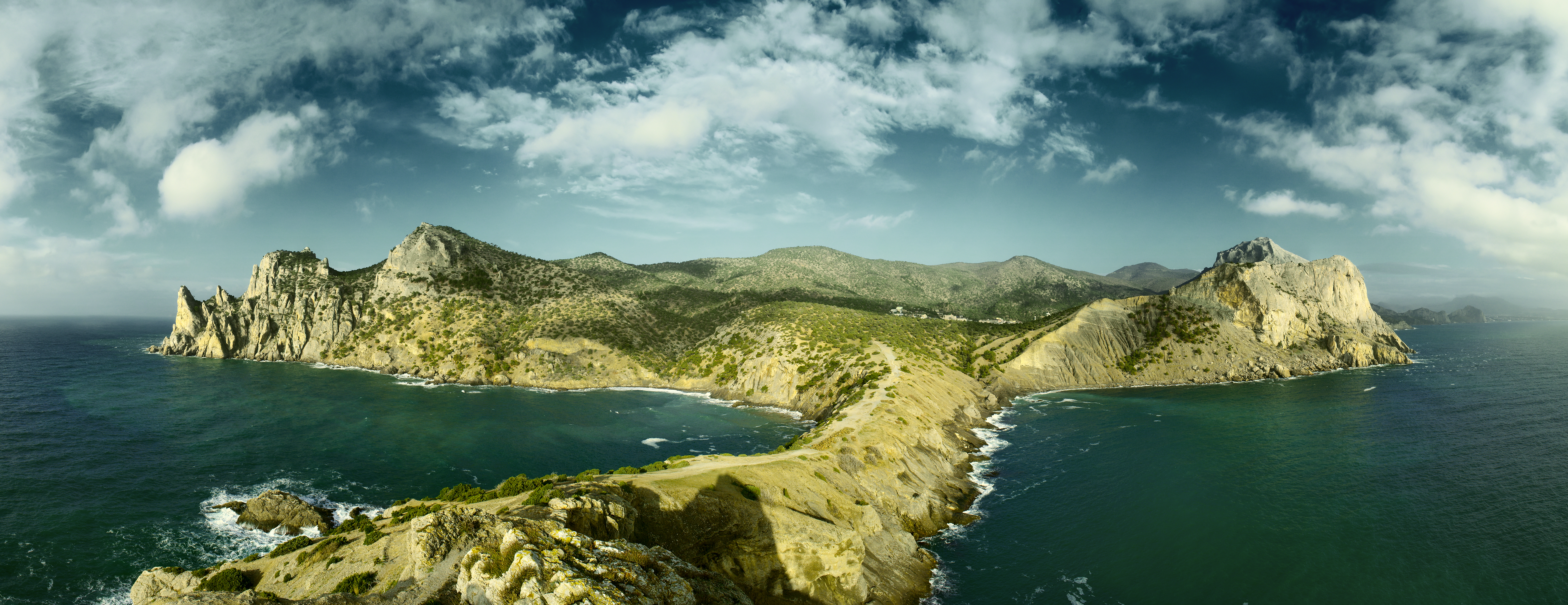
Вид з мису Капчик, Крим

Україна розташована в південно-східній частині Європи. Вона має спільні сухопутні державні кордони з Білоруссю на півночі, з Польщею на заході, зі Словаччиною, Угорщиною, Румунією і Молдовою на південному заході й із Росією на сході. Південь України омивається Чорним та Азовським морями. Морські кордони вона має з Румунією і Росією.
Загальна площа України становить 603 700 км², вона становить 5,7 % території Європи й 0,44 % території світу. За цим показником вона є другою за величиною серед країн Європи після Росії (або найбільшою країною, яка повністю лежить у Європі). Площа виключної морської економічної зони України становить 72 658 км². Код країни за системою ISO 3166-1-alpha-2 — UA. Територія України витягнута із заходу на схід на 1316 км і з півночі на південь на 893 км, лежить приблизно між 52° 20′ та 44° 23′ північної широти й 22° 5′ і 41° 15′ східної довготи.
- Крайній північний пункт — село Грем'яч (урочище Петрівське) Чернігівської області.
- Крайній південний пункт — смт Форос Автономної Республіки Крим.
- Крайній західний пункт — село Соломоново Закарпатської області.
- Крайній східний пункт — село Рання Зоря Луганської області.
- Географічний центр України розташований на північній околиці села Мар'янівка Звенигородського району Черкаської області[44].
- Згідно з однією з методик вимірювання[45], географічний центр Європи розташований на території України, неподалік міста Рахів Закарпатської області.

Найбільшими чорноморськими портами є Одеса, Чорноморськ, Херсон, Севастополь, азовськими — Маріуполь, Бердянськ, Керч.
Загальна протяжність кордонів 6993 км, із них сухопутних 5638 км. Довжина морської ділянки кордону: 1355 км (Чорним морем — 1056,5 км; Азовським морем — 249,5 км; Керченською протокою — 49 км).

### Рельєф

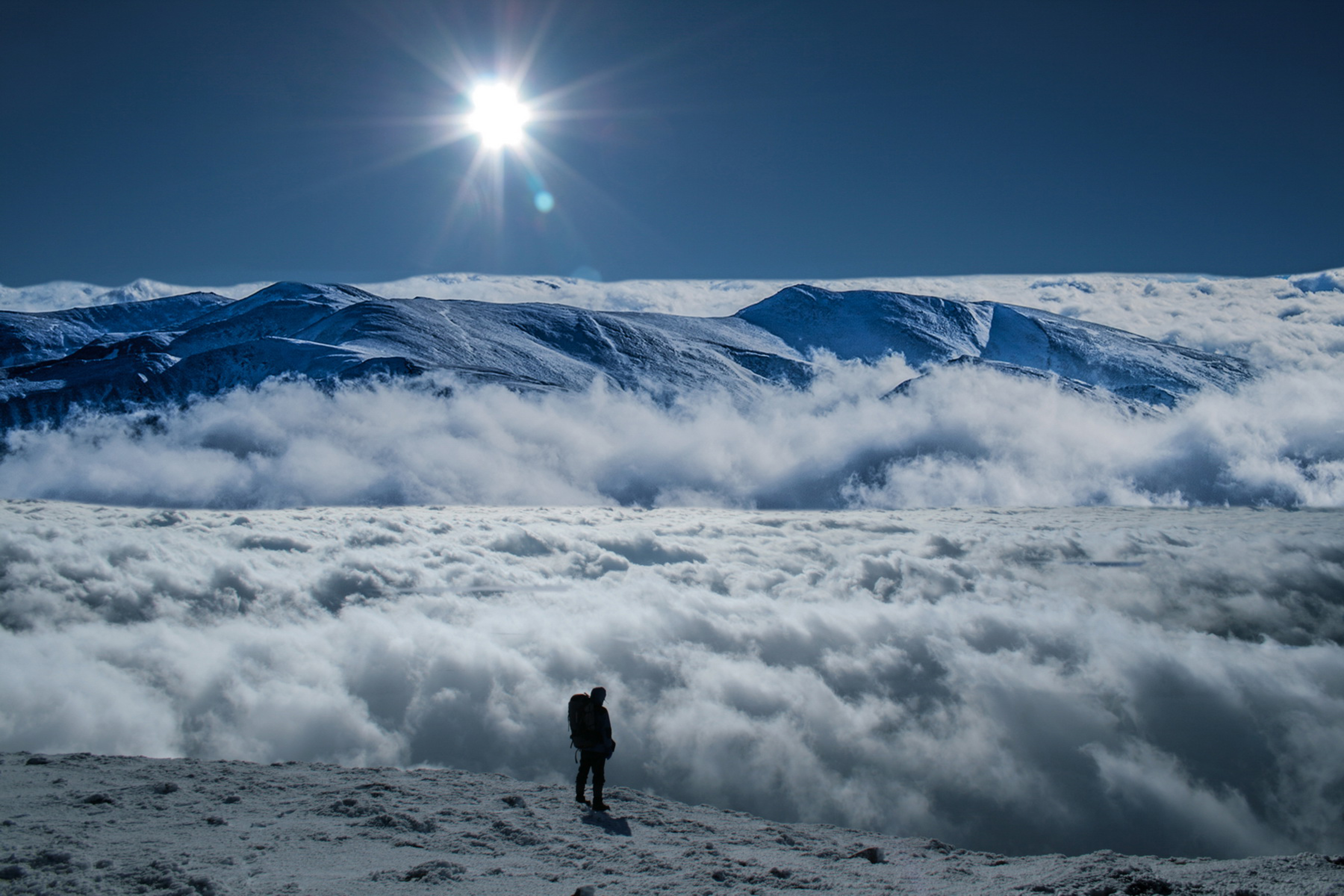
Вид з Говерли, Карпатський національний природний парк

У рельєфі України переважають рівнини (95 % усієї площі), що належать до південно-західної окраїни Східноєвропейської рівнини. Вони поєднують Поліську, Придніпровську й Причорноморську низовини, що займають 70 % поверхні України, а також Волинську, Подільську, Придніпровську, Донецьку й інші височини. Пересічна абсолютна висота рівнин становить 175 м. В Україні знаходиться найвища точка Східноєвропейської рівнини — гора Берда, висотою 515 м над рівнем моря.
Гірські масиви в Україні представлені частиною Карпатських гір — Українськими Карпатами, де розташована найвища вершина України — гора Говерла (2061 м над рівнем моря), й Кримськими горами, найвищою вершиною яких є гора Роман-Кош (1545 м).
Сейсмічність України проявляється в західних, південно-західних і в південних районах, які розташовані поблизу потужного Середземноморсько-Альпійсько-Трансазійського сейсмогенного поясу планети, і де виділяються два основні сейсмічні регіони: Карпатський і Кримсько-Чорноморський. Значна частина території піддається впливам власних (місцевих) землетрусів і сильних підкорових землетрусів зони Вранча (Румунія).

### Клімат

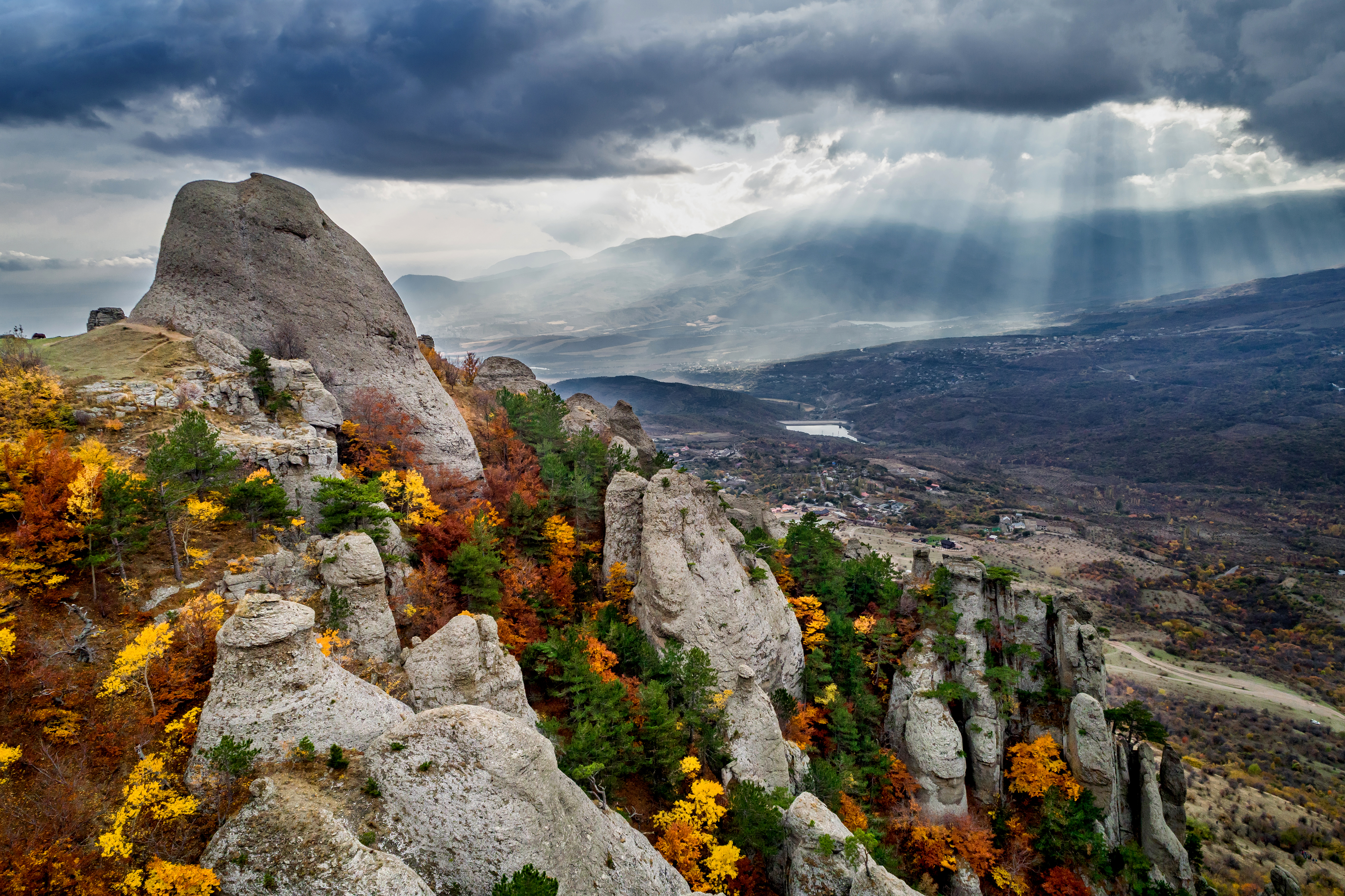
Долина привидів, Крим

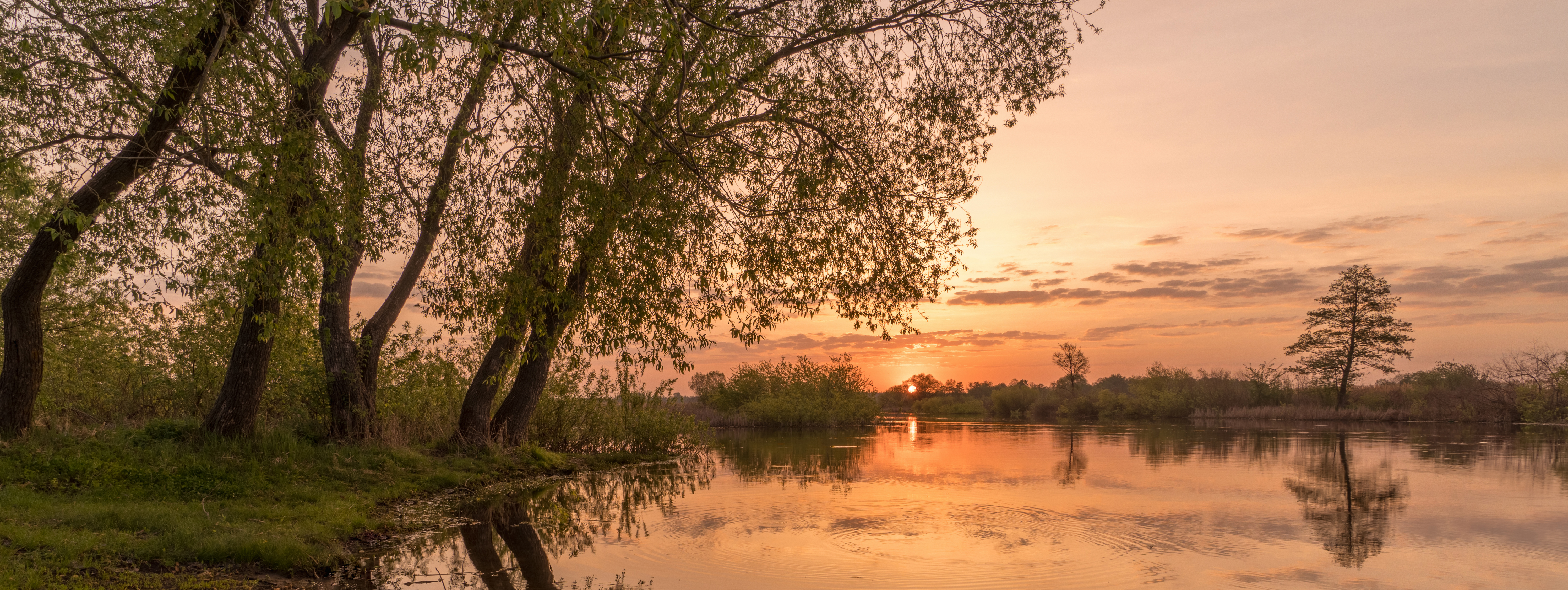
Річка Сула, Нижньосульський національний природний парк

Територія України лежить переважно в помірно-континентальній області помірного кліматичного поясу зі зростанням континентальности з північного заходу на південний схід. Південний берег Криму виділяється в окремий регіон субтропічного середземноморського клімату. В Українських Карпатах і Кримських горах висота місцевості й експозиція схилів зумовлюють вертикальну зональність клімату.
Середньорічна температура повітря в Україні коливається від +11…+13 °C на півдні до +5…+7 °C на півночі. Пересічна середня температура найхолоднішого місяця (січня) змінюється від −7…−8 °C на північному сході до 0 °C у степовому Криму й +2…+4 °C на Південному узбережжі Криму. У найтеплішому місяці (липні) середньомісячна температура змінюється від +17…+19 °C на півночі й північному заході країни до +22…+23 °C у південних районах і +25 °C — на Південному узбережжі Криму.
Найнижча температура повітря на території України зафіксована 8 січня 1935 р. у Луганську. Унаслідок вторгнення повітряних течій з Арктики температура знизилася тут до −42 °C.
Основною закономірністю в розподілі опадів на території України є їхнє зменшення з півночі й північного заходу в напрямку на південь і південний схід. Найбільші річні суми опадів помічено в Українських Карпатах — 1500 мм (полонина Плай — 1663 мм) і Кримських горах (1000—1200 мм), найменші — на причорноморському узбережжі й на Присивашші (від 450—400 до 300 мм). На переважній частині території кількість опадів у середньому змінюється від 650—600 мм на заході до 450—400 мм на півдні й південному сході. Основна їхня маса припадає на теплий період року, за винятком Південного берега Криму. Узимку опади бувають у вигляді снігу, майже на всій території країни; висота снігового покриву — 10—30 см, а в горах досягає 40 см.
Передбачається, що за 50—100 років клімат України стане більш посушливим, схожим на австралійський.

### Водотоки та водойми

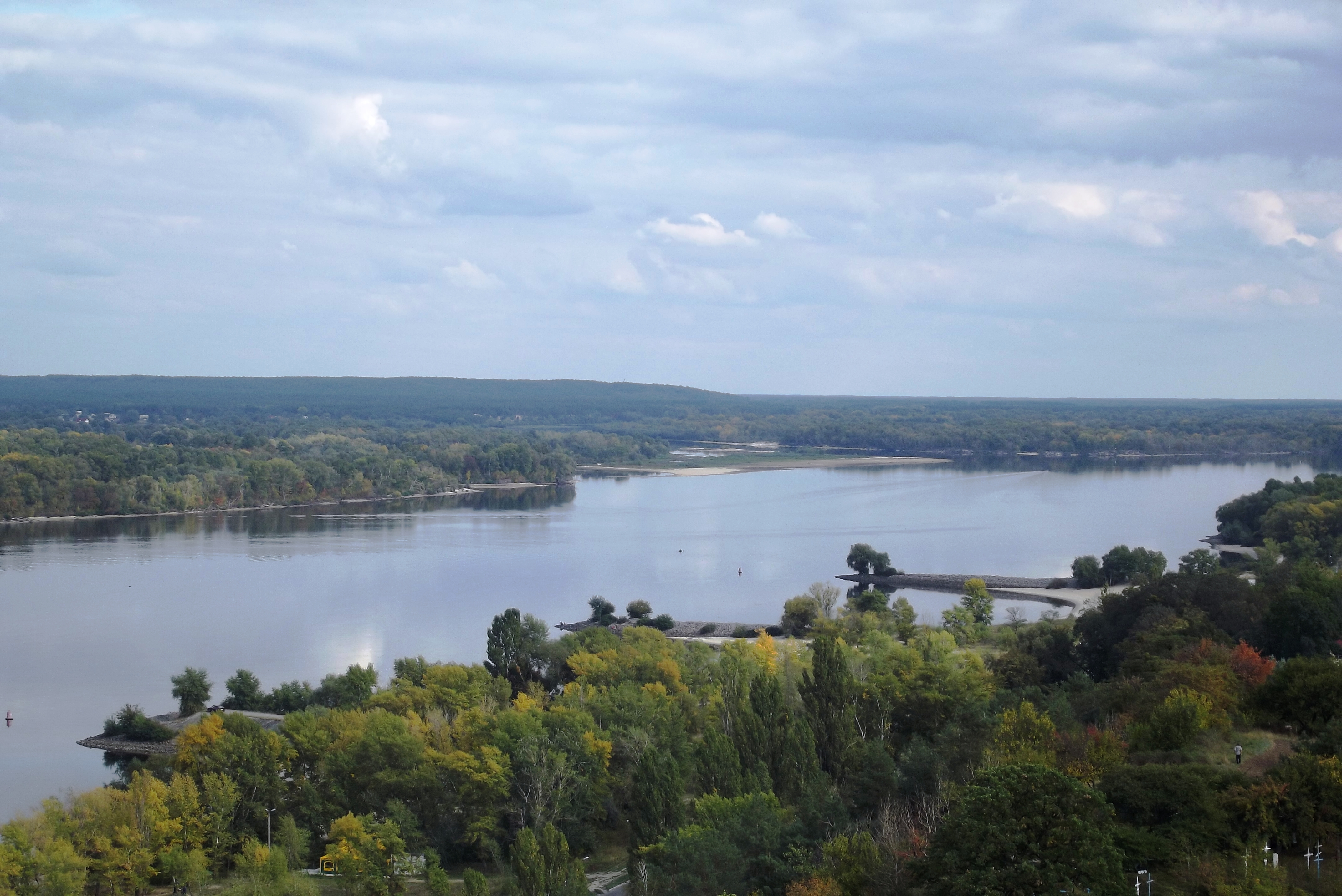
Річка Дніпро біля Канева

На території України протікає 63 119 річок і струмків загальною довжиною понад 206 тис. км, із них довжиною 10 км і більше — 3302. Більшість річок належить до басейну Чорного й Азовського морів і лише з 2 % території води мають стік до Балтійського басейну (Сян і Західний Буг із їхніми притоками). Головні річки — Дніпро, Сіверський Донець, Південний Буг, Дністер, Дунай.
Озер у країні близько 20 тис., з них лише 43 мають площу 10 км² і більше. Найбільше озеро Українського Полісся — Світязь має площу 27,5 км². Більшу площу мають солонуваті озера лиманного походження — придунайські (Ялпуг — 149 км²), причорноморські (штучно опріснений Кундук (Сасик) — 204,8 км²), кримські (солоне озеро Сасик-Сиваш — 71 км²). В Україні споруджено 1157 водосховищ і 28,8 тис. ставків. Найбільші водосховища — на Дніпрі (Кременчуцьке, Каховське, Київське, Канівське). Найбільший лиман — Дністровський — 360 км². Найсолонішим є Куяльницький лиман — 157—227 ‰.

### Ландшафти й фізико-географічне районування

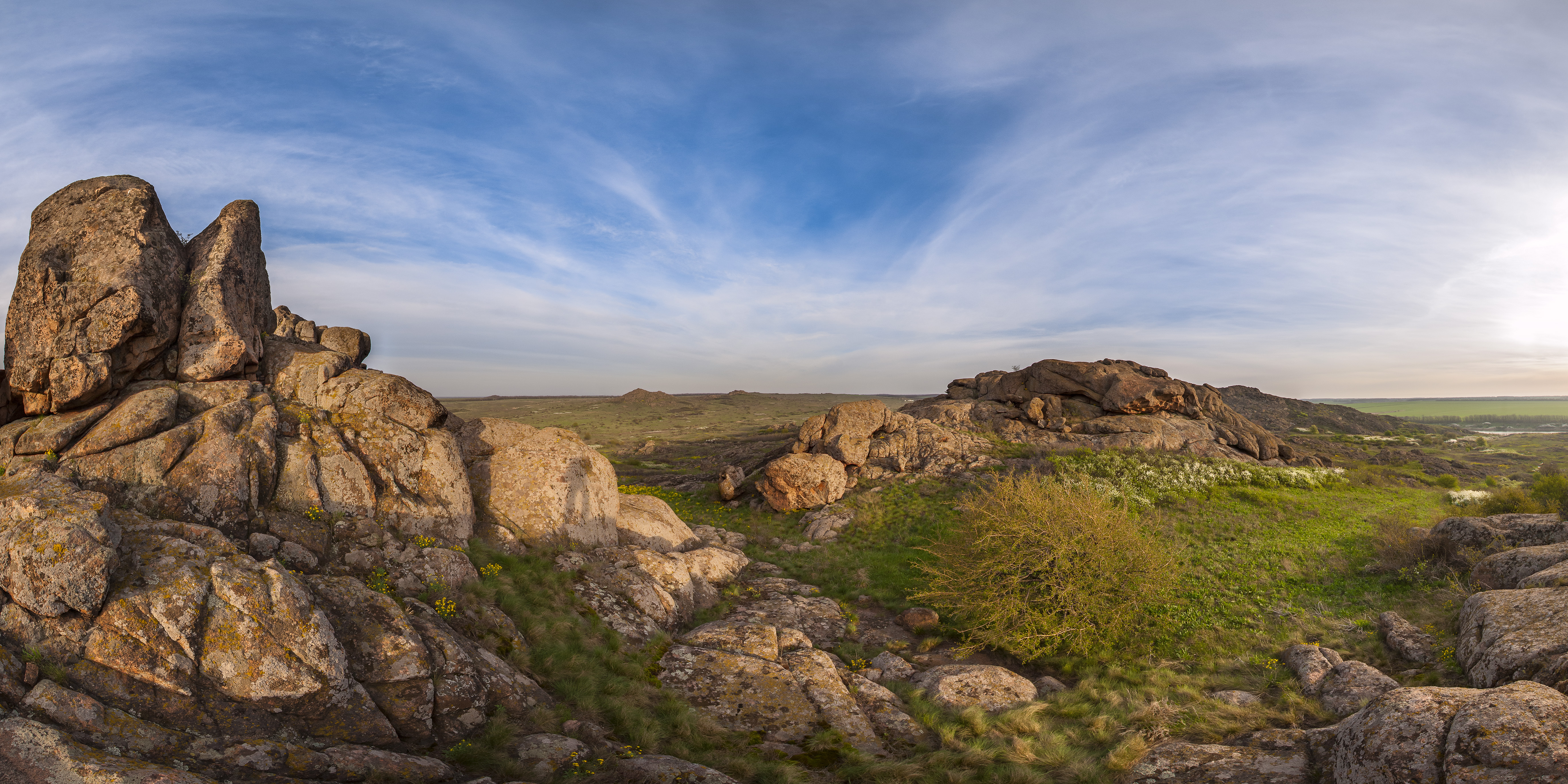
Заповідник Кам'яні Могили

У межах України за спільністю морфоструктурних рис виділяють два класи ландшафтних комплексів — рівнинний, що займає понад 93 % території, і гірський. Основні риси ландшафтної структури країни визначаються її розташуванням переважно в помірному поясі. Лише на Південному узбережжі Криму зустрічаються елементи субтропічних ландшафтів середземноморського типу.
Територія України займає південно-західну частину Східноєвропейської фізико-географічної країни з чітко вираженою біокліматичною і ландшафтною широтною зональністю, частини Карпатської та Кримської гірських фізико-географічних країн. Рівнинна Україна охоплена чотирма природними зонами: зоною мішаних лісів (Полісся), зоною широколистяних лісів, лісостеповою зоною та степовою зоною.

### Заповідні території

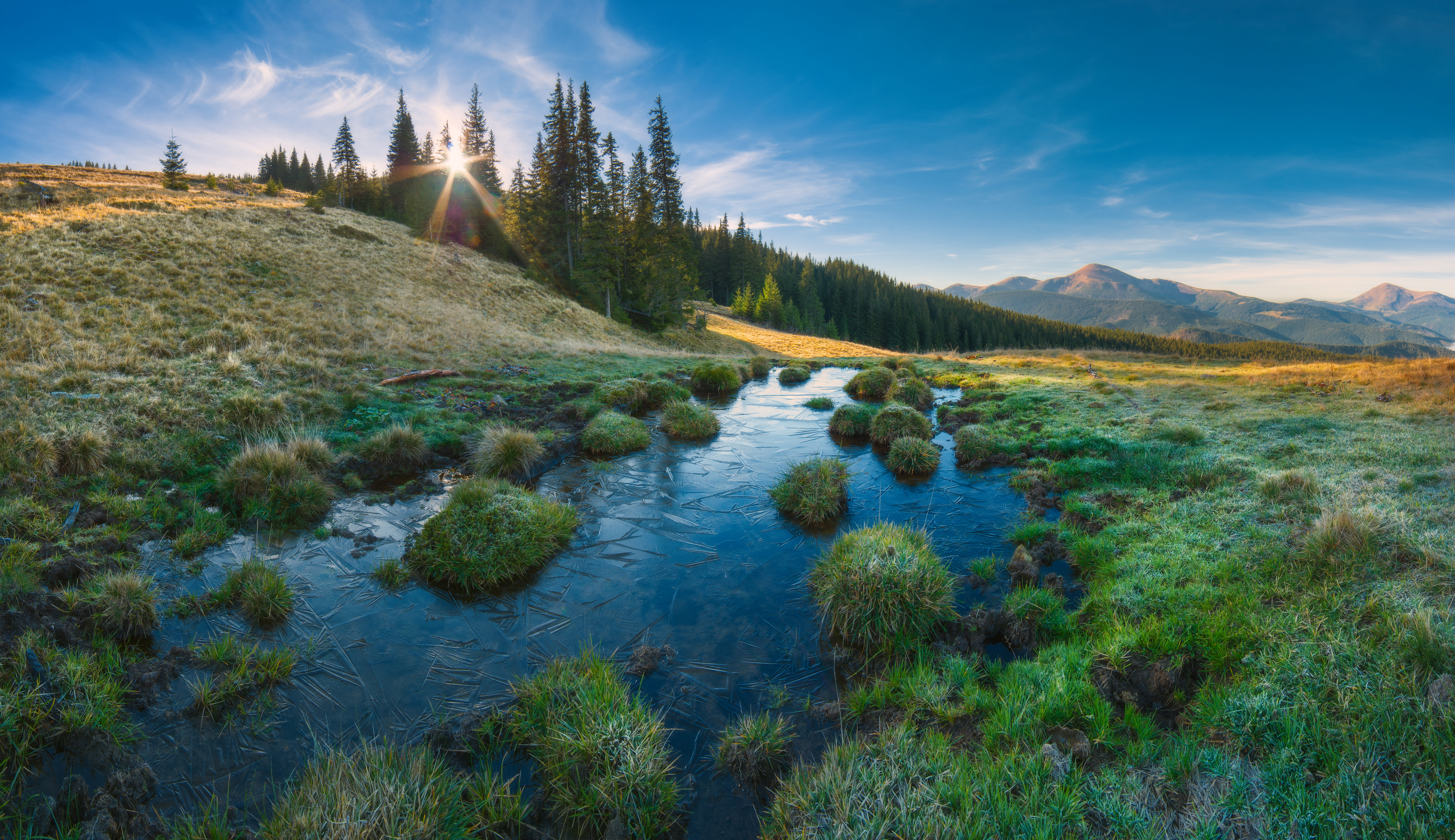
Карпатський біосферний заповідник

В Україні всі природоохоронні території об'єднані у Природно-заповідний фонд України, який включає понад 8600 об'єктів, що становлять близько 6,8 % площі країни.
Природно-заповідний фонд України включає території або акваторії, що мають особливу природоохоронну, наукову, естетичну, рекреаційну та іншу цінність і виділені з метою збереження природної різноманітності ландшафтів, генофонду тваринного і рослинного світу, підтримання загального екологічного балансу та забезпечення фонового моніторингу навколишнього природного середовища. Об'єкти природно-заповідного фонду охороняються законодавством України як національне надбання з встановленням особливих режимів охорони.
Природні об'єкти Природно-заповідного фонду України розділяються на біосферні заповідники, природні заповідники, національні природні парки, регіональні ландшафтні парки, заказники різних типів, пам'ятки природи та заповідні урочища. Найвищий статус і здебільшого найбільшу площу мають заповідники та національні природні парки. В Україні існує 5 біосферних заповідників (Асканія-Нова, Карпатський, Чорноморський, Дунайський, Чорнобильський), 19 природних заповідників (найдавніші Канівський, Кримський, Український степовий, Поліський, Луганський, Мис Мартьян, Ялтинський гірсько-лісовий, Карадазький) та 55 національних природних парків (найдавніші Карпатський, Шацький, Синевир).

### Корисні копалини

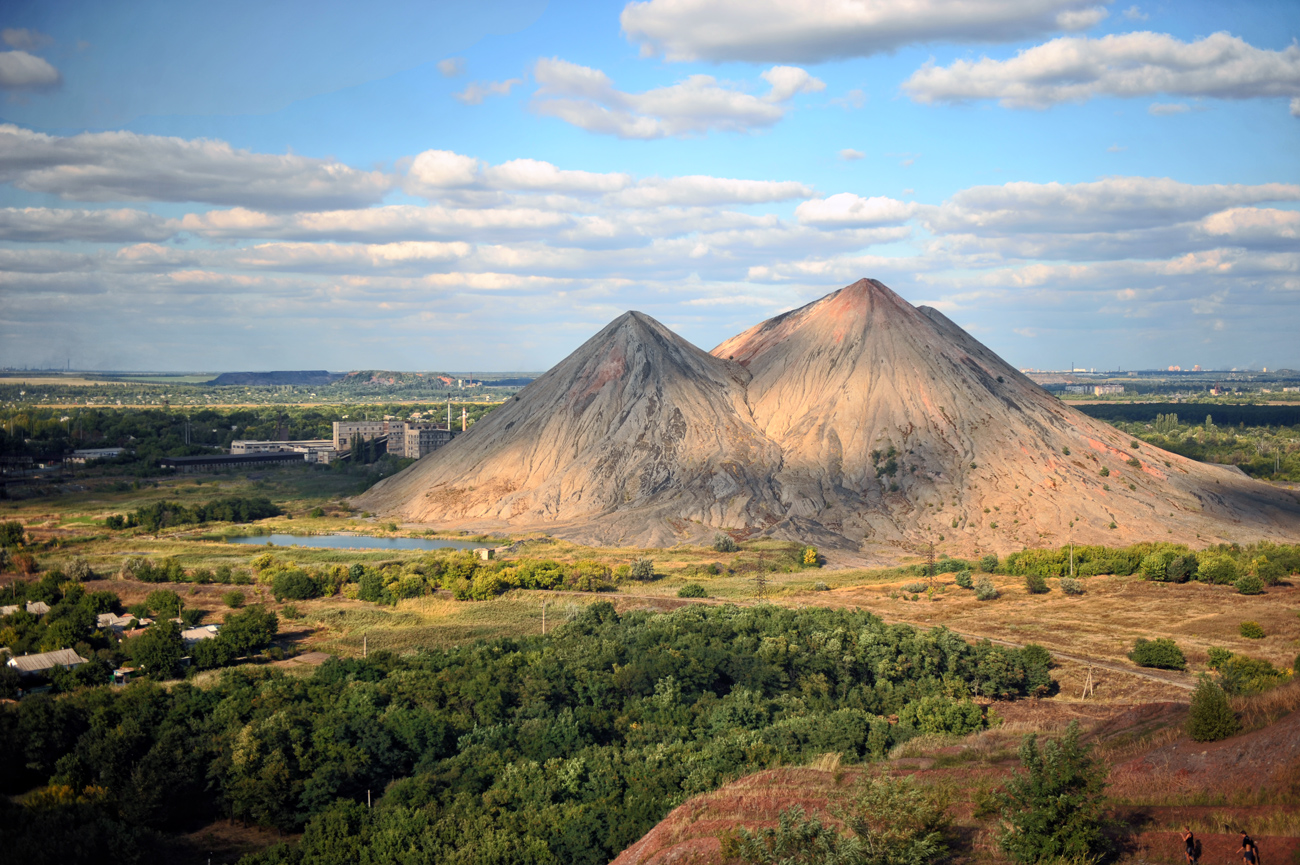
Терикон, Донецька область

Україна входить до числа провідних мінерально-сировинних держав світу. Поєднання різновікових (від архею до кайнозою) структурних елементів, що сформувалися внаслідок вияву всіх властивих становленню земної кори процесів, обумовило широкий діапазон корисних копалин, що становлять мінерально-сировинну базу країни. Україна, яка займає всього 0,4 % земної суші й де проживає 0,8 % населення планети, має у своїх надрах 5 % мінерально-сировинного потенціалу світу.
В Україні розвідано 20 тис. родовищ і проявів 111 видів корисних копалин (за даними УНІАН — 200 видів корисних копалин, 120 із яких використовує людство нині). З них 7807 родовищ 94 видів корисних копалин мають промислове значення й ураховуються Державним балансом запасів. Найбільше економічне значення мають кам'яне вугілля, нафта й газ, залізні й марганцеві руди, самородна сірка, кам'яна й калійна солі, нерудні будівельні матеріали, мінеральні води. Їхні родовища є в різних геологічних регіонах України. За розвіданими запасами деяких корисних копалин Україна випереджає РФ, США, Велику Британію, Францію, Німеччину, Канаду й інші країни. Зокрема, за запасами й видобутком залізних, марганцевих, титано-цирконієвих руд, багатьох видів неметалічної сировини Україна наприкінці XX ст. займала провідне місце серед країн Європи й світу.

### Біорізноманіття

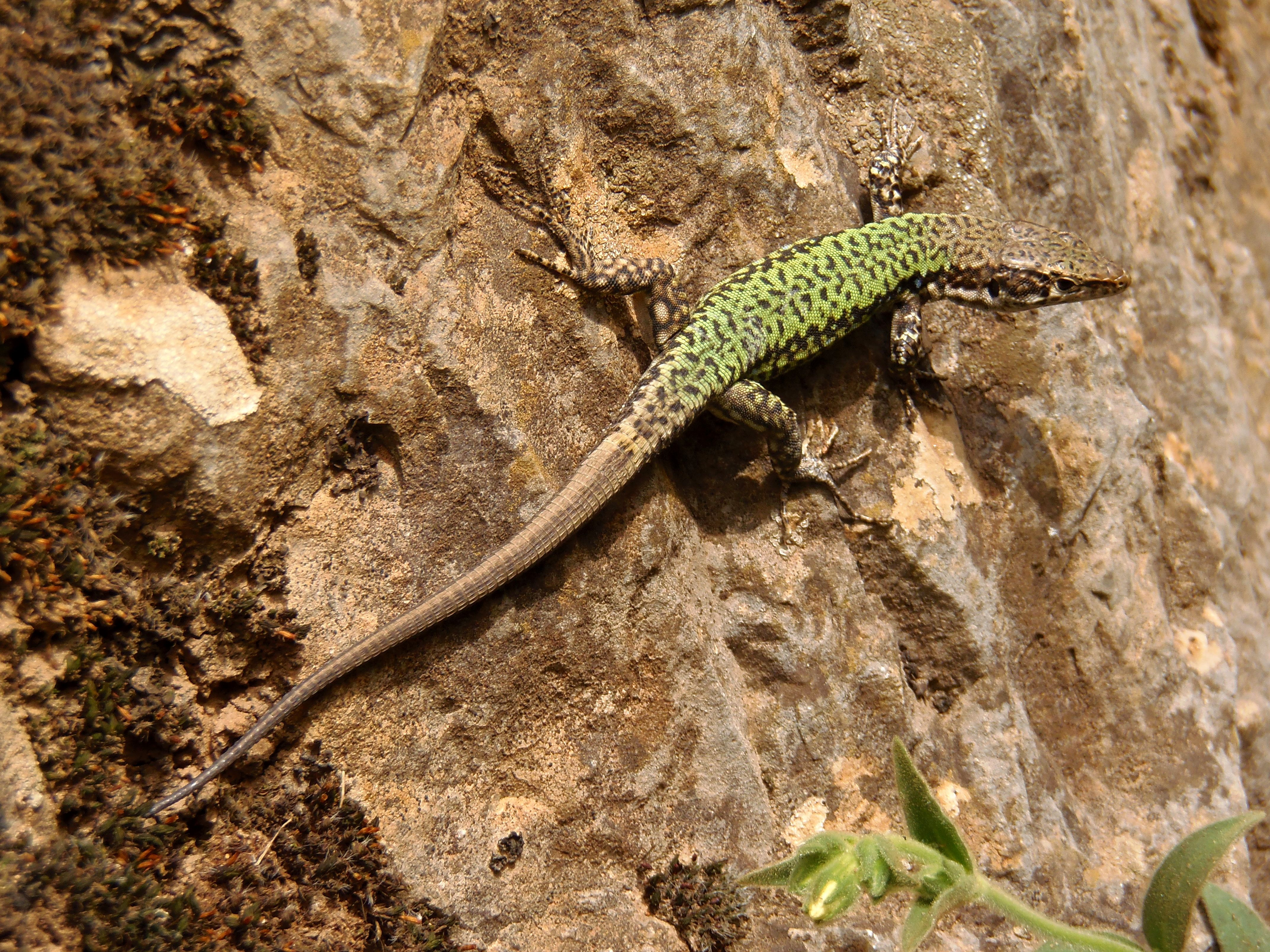
Ящірка Ліндгольма, ендемік Кримських гір

Різноманіття природних умов України, її розташування в кількох природних зонах із двома морями, зумовлює досить багате і нерівномірно розподілене біорізноманіття зі значною кількістю ендеміків, перш за все в Кримських горах та в Карпатах.
В Україні поширені понад 60 тисяч видів живих істот, зокрема: понад 6500 видів грибів і лишайників, понад 4900 видів водоростей, понад 760 видів мохоподібних, понад 6000 видів судинних рослин, понад 1200 видів найпростіших, 33 види губок, 40 видів кнідарій, 3 види реброплавів, 33 види немертин, близько 30 видів мохуваток, 1 вид форонід, 2 види внутрішньопорошицевих, близько 1300 видів плоских червів, близько 50 видів черевовійчастих, близько 600 видів коловерток, близько 60 видів скреблянок, 2 види щетинкощелепних, понад 400 видів кільчастих червів, понад 400 видів молюсків, понад 800 видів нематод, 111 видів тихоходів, близько 1000 видів ракоподібних, близько 3300 видів павукоподібних, близько 140 видів багатоніжок, понад 500 видів прихованощелепних, понад 35 тисяч видів комах, 14 видів голкошкірих, 1 вид ланцетників, 9 видів тунікат, понад 250 видів риб, близько 20 видів земноводних, близько 25 видів плазунів, понад 400 видів птахів і близько 120 видів ссавців.

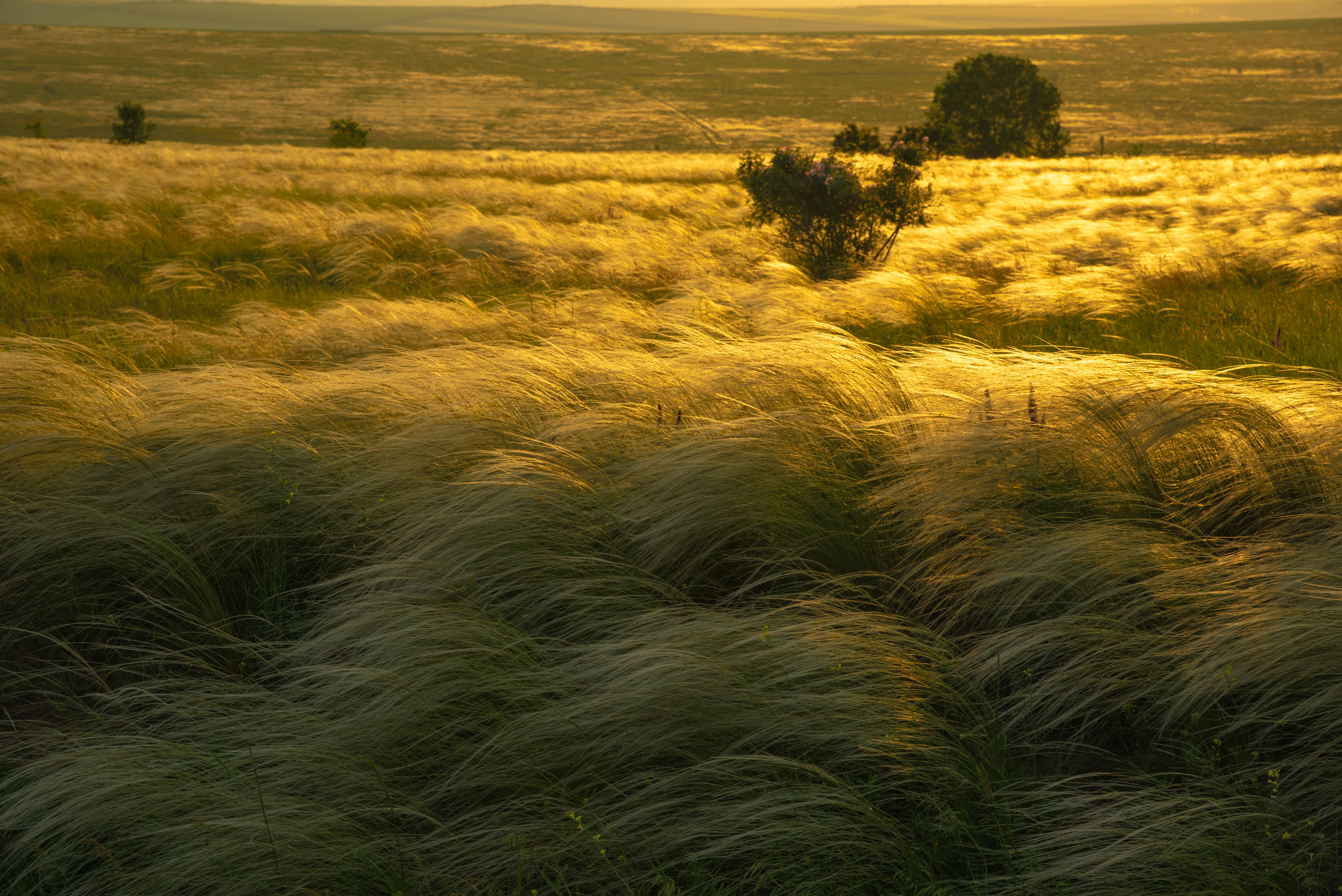
Ковиловий степ, Одещина (заказник Тарутинський степ)

Природна рослинність вкриває близько 30 % України, при цьому переважна більшість її вторинно трансформована діяльністю людини. Зокрема, ліси займають близько 14 % країни (15,6 % разом із лісосмугами), тоді як у цілому для Європи цей показник становить 41 %. Луки, які переважно виникли в Україні на місці лісів внаслідок випасу худоби та косіння і використовуються як пасовища та сіножаті, займають близько 9 % країни. Степи, що природно займали близько 40 % українських земель, збереглися лише на 0,6 % території країни, здебільшого на заповідних територіях. Площа боліт займає близько 1 %, плавнів — близько 1,6 %, солончаків — близько 1 %.
В Україні є багато ендеміків, переважно це безхребетні тварини та рослини. Серед хребетних тварин України є лише 12 ендемічних видів, зокрема це сліпак піщаний і сліпак подільський, поширені у причорноморських і подільських степах, а також ящірка Ліндгольма, поширена в Кримських горах.
Багато видів заселили природні території України внаслідок діяльності людини і є інвазійними. Деякі з них були навмисно акліматизовані людиною, наприклад, такі мисливські види як єнотоподібний собака, норка американська, ондатра, олень плямистий, муфлон, фазан звичайний тощо. У той самий час значно більше видів були інтродуковані в Україну ненавмисно, або ж поширилися самостійно внаслідок кліматичних змін. Багато з таких видів, зокрема і занесених навмисно, є шкідниками господарства та здатні завдавати шкоди природним екосистемам і подекуди витісняти місцеві рідкісні види. Серед найшкідливіших інвазійних видів України пацюк сірий, колорадський жук, каштанова мінуюча міль, кліщ варроа, слимак іспанський, рапана, реброплав мнеміопсіс, амброзія полинолиста, робінія звичайна, маслинка вузьколиста тощо.

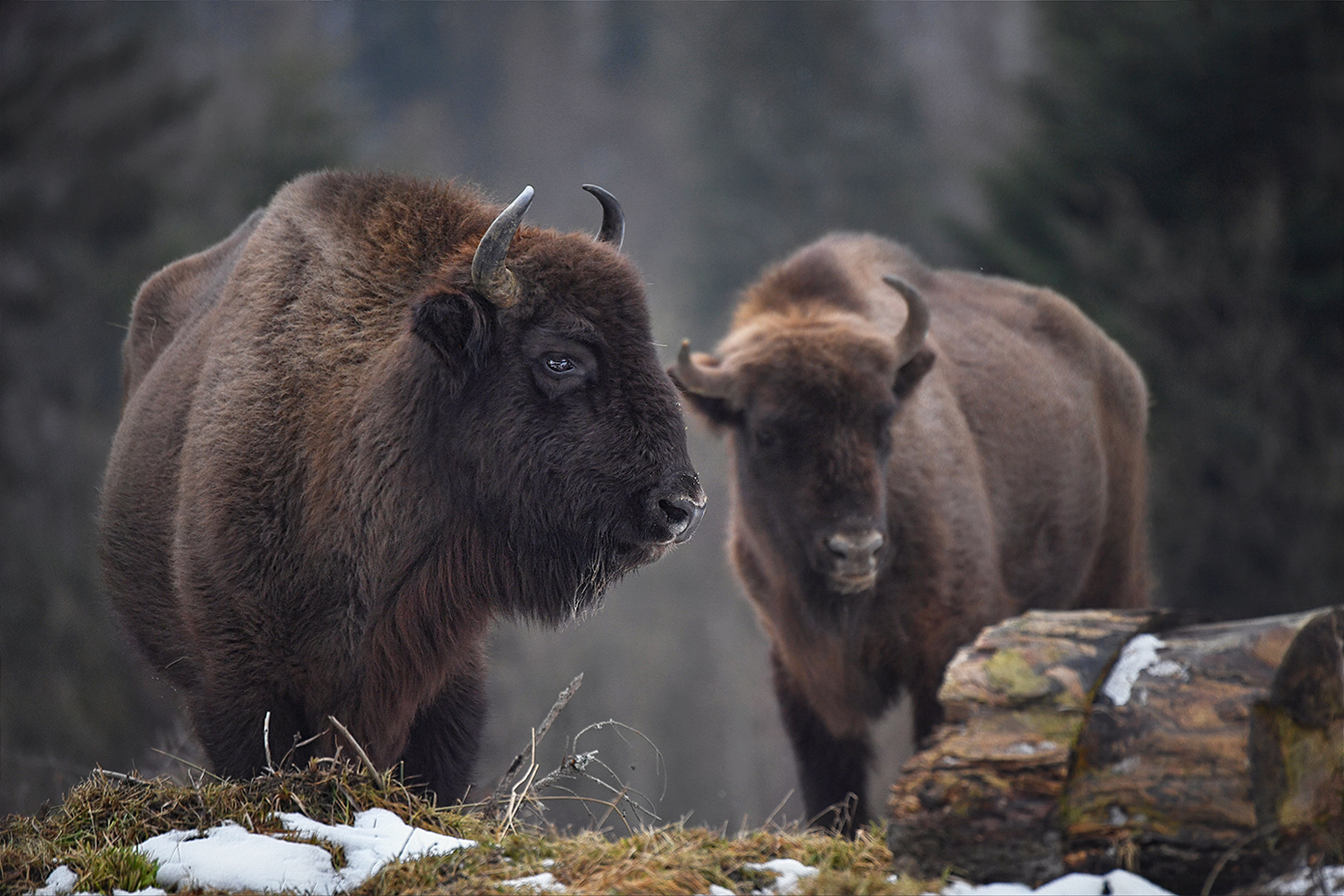
Зубри в Сколівських Бескидах

Значна кількість видів зникла в Україні протягом останніх століть внаслідок знищення їхнього середовища існування людиною. Один із найпоказовіших прикладів — це степова антилопа сайгак, що був одним із наймасовіших видів копитних в Україні, але повністю зник тут у кінці XIX століття внаслідок розорювання степів та полювання. Також серед найпомітніших видів, що повністю зникли в Україні протягом останніх століть — тарпан, росомаха, тюлень-монах, летяга звичайна, бабак альпійський, ховрах жовтий, пискуха степова тощо. Зубр був знищений в Україні у XVII столітті, але з 1965 року реінтродукований у Карпатах і Поліссі.
В Україні основним документом з охорони біорізноманіття є Червона книга України, що містить перелік рідкісних, вразливих і зникаючих видів тваринного і рослинного світу у межах країни, а також узагальнені відомості про сучасний стан цих видів і заходи щодо їх збереження. Занесені до Червоної книги України види підлягають охороні на всій території України, у межах її континентального шельфу та виключної морської економічної зони. Регулюється Законом України «Про Червону книгу України». З 2021 року до Червоної книги України занесено 1544 види, з них 687 тварини і 857 — рослинний світ. Державне управління, регулювання та контроль збереження видів, занесених до Червоної книги України здійснює Кабінет Міністрів України і підпорядковані структури. Наукове забезпечення ведення Червоної книги України здійснює Національна комісія з питань Червоної книги України, що створюється на базі Інституту зоології та Інституту ботаніки НАН України, які є провідними центрами з вивчення біорізноманіття України.

## Історія

### Доісторичний період (від палеоліту до бронзової доби)

Поширення Оріньяцької культури, тобто перших анатомічно сучасних людей (мисливців-збирачів) Європи, бл. 35—26 тисяч років тому

В Україні знаходиться найдавніша відома стоянка доісторичних людей у Європі (людина прямоходяча, Homo erectus), поблизу села Королево на Закарпатті, що була датована у 1,4 мільйони років (ранній палеоліт), і вважається осередком міграції давніх людей з Кавказу.
Щонайменше з кінця раннього палеоліту (близько 300 тисяч років тому), та протягом усього середнього палеоліту, більшу частину земель нинішньої України населяли неандертальці (Homo neanderthalensis). Особливо добре відомі стоянки неандертальців у Криму, який імовірно був одним з останніх рефугіумів цього виду людини, до близько 28 тисяч років тому.
Близько 40 тисяч років тому Європу, зокрема терени нинішньої України, у кілька міграційних хвиль заселили з середземноморського узбережжя Близького Сходу анатомічно сучасні люди, Homo sapiens, що були мисливцями-збирачами (кроманьйонці). Вони витіснили неандертальців, частково їх асимілювавши (відсоток ДНК неандертальців у геномі сучасної людини в Європі поступово скоротився з 3—6 % до сучасних 2 %), хоча кілька тисяч років два види людей співіснували, особливо довго в Криму. Перші сучасні люди в Європі, зокрема на значній частині України, представлені Оріньяцькою археологічною культурою, яку згодом замінили Граветська та Епіграветська культури (до близько 8 тисяч років тому), носії яких продовжували бути мисливцями-збирачами. Завдяки сучасним генетичним дослідженням людських решток зазначених культур встановлено, що їхні представники (віком починаючи принаймні від 38 тисяч років) є одними з пращурів сучасних європейців, зокрема українців.

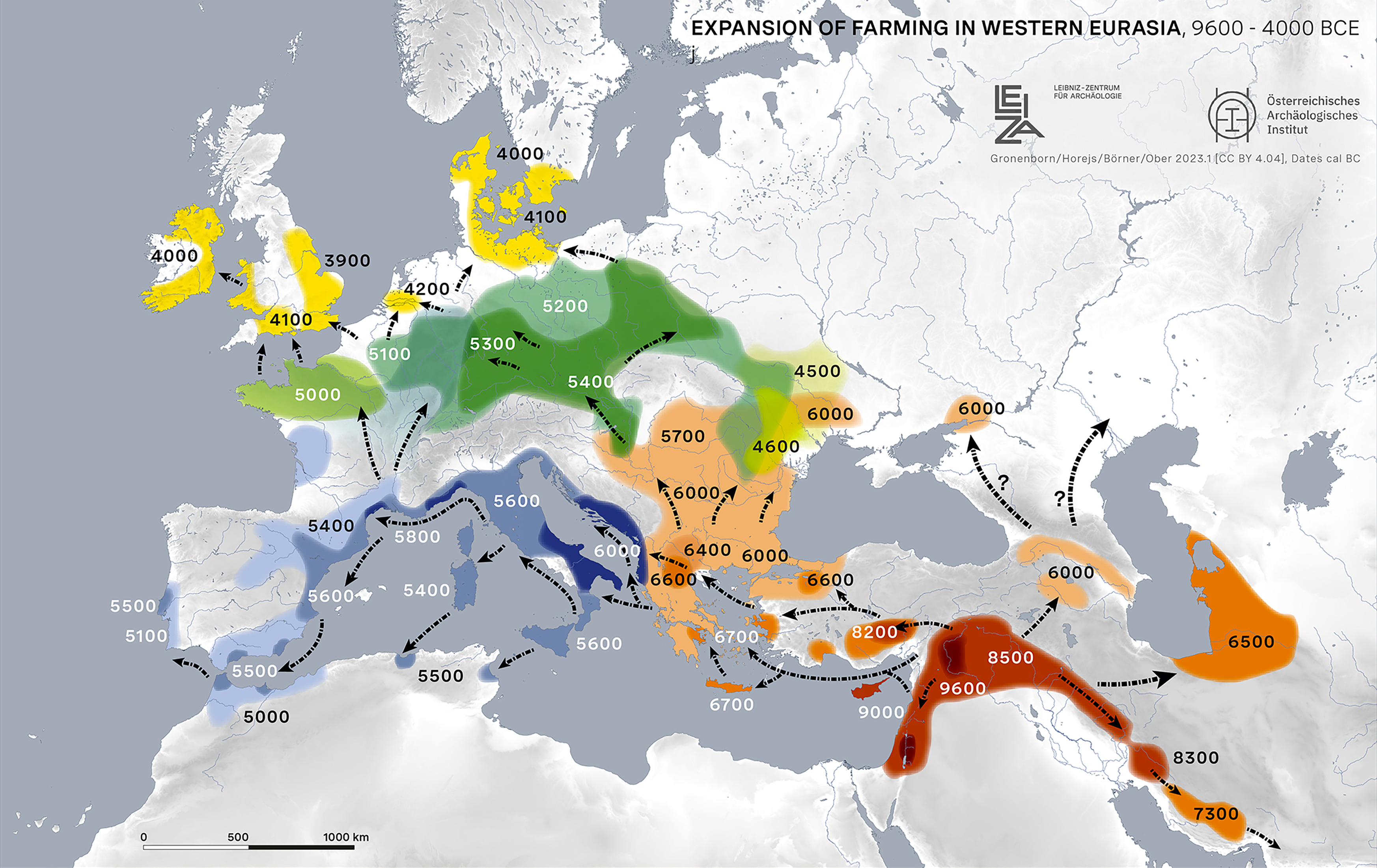
Поширення землеробства від у 9600—4000 роках до н. е.; у Східній Європі — Трипільська культура

Після закінчення останнього льодовикового періоду 11 тисяч років тому поступове потепління клімату в Європі сприяло збільшенню популяції людей та дозволило розпочати землеробство. Близько 9 тисяч років тому в Європу почали мігрувати так звані ранні європейські землероби з Анатолії, що ознаменувало початок неоліту. На теренах нинішньої України внаслідок цієї міграції близько 8 тисяч років тому виникла Трипільська культура (існувала в VI—III тисячоліттях до нашої ери). Сучасні генетичні дослідження людських решток Трипільської культури та інших ранніх європейських землеробів довели їхнє походження та встановили суттєвий вплив землеробів з Анатолії на сучасний генофонд європейців і зокрема українців.
Одночасно з Трипільською культурою на українських теренах окремо існувала Дніпро-Донецька культура (VI—III тисячоліття до нашої ери), що походила від місцевих мисливців-збирачів і також поступово переходила до землеробства та скотарства.

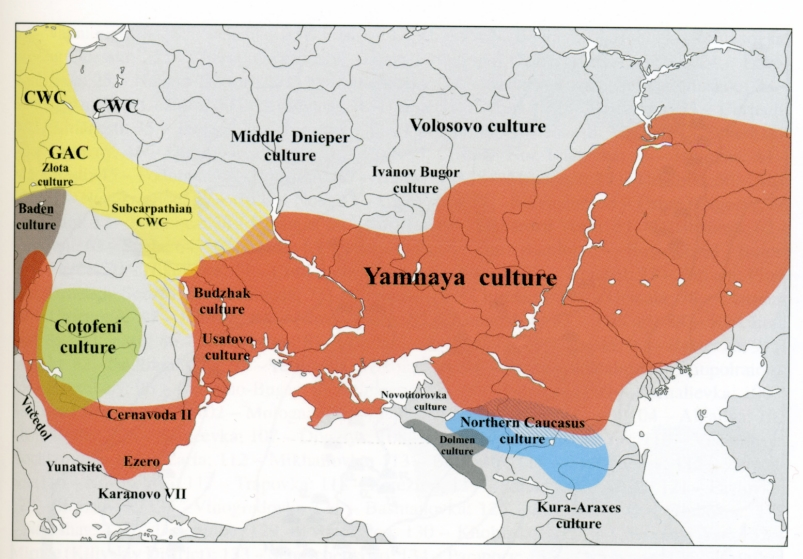
Максимальне поширення степових кочовиків-скотарів Ямної культури, бл. 3000 років до н. е.

Близько 5 тисяч років тому Східною Європою й далі на захід пройшла велика експансія степових кочовиків-скотарів зі східного понтійсько-каспійського степу, що в археології відомі як Ямна культура (існувала протягом близько 3300—2600 років до нашої ери). Степові кочовики захопили та асимілювали Трипільську культуру й інші місцеві народи, відповідно ця експансія мала значний вплив на подальший генофонд європейців та українців зокрема.
За сучасними (2024) біологічними уявленнями, що виникли у XXI столітті внаслідок секвенування геномів людських решток із багатьох археологічних культур і їх порівняння з сучаснішими людьми, подальші міграції ззовні не мали такого великого впливу на генофонд українців й інших європейських народів, як згадані вище три групи міграцій, а саме мисливців-збирачів Оріньяцької культури (понад 38 тисяч років тому), ранніх європейських землеробів з Анатолії (близько 9 тисяч років тому) та степових кочовиків-скотарів Ямної культури (близько 5 тисяч років тому). Наступні степові культури Східної Європи, включно з кімерійцями, скіфами та сарматами, були генетично пов'язані з Ямною культурою. Подальший етногенез європейських народів відбувався здебільшого за рахунок вже присутнього генетичного матеріалу, хоча мали місце великі внутрішні міграції.
Наступні культури Східної Європи були сформовані під значним культурним і генетичним впливом Ямної культури: Культура шнурової кераміки (бл. 3000—2300 рр. до н. е.), Катакомбна культура (бл. 2500—2000 рр. до н. е.), Тшинецька культура (бл. 2400—1300 рр. до н. е.), Зрубна культура (бл. 1900—1200 рр. до н. е.), Сабатинівська культура (бл. XV—XIII ст. до н. е.) та Білозерська культура (бл. XII—X ст. до н. е.).

### Залізна доба, Античність і раннє Середньовіччя

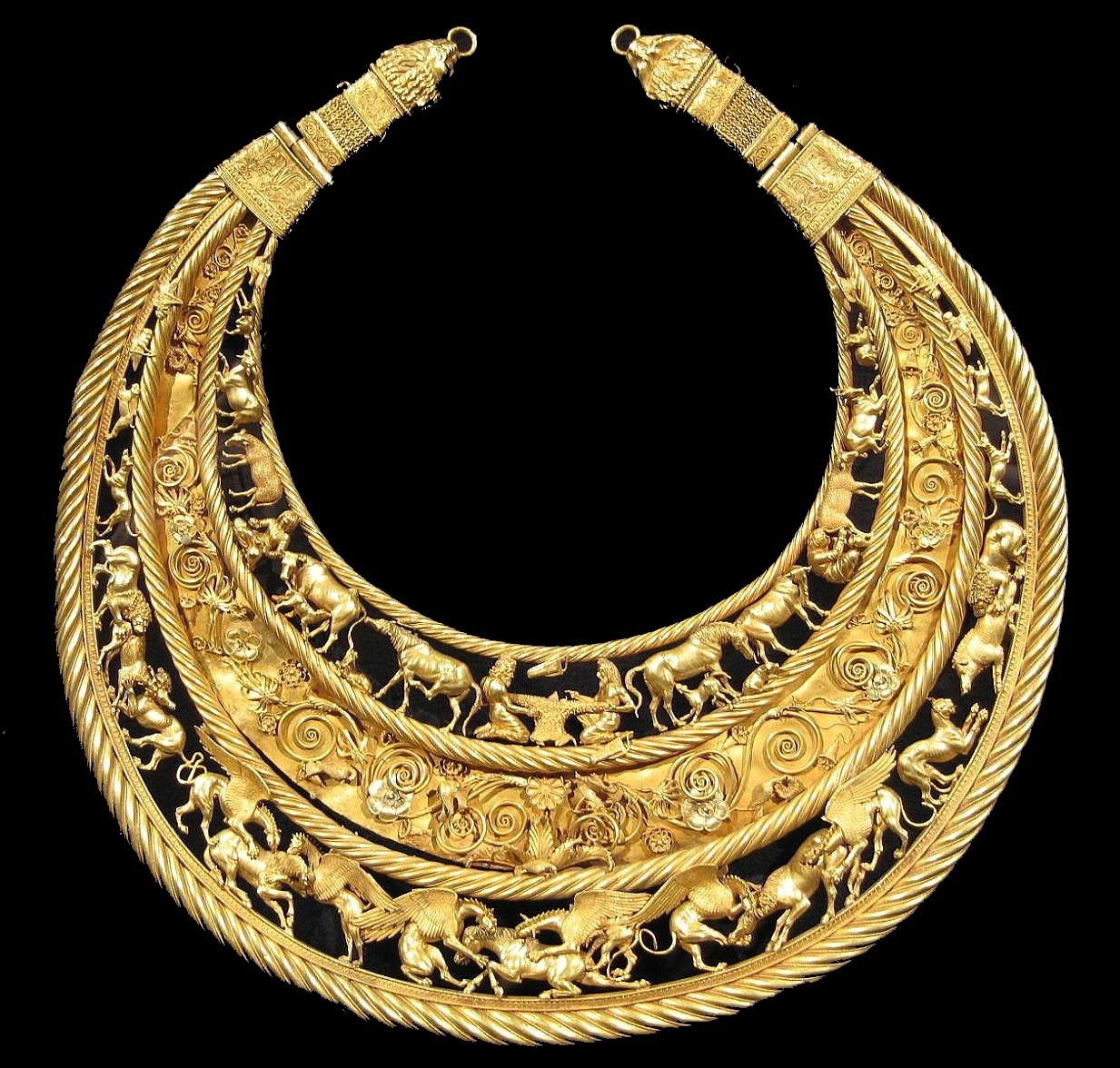
Золота Пектораль, IV століття до н. е., Товста Могила (поховання скіфів), виготовлена можливо греками з причорноморських колоній

Першим народом на теренах нинішньої України, що відомий за історичною назвою, а не лише за археологічними знахідками, були кімерійці (бл. Х—VII ст. до н. е.), які напряму походили від зазначених вище степових культур. Спорідненим із кімерійцями народом були таври, що населяли південь Криму протягом I тисячоліття до н. е.. Кімерійців згодом витіснили скіфи (VII—III ст. до н. е.), які створили одну з наймогутніших держав того часу. У III ст. до н. е. скіфів замінили сармати, союз споріднених племен яких проіснував до IV ст. н. е., коли їх витіснили гуни, які згодом дали поштовх до великого переселення народів.
Одночасно з цим, починаючи з VII ст. до н. е, давні греки заснували низку міст-колоній на північному узбережжі Чорного моря, що відомі як Давньогрецькі колонії Північного Причорномор'я: Борисфен, Тіра, Ольвія, Пантікапей, Херсонес, Феодосія, Керкінітида тощо. На основі цих колоній у V ст. до н. е. виникла Боспорська держава, яка у I  ст. до н. е. увійшла до складу Римської імперії.

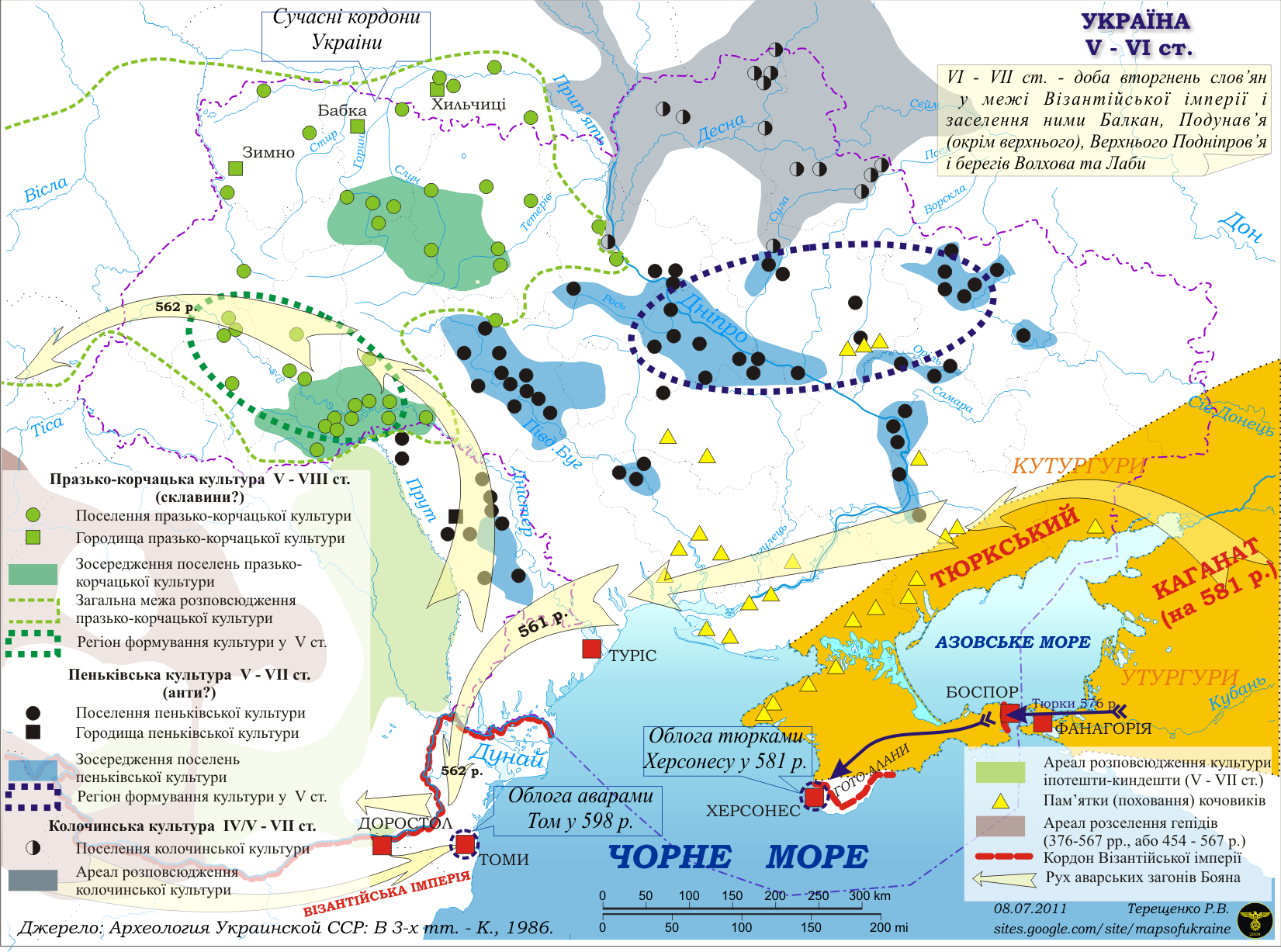
Поширення Пеньківської (анти?) та Празько-Корчацької (склавини?) культур у V—VI століттях

Близько початку нашої ери, імовірно між Віслою та Дніпром, з'явилися перші слов'яни, деталі походження яких не з'ясовані, оскільки майже всі народи цього регіону практикували кремацію протягом I тисячоліття до н. е. та I тисячоліття н. е., що, за окремими виключеннями, не дозволяє отримати детальні генетичні дані з людських решток цього періоду, як у випадках із давнішими культурами. Походження слов'ян часто пов'язують з Зарубинецькою культурою (бл. III ст. до н. е. — II ст. н. е.). Близькою до неї є також сусідня з заходу Переворська культура (бл. III ст. до н. е. — V ст. н. е.). Перші історичні згадки слов'ян відносяться до римських джерел I століття нашої ери, де вони відомі як венеди, які однак не цілком ототожнені з археологічними культурами. Ідентифікація археологічних культур цього періоду як слов'янських ускладнена присутністю в тому ж регіоні дніпровських балтів, до яких імовірно належить зокрема Милоградська культура (бл. VII ст. до н. е. — I ст. н. е.), а також готів, до яких належить щонайменше Вельбарська культура (бл. I—V ст. н. е.). Слов'янськими часто називають Черняхівську (I—V ст. н. е.) та Київську (II—V ст. н. е.) культури, але це остаточно не з'ясовано, Черняхівська культура щонайменше мала значний вплив готів. Майже не викликає сумнів слов'янська приналежність Пеньківської (бл. IV—VII ст.) та Празько-Корчацької (Корчацької, Празької, бл. V—VII ст.) культур, які ототожнюють відповідно з антами та склавинами, відомими за кількома візантійськими джерелами. У цих джерелах зокрема згадується перший відомий за іменем слов'янський правитель, князь антів Бож (IV століття), а також й інші вожді, як-от Ідарізій, Мезамир, Мусокій, Ардагаст тощо. Анти та склавини подекуди воювали з готами, аварами та Візантією. Імовірно саме від цих двох племен почалося широке розселення слов'ян Європою (зокрема до Балкан).
З VI століття сформувалося декілька слов'янських племен, імовірно похідних від антів та склавинів, які на початок IX століття населяли більшу частину нинішньої України: поляни, деревляни, сіверяни, уличі, волиняни, білі хорвати, тиверці тощо. Водночас степи лівобережжя та Криму займали степові кочові тюркські племена: булгари, хозари, печеніги та згодом половці. На півдні Криму жили також греки, готи та алани. Колишні грецькі колонії на південному узбережжі Криму перебували під контролем Візантії, що іноді переривався набігами степових кочовиків.

### Середньовіччя

#### Русь
|                                                         |  |  |
| Монети з емблемами княжих держав Володимира та Ярослава |  |  |

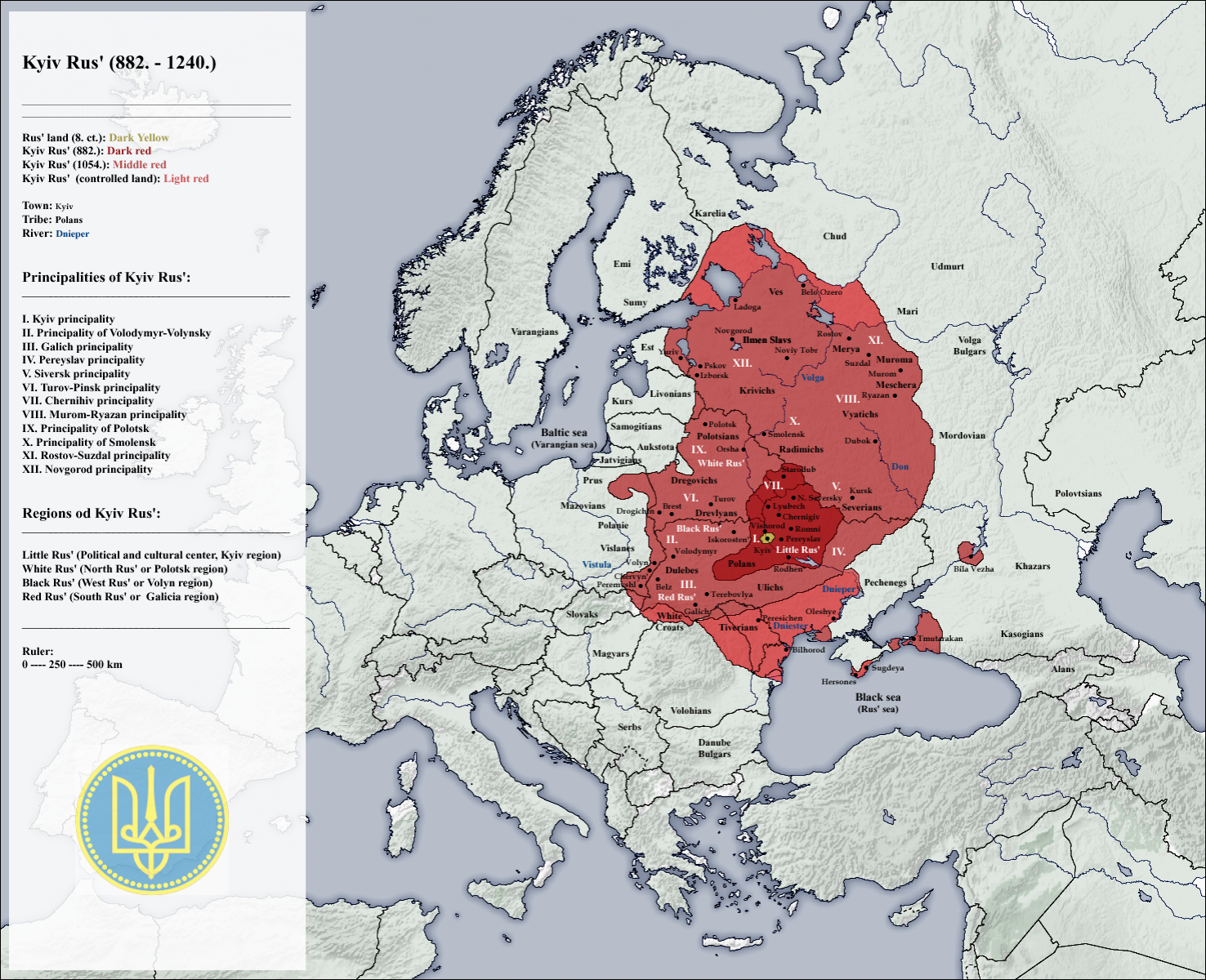
Русь, максимальні кордони

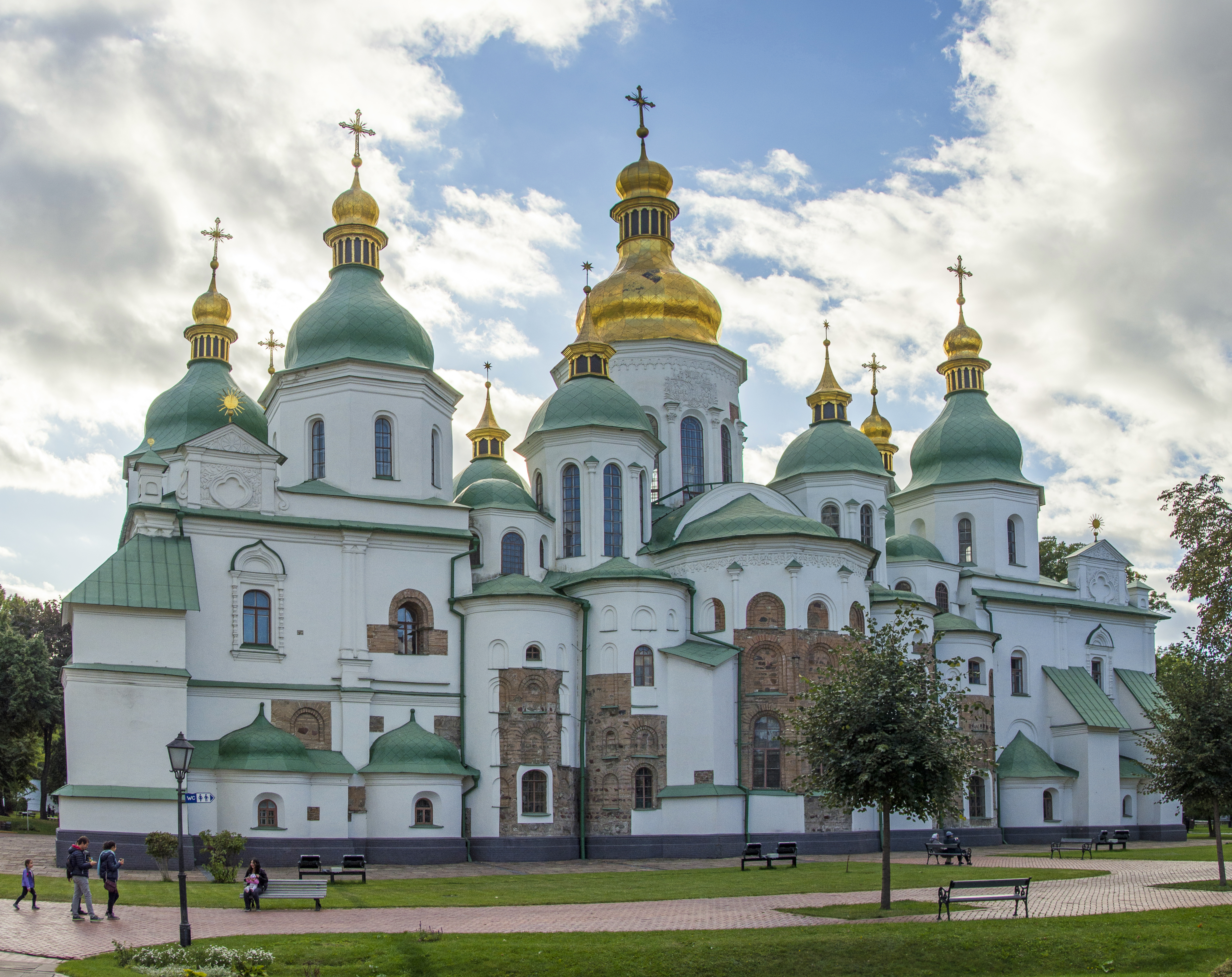
Софійський собор у Києві, заснований 1011 року

Починаючи з IX століття українські землі стали центром Руської землі на чолі з полянським Києвом. 882 року Київ захопив варязький князь Олег (882—912), який проголосив його «матір'ю городів руських» й встановив владу варязької династії Рюриковичів. За князювання княгині Ольги (945—965), її сина Святослава Хороброго (965—972), онука Володимира Великого (980—1015) та правнука Ярослава Мудрого (1019—1054) територія Руської держави розширилась шляхом підкорення Києвом сусідніх східнослов'янських, балтських і угро-фінських племен.
Це була найбільша держава Європи, площа якої сягала 1,5 млн км2. Кордони Київської Русі на півночі пролягали в районах Чудського озера, Фінської затоки Балтійського моря, Ладозького й Онезького озер; на заході — у районі верхів'їв Дністра, Карпат, Західного Бугу, Німану і Західної Двіни; на півдні — Сули, Дону, Росі й Південного Бугу; на сході — Волги та її притоки Оки. Також певний час мала дві зовнішні ізольовані колонії: фортецю Білу Вежу серед степів на нижньому Доні (X—XII ст.) та місто Тмуторокань на Кімерійському Боспорі (Керченська протока, X—XI ст.).
Русь мала довгу та насичену історію взаємовідносин із Візантією, що було зумовлено розташуванням важливого торгового шляху між Києвом і Константинополем («із варягів у греки»). У 907 році князь Олег ходив у похід на Константинополь (Царгород) і в 911 році уклав із Візантією договір про торгівлю та інші взаємовідносини. У 957 році правляча княгиня Ольга відвідала Константинополь і прийняла християнство. Однак її син князь Святослав не відмовився від автентичної релігії слов'ян. Син Святослава князь Володимир ставив за мету укласти шлюбну угоду з правлячою імператорською династією Візантійської імперії й уклав у 987 році договір про шлюб з сестрою імператора царівною Анною, в обмін на що надав військову допомогу візантійцям. Коли імператор згодом порушив договір і відмовив у шлюбі, Володимир пішов у похід на Херсонес (Корсунь) в Криму, південне узбережжя якого тоді входило до складу Візантійської імперії. Захопивши місто Володимир змусив візантійців виконати шлюбну угоду. Умовою візантійців було прийняття християнства Володимиром, наслідком чого стало хрещення Русі у 988 році. 989 року Володимир заклав Десятинну церкву у Києві, першу церкву Русі. У 1011 (або 1017) році у Києві було закладенко також Софійський собор, що наразі є найстарішою будівлею Східної Європи зі вцілілим оригінальним інтер'єром (зокрема мозаїки, фрески, графіті тощо).
Русь складалася з декількох князівств (близько 10 основних), які мали значну автономію та подекуди вели міжусобні війни (особливо за наслідування київського престолу) й мали тенденції до сепаратизму. Правили князівствами, особливо найвпливовішими, здебільшого члени родини київських князів, перш за все сини та брати поточного київського князя. Ядро Русі складали наддніпрянські Київське, Чернігівське та Переяславське князівства. Великий вплив мало також Новгородське князівство, що контролювало північну частину торгового шляху «із варягів у греки». Значними князівствами були також Волинське та Галицьке.
Процес феодальної роздрібненості в XI—XIII століттях призвів до ослаблення та поступового розпаду Русі. У XII столітті володимиро-суздальські князі (попередники московських князів) намагалися встановити свою владу над Києвом, зокрема у 1169 році вони сплюндрували Київ, що значно послабило його подальші позиції.
На початку XIII століття постала Монгольська імперія, перший великий набіг якої на Русь супроводжувався провальною поразкою київського, чернігівського та галицького князів у Битві на Калці 1223 року. Це створило передумови для масштабної монгольської навали на Русь з 1239 року. У 1240 році монголи захопили та зруйнували Київ, що закінчило існування держави київських князів. Більшість руських князівств потрапила в ординську залежність.

Київські князі на мозаїках «Золотих воріт»
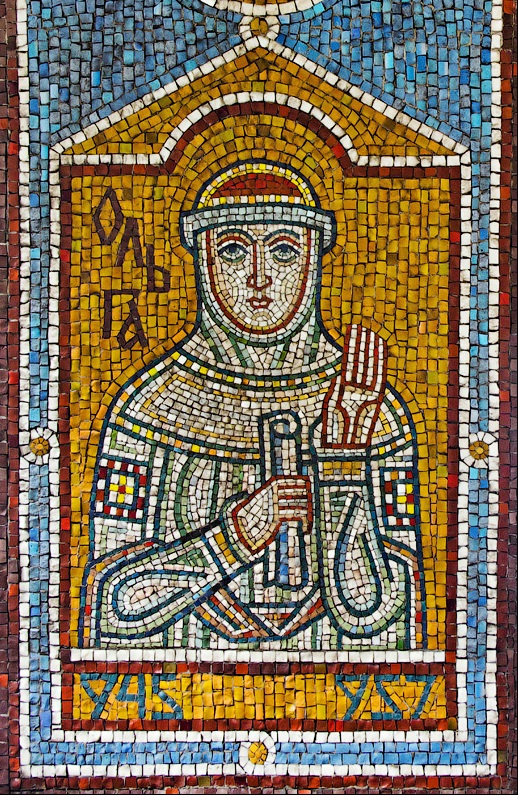
Ольга (бл. 910—969)
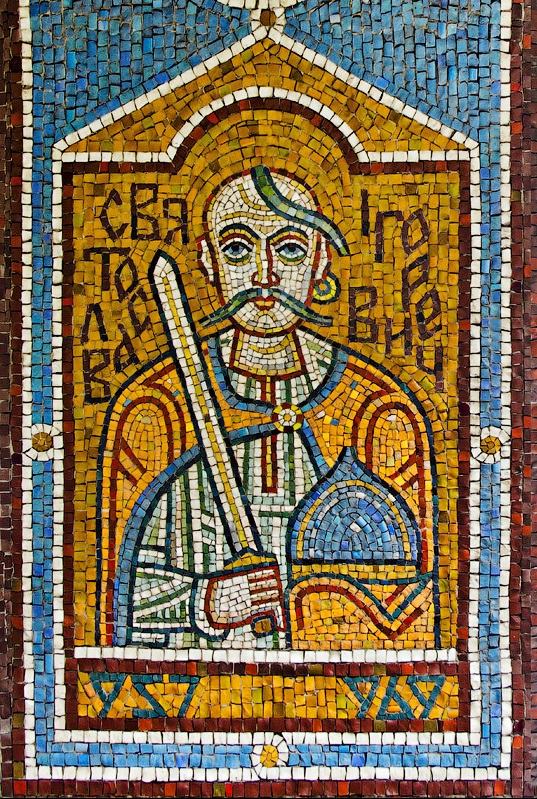
Святослав Хоробрий (бл. 938—972)
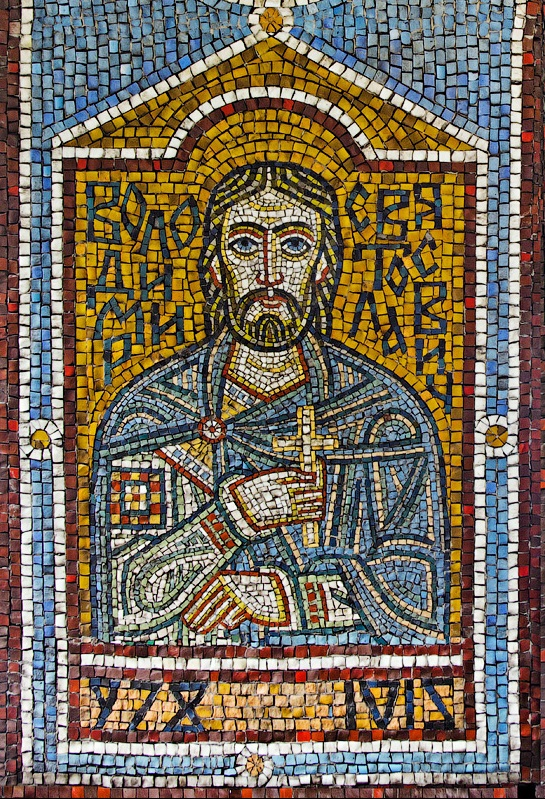
Володимир Великий (бл. 960—1015)
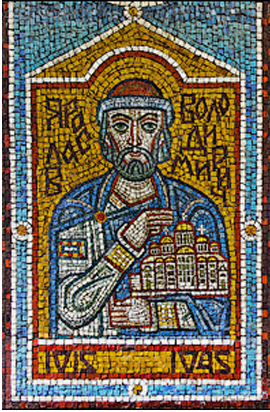
Ярослав Мудрий (бл. 983—1054)
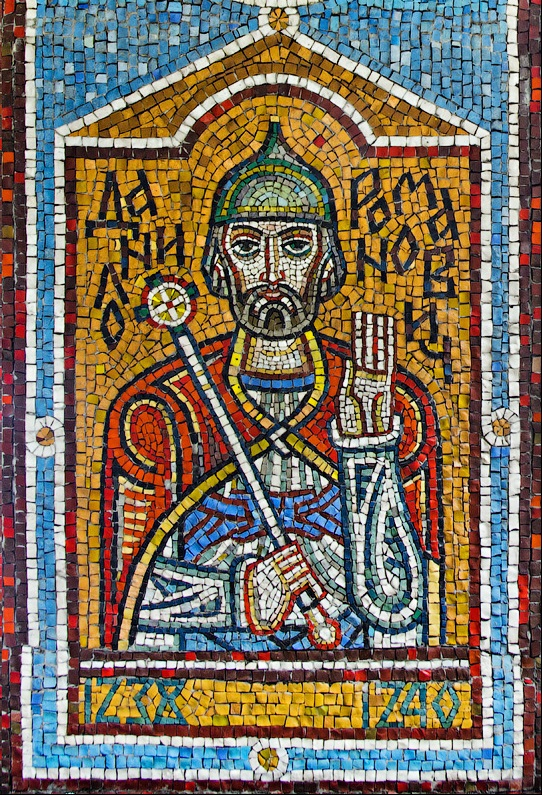
Данило Галицький (1201—1264)

#### Галицько-Волинська держава

Герб Галицько-Волинського князівства

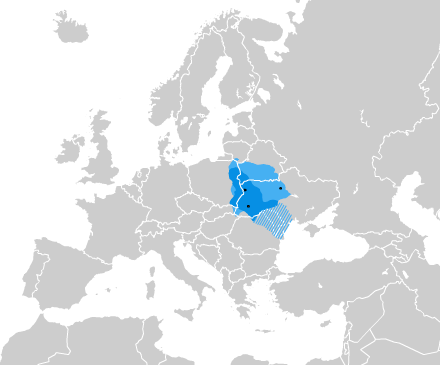
Кордони Галицько-Волинського князівства XIII—XIV століть

Після занепаду Русі політичний, економічний і культурний центр українських земель перемістився до Галицько-Волинської держави. До її складу входили Волинь, Галичина, Берестейщина, Холмщина, Підляшшя, Белжщина, Турово-Пінщина, Чорна Русь, західна Київщина та Закарпаття. Окремі князівства в Галичині, де правили Ростиславичі, виникли починаючи з 1084 з центрами в Перемишлі, Теребовлі та Звенигороді. 1141 р. Володимирко Володарович об'єднав їх у єдине Галицьке князівство, яке досягло найбільшого розквіту за правління Ярослава Осмомисла.

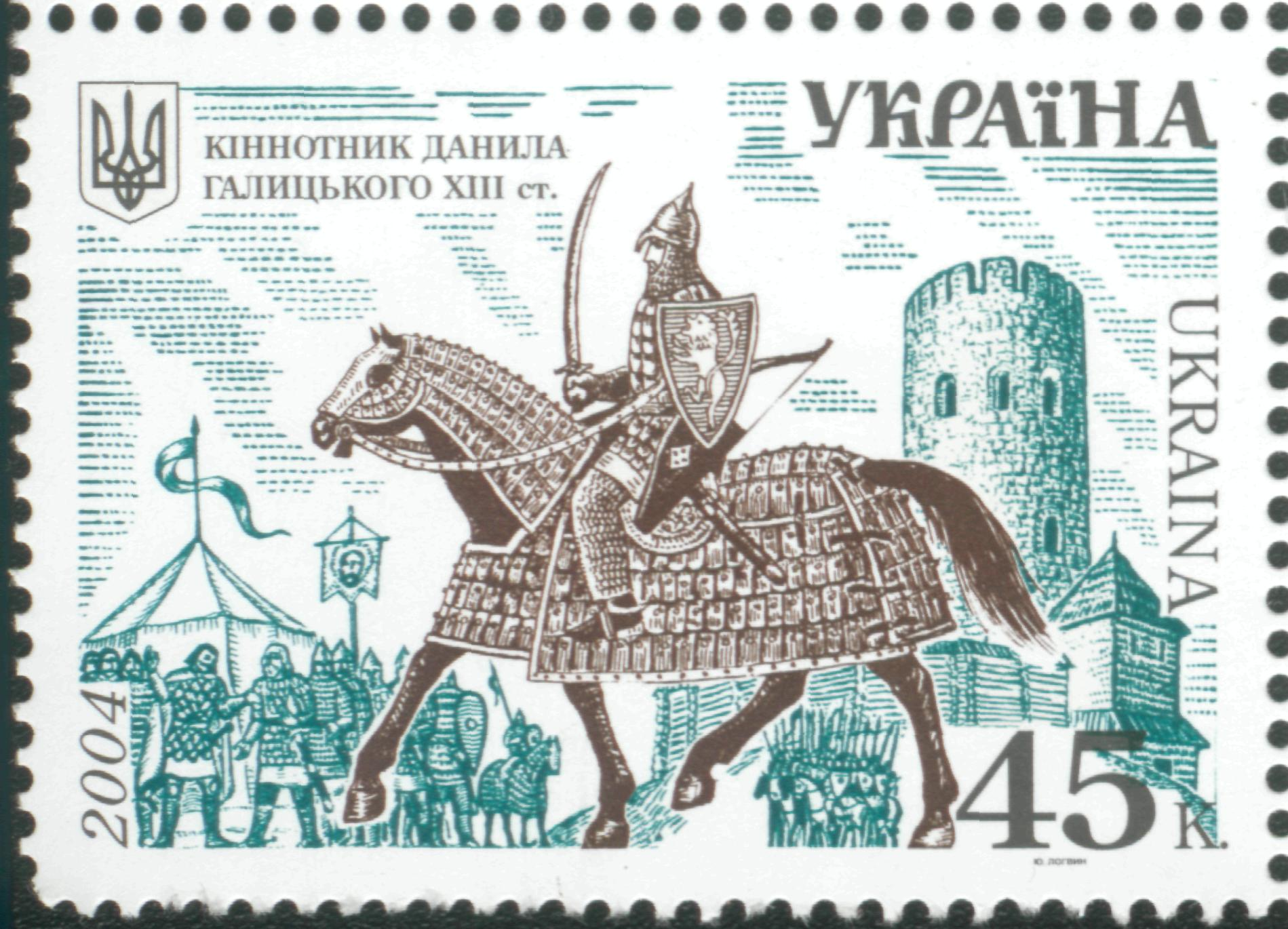
Кіннотник Данила Галицького XIII століття на поштовій марці України

1199 року Роман Великий об'єднав Галичину і Волинь у єдине Галицько-Волинське князівство. 1245 року його син і спадкоємець Данило Галицький, на часи правління якого припала татаро-монгольська навала, визнав свою залежність від Золотої Орди, проте сподіваючись на допомогу католицької Європи у боротьбі за незалежність, уклав таємні союзи із Польщею, Угорщиною, Мазовією і Тевтонським Орденом, і 1253 року прийняв знак самодержця — корону короля Русі від папи Іннокентія IV.
Близько 1256 року, після перемог над монголами Куремси, Данило заснував місто Львів. 1259 року, через відсутність військової допомоги з Заходу, король повторно визнав верховенство Орди. Його наступник Лев І постійно брав участь у походах ординців на Польщу і Литву. 1303 року Данилів онук король Юрій І домігся створення Галицької митрополії. 1308 року держава перейшла до його синів Андрія і Лева II, які розпочали боротьбу проти Золотої Орди в союзі з тевтонськими лицарями і мазовецькими князями. Проте після їхньої смерті останній монарх Юрій II знову визнав себе васалом Золотої Орди. 1340 року його вбивство дало привід Польщі та Литві — сусідам, які мали династичні права на руський престол, — розпочати війну за галицько-волинську спадщину. 1392 року Галичина з Белзькою землею і Холмщиною остаточно увійшла до Польського королівства, а Волинь — до Великого князівства Литовського, яке ще раніше опанувало землі Київського та Чернігівського князівств. У той самий час південні українські землі перебували у складі Золотої Орди, а Закарпаття — у складі Угорського королівства.

#### Крим XIII—XV століть

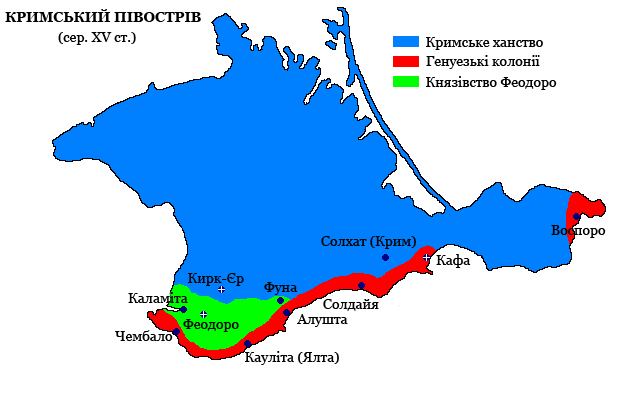
Крим у середині XV століття, під контролем трьох держав: Кримського ханату (незадовго перед цим Золотої Орди), Генуезької республіки та князівства Феодоро

У 1223 році до Криму вторглися татаро-монголи, на 1242 рік вони підкорили половців і візантійські (трапезундські) міста встановивши над півостровом владу Золотої Орди, було створено Кримський улус зі столицею у місті Солхат (зараз Старий Крим).
У 1266 році італійська Генуезька республіка домоглася від Золотої Орди дозволу на створення власної колонії в Кафі (Феодосія). Надалі генуезці розширили контроль на все південне узбережжя Криму та на східну частину Керченського півострова, утворилася так звана Генуезька Газарія зі столицею у Кафі, що існувала понад 200 років.
Місцеві візантійські еліти, греки та готи, що сповідували візантійське православ'я, не були задоволені пануванням монголів-мусульман і навіть ще більше — пануванням генуезців-католиків. На початку XIV століття їм вдалося створити в Кримських горах незалежне князівство Феодоро зі столицею у місті-фортеці Дорос (Мангуп). Князівство мало доступ до моря лише на невеликому відрізку південної частини західного узбережжя півострова з фортецею Каламіта та портом Авліта (зараз Інкерман). Феодоро налагодило дипломатичні відносини з Золотою Ордою, але вело війни з Генуезькою республікою за контроль над південним узбережжям Криму.
У 1441 році відбувся політичний розпад Золотої Орди, внаслідок якого на півострові та в степах північного Причорномор'я утворилася незалежна держава Кримський ханат.
У 1475 році до Криму вторглася Османська імперія, яка захопила та знищила князівство Феодоро та Генуезьку Газарію, а кримські хани, хоча чинили військовий супротив, у 1478 році визнали себе васалами османів. Відтоді південне узбережжя Криму безпосередньо контролювалося Османською імперією до XVIII століття, а Кримський ханат перебував у васальній залежності від неї.

#### У складі литовсько-руської та польської держав

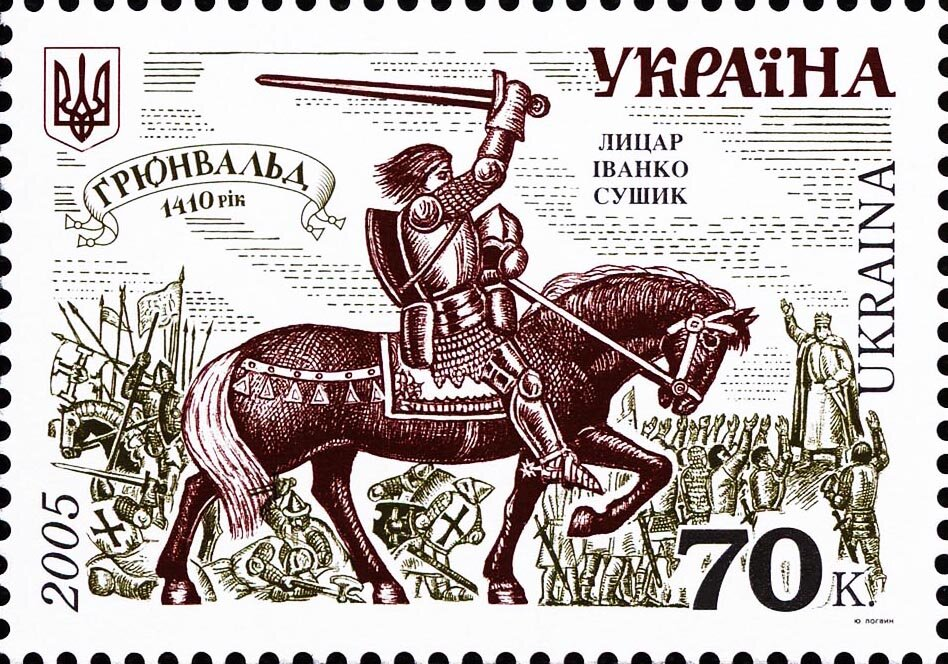
Руський лицар Іванко Сушик, герой Грюнвальдської битви (1410), на поштовій марці України

У XIV столітті литовські князі з династії Гедиміновичів вдало скористались початком занепаду Золотої Орди та розпочали збирання і переділ руських земель, спустошених у середині XIII століття навалою Батия. Співвідношення слов'янських та власне литовських земель у складі Великого князівства Литовського 1341 року було 2,5 до 1, а 1430 року — вже 12 до 1. Розпочав приєднання руських земель до Литви князь Гедимін, зокрема захопивши Київ 1322 року після перемоги в битві на річці Ірпінь. У 1340 році князь Любарт приєднав до Литви Волинь. Основний масив українських земель забрано до Литви за князювання Ольгерда, який приєднав Чернігівсько-Сіверські (1357—1358), Подільські (1363) та Київські землі (1362—1363). Нові землі приєднували як шляхом завоювання, так і через мирні ініціативи (угоди, шлюбні і родинні союзи) з переважанням останніх.
З 1398 року литовська держава мала назву Велике князівство Литовське, Руське і Жемайтійське.
Хоча правили державою литовські князівські династії, потужні позиції у Великому князівстві Литовському займали численні руські (українські) княжі роди, яких було більше ніж литовських, а також і велику частину війська на всіх ланках займали руські воїни та командувачі. Помітні позиції руські воїни займали і в армії Польського королівства, що з 1392 року включало Галичину та деякі інші західні українські землі. Наприклад, у Грюнвальдській битві (1410), де польське та литовське війська разом розбили Тевтонський орден, за свої подвиги здобув слави та земель від короля Ягайла руський лицар Іванко Сушик з міста Романів під Львовом. Серед руських (українських) княжих родів Литовської держави особливо відомими, впливовими та заможними були волинські роди Острозьких та Вишневецьких. Князь Костянтин Острозький (1460—1530) був одним із найуспішніших полководців Литовської держави, першим здобув титул великого гетьмана литовського за перемогу над татарським військом біля Очакова 1497 року. У 1514 році в битві під Оршею литовсько-руське військо на чолі з Костянтином Острозьким розгромило московське військо Василія III призупинивши захоплення руських земель Московією.
Саме у складі Великого князівства Литовського, під певним впливом литовських військових традицій, вперше виникло українське козацтво. Хоча на перших етапах виникнення козацтво загалом підтримувалося литовською елітою, це були самовільні процеси заради оборони від кочівників, а не цілеспрямована організація державою. Зростання чисельності козацьких ватаг та їхні набіги на землі Кримського ханату створювали постійну напругу у відносинах між литовськими князями і ханом. У 1556 році волинський князь Дмитро Вишневецький заснував фортецю на острові Мала Хортиця задля боротьби з кочовиками. Це стало предтечею подальшого створення першої козацької січі.
У 1569 році литовська та польська держави були об'єднані у єдину Річ Посполиту, причому руські княжі роди литовської держави здебільшого зберігали свій вплив на той час. У 1576 році князь Костянтин Василь Острозький, переважно на меценатський внесок своєї небоги княжни Гальшки Острозької, заснував Острозьку академію, перший вищий навчальний заклад України.

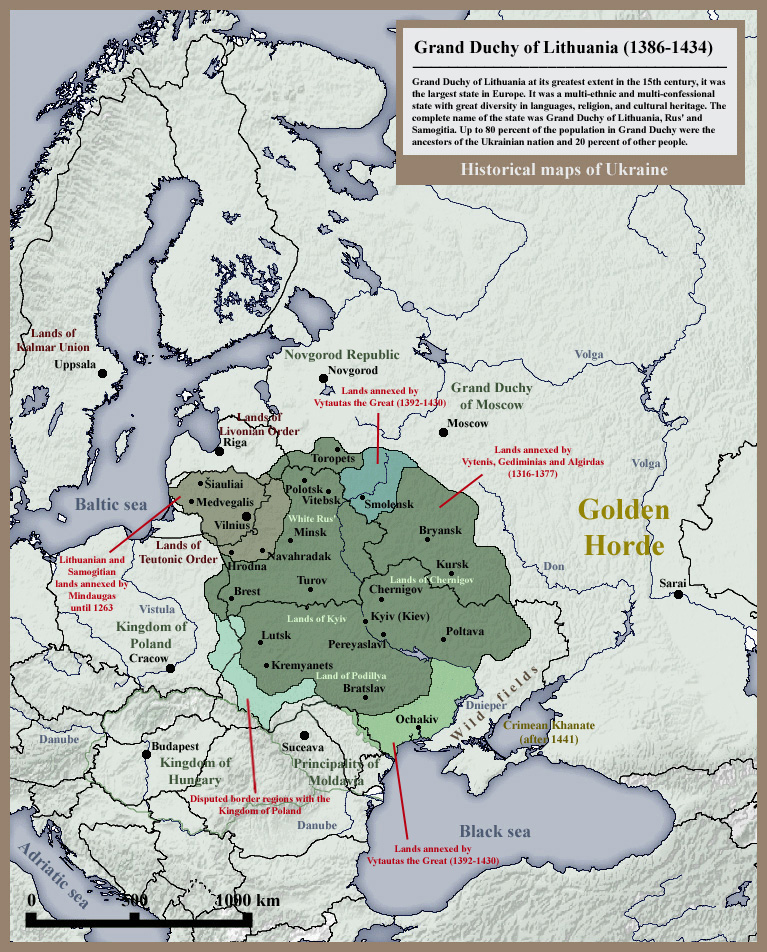
Велике князівство Литовське у 1386—1434 роках
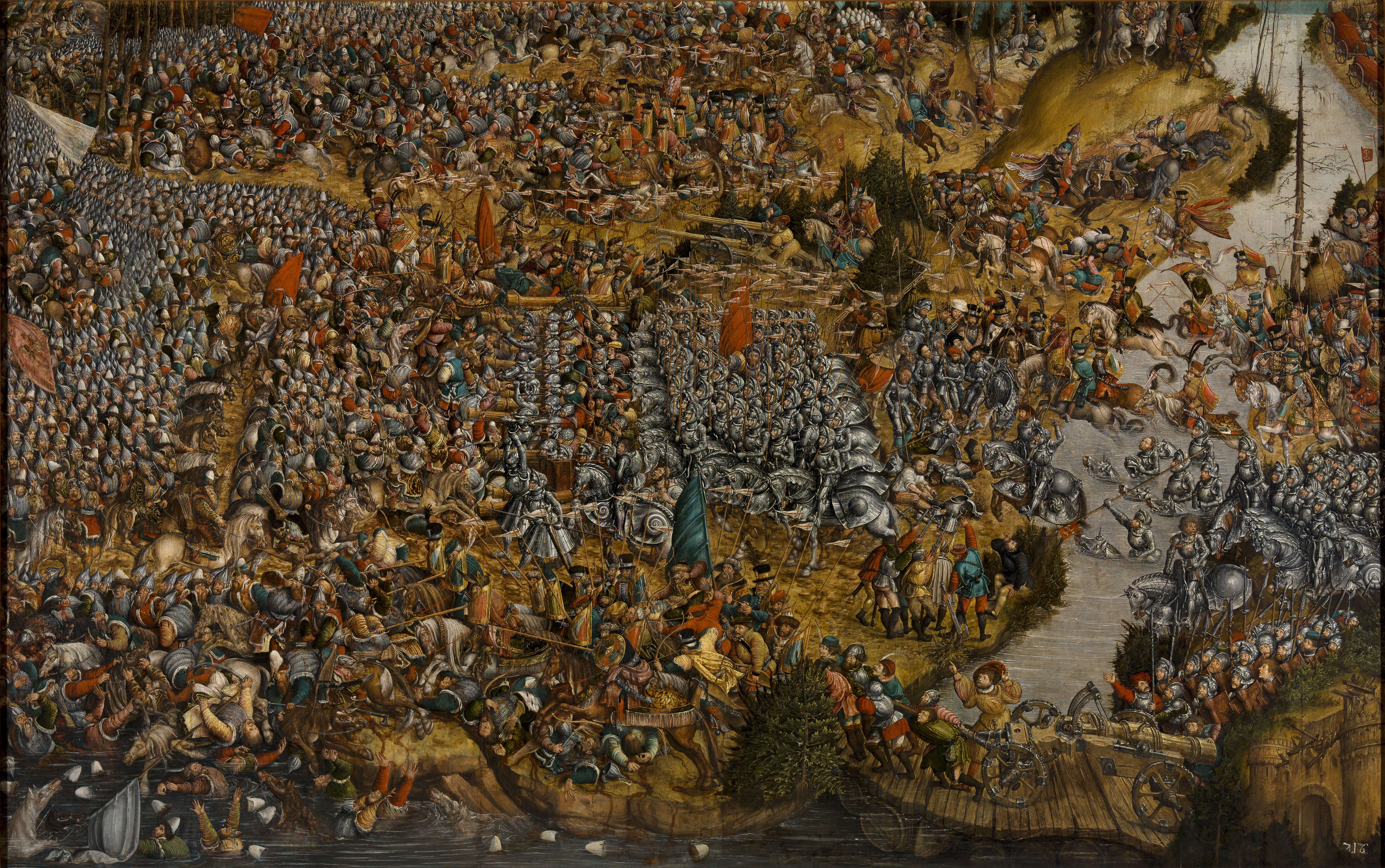
Битва під Оршею 1514 року, у якій руський волинський князь Костянтин Острозький, перший великий гетьман литовський, розгромив московське військо
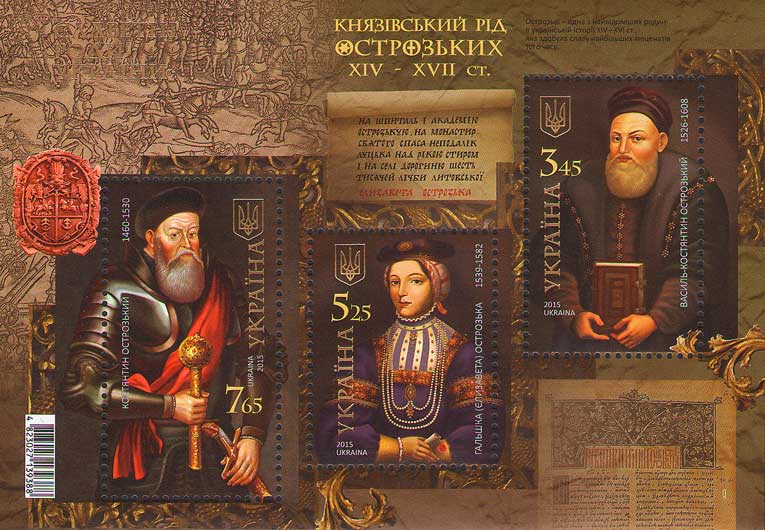
Представники волинського княжого роду Острозьких на поштових марках: Костянтин (1460—1530), Гальшка (1539—1582) та Костянтин Василь (1526—1608)
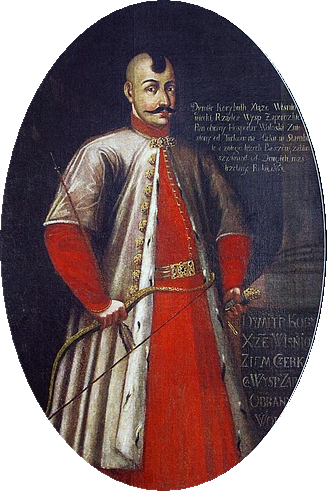
Волинський князь Дмитро Вишневецький (бл. 1515—1564)

### Новий час

#### Козаччина

Герб Війська Запорозького

Україна на мапі 1690 року

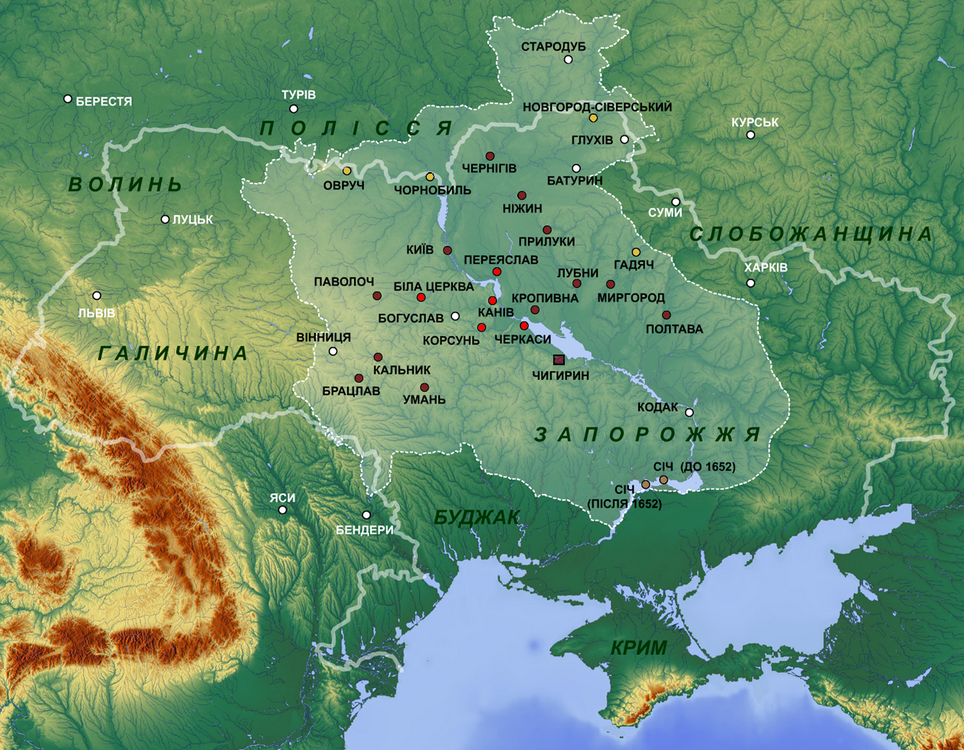
Розташування Гетьманщини у 1649—1654 роках

У XV столітті на південному сході Великого князівства Литовського у Наддніпрянщині виникли громади, які почали називати себе козаками. Їхнє виокремлення було пов'язано з формуванням угруповань вояків, що захищали ці землі в «диких степах» Запорожжя від нападів степових кочовиків. З XVI століття військовим осередком козаків стала Запорозька Січ. Козаки Війська Запорозького формували окремий суспільний стан, що брав участь у війнах на боці Речі Посполитої: Лівонській війні 1558—1583 років, Польсько-московській війні 1605—1618 років, Хотинській війні 1620—1621 років, Смоленській війні 1632—1634 років. Крім цього козаки самовільно ходили з грабіжницькими походами у Молдову, Московію, Кримський ханат, Чорноморське узбережжя Болгарії і Малої Азії, а також активно займалися найманством, особливо під час Тридцятирічної війни 1618—1648 років. Найуспішнішим козацьким полководцем зазначених воєн і походів був гетьман реєстрового козацтва Петро Конашевич-Сагайдачний. Через правовий і соціальний гніт з боку шляхти козаки неодноразово піднімали повстання, найбільшими з яких були повстання Косинського 1591—1593 років, повстання Наливайка 1594—1596 років, повстання Жмайла 1625 року, повстання Федоровича 1630 року, повстання Сулими 1635 року, повстання Павлюка 1637 року й повстання Острянина 1638 року. Козаки неодноразово відстоювали права українського населення, яке зазнавало в Речі Посполитій релігійних та національних утисків.
З 1615 року в Києві існувала братська школа, що 1632 року була реорганізована митрополитом Петром Могилою на Києво-Братську колегію і яка у 1658 році отримала статус академії. Києво-Могилянська академія, і раніше колегія, була провідним освітнім закладом України в XVII—XVIII століттях, мала підтримку Війська Запорозького, з першої половини XVII століття в ній навчалася значна частина козацької старшини, зокрема низка гетьманів і їх найближче оточення.

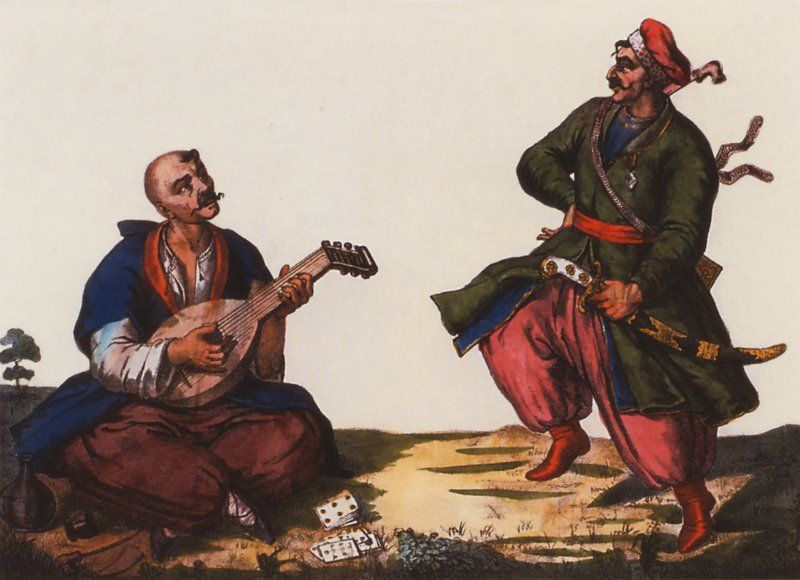
Запорозькі козаки на розмальованій гравюрі Тимофія Калинського 1770-х років

У 1648—1657 роках козаки під керівництвом гетьмана Богдана Хмельницького підняли велике повстання у Речі Посполитій, результатом якого стало створення в Наддніпрянщині самоврядної української держави — Війська Запорозького, або Гетьманщини. 1654 року задля продовження війни з поляками козацька Україна прийняла протекторат московського царя, а 1656 року, через підписання московитами сепаратного миру, уклала союз зі Швецією і Трансільванією. 1657 року, після обрання новим гетьманом Івана Виговського, всередині України спалахнуло антигетьманське повстання, що розвинулося у козацько-московську війну. Попри перемогу гетьмана під Конотопом в 1659 році, він втратив підтримку козацької старшини через союз із поляками.
Стартував період козацьких міжусобиць — руїни, внаслідок якої козацька держава розкололася по Дніпру на Лівобережжя, Правобережжя і Запорожжя. Правобережна Україна опинилася під владою Речі Посполитої, а Лівобережжя і Запорожжя — під впливом Московії. 1667 року цей поділ затверджено Андрусівським миром.
У 1672 році у Бучацькому договорі зазначено польською мовою та турецькою мовою існування України, української державності.
Козацькі намагання об'єднати Україну під проводом гетьмана Петра Дорошенка за допомоги Османської імперії у 1672—1676 роках закінчилися поразкою і закріпленням попереднього поділу. 1689 року Московія і Річ Посполита остаточно розділили Гетьманщину. Наприкінці XVII століття поляки ліквідували залишки козацького суверенітету на Правобережжі, а московити поступово скасовували його на Лівобережжі.
1709 року, під час Великої північної війни, козаки під проводом із гетьманом Івана Мазепи уклали союз зі Швецією, намагаючись визволитися з-під московського панування, але зазнали поразки під Полтавою. 1710 року переможені козаки на чолі з гетьманом Пилипом Орликом прийняли у вигнанні першу козацьку Конституцію. Після повстання Мазепи Московська держава, перетворена на Російську імперію, взяла курс на повну ліквідацію козацької автономії в Україні. 1754 року росіяни ліквідували українсько-російський митний кордон і 1764 року скасували гетьманство, надавши останньому гетьману Кирилу Розумовському декоративний титул фельдмаршала. 1775 року зруйновано Запорозьку Січ, 1781 року ліквідовано козацький устрій в Україні, а 1783 року закріпачено українських вільних селян.

Гетьмани Війська Запорозького
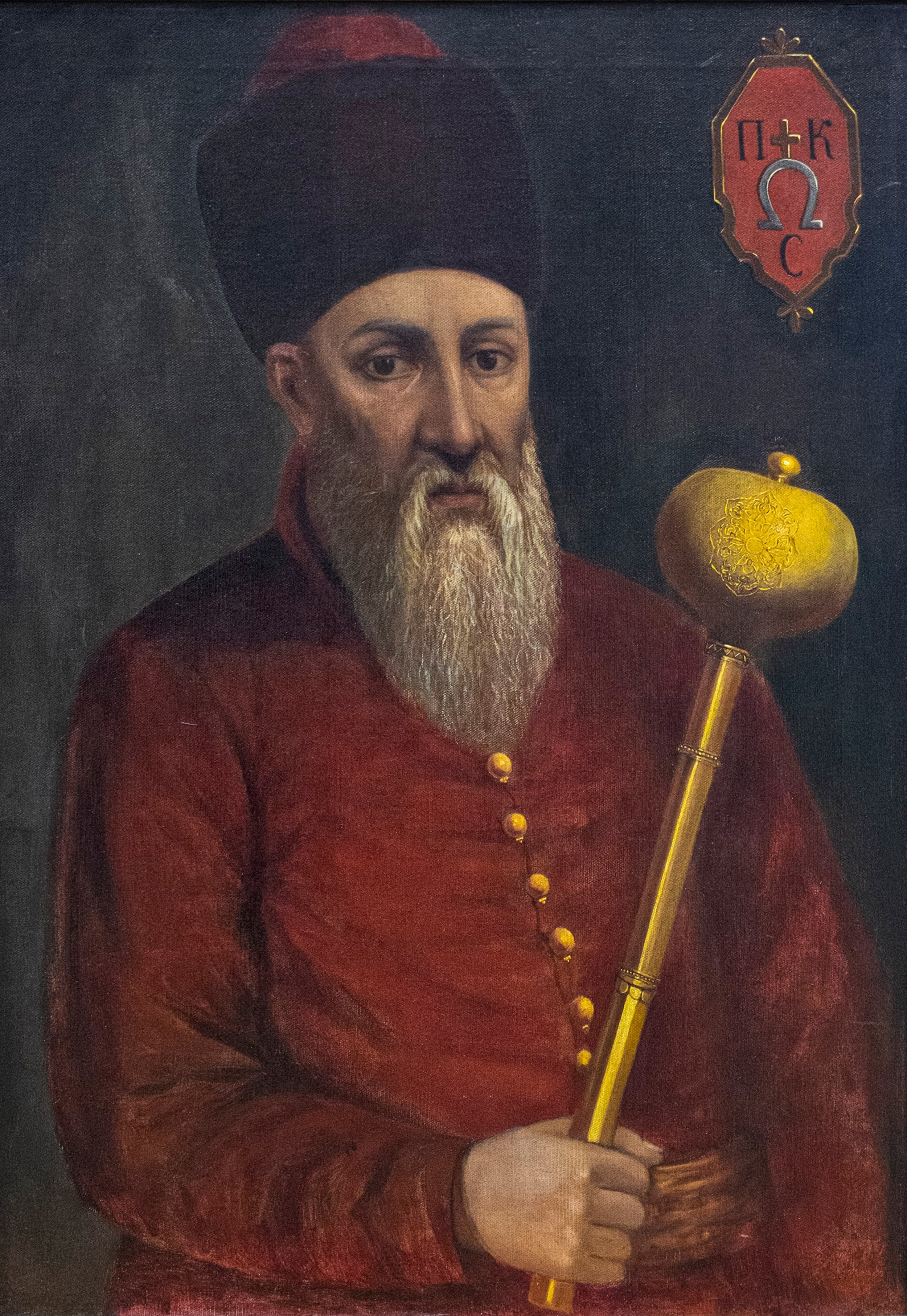
Петро Сагайдачний (1582—1622)
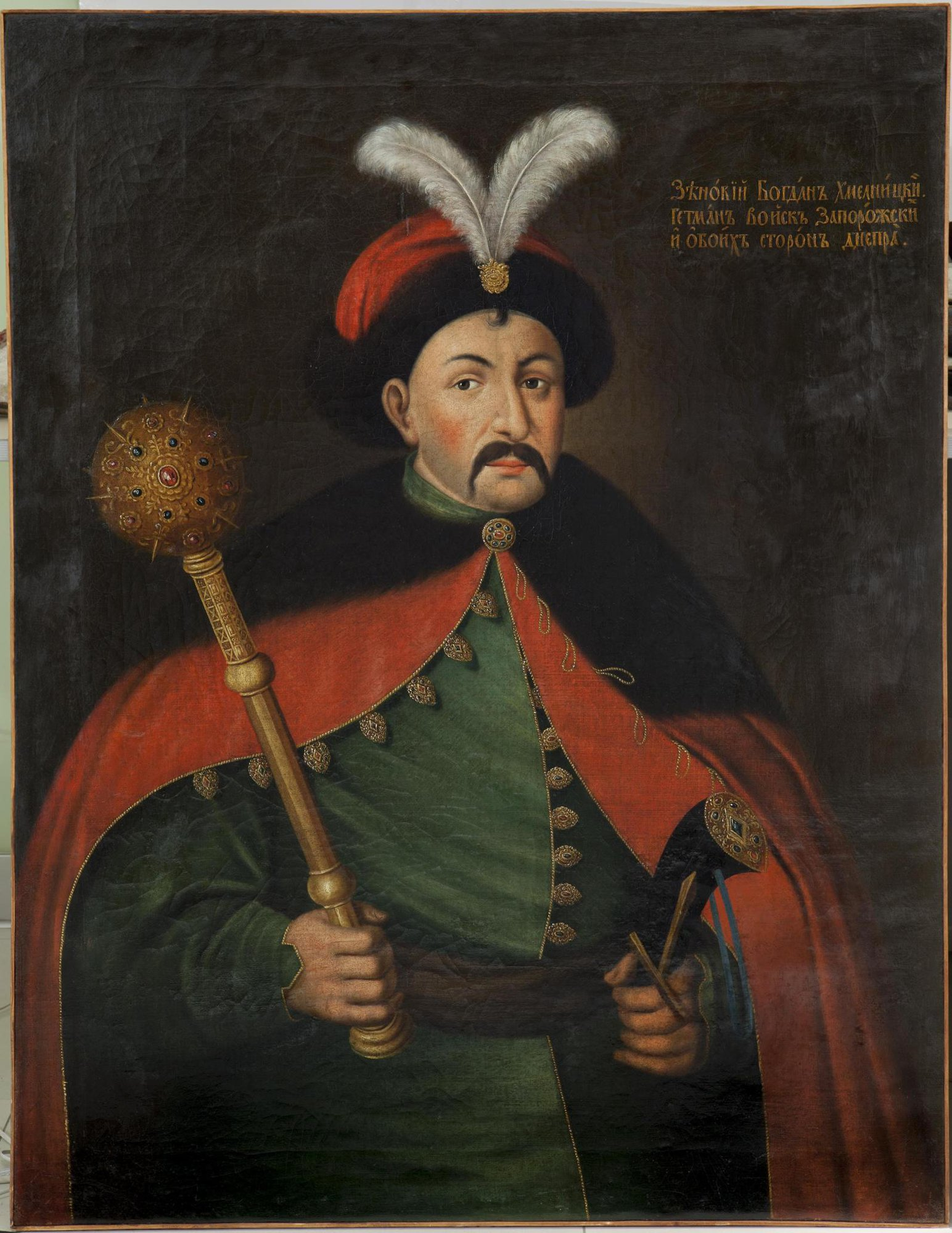
Богдан Хмельницький (1595—1657)
Іван Виговський (бл. 1608—1664)
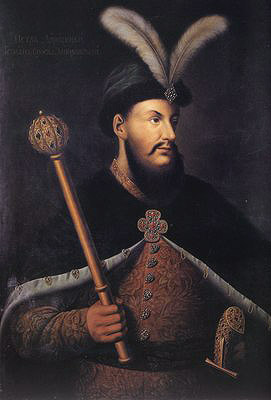
Петро Дорошенко (1627—1698)
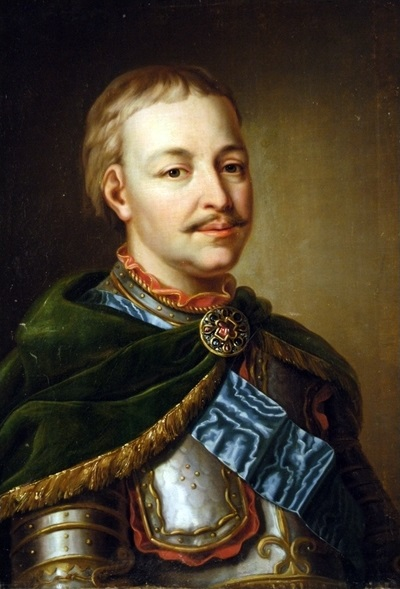
Іван Мазепа (1639—1709)
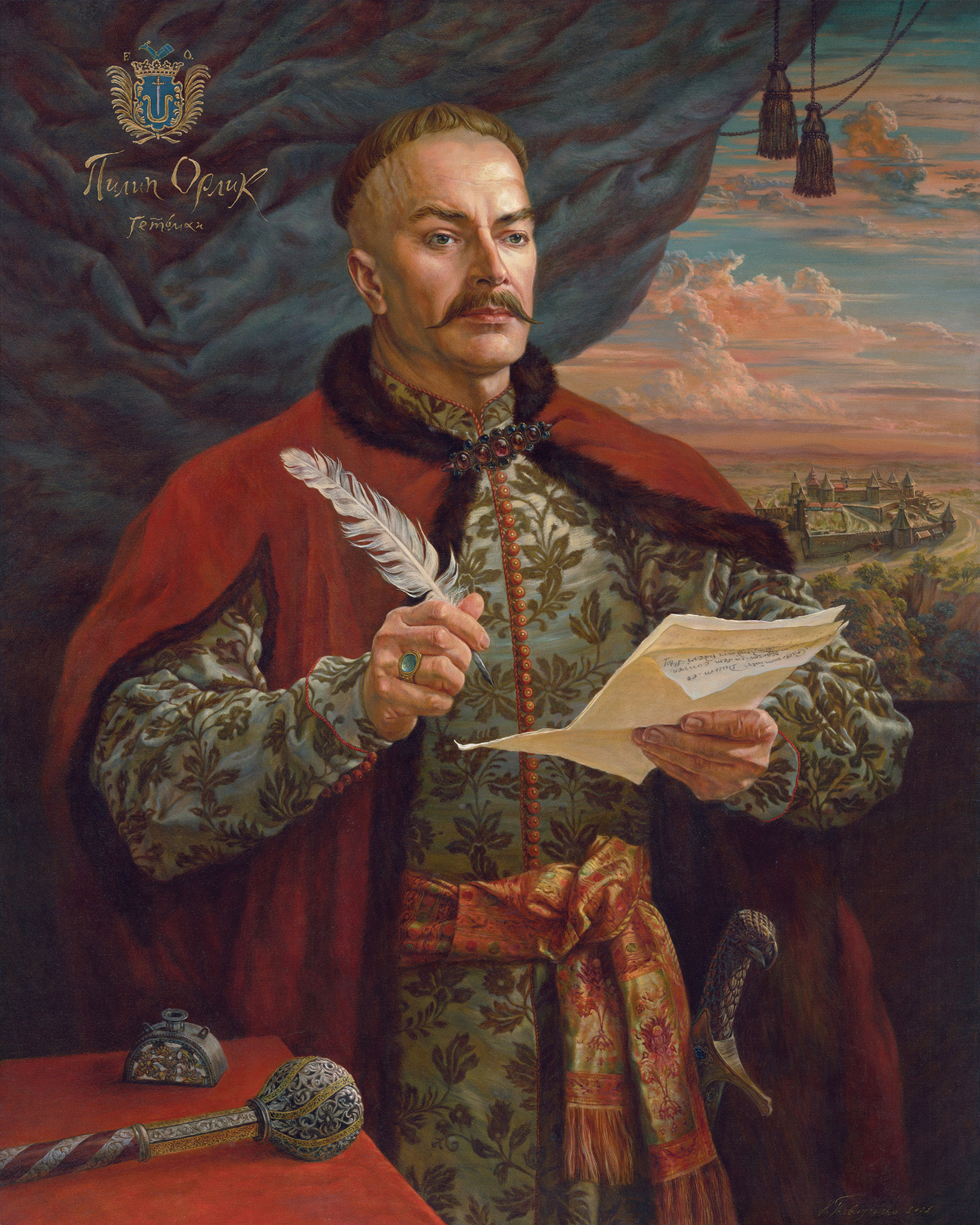
Пилип Орлик (1672—1742)

#### Кримськотатарська держава

Прапор Кримського ханату XV століття з гербом Ґераїв

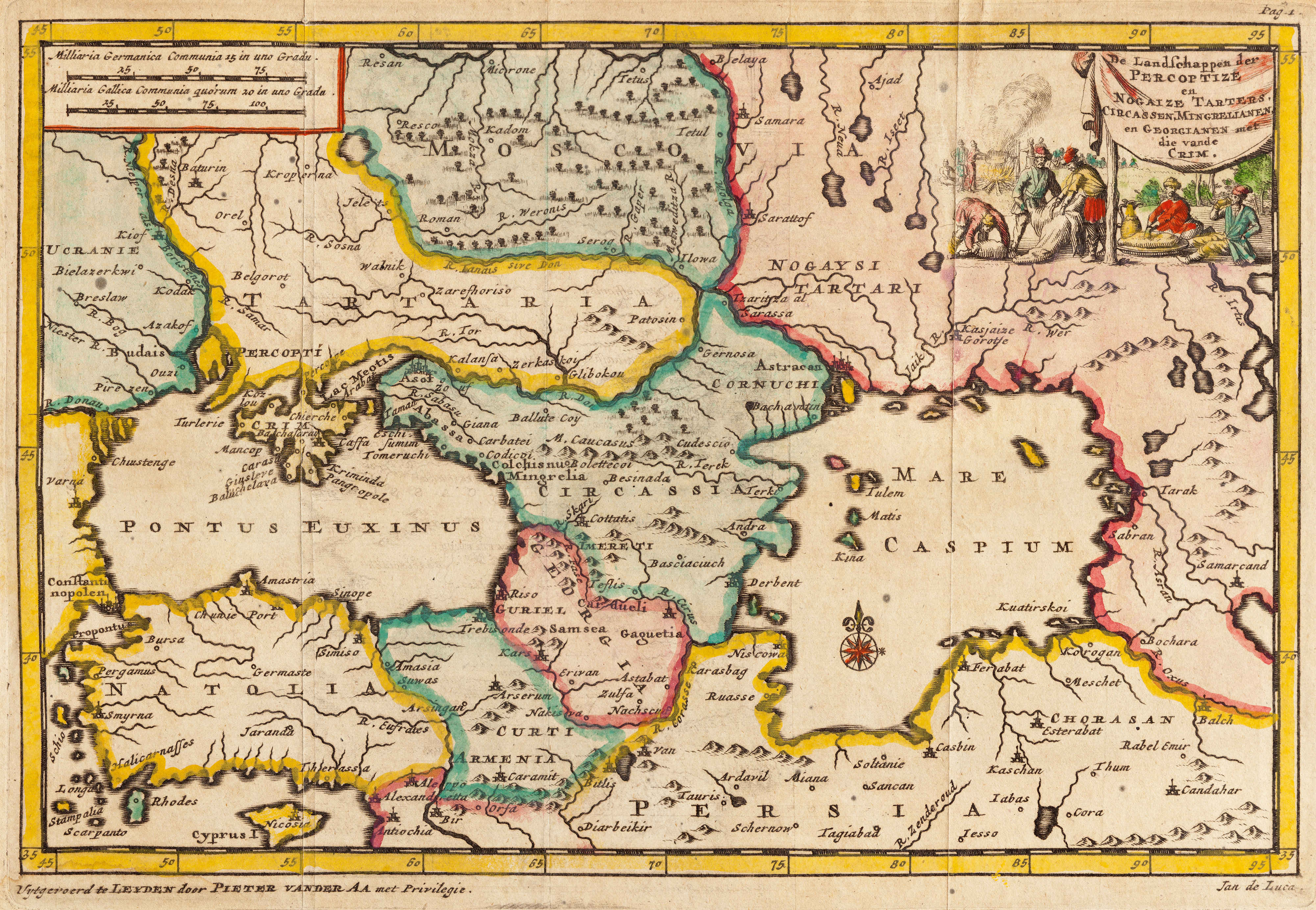
Кримськотатарська держава на карті 1707 року, позначені також Україна та Московія

Державою кримських татар, одного з корінних народів України, був Кримський ханат (Кримський престол, Кримське ханство), що існував на південних українських землях у 1441—1783 роках за правління династії Ґераїв, засновником якої був Хаджі I Ґерай. Держава мала станово-представницький устрій, основною релігією був іслам. Займала територію Криму (крім південного узбережжя), степів Північного Причорномор'я в межиріччі Дністра і Дону, а також земель північної Кубані. Перебувала у васальній залежності від Османської імперії, яка контролювала південне узбережжя Криму. Тримала у васальній залежності кочовиків Ногайської, Буджацької, Єдисанської, Перекопської орд, малих ногаїв Кубані та черкесів Північного Кавказу.
Протягом 1474—1700 років кримські хани, як спадкоємці ханів Золотої Орди, отримували данину від Московії. У 1521 році, після того як московити кілька років уникали сплати данини, хан Девлет I Ґерай організував масштабний похід на Московщину зі стотисячним військом, відомий як «Кримський Смерч». У результаті походу кримські татари розорили Москву та декілька міст дорогою й змусили московитів підписати принизливий договір і продовжувати виплачувати данину.
У 1659 році хан Мехмед IV Ґерай підтримав гетьмана Івана Виговського в битві під Конотопом, 40 тисяч кримськотатарських вершників разом із 20 тисячами козаків та 4 тисячами польських найманців здобули рішучу перемогу над 100 тисячами московитів.
Зазнала сильних руйнувань під час російсько-османської війни 1735—1739 років. У 1774 році здобула повну незалежність як від Османської, так і від Російської імперії внаслідок чергової поразки османів у російсько-турецькій війні, що було письмово закріплено мирним договором.
У 1783 році Російська імперія порушила договір та анексувала Кримський ханат.

Хан Хаджі I Ґерай (1397—1466)
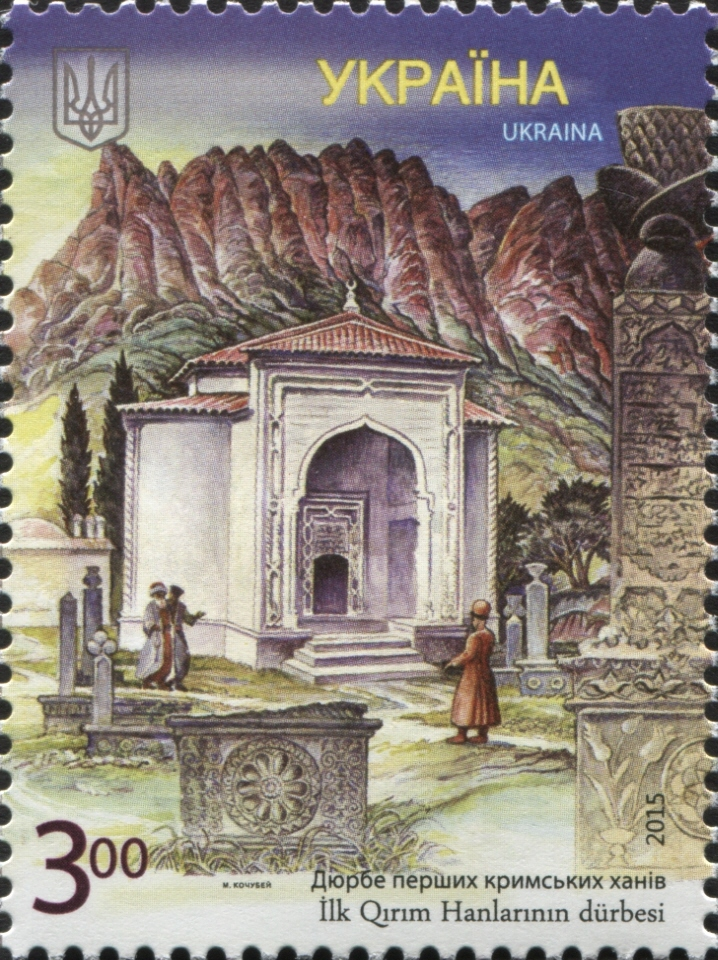
Мавзолей хана Хаджі І Ґерая
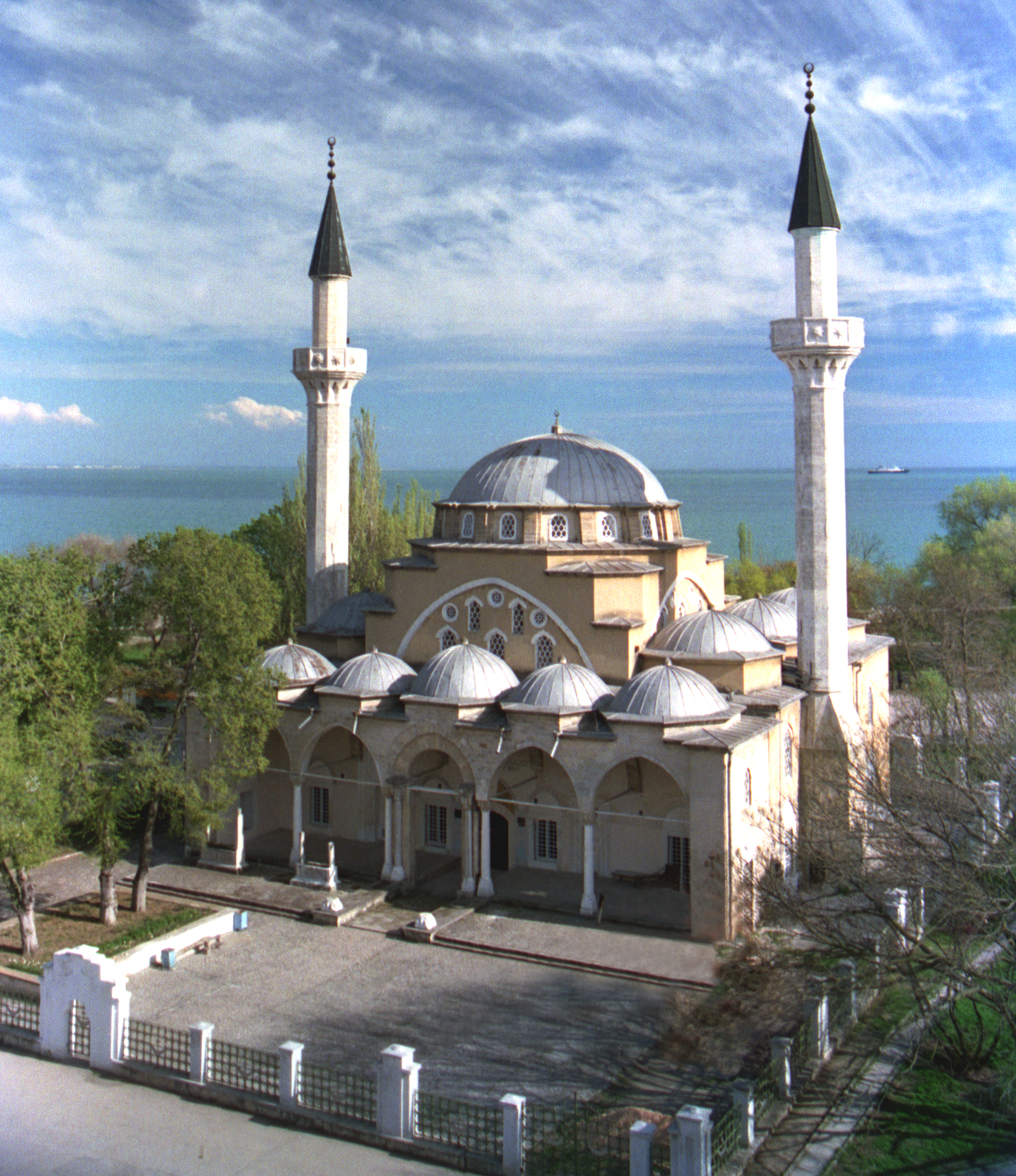
Мечеть Джума-Джамі хана Девлета I Ґерая (1512—1577)
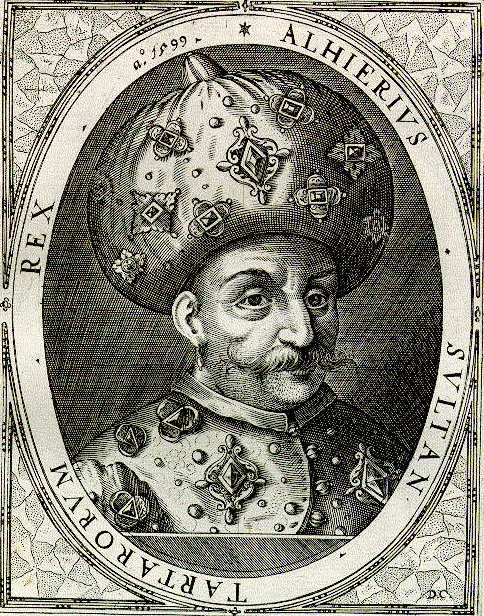
Хан Гази II Ґерай (1551—1607)
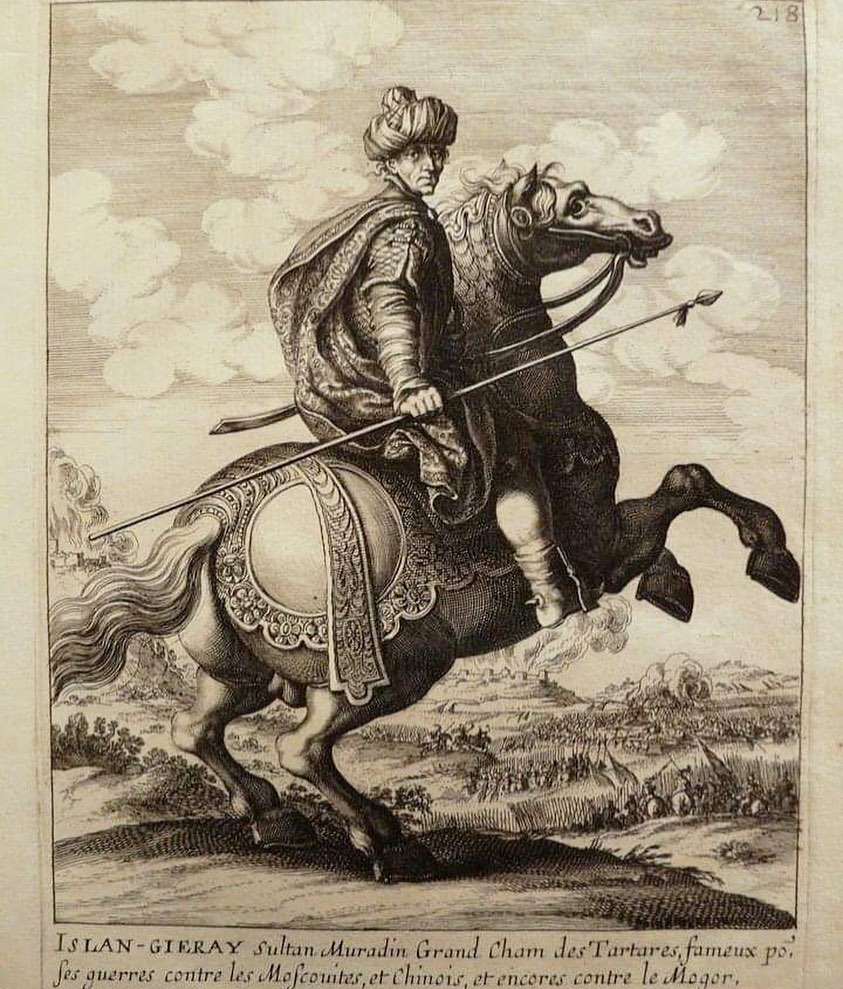
Хан Іслям III Ґерай (1604—1654)
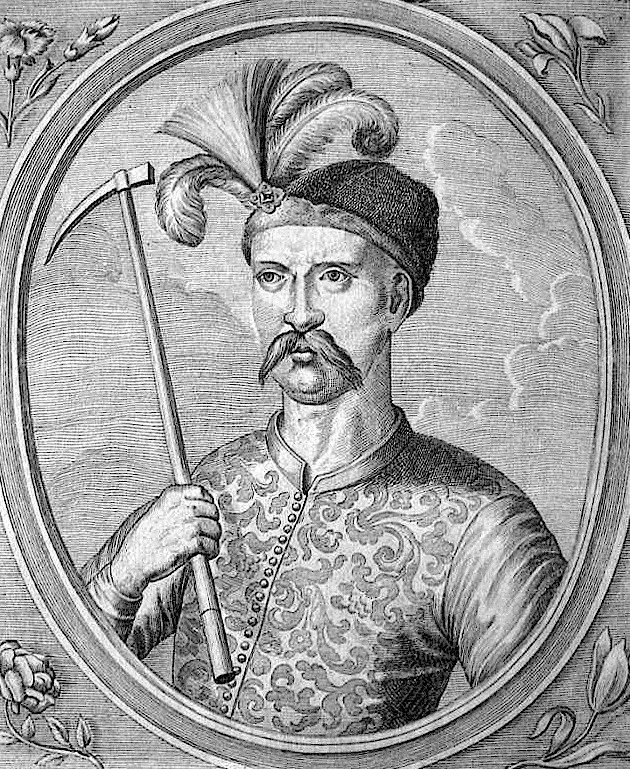
Хан Аділь Ґерай (1617—1672)

#### Імперська доба

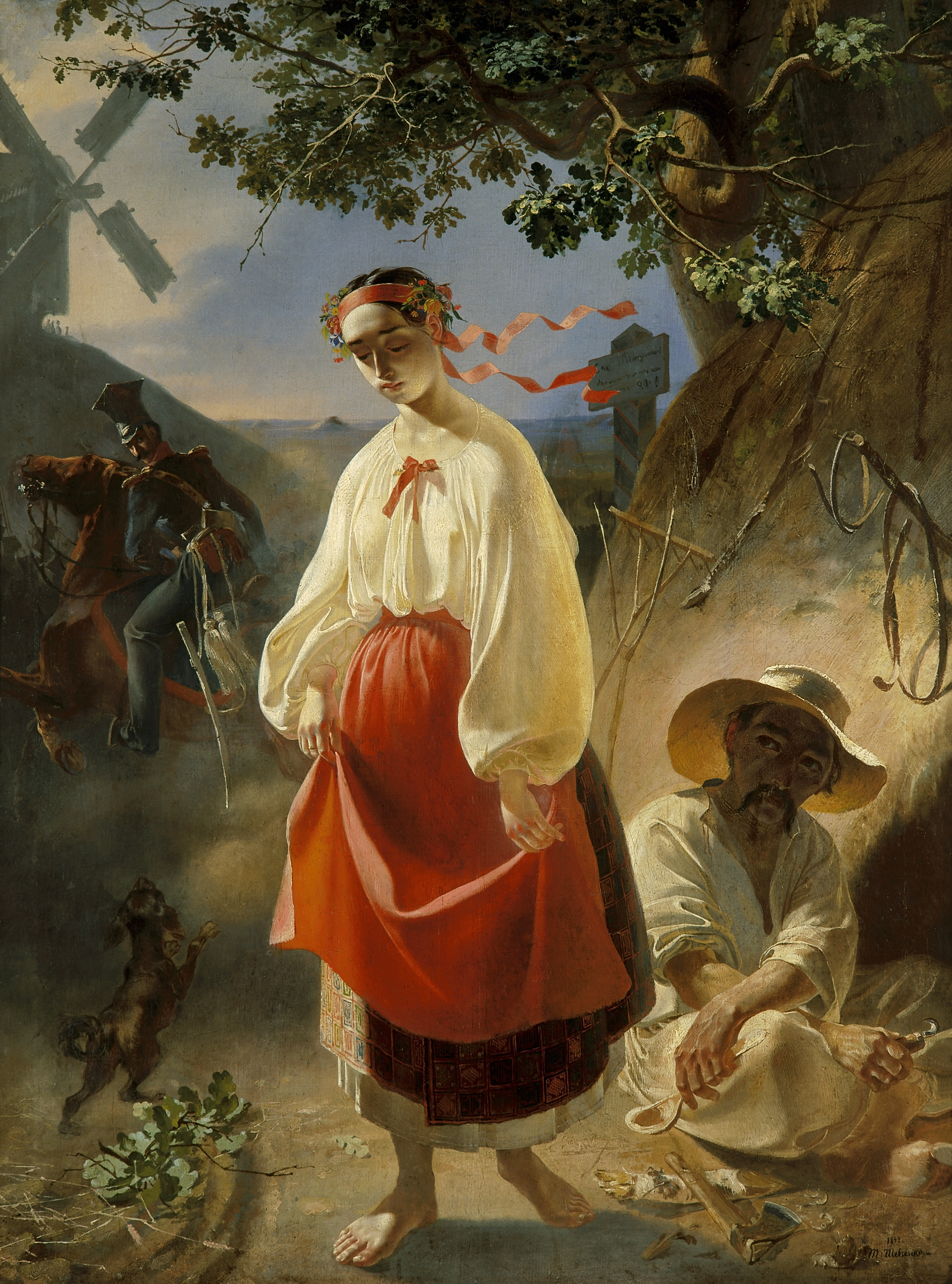
Картина «Катерина», 1842, Тарас Шевченко

Після останнього поділу Речі Посполитої 1795 року українські землі були розчленовані між Австро-Угорщиною і Росією. Перша отримала Галичину, Буковину і Закарпаття, а друга — решту України.
З кінця XVIII століття, під впливом європейського романтизму і націоналізму на українських землях набув нового розвитку український національний рух. 1798 року Іван Котляревський видав бурлескну поему «Енеїда», головною темою якої було відновлення козацької держави. Цей твір був першим твором української літератури, написаний розмовною українською мовою, й послужив стимулом для відродження українських національних традицій. 1806 року засновано Харківський університет, що став центром українознавчих студій. 1825 року була написана «Історія русів», що справила виплив на формування української гуманітарної інтелігенції. 1834 року засновано Київський університет, який так само як і Харківський став одним із українознавчих центрів. У 1840-х роках будителем української національної свідомості став Тарас Шевченко, поезія якого набула популярності серед широких верств українського суспільства — від Волині до Кубані. Серед найвідоміших діячів української культури імперського періоду були також Григорій Квітка-Основ'яненко, Микола Костомаров, Пантелеймон Куліш, Марко Вовчок, Іван Франко, Ольга Кобилянська, Михайло Коцюбинський, Леся Українка, Василь Стефаник тощо.
Українське національне відродження сприймалося вороже імперським керівництвом Росії. Російський уряд взяв курс на повну мовно-культурну асиміляцію неросійських народів європейської частини імперії, інструментом якої була політика русифікації українського народу. З цією метою російська влада видавала офіційні заборони на використання української мови, зокрема Валуєвський циркуляр 1863 року й Емський указ 1873 року.

Діячі української та кримськотатарської культури імперської доби
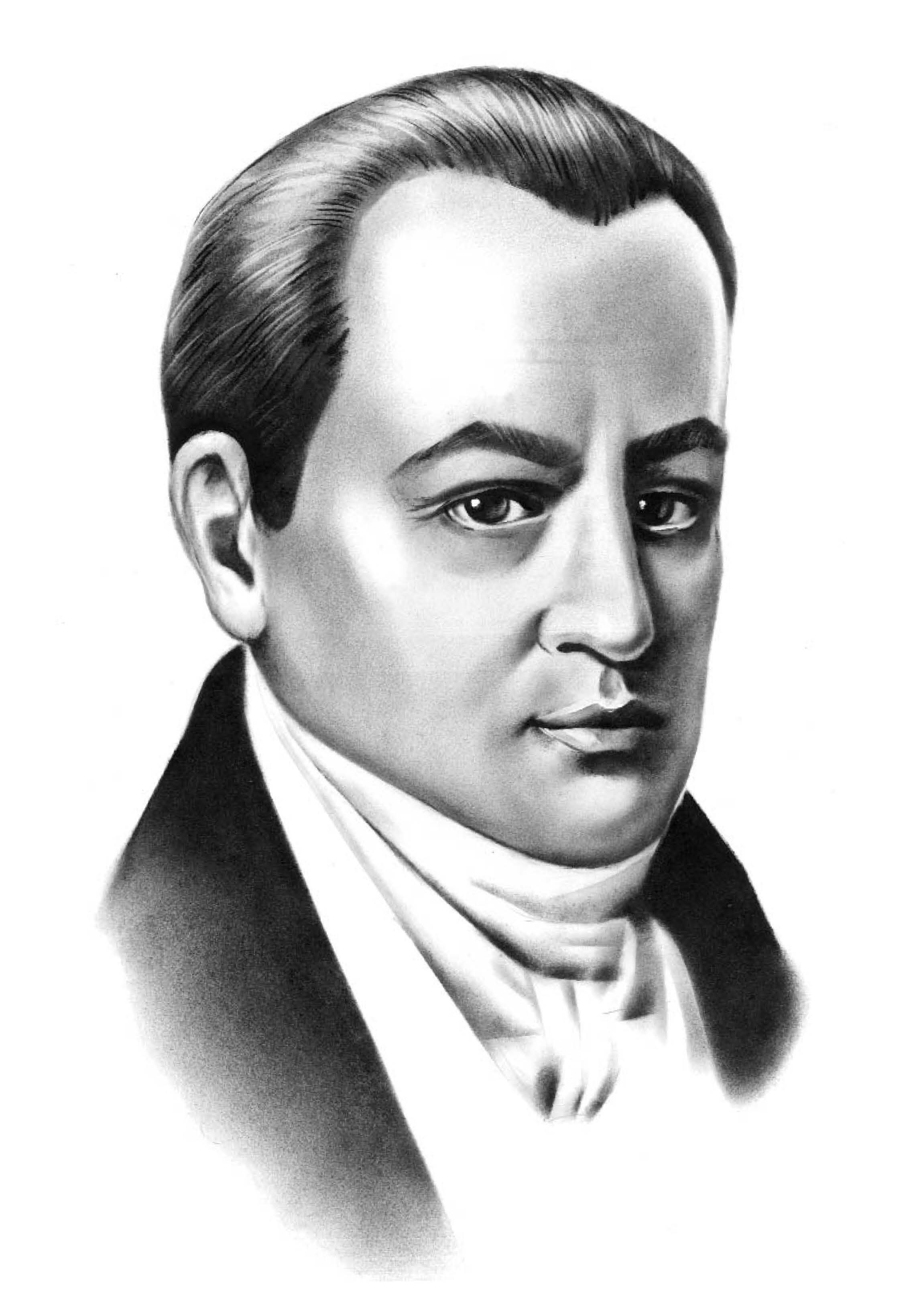
Іван Котляревський (1769—1838)
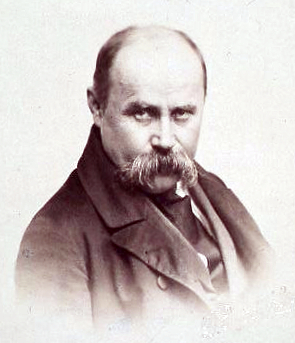
Тарас Шевченко (1814—1861)
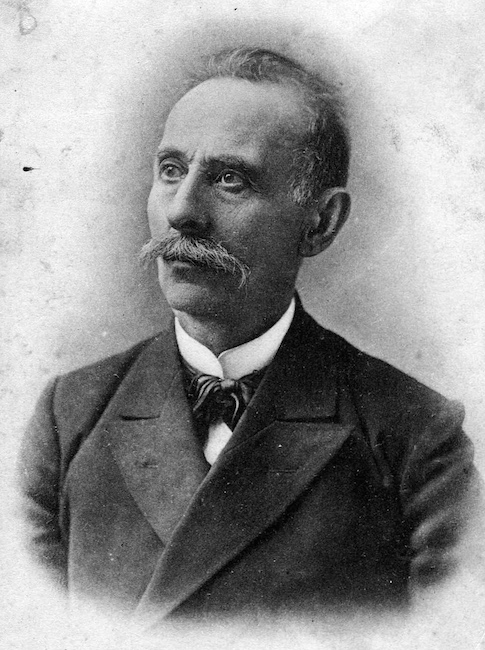
Ісмаїл Гаспринський (1851—1914)
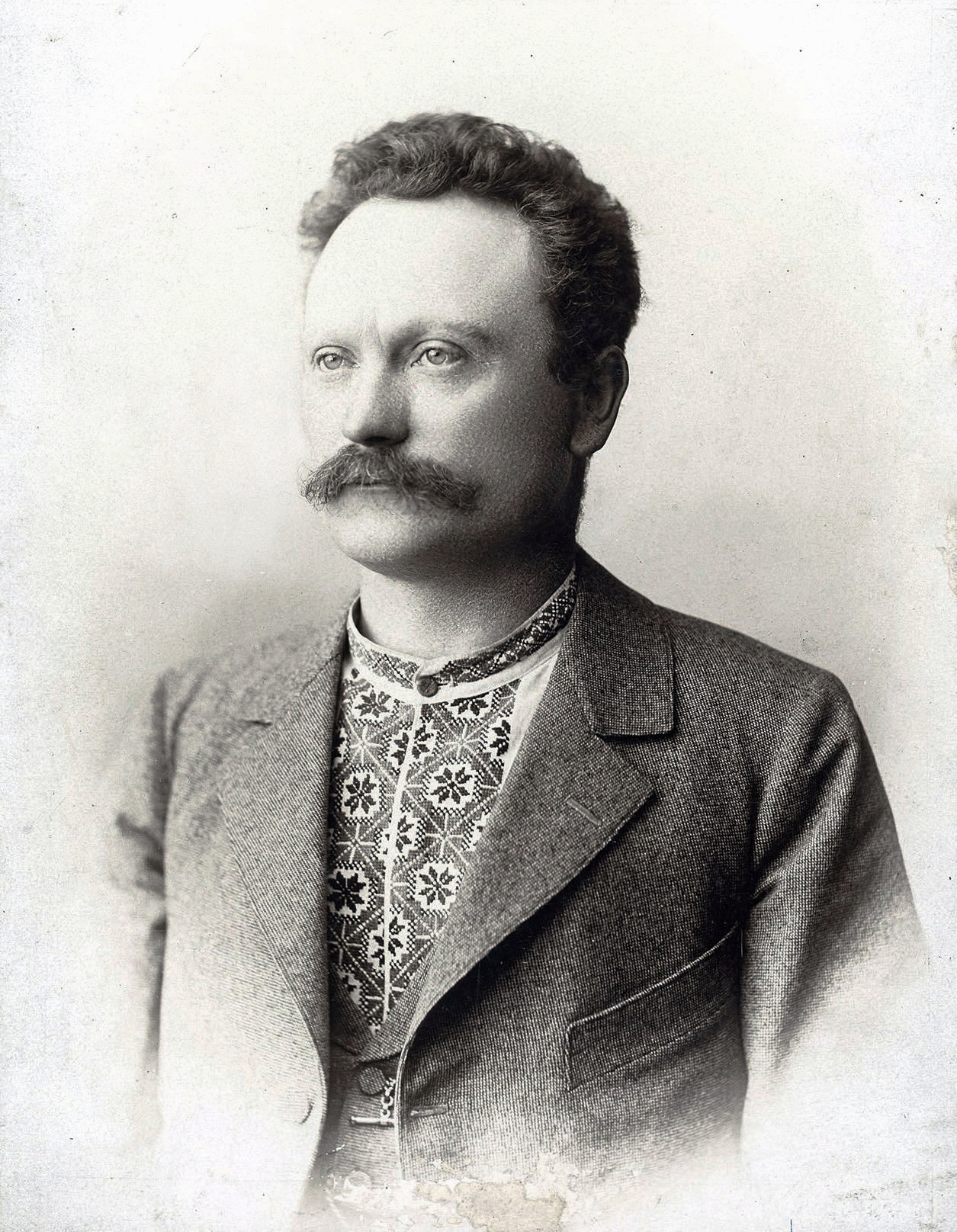
Іван Франко (1856—1916)
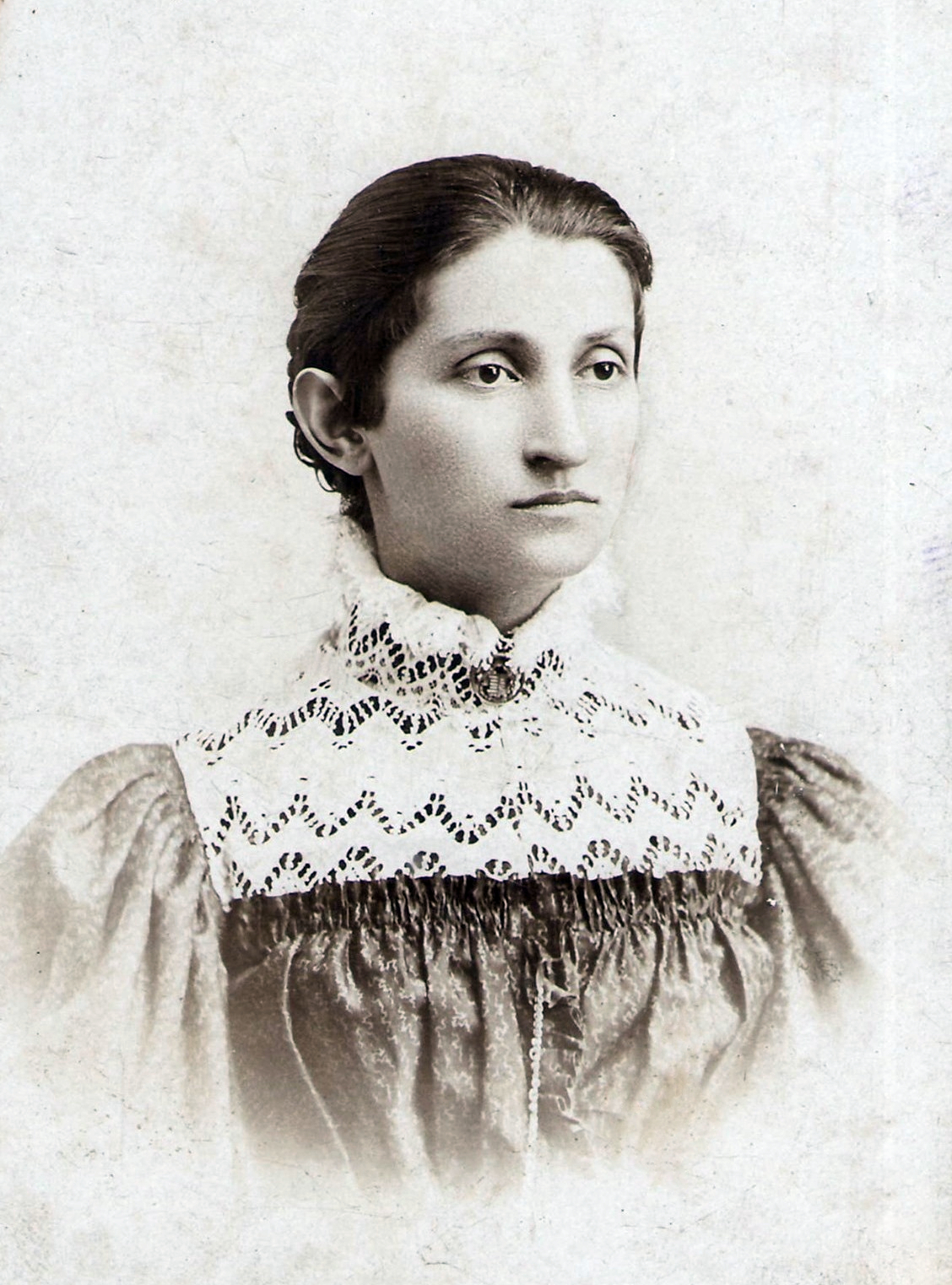
Ольга Кобилянська (1863—1942)
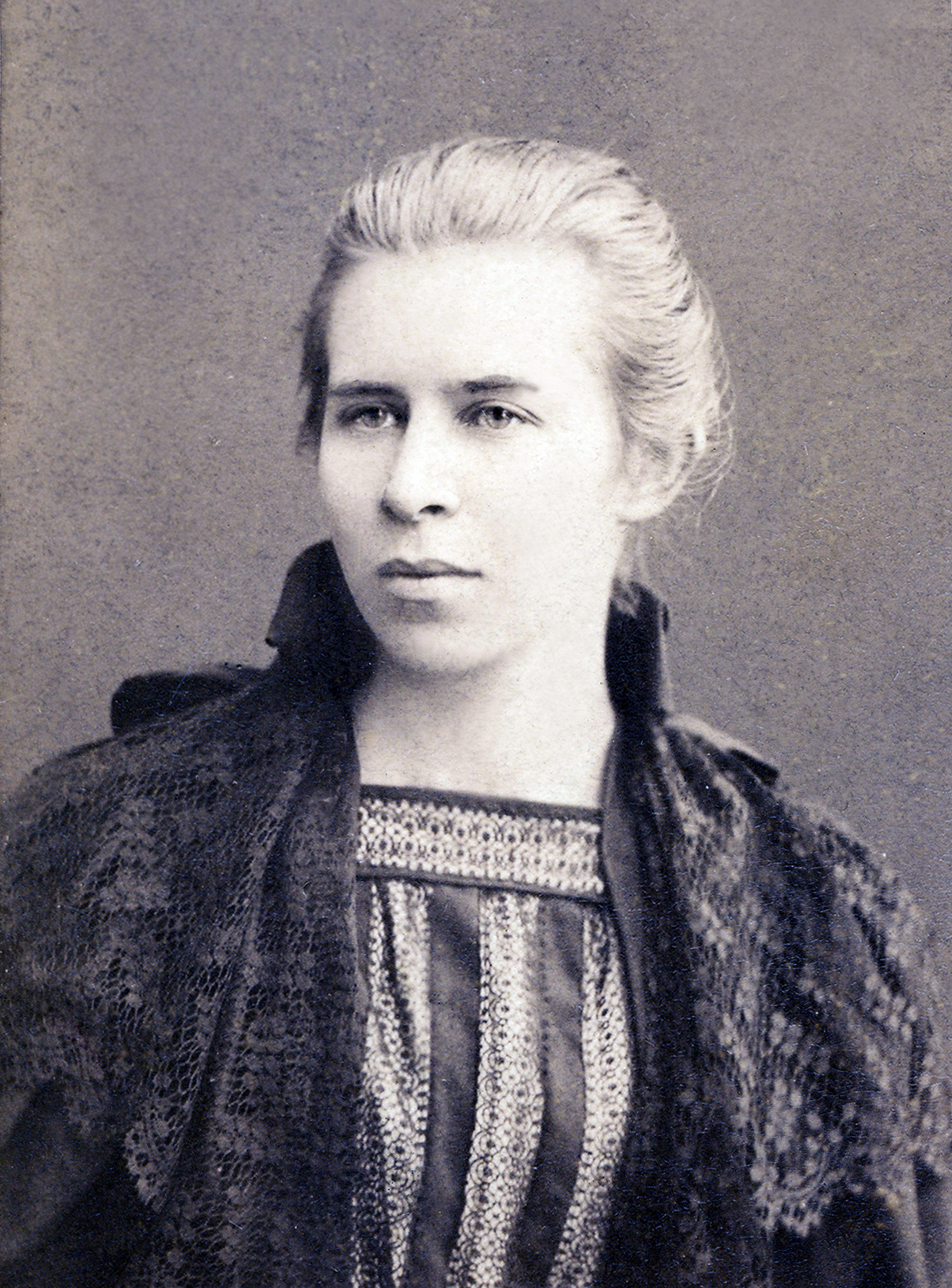
Леся Українка (1871—1913)

### Новітній час

#### Визвольні змагання

Герб УНР

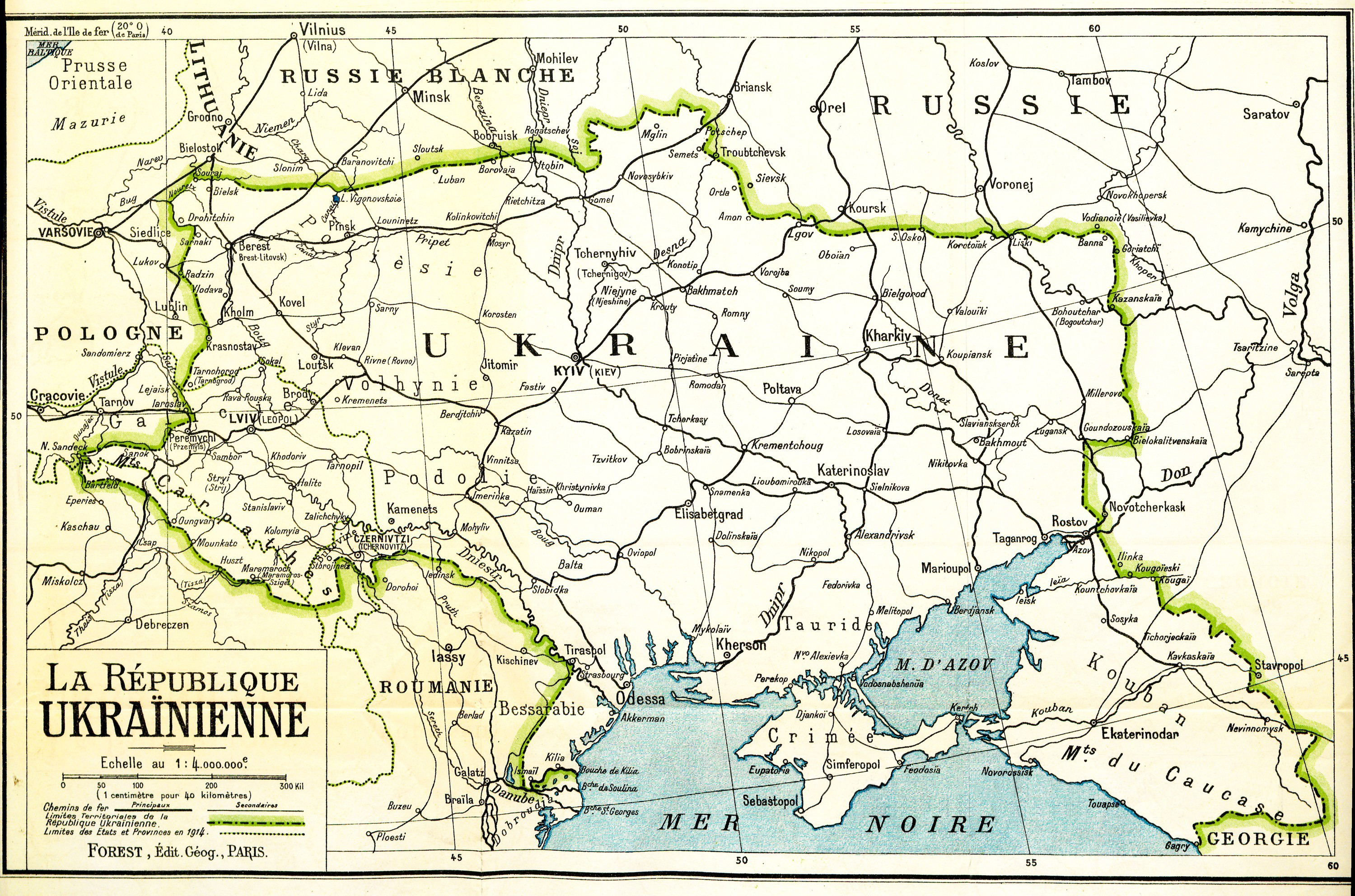
Карта УНР 1919 року заявлена на Паризькій мирній конференції

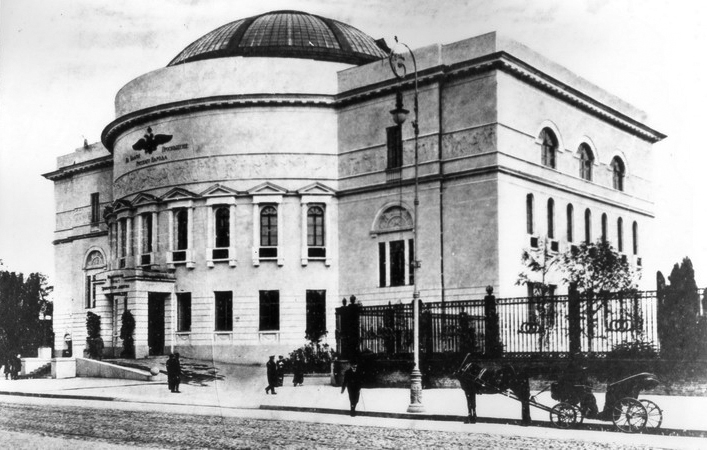
Українська Центральна Рада

1917 року лютнева революція в Росії повалила монархію і дала початок республіканському Тимчасовому уряду. Відлунням цих подій стало формування 17 березня у Києві Центральної Ради на чолі з професором Михайлом Грушевським. 20 листопада, після більшовицького перевороту в Росії, Центральна Рада як представницький орган України проголосила створення автономної Української Народної Республіки (УНР), а 22 січня 1918 року, через спалах українсько-більшовицької війни, проголосила її незалежність. За місяць український уряд уклав у Брест-Литовську договір із Німецькою та Австро-Угорською імперіями, за допомоги яких звільнив Україну від більшовиків.

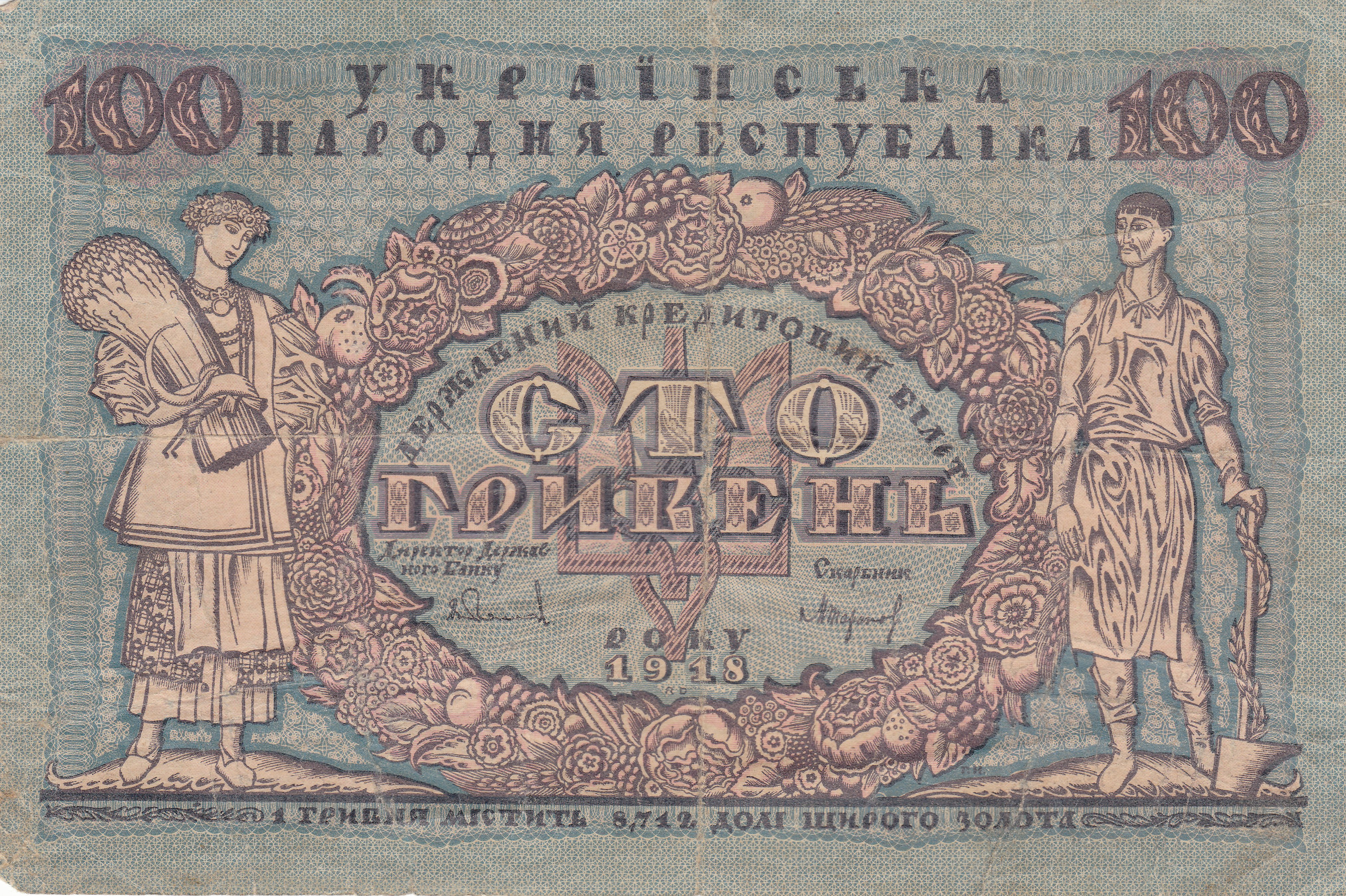
Банкнота 100 гривень УНР, 1918, художник Георгій Нарбут

Одночасно в Криму, 13 грудня 1917 року було оголошено національну державу кримських татар Кримську Народну Республіку на чолі з Номаном Челебіджіханом. Однак вже на початку 1918 року Крим захопили більшовики.
29 квітня 1918 у Києві, внаслідок державного перевороту українських монархічних сил, уряд Центральної Ради УНР замінив гетьман Павло Скоропадський. Республіка була перейменована на Українську Державу. Режим Скоропадського протримався до листопада, коли його головні союзники німці капітулювали у Першій світовій війні. 14 грудня повстання Директорії на чолі з Симоном Петлюрою та Володимиром Винниченком повалило гетьманат і відновило Республіку.
Однак відступ німців дозволив російським більшовикам поновити воєнні дії. 6 січня 1919 вони створили у Харкові маріонеткову державу — Українську Соціалістичну Радянську Республіку, від імені якої розпочали війну. Протягом 1919 — 1920 років за контроль над Україною боролися українські республіканці, більшовики, російські націоналісти за підтримки Великої Британії, Франції та Польщі, українські анархісти на чолі з Нестором Махном та українські партизани. Боротьба закінчилася перемогою більшовицьких сил і встановленням радянського контролю в Центральній, Східній та Південній Україні.
Паралельно з цим, у зв'язку з розпадом Австро-Угорщини, 19 жовтня 1918 року українці Галичини, Буковини і Закарпаття проголосили створення Західно-Української Народної Республіки (ЗУНР) зі столицею у Львові. Проте 1 листопада того ж року її атакувала Польща, розпочавши українсько-польську війну. Нападника підтримували країни Антанти — Велика Британія, Франція, Румунське королівство й Угорщина, а західні українці перебували в міжнародній ізоляції. У пошуках союзника уряд ЗУНР звернувся по допомогу до УНР і 22 січня 1919 року об'єднався з нею у єдину державу. Проте Директорія була зайнята війною з більшовиками і не могла надіслати військ. Внаслідок цього, на середину липня 1919 року поляки окупували Галичину, румуни — Буковину, а чехи — Закарпаття. У квітні 1920 року за володіння Західною Україною спалахнула радянсько-польська війна. Вона закінчилася 18 березня 1921 року Ризьким миром, що закріпив за Польщею право на українські Галичину та Волинь.

Українські діячі періоду Визвольних змагань
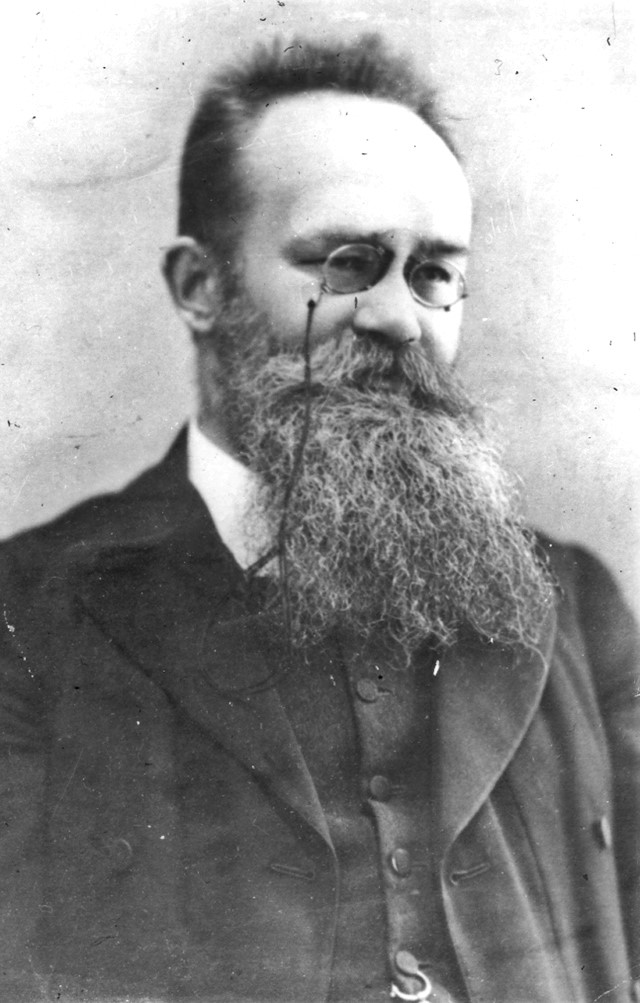
Михайло Грушевський (1866—1934)
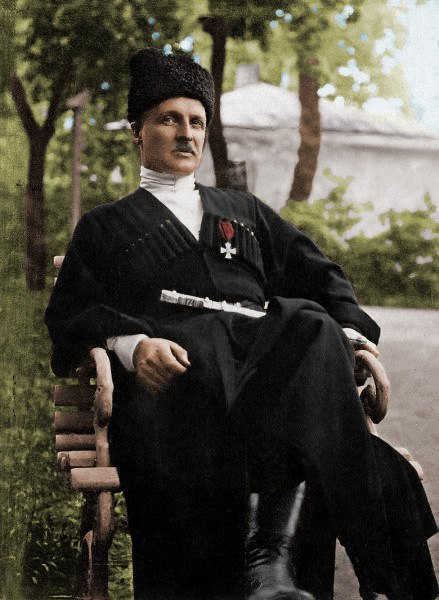
Павло Скоропадський (1873—1945)
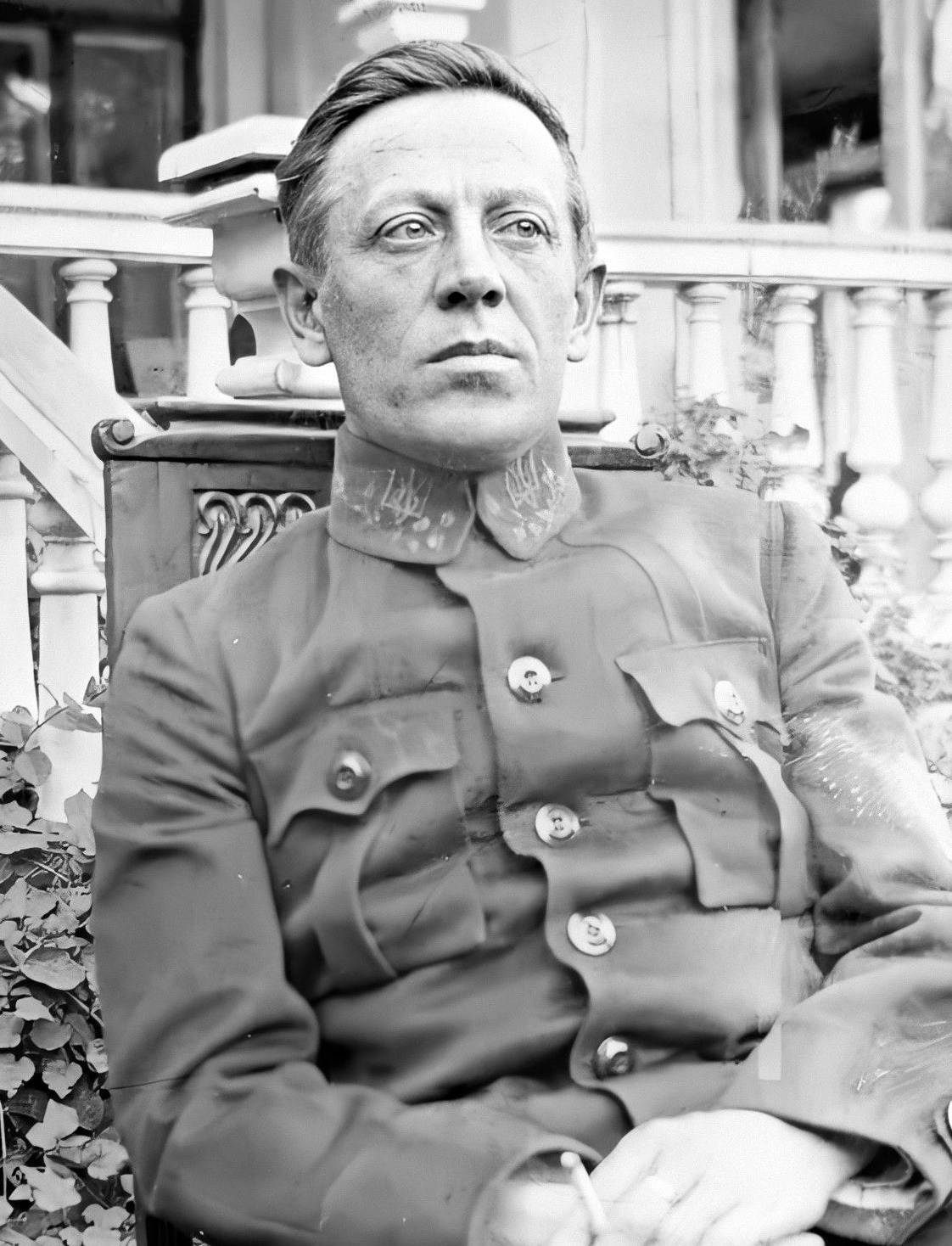
Симон Петлюра (1879—1926)
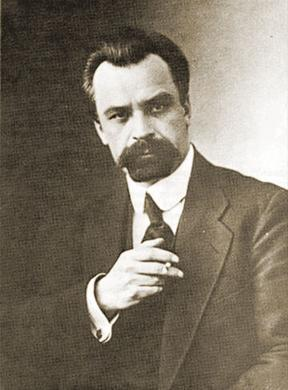
Володимир Винниченко (1880—1951)
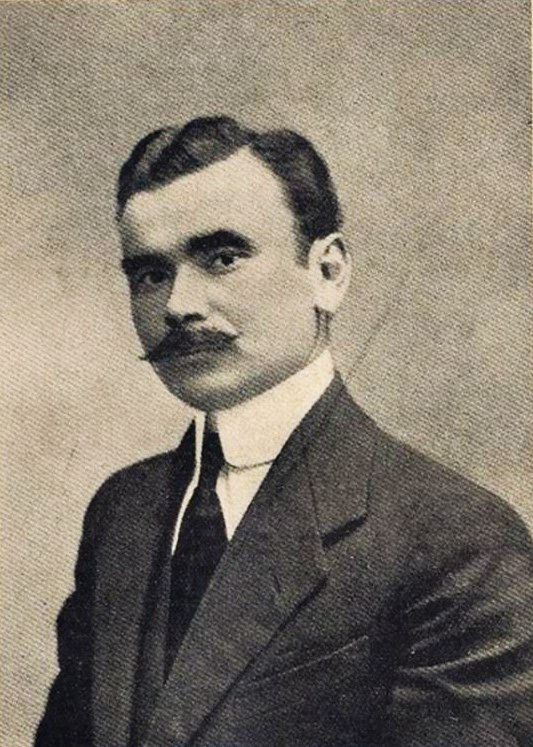
Номан Челебіджіхан (1885—1918)
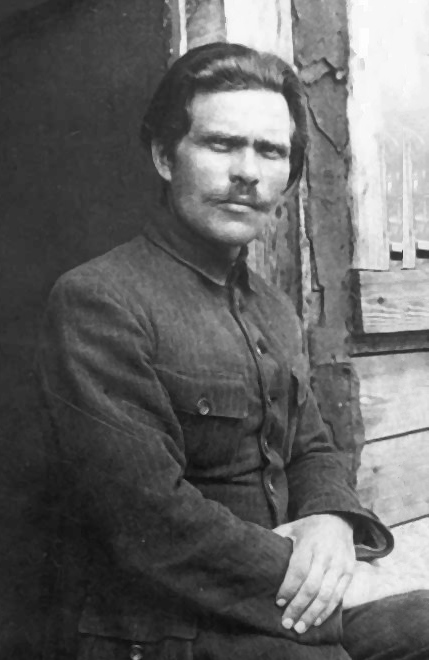
Нестор Махно (1888—1934)

#### Міжвоєнний період

Пам'ятник жертвам Голодомору в Києві.

30 грудня 1922 року Українська Соціалістична Радянська Республіка уклала разом із більшовицькими республіками Росії, Білорусі та Закавказзя договір про утворення Союзу Радянських Соціалістичних Республік (СРСР). За цим договором усі національні республіки нового Союзу були рівноправними, проте після прийняття Конституції СРСР 1936 року була обрана централізована система управління, у якій національні держави перетворювалися на автономії у складі Росії.
Протягом 1923—1933 років уряд СРСР та комуністична партія проводили в Українській СРР курс українізації, спрямований на укріплення позицій більшовиків. Шляхом розширення сфери застосування української мови в освіті, науці, засобах масової інформації, війську та партії більшовики намагалися знизити ступінь ворожости українців до радянської влади. Але вже в 1930 році, за ініціативи більшовицького намісника в Україні Лазаря Кагановича, стартувала кампанія гострої критики українізації та її прихильників. В 1933 році більшовики затаврували курс як «націоналістичний перегин», розпочали масові репресії щодо української інтелігенції та поновили русифікаційний курс. У результаті сталінських репресій, особливо протягом «Великого терору», за політичними мотивами були страчені або відправлені у трудові табори мільйони українців, зокрема тисячі діячів української культури та науки. Знищення радянською владою у 1930-х роках понад 200 українських письменників і митців, здебільшого людей чий пік активності припав на 1920-ті роки та початок 1930-х років, зробило це покоління української культури відомим як Розстріляне відродження. Серед найвідоміших жертв були Лесь Курбас, Микола Куліш, Микола Зеров, Гнат Хоткевич, Михайль Семенко, Майк Йогансен, Валер'ян Підмогильний, Мирослава Сопілка, Вероніка Черняхівська, Михайло Бойчук, Софія Налепинська-Бойчук.
В економічній сфері України комуністи проводили так звану «колективізацію» сільського господарства та посилену «індустріалізацію», яка супроводжувалась вимушеним переміщенням великих мас населення з сіл у міста.
У 1932—1933 роках, з метою «колективізації» господарства та придушення українського визвольного руху, центром якого було українське село, радянська влада організувала штучний голод на території УСРР. Від нього також постраждали регіони інших радянських республік, де компактно проживали українці, зокрема Кубань. За різними підрахунками, внаслідок Голодомору українське населення втратило від 4 млн до 12 млн осіб. Він зруйнував українське село і, як наслідок, традиційну систему цінностей у Наддніпрянщині, Слобожанщині, Запорожжі й Кубані. Голодомор визнаний геноцидом і злочином проти людяности на міжнародному рівні.
В той час як більша частина України перебувала під радянською владою, західноукраїнські землі переважно знаходилося у складі Польщі, Румунії та Чехословаччини протягом 1920—30-тих років, де продовжував існувати український визвольний рух, частина якого оформилася в організаційну структуру Організації українських націоналістів (ОУН) на чолі з Євгеном Коновальцем.

Представники Розстріляного відродження
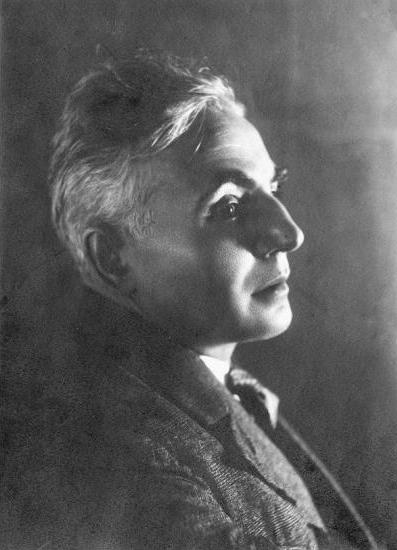
Лесь Курбас (1887—1937)
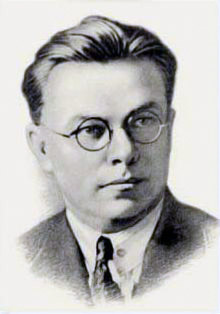
Микола Зеров (1890—1937)
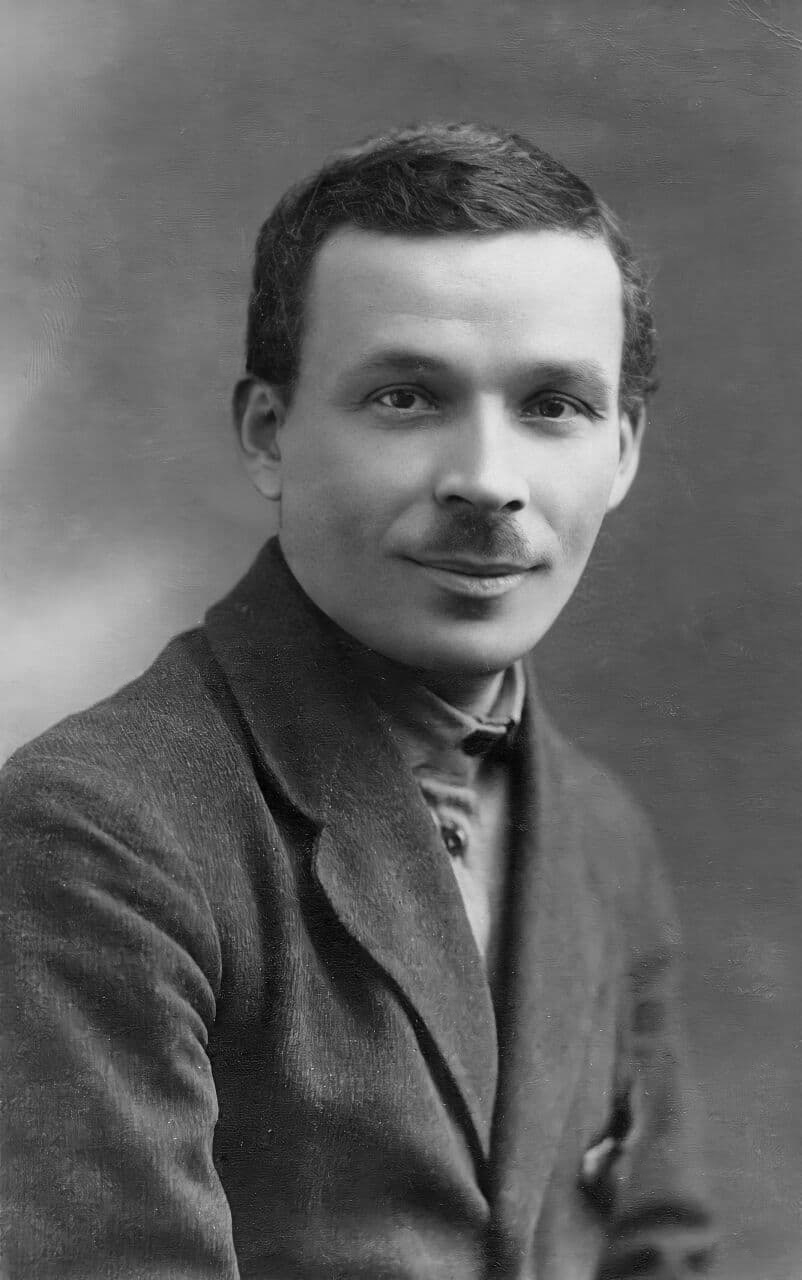
Микола Куліш (1892—1937)
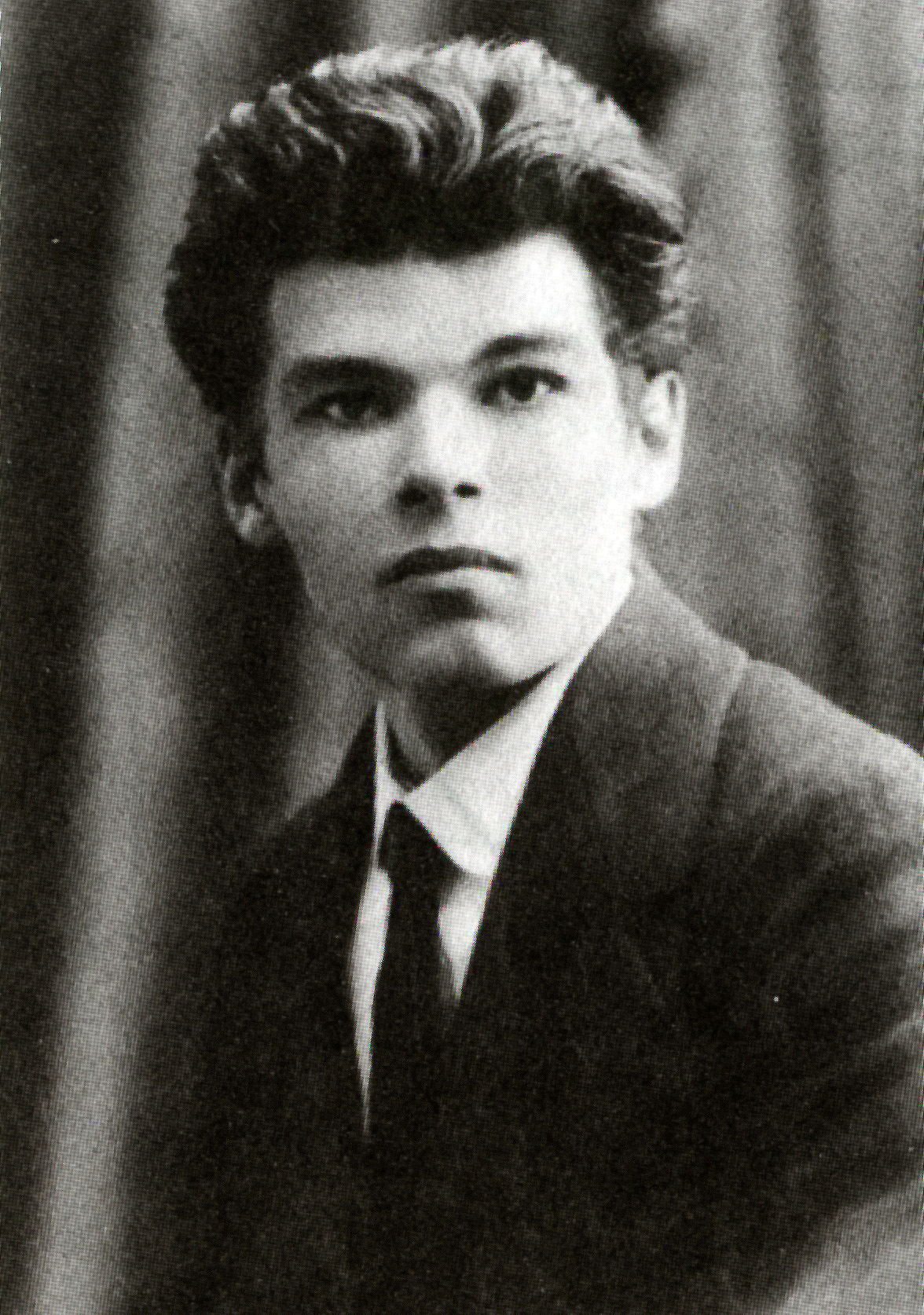
Михайль Семенко (1892—1937)
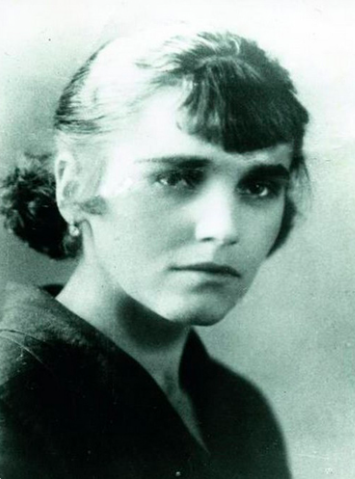
Мирослава Сопілка (1897—1937)
Валер'ян Підмогильний (1901—1937)

#### Друга світова війна

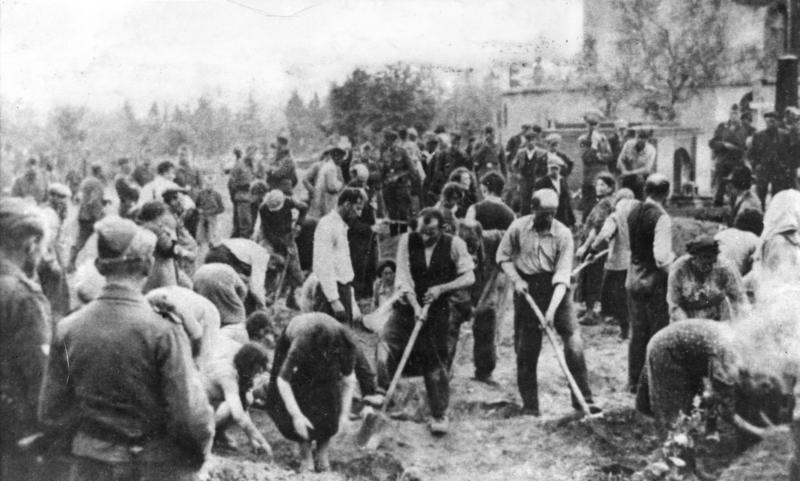
Українські євреї примушені копати власні могили, Зборів, липень 1941 року.

23 серпня 1939 року СРСР та Німеччина уклали пакт про ненапад та розподіл сфер впливу у Східній Європі. 1 вересня року німці напали на Польщу з заходу, а 17 вересня Радянський Союз — зі сходу. Унаслідок цієї операції до УРСР були приєднані Західна Волинь і Галичина, заселені переважно українцями. Після окупації Німеччиною Франції, 28 червня 1940 року СРСР здійснив операцію супроти Румунії. Завдяки цьому до складу УРСР були повернуті Північна Буковина і Буджак, але відторгнута частина Придністров'я, що стала частиною Молдовської РСР. 14 липня 1940 року червоноармійські війська окупували країни Балтії, а 1 червня 1941 року німці захопили Балкани. Німеччина і СРСР отримали спільні кордони.
18 грудня 1940 року Німеччина затвердила план Барбаросса й 22 червня 1941 року напала на СРСР. Війна між цими державами тривала чотири роки й велася значною мірою на території України. У конфлікті на боці Німеччини виступили Італія, Угорщина, Румунія, Хорватія, Болгарія, Словаччина і Фінляндія.

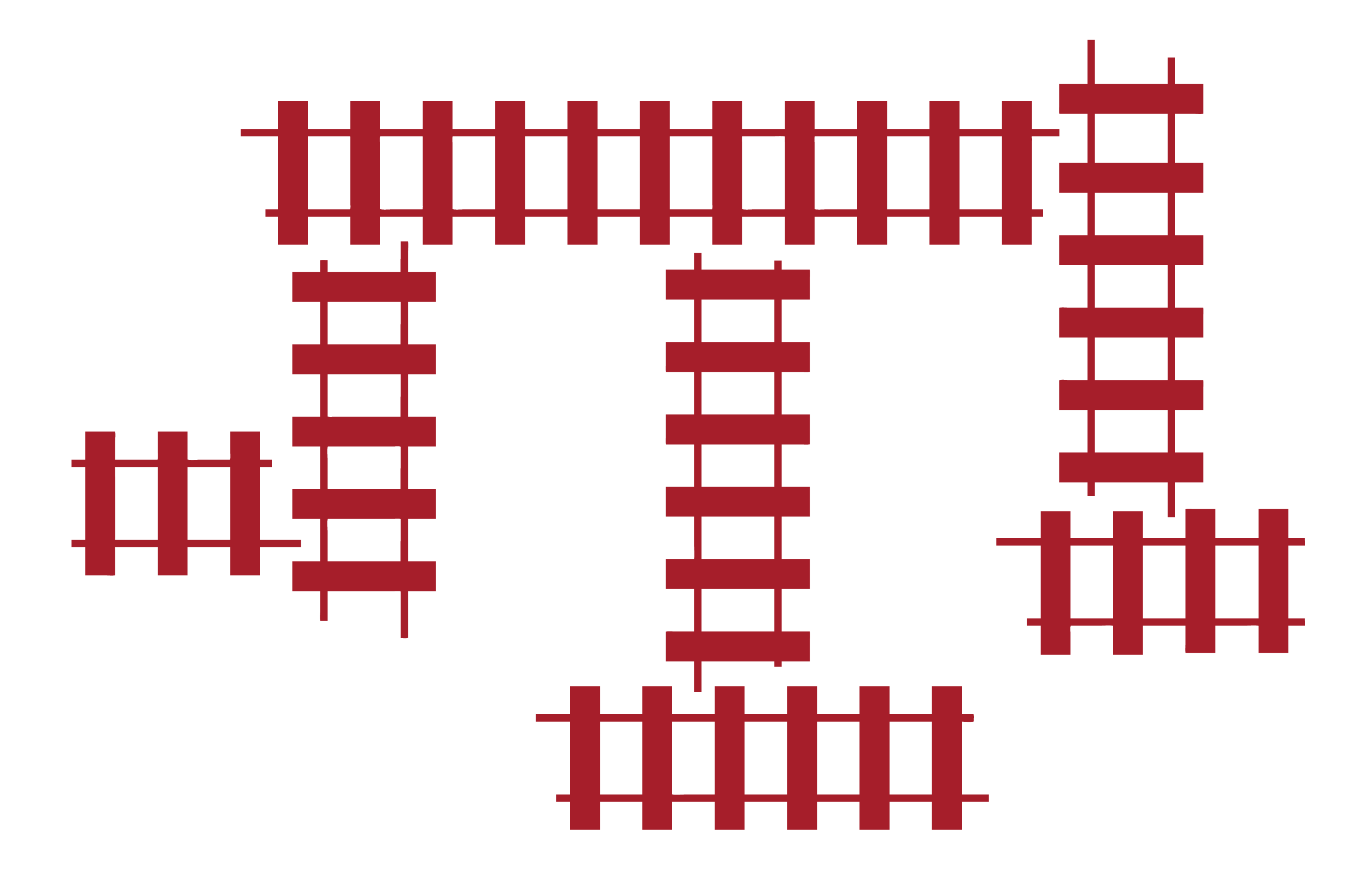
Символ депортації кримських татар

30 червня 1941 року, з ініціативи ОУН(б) під проводом Степана Бандери, Ярослав Стецько проголосив Акт відновлення Української Держави в окупованому німецько-гітлерівськими військами Львові. У результаті цього Бандера та Стецько невдовзі потрапили у концтабір «Заксенгаузен».
19 вересня 1941 року нападники захопили Київ і Правобережжя, 24 жовтня — Харків і Лівобережжя, а червні — липні 1942 року — Крим і Кубань. У лютому 1943 року СРСР зміг спинити натиск противника під Сталінградом, а в серпні того ж року перехопив наступальну ініціативу після перемоги на Курській дузі. 6 листопада 1943 року радянські війська захопили Київ, а в квітні-травні 1944 року встановили радянський контроль над Правобережжям і Кримом. Наприкінці серпня 1944 року СРСР зайняв Західну Україну й почав наступ на окуповані Німеччиною країни Центральної Європи. 2 травня радянські війська здобули німецьку столицю Берлін. 8 травня війна скінчилася капітуляцією Німеччини. Внаслідок перемоги СРСР зросла його роль на міжнародній арені. У країнах Центральної Європи була створена низка прорадянських режимів.
У цій війні українці воювали переважно на боці СРСР у Червоній армії, хоча певні підрозділи, як то дивізія «Галичина» — на боці Німеччини. Натомість частина українців воювала проти обох сторін у складі формувань, що намагалися відновити незалежність України. Першим із них була Українська повстанська армія «Поліська Січ» (згодом Українська народно-революційна армія) на чолі з Тарасом Бульбую-Боровцем, що діяла від імені Уряду УНР в екзилі і зокрема на нетривалий час створила так звану Олевську республіку. У 1943 році на основі ОУН(б) було створено також Українську повстанську армію (УПА), що діяла до 1960 року.
Німецько-радянське протистояння супроводжувалася жорстокістю, масштабними руйнуваннями населених пунктів, знищенням великих груп населення (зокрема Голокост), вивезенням населення та депортаціями (зокрема Депортація кримських татар). Жертвами цієї війни стало від 8 до 10 млн жителів України.

Діячі ОУН і подій Другої світової війни
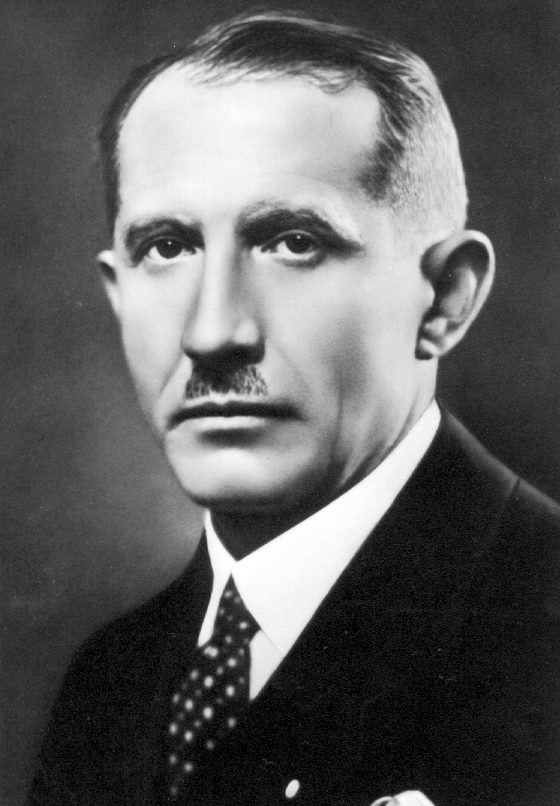
Євген Коновалець (1891—1938)
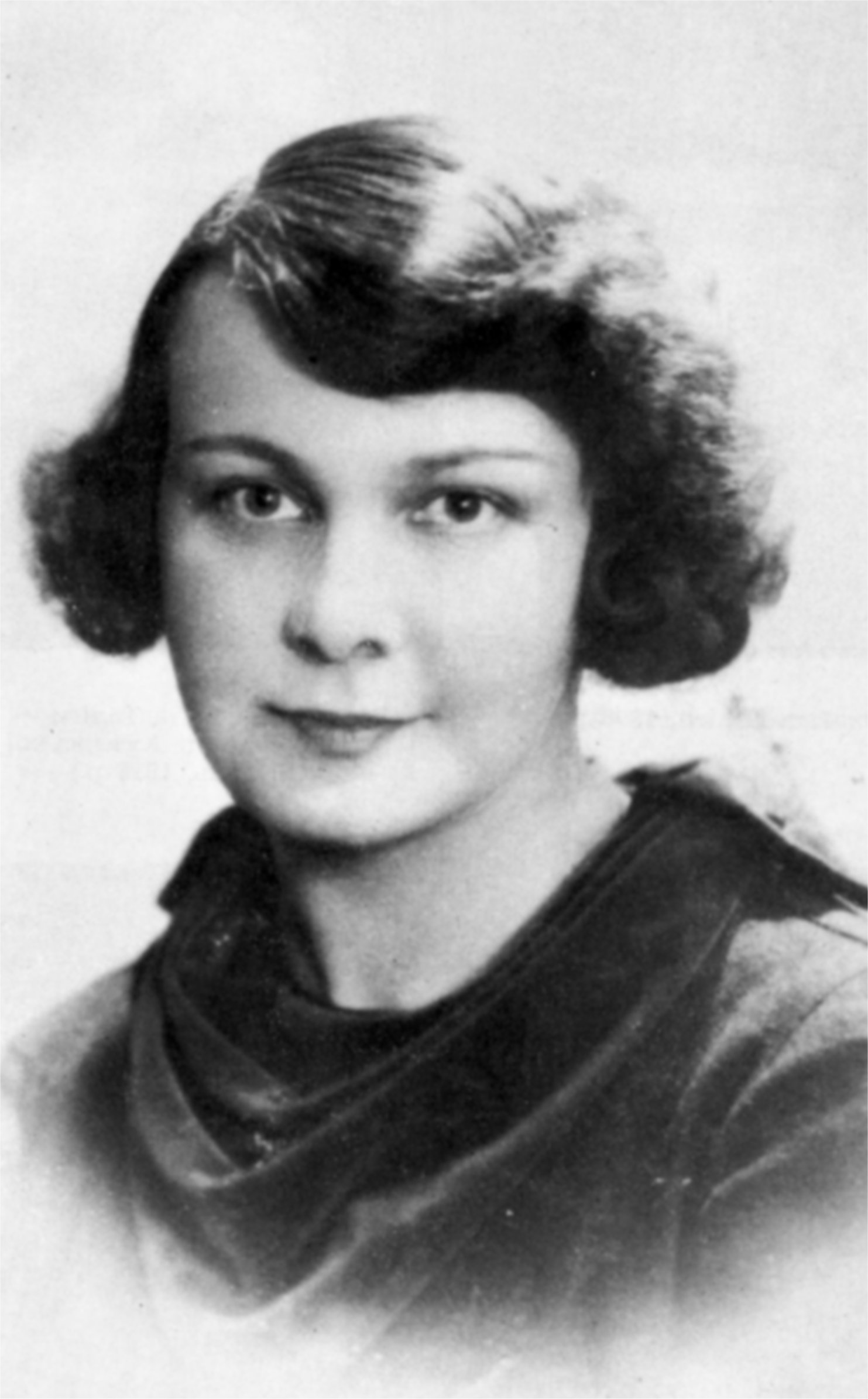
Олена Теліга (1906—1942)
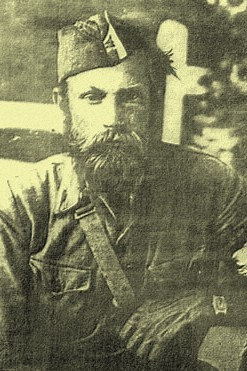
Тарас Бульба-Боровець (1908—1981)
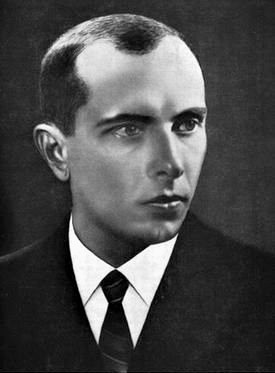
Степан Бандера (1909—1959)
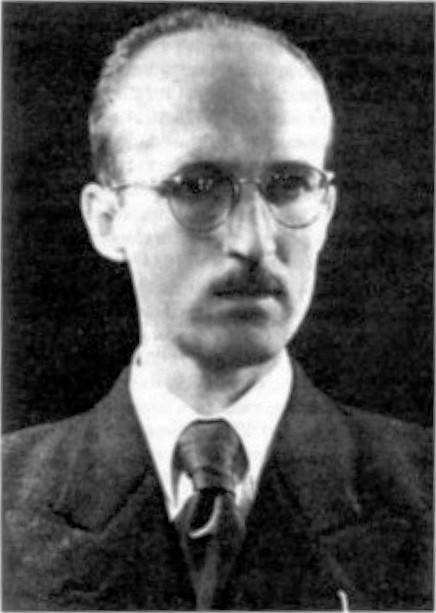
Ярослав Стецько (1912—1986)
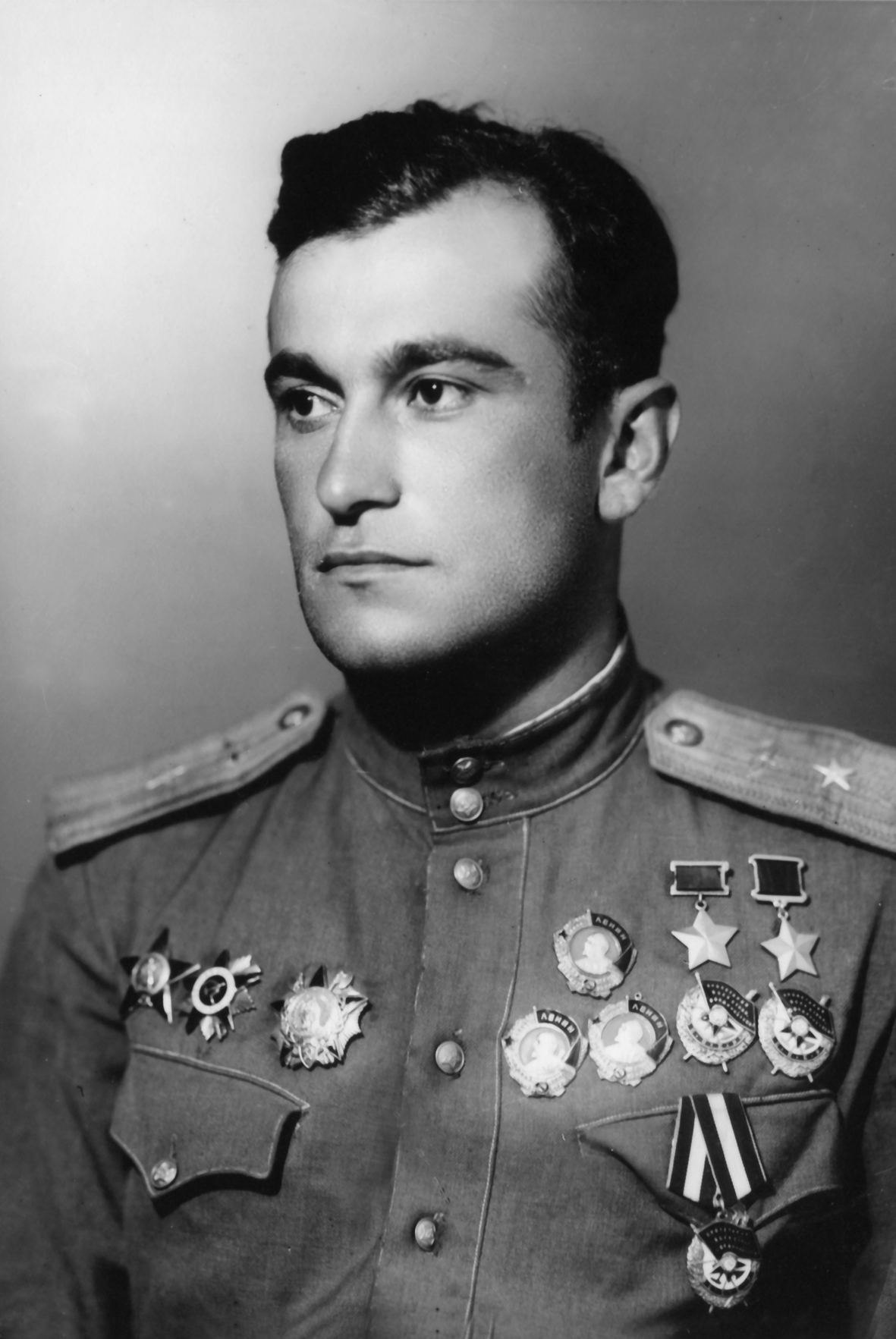
Амет-Хан Султан (1920—1971)

#### Повоєнний радянський період

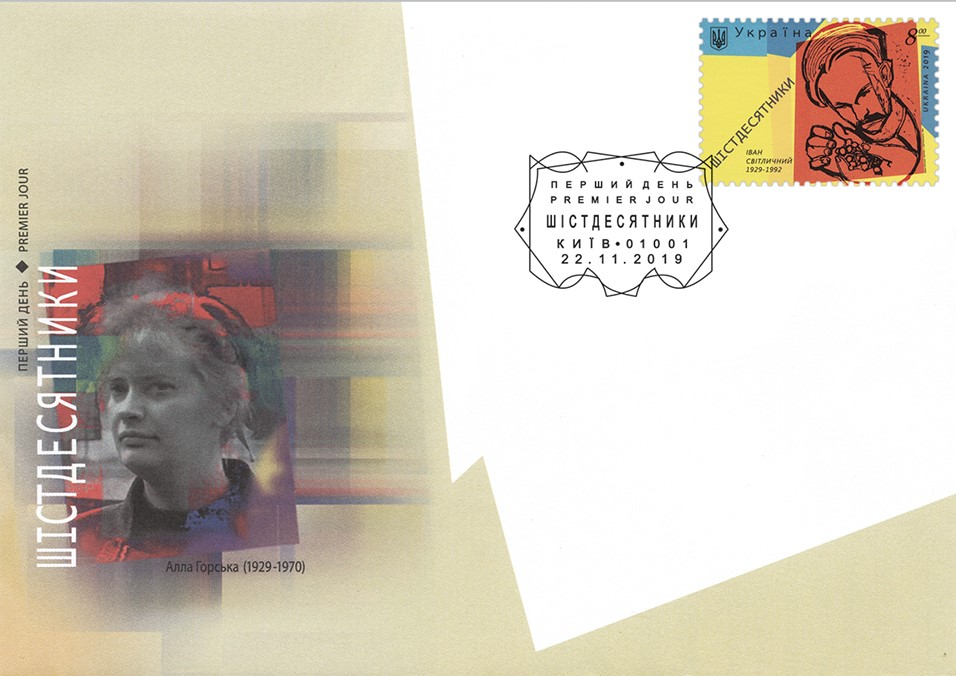
Алла Горська та Іван Світличний на конверті та марці, присвяченим шістдесятникам

У 1945 році Українська РСР стала одним із членів-засновників ООН. Перший комп'ютер радянської МЕСМ був побудований у Київському інституті електротехніки і почав функціонувати в 1950-му.
Післявоєнні етнічні чистки відбувалися з новим розширенням Радянського Союзу. Згідно зі статистикою, станом на 1 січня 1953 року, українці були другими у списку серед дорослих «спецпереселенців», що включає 20 % загальної суми. Крім українців, понад 450 тисяч етнічних німців з УРСР та понад 200 тисяч кримських татар стали жертвами примусової депортації.
УРСР була сильно зруйнована під час війни, знищено понад 700 міст та 28 000 сіл, тому відновлення потребувало значних зусиль. Ситуація ускладнювалася післявоєнним голодом 1946—1947 років, який був викликаний посухою і військовими руйнуваннями інфраструктури. Він забрав десятки тисяч життів.
Після смерті Сталіна в 1953 році Микита Хрущов став першим секретарем ЦК КПРС. Бувши першим секретарем Компартії Української РСР у 1938—1949 роках, Хрущов був глибоко обізнаний із республікою і після приходу до всесоюзної влади, він почав підкреслювати дружбу між українським і російським народами. У 1954 році широко відзначалося 300-річчя Переяславської Ради і, зокрема, Крим був переданий із РРФСР до Української РСР.
Вже до 1950 року республіка повністю перевершила довоєнний рівень промисловості й виробництва. У 1946—1950 роках п'ятирічного плану майже 20 % радянського бюджету було вкладено в радянську Україну. У результаті українська робоча сила зросла на 33,2 % з 1940 по 1955 рік, а той час як обсяг промислового виробництва зріс у 2,2 раза за той же період. Радянська Україна незабаром стала європейським лідером в області промислового виробництва, важливим центром радянської військової промисловости та високотехнологічних досліджень. Така важлива роль була зумовлена і доповнена значним впливом місцевої еліти.
Внаслідок тимчасового послаблення радянських репресій протягом хрущовської відлиги з кінця 1950-х років до 1970-х років в Україні сформувалася літературно-мистецька та суспільно-політична течія серед інтелігенції, що дістала назву Шістдесятництво. Шістдесятники являли собою внутрішню моральну опозицію до радянського тоталітарного державного режиму. В основі світоглядних засад шістдесятників були визнання свободи, ідеї гуманізму та антропоцентризму. Серед найвідоміших представників шістдесятників були письменники Ліна Костенко, Григір Тютюнник, Василь Симоненко, Іван Драч, Василь Стус, літературні критики Іван Світличний, Іван Дзюба, художники Алла Горська, Галина Севрук, кіномитці Юрій Іллєнко, Іван Миколайчук, публіцисти В'ячеслав Чорновіл, Валерій Марченко та інші. Після відновлення тиску та репресій радянського режиму частина шістдесятників пішла на частковий компроміс із владою, інші обрали шлях відкритого протистояння тоталітарному режиму і стали частиною дисидентського руху, представники якого відкрито критикували радянську владу і були фактичною опозицією до неї. Значною подією дисидентського руху в УРСР було створення у 1976 році правозахисної Української Гельсінської групи, серед найвідоміших засновників якої були Микола Руденко та Левко Лук'яненко. Також у цей період існував кримськотатарський правозахисний рух, одним із найвідоміших діячів якого був дисидент Мустафа Джемілєв. Дисиденти зазнавали політичних репресій радянською владою, багато зазнало тривалих ув'язнень. Згодом у 1991 році авторами Акту проголошення незалежності України стали дисиденти Левко Лук'яненко, В'ячеслав Чорновіл і Михайло Горинь.

Шістдесятники та дисиденти
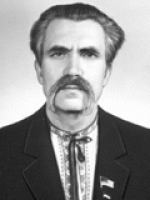
Левко Лук'яненко (1928—2018)
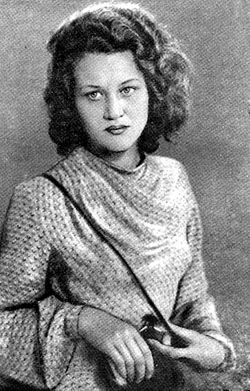
Ліна Костенко (нар. 1930)
Василь Симоненко (1935—1963)
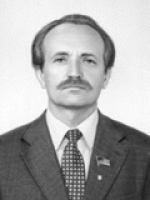
В'ячеслав Чорновіл (1937—1999)
Василь Стус (1938—1985)
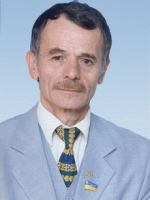
Мустафа Джемілєв (нар. 1943)

### Незалежність

#### Проголошення незалежності, президентства Кравчука та Кучми

Мітинг на площі біля Верховної Ради України. Київ, 24 серпня 1991 року.

16 липня 1990 року Верховна Рада УРСР прийняла Декларацію про державний суверенітет, що поклало початок конфронтації між урядами СРСР і УРСР. 19 серпня 1991 року в Москві комуністи-консерватори здійснили невдалу спробу державного перевороту, аби відновити владу партії. Після провалу путчистів, 24 серпня 1991 року, Верховна Рада УРСР прийняла Акт проголошення незалежності України. Цей акт підтримало 90,32 % українців на Всеукраїнському референдумі 1 грудня 1991 року. Це ознаменувало появу незалежної держави Україна. Того ж дня відбулися перші президентські вибори, на яких переміг голова Верховної Ради України, у 1988—1990 роках — завідувач ідеологічного відділу, секретар ЦК КПУ, Леонід Кравчук. 8 грудня у Біловезькій пущі і 21 грудня в Алма-Аті лідери України, Білорусі та Росії підтвердили розпад СРСР і утворили Співдружність Незалежних Держав (СНД). Хоча Верховна Рада України ніколи не ратифікувала вступ, тобто Україна ніколи не була членкинею СНД.
Україна спочатку розглядалася як республіка зі сприятливими економічними умовами, проте країна пережила глибший економічний спад, ніж деякі з інших колишніх радянських республік. Під час рецесії Україна втратила 60 % свого ВВП з 1991 року по 1999 рік і постраждала від п'ятизначних темпів інфляції. Невдоволені економічними умовами, а також кількістю злочинів і рівнем корупції, українці протестували і влаштовували страйки.
У 1996 році була ухвалена Конституція України, що сприяло стабілізації політичної системи і в той же час зосереджувало більшість владних повноважень у руках тодішнього президента Леоніда Кучми. У вересні того ж року проведено грошову реформу і введено нову валюту — гривню. Українська економіка стабілізувалася до кінця 1990-х років, а з 2000 року почало відбуватись її зростання, у середньому на 7 % щорічно.

#### Помаранчева революція, президентства Ющенка та Януковича

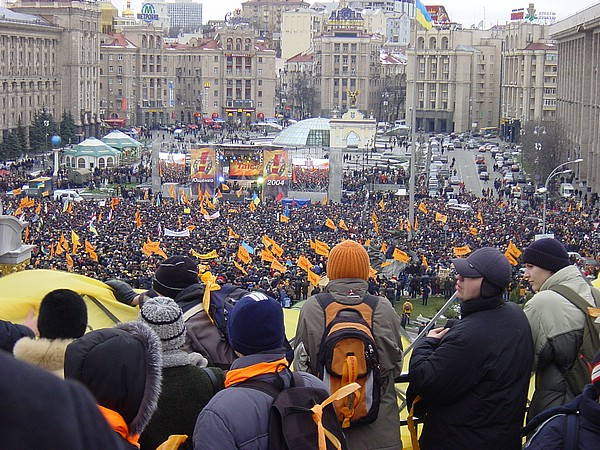
Перший день Помаранчевої революції

2004 року, другий тур президентських виборів відбувся з масовими системними фальсифікаціями на користь провладного кандидата Віктора Януковича. Це призвело до початку всеукраїнської акції протесту, що дістала назву «Помаранчева революція». Верховний суд України скасував рішення ЦВК про перемогу на виборах Віктора Януковича і призначив переголосування, за результатами якого президентом обрано Віктора Ющенка. Янукович повернувся до влади у 2006 році, коли він став прем'єр-міністром під час «Антикризової коаліції», що призвело до дострокових парламентських виборів у вересні 2007 року. У 2010 році Янукович був обраний президентом та сформував новий уряд на чолі з Миколою Азаровим. 21 квітня Віктор Янукович підписав угоду з президентом Російської Федерації Дмитром Медведєвим про продовження терміну перебування Чорноморського флоту Російської Федерації у Севастополі до 2042 року. 11 жовтня 2011 року Печерський суд міста Києва засудив колишнього прем'єр-міністра України і основного суперника Януковича на президентських виборах, Юлію Тимошенко до семи років ув'язнення.

#### Революція гідності, початок російсько-української війни, президентство Порошенка

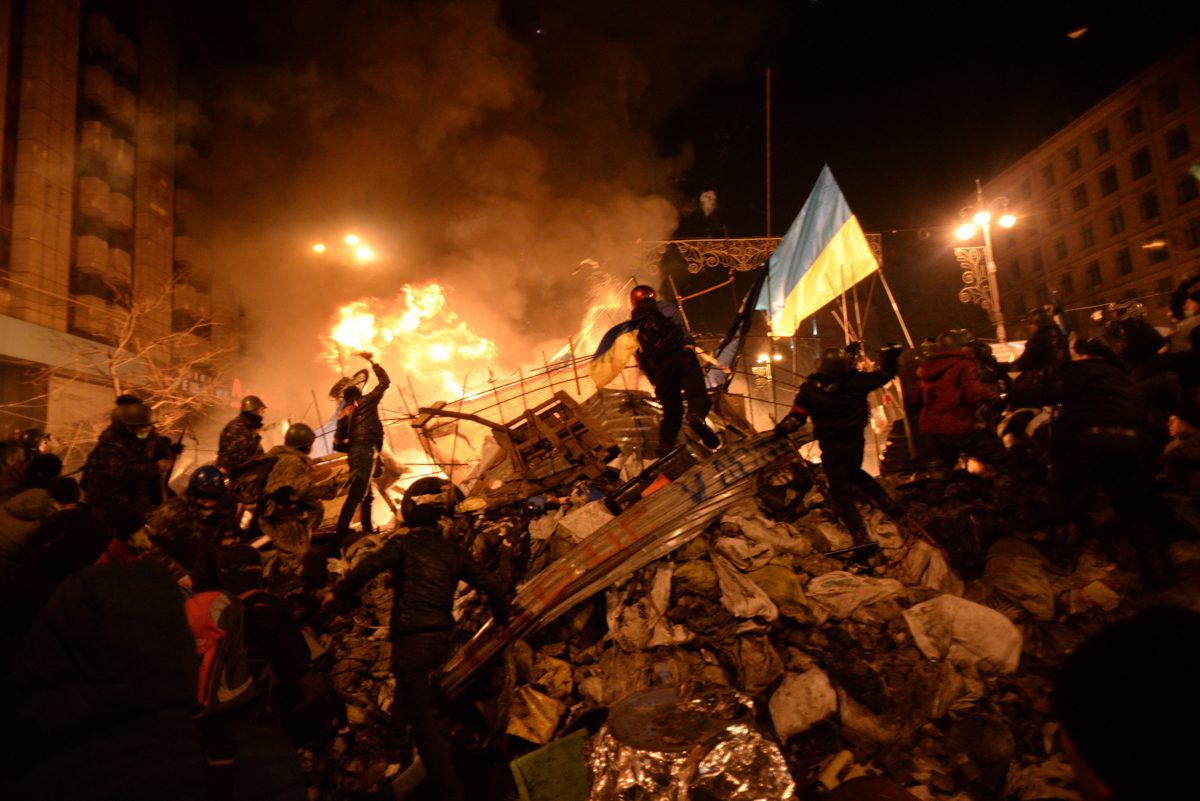
Барикади Євромайдану 18 лютого 2014 року

Невдоволення правлінням Януковича вилилося протягом 2010—2013 років у численні акції протесту, зокрема «Податковий майдан», «Україна проти Януковича», протести у Врадіївці тощо, а 21 листопада 2013 року відмова Кабінету міністрів від підписання угоди про асоціацію України з ЄС, запланованої попередньо на час саміту Східного партнерства спричинила до багатотисячних акцій протесту, проведених прихильниками ЄС напередодні майбутніх президентських виборів. Ці акції дістали назви Євромайдан і «Революція гідності» — після приєднання до протестувальників, які принципово виступили проти силового порушення громадянських прав українців. Силовий розгін протестувальників (переважно студентів) у Києві в ніч на 30 листопада, спричинив вихід на вулиці 1 грудня сотень тисяч (за деякими підрахунками близько мільйона) громадян із вимогами відставки уряду Азарова і самого президента. Розвиток конфлікту досяг апогею 18—20 лютого 2014 року, коли внаслідок протистояння силовиків і протестувальників у центрі Києва загинуло більш як сотня людей, півтори тисячі поранено, сотні вважаються зниклими безвісти. Наслідком тих подій стало відсторонення 22 лютого Верховною Радою від виконання обов'язків Президента України Віктора Януковича та призначення дострокових президентських виборів на 25 травня 2014 року. Виконувати обов'язки президента України Верховна Рада з 23.02.2014 тимчасово, до обрання Президента, доручила Олександру Турчинову (напередодні він також був обраний Головою Верховної Ради України замість В. Рибака).
Скориставшись політичною кризою, російські спецслужби інспірували численні антидержавні виступи у містах Криму (з 23.02.2014), а незабаром — і на сході України. У Криму миттєво були створені так звані «загони самооборони» (як виявилось згодом, вони складалися з завезених напередодні з Росії найманців), які підбурювали на захоплення державних установ, а також разом із російськими військовослужбовцями (які на той час були без відзнак на одязі та техніці) почали блокування військових частин ЗСУ на півострові. Під час сутичок загинула низка військовослужбовців ЗСУ і громадських проукраїнських активістів. Також росіяни блокували кораблі ВМС України у Криму і суходільні в'їзди на півострів. 16 березня був проведений нелегітимний референдум, який на думку російської влади, узаконив захоплення української території.
Після анексії Криму російські керівники на чолі з Володимиром Путіним намагались проголосити Південно-східну Україну [[Новоросія (конфедерація)|російською територією]] і з квітня 2014-го намагались втілювати на цих землях подібний кримському сценарій. На початку квітня були захоплені державні установи у Донецьку і Луганську, схожі спроби відбулися і в деяких інших містах, зокрема, у Харкові (07.04.2014) і Одесі (22.04.2014). А вже 12 квітня військовий загін російських бойовиків захопив м. Слов'янськ і Краматорськ. В. о. Президента Олександр Турчинов проголосив початок антитерористичної операції (АТО). На захоплених територіях проросійські терористи проголосили Донецьку (06.04.2014) та Луганську (27.04.2014) народні республіки, контрольовані Москвою, яка їх фінансувала й організовувала їм постачання зброї, ПММ та надсилала бойовиків. Протягом травня-серпня 2014 р. Збройним силам України разом із добровольчими батальйонами вдалося звільнити значну територію від загарбників і майже оточити Донецьк. Проте, раптове пряме вторгнення збройних сил Російської Федерації під Іловайськом, дозволило Кремлю врятувати так звані «ДНР» та «ЛНР» та заморозити конфлікт.
1 січня 2016 року Україна приєдналася до Зони вільної торгівлі з ЄС. 11 червня 2017 року українські громадяни отримали безвізовий режим поїздки до Шенгенської зони терміном до 90 днів протягом будь-якого 180-денного періоду, а Угода про асоціацію офіційно набула чинності 1 вересня 2017 року.
Арбітражний інститут Торгової палати Стокгольма задовольнив вимоги «Нафтогазу» про відшкодування постачань газу за транзит, які не були поставлені «Газпромом». Відповідно до рішення Стокгольмського арбітражу, «Нафтогаз» домігся компенсації у розмірі 4,63 мільярда доларів за те, що «Газпром» не поставив узгоджені обсяги газу для транзиту. За підсумками двох арбітражних проваджень у Стокгольмі, «Газпром» мав сплатити (і згодом сплатив) 2,56 млрд доларів на користь «Нафтогазу».
25 листопада 2018 року стався Інцидент у Керченській протоці, коли берегова охорона Федеральної служби безпеки Росії (ФСБ) обстріляла і захопила три судна ВМС України, які намагалися пройти з Чорного моря в Азовське море через Керченську протоку на шляху до порту Маріуполь.
У 2018 році розпочато процес надання автокефалії Київській митрополії від Вселенського патріарха Варфоломія (Томос), який був отриманий 6 січня 2019 року на Фенері, чому передував Об'єднавчий собор, який утворив Православну церкви України.
21 лютого 2019 р. внесено зміни до Конституції України, норми про стратегічний курс України на членство в Європейському Союзі та НАТО закріплені у преамбулі Основного Закону, трьох статтях та перехідних положеннях.

#### Президентство Зеленського: COVID-19, масштабне російське вторгнення

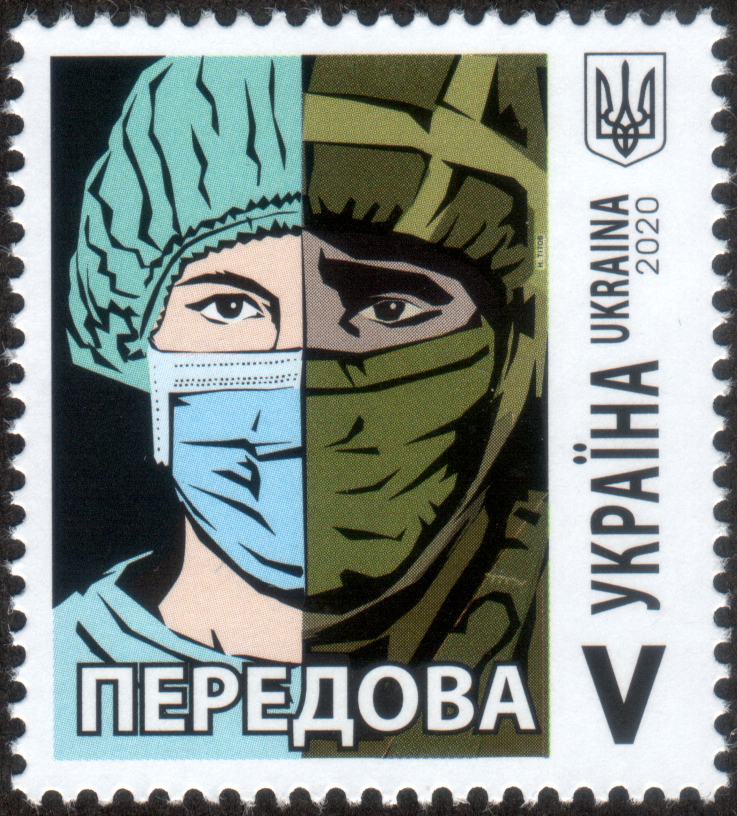
Поштова марка, 2020

2 березня 2020 року було підтверджено перший випадок інфікування COVID-19 у Чернівцях. 12 березня в Україні було запроваджено загальнодержавний карантин й оголошено надзвичайну ситуацію, були закриті кордони, заклади освіти, частина підприємств і громадського транспорту, заборонені масові заходи, перебування у громадських місцях без медичної маски тощо. Епідемія охопила всі області України. Через карантинні обмеження в країні посилилась економічна криза, кількість офіційних безробітних зросла на 67 %. 20 березня вилікувався перший хворий, на той час хворі були вже в кількох областях. 23 лютого 2021 року в Україні було зареєстровано 2 вакцини проти коронавірусу: AstraZeneca та Pfizer/BioNTech. 24 лютого було вакциновано першу людину. Карантин було офіційно скасовано 1 липня 2023 року, хоча де-факто його перестали дотримуватися з початком російського вторгнення 24 лютого 2022 року.
На червневому саміті в Брюсселі 2021 року лідери НАТО повторили рішення, ухвалене на Бухарестському саміті 2008 року про те, що Україна стане членом Альянсу з Планом дій щодо членства (ПДЧ) як невід'ємною частиною процесу та правом України визначати своє майбутнє і зовнішню політику, звичайно, без втручання ззовні.
У четвер 24 лютого 2022 року, після звернення президента РФ В. Путіна, розпочалася повномасштабна агресія російської армії проти України. Зранку, о 4:00 за Київським часом територія України була атакована крилатими ракетами «Калібр» та «Іскандер». Російські військові розпочали наступ з території Білорусі, вздовж російсько-українського кордону і з тимчасово окупованого Криму.
28 лютого 2022 року президент України Володимир Зеленський підписав заявку про негайний вступ України до Європейського Союзу. 28 лютого 2022 року президент Європейської комісії Урсула фон дер Ляєн заявила, що Україна належить до Європейського Союзу, і блок хоче, щоб Україна приєдналася, але для цього знадобиться час. 1 березня 2022 року Європейський парламент рекомендував зробити Україну офіційним кандидатом на членство, а 10 березня 2022 року Рада Європейського Союзу звернулася до Європейської Комісії з проханням дати висновок щодо заявки. 8 квітня 2022 року фон дер Ляєн особисто передала Зеленському законодавчу анкету.
14 квітня 2022 року Верховна Рада України визнала дії, вчинені Російською Федерацією під час останньої фази збройної агресії Російської Федерації проти України, яка розпочалася 24 лютого 2022 року, геноцидом українського народу. Вказується, що акти геноциду в діях Росії проявляються, зокрема, у вчиненні масових звірств у містах Буча, Бородянка, Гостомель, Ірпінь та інших.
Геноцид українців, влаштований російськими військами в Україні під час російсько-української війни, може стати найбільшим у Європі з часів Другої світової війни.
На територіях, що опинилися під російською окупацією, масово знищується українськомовна література. За даними звіту «Навчання в окупації: примусова русифікація системи освіти на окупованих територіях України» від правозахисної організації Human Rights Watch, російська окупаційна влада та інші російські високопосадовці вживали та продовжують вживати заходів задля викорінення української мови на загарбаних територіях. Русифікації також зазнають примусово депортовані до Росії українські діти.
Європейський парламент 23 червня 2022 ухвалив резолюцію із закликом невідкладно надати статус кандидата на членство в Європейському Союзі для України. 23 червня 2022 року Європейська Рада надала Україні статус кандидата на вступ до Європейського Союзу.

## Державний устрій
Україна — унітарна демократична парламентсько-президентська республіка і має багатопартійну політичну систему. В Україні діють такі основні інститути державної влади: Президент, законодавча, виконавча та судова влади. Виконавча влада представлена Кабінетом Міністрів, центральними органами виконавчої влади та органами виконавчої влади на місцях. Законодавчий орган — парламент — називається «Верховна Рада України». Судова влада представлена Конституційним Судом України та судами загальної юрисдикції — системою загальних і спеціалізованих судів різних інстанцій.

### Конституція України
Конститу́ція Украї́ни — Основний Закон України. Ухвалена 28 червня 1996 року на 5-й сесії Верховної Ради України 2-го скликання. Конституція України набрала чинності з дня її прийняття. На згадку про прийняття Конституції в Україні щорічно святкують державне свято — День Конституції України.
До 2004 року Україна була президентсько-парламентською республікою. Проте 8 грудня 2004 року, на прохання «політичної сили прем'єр-міністра Віктора Януковича», депутати ввели радикальні зміни до Конституції: за них проголосували 402 депутати, у тому числі Партія регіонів, Комуністична партія і Соціалістична партія. Україна стала парламентсько-президентською республікою.
Коли Янукович став президентом, він призначив нових суддів Конституційного суду, і 30 вересня 2010 року Конституційний суд ухвалив рішення про скасування Конституції 2004 року і повернення до Конституції 1996 року (внаслідок чого політична система України обрала більш президентський вигляд).
21 лютого 2014 року відновлено дію Конституції 2004 року.

### Законодавча влада
Парламент — Верховна Рада України — згідно зі статтею 75 Конституції України є єдиним органом законодавчої влади в Україні. Конституційний склад Верховної Ради України становить 450 народних депутатів, котрі обираються шляхом таємного голосування на 5 років на основі загального, рівного і прямого виборчого права. Повноваження народних депутатів визначаються Конституцією і Законами України.

### Президент України
Президент України згідно зі статтею 102 Конституції України є главою держави, гарантом державного суверенітету, територіальної цілісности України, додержання Конституції України, прав і свобод людини і громадянина. На основі та на виконання Конституції України і законів України Президент видає укази і розпорядження, які є обов'язковими до виконання на території України. Зеленський Володимир — чинний президент України з 20 травня 2019 року.

### Виконавча влада
Уряд України — Кабінет Міністрів України — згідно зі статтею 113 Конституції України є вищим органом у системі органів виконавчої влади. Правовою базою його діяльності є Конституція, закони України та акти, видані Президентом України. Уряд відповідальний перед Президентом і підконтрольний Верховній Раді Україні. На практиці ця залежність полягає в тому, що Президент призначає за погодженням із Верховною Радою Прем'єр-міністра, припиняє його повноваження та приймає рішення про його відставку. Президент за поданням Прем'єр-міністра призначає членів Кабінету Міністрів та керівників інших центральних органів виконавчої влади. Підконтрольність та підзвітність Уряду Верховній Раді полягає в тому, що парламент затверджує поданий Урядом бюджет, приймає рішення щодо виконання бюджету, затверджує або відхиляє Програму діяльності Уряду, контролює його роботу. До складу Уряду входять: Прем'єр-міністр України, Перший віцепрем'єр-міністр, три віцепрем'єр-міністри, і, на сьогодні, дев'ятнадцять міністерств. Також у систему виконавчої влади входять: 12 державних комітетів, 27 центральних органів виконавчої влади зі спеціальним статусом, 18 інших центральних органів та установ України.

### Судова влада

Кловський палац — одна з будівель Верховного Суду

Правосуддя в Україні здійснюється винятково судами. Юрисдикція судів поширюється на всі правовідносини, що виникають у державі. Система судів загальної юрисдикції відповідно до Конституції України будується за принципами територіальності, спеціалізації та інстанційності. Суди загальної юрисдикції складаються з місцевих, апеляційних, вищих спеціалізованих судів та Верховного Суду України. Найвищим судовим органом у системі судів загальної юрисдикції є Верховний Суд України.
Спеціалізовані суди:
- Господарські (обласні, апеляційні, касаційний)
- Адміністративні (окружні, апеляційні, касаційний).

Єдиним органом конституційної юрисдикції в Україні є Конституційний Суд України. Конституційний Суд України є окремим і незалежним від судів загальної юрисдикції.

### Внутрішня політика України
У червні 1991 року Верховна Рада України прийняла концепцію майбутньої Конституції і створила Конституційну комісію. Перший проєкт був винесений на обговорення в червні 1992 року. Розгляд проєкту Основного закону тривав 3 місяці, він пройшов 3 читання. 28 червня 1996 року Верховна Рада прийняла нову Конституцію — цей день є офіційним святом — Днем Конституції України. Конституція складається з преамбули та чотирнадцяти розділів (161 стаття).
Ринкові реформи почалися в Україні на початку 1992 року. Українська економіка була тісно пов'язана з російською. Україна в цей період лише пристосовувала її до ринкового господарства сусідніх країн. Для контролю економічних процесів уряд мав мати власну грошову одиницю. У 1992 році Україна вийшла з рублевої зони і ввела купонокарбованці як перехідні розрахункові знаки до введення повноцінної валюти — гривні. Однак ввести нову грошову одиницю вдалося лише у 1996 році після деякої стабілізації економічної ситуації.
У жовтні 1994 року президент держави, Леонід Кучма, запропонував програму економічних перетворень: відпуск цін, обмеження дефіциту бюджету, запровадження вільної внутрішньої та зовнішньої торгівлі, проведення строгої монетарної політики, масова приватизація великих підприємств, проведення земельної реформи. Цю програму схвалила Верховна Рада. Програма була позитивно оцінена на Заході: США і Європейський Союз надали значну фінансову допомогу в її реалізації, прямі іноземні інвестиції зросли з $484 мільйонів у 1994 році до $3122 мільйонів у 1999-му. Коштом іноземних кредитів та інвестицій Україні вдалося зупинити спад виробництва, почати його реконструкцію та переоснащення, скоротити безробіття.
Держава знизила максимальну ставку податків з фізичних осіб, знизився податок на прибуток і на додану вартість, що призвело до пожвавлення діяльності малого й середнього бізнесу. Прискорилася приватизація. У 2000 році близько 70 % обсягу промислової продукції вироблялося на недержавних підприємствах. Вжиті заходи дали позитивний результат. У 1998 році спад виробництва був припинений і почалося його поступове зростання. У 2003 році він становив 15,8 %. Україна відмовилася від іноземних позик і успішно почала виплачувати зовнішній борг.

### Політичні партії
Україна має багатопартійну систему, і станом на 18 січня 2017 року в країні зареєстровано 252 політичні партії. Через високу чисельність політичні партії не часто мають шанс здобути владу поодинці, тому вони часто утворюють блоки. 17 листопада 2011 року український парламент схвалив закон про вибори, що заборонив участь блоків політичних партій на парламентських виборах. Багато партій в Україні мають дуже маленькі членства і невідомі широкому загалу. Довіра українського суспільства до політичних партій, у цілому, дуже низька.
Станом на грудень 2011 року в Україні була відсутня політична партія «всеохопного типу». Сучасні українські партії не мають виразника всеохопної національної ідеї, а цивілізаційні та геостратегічні орієнтації відіграють важливішу роль, ніж економічні і соціально-політичні програми, що зумовило появу партій проросійської та прозахідної (проєвропейської) спрямованости.
Наразі в українському парламенті є такі фракції політичних партій:
- Фракція політичної партії «Слуга народу»
- Фракція політичної партії «Опозиційна платформа — За життя»
- Фракція політичної партії «Європейська Солідарність»
- Фракція політичної партії "Всеукраїнське об'єднання «Батьківщина»
- Фракція політичної партії «Голос»

В Україні політична ідеологія представлена націоналістичною (Конгрес українських націоналістів, ВО «Свобода», Українська Національна Асамблея; Українська Національна Консервативна партія тощо), соціалістичною (Соціалістична партія України, Прогресивна соціалістична партія України), екологічною (Партія Зелених України) та іншими течіями. За структурою програм часто виділяють ліві, праві та центристські партії, які також присутні в Україні.

### Зовнішня політика

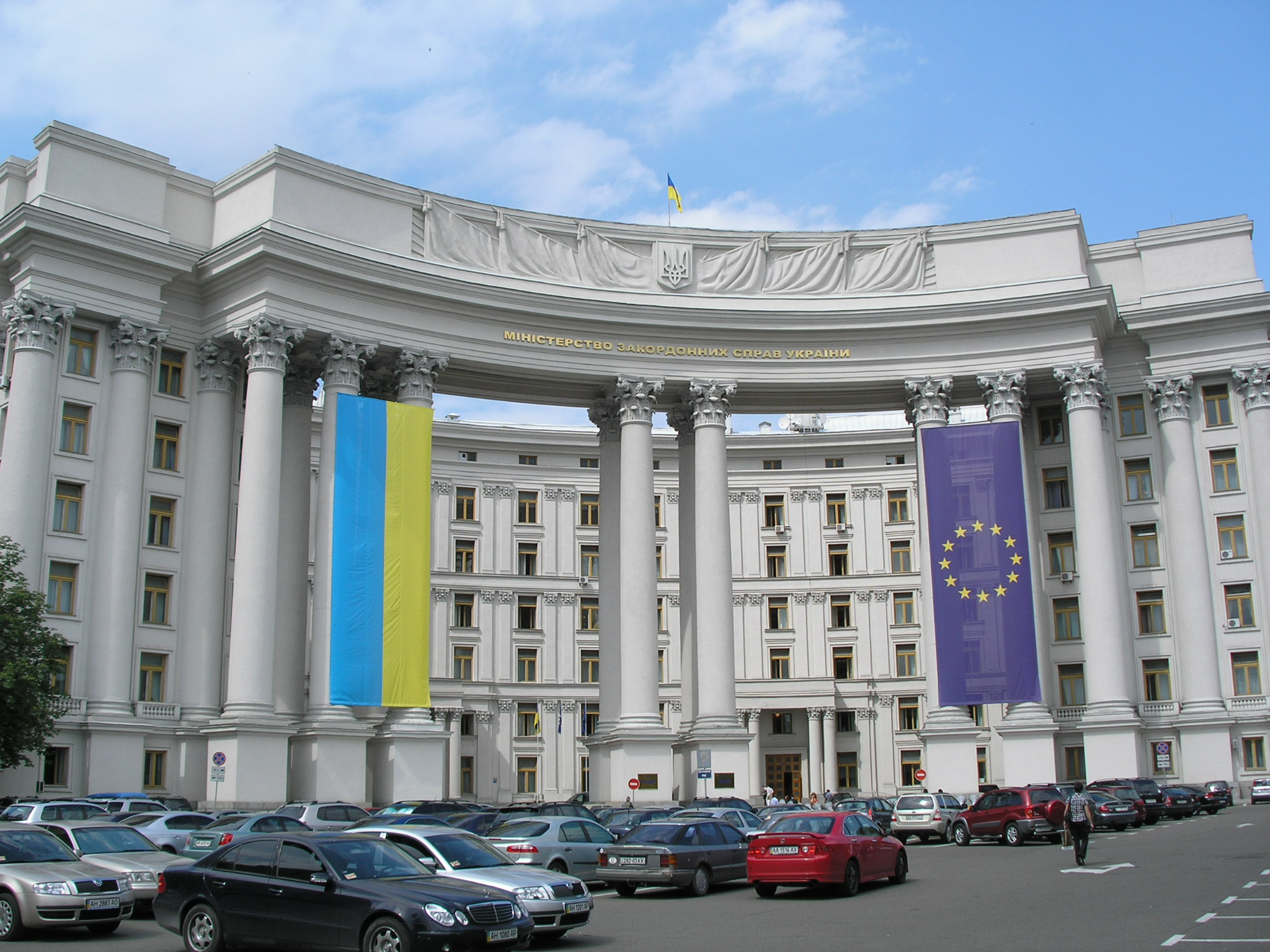
МЗС України.

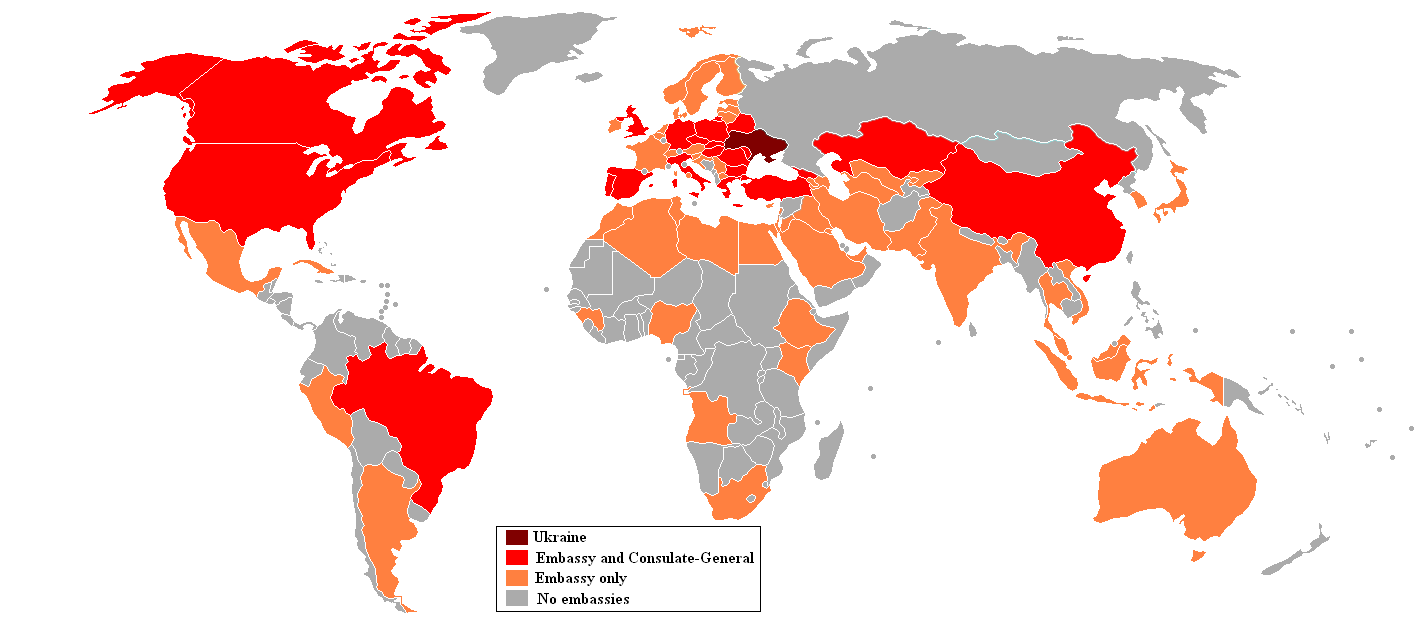
Дипломатичні місії України

У 1918—1922 роках Україна мала дипломатичні відносини з Польщею, Німеччиною, Болгарією, Османською імперією, Ватиканом, Данією, Норвегією, Швецією, Швейцарією, Персією, Румунією, Литвою, Латвією, Фінляндією, Естонією, Грузією, Австрією та Чехословаччиною. У 1944 році в уряді УРСР з'явився пост міністра закордонних справ, в 1945 році вона стала одним із членів-засновників ООН, а згодом і таких організацій як ЮНЕСКО, Міжнародна організація праці тощо. Місії радянської України при ООН були засновані у Відні, Парижі, Женеві, Нью-Йорку. До 1991 року Польща, НДР, Чехословаччина, Угорщина, Румунія, Болгарія, Югославія, Канада, ФРН, США мали консульства в Києві; Болгарія, Куба, Індія та Єгипет — консульства в Одесі.
Після 1991 року Україна встановила дипломатичні відносини з більшістю країн світу. Оскільки Російська Федерація в обмін на борги СРСР забрала собі всі колишні закордонні посольства, Україна залишилася практично без будівель посольств або консульств за кордоном, за винятком посольства в США. Разом із Російською Федерацією і Білоруссю, Україна стала засновницею Співдружности незалежних держав (СНД). 31 травня 1997 року президенти Російської Федерації та України підписали Договір про дружбу, співпрацю і партнерство, який був ратифікований Верховною Радою і Державною думою. 14—15 травня 1999 року на зустрічі президентів держав Центральної Європи у Львові Кучма заявив, що Україна піде «по європейському шляху» і буде налагоджувати тісні зв'язки з ЄС. Засудивши бомбардування Югославії навесні 1999 року українська дипломатія пропонувала свою посередницьку роль у вирішенні конфлікту на Балканах.
У 1999—2001 роках Україна була непостійним членом Ради Безпеки ООН. Україна послідовно підтримує врегулювання різних конфліктів шляхом мирних переговорів. Вона брала участь у чотиристоронніх переговорах щодо конфлікту в Молдові та сприяла мирному врегулюванню конфлікту в пострадянській Грузії. Україна внесла істотний внесок у миротворчих операціях ООН з 1992 року.

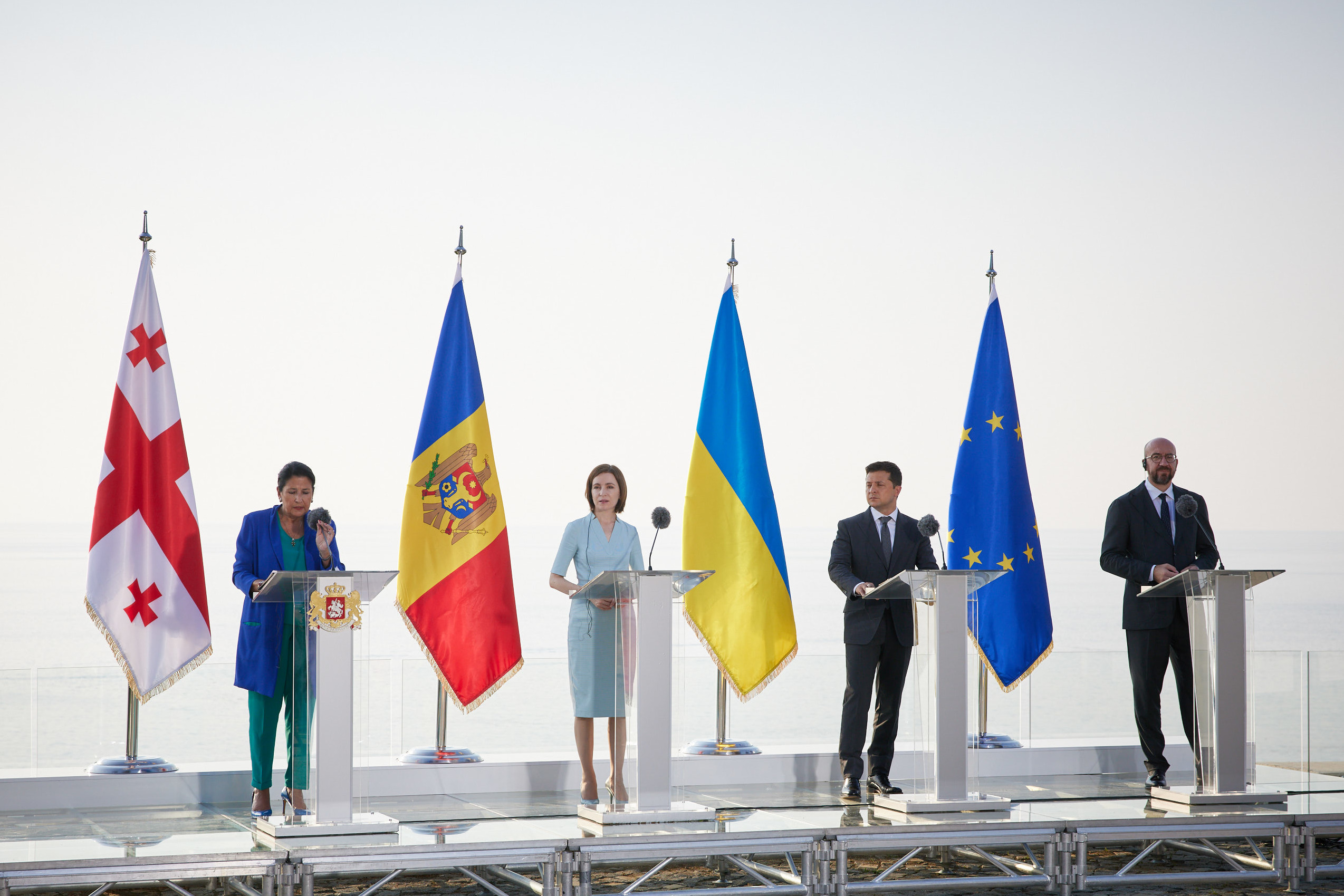
Президент Грузії Саломе Зурабішвілі, Президент Молдови Мая Санду, Президент України Володимир Зеленський та Голова Європейської Ради Шарль Мішель під час Міжнародної конференції в Батумі 2021 року.

Сьогодні Україна розглядає європейську інтеграцію як свою головну мету у зовнішній політиці, а також створено політико-правові та організаційні передумови для реалізації програми інтеграції України до Європейського Союзу.
Партнерство і співробітництво між Європейським Союзом (УПС) з Україною набуло чинности 1 березня 1998 року. 31 січня 1992 року Україна приєдналася до Наради з безпеки і співробітництва в Європі, 10 березня 1992 року стала членом Ради північноатлантичного співробітництва. Україна має тісні відносини з НАТО, хоча й з обранням Віктора Януковича президентом у 2010 році цей курс зближення з перспективою членства НАТО був зупинений. Україна — найактивніший член Партнерства заради миру (ПЗМ).
Україна є членом таких організацій, як: ООН (з 1945), ВООЗ (з 1948), ЮНЕСКО (з 1954), ОБСЄ (з 1992), ОЧЕС (з 1992), Рада Європи (з 1995), ЦЄІ (з 1996), ГУАМ (з 1997), СДВ (з 2005), СОТ (з 2008). Україна має статус спостерігача в таких організаціях, як РКБМ (з 1999) та Франкофонія (з 2006), ENTSO-E (з 2022).
У 2012 році Україна очолила Центральноєвропейську ініціативу (ЦЄІ), а у 2013 році очолювала ОБСЄ.
У 2016—2017 роках Україна знову набула статусу непостійного члена Ради Безпеки ООН.
10 березня 2018 року НАТО визнало за Україною статус країни-аспіранта на шляху до приєднання до альянсу.
12 квітня 2018 п'ятий президент України Петро Порошенко повідомив, що запропонує Верховній Раді вийти з усіх статутних органів СНД, а 19 травня 2018 Порошенко підписав Указ, яким увів у дію рішення РНБО про остаточне припинення участі України у статутних органах СНД. Станом на лютий 2019 року Україна мінімізувала свою участь у Співдружності Незалежних Держав до критичного мінімуму та фактично завершила свій вихід. Верховна Рада України ніколи не ратифікувала вступ, тобто Україна ніколи не була членкинею СНД.

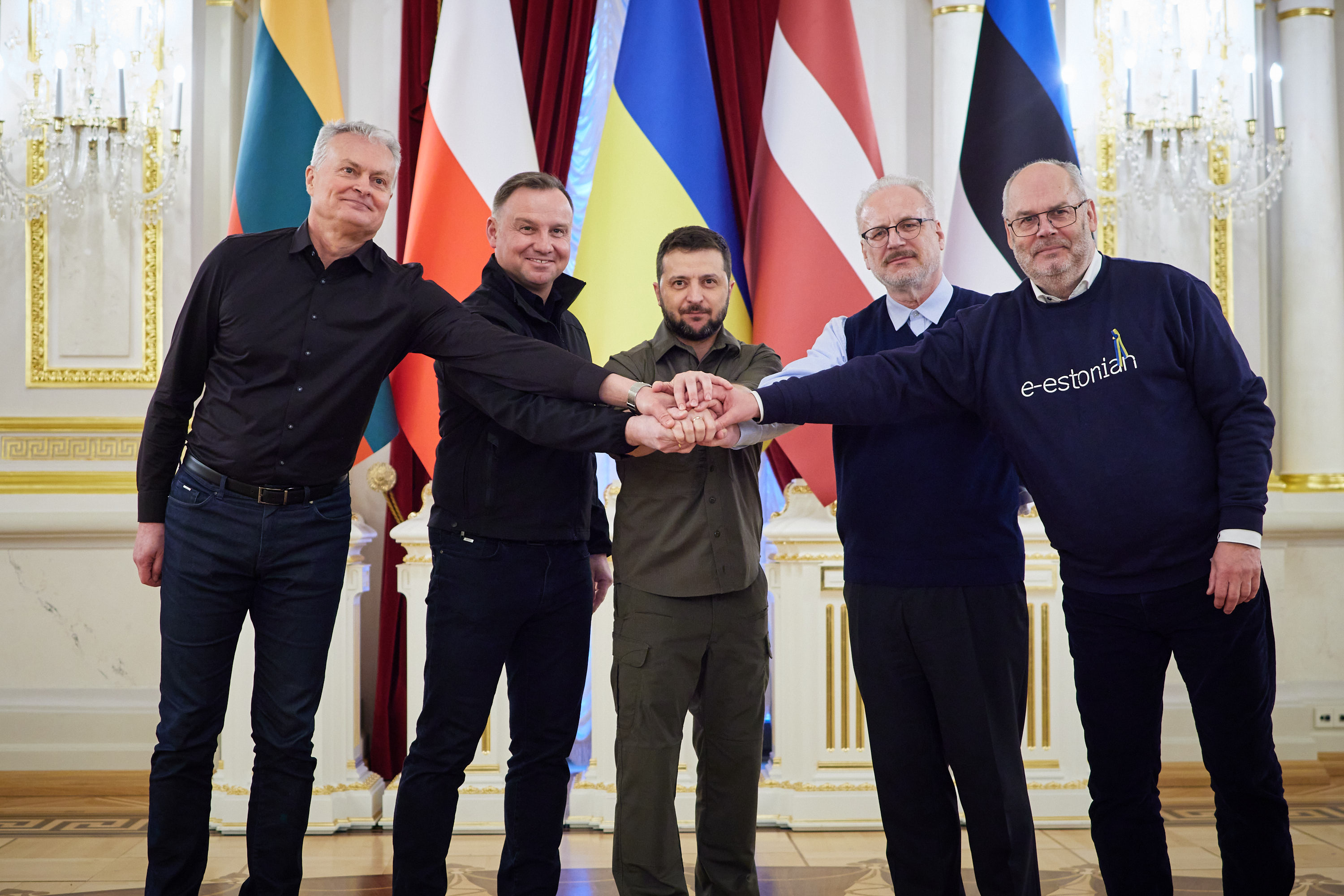
Президент України Володимир Зеленський разом із Президентом Литви Ґітанасом Науседою, Президентом Польщі Анджеєм Дудою, Президентом Латвії Егілсом Левітсом та Президентом Естонії Аларом Карісом.

28 липня 2020 року Литва, Польща й Україна підписали декларацію про створення Люблінського трикутника, тристоронньої платформи для політичного, економічного, культурного й соціального співробітництва між трьома сусідніми державами задля європейської і євроатлантичної інтеграції України.
17 травня 2021 року було утворене «Асоційоване тріо» шляхом підписання спільного меморандуму між міністрами закордонних справ Грузії, Молдови та України. Асоційоване тріо — це тристоронній формат для розширення співпраці, координації та діалогу між трьома країнами (які підписали Угоду про асоціацію з ЄС) з Європейським Союзом з питань, що становлять спільний інтерес, пов'язаних із євроінтеграцією, розширення співпраці в рамках Східного партнерства та зобов'язання щодо приєднання до Європейського Союзу.
28 лютого 2022 року, невдовзі після російського вторгнення, Україна подала заявку на членство в Європейському Союзі. 28 лютого 2022 року президент Європейської Комісії Урсула фон дер Ляєн заявила, що Україна належить до Європейського Союзу, і блок хоче, щоб Україна приєдналася, але для цього знадобиться час. Європейський парламент 23 червня 2022 ухвалив резолюцію із закликом невідкладно надати статус кандидата на членство в Європейському Союзі для України. 23 червня 2022 року Європейська Рада надала Україні статус кандидата на вступ до Європейського Союзу.
Станом на 2022 рік, Україна не має дипломатичних відносин із кількома державами: Бутаном, Кірибаті, Косовом, Науру, Палау, Папуа Новою Гвінеєю, Північною Кореєю, Росією, Сирією, Сомалі, Тайванем і Тонгою.

## Збройні сили

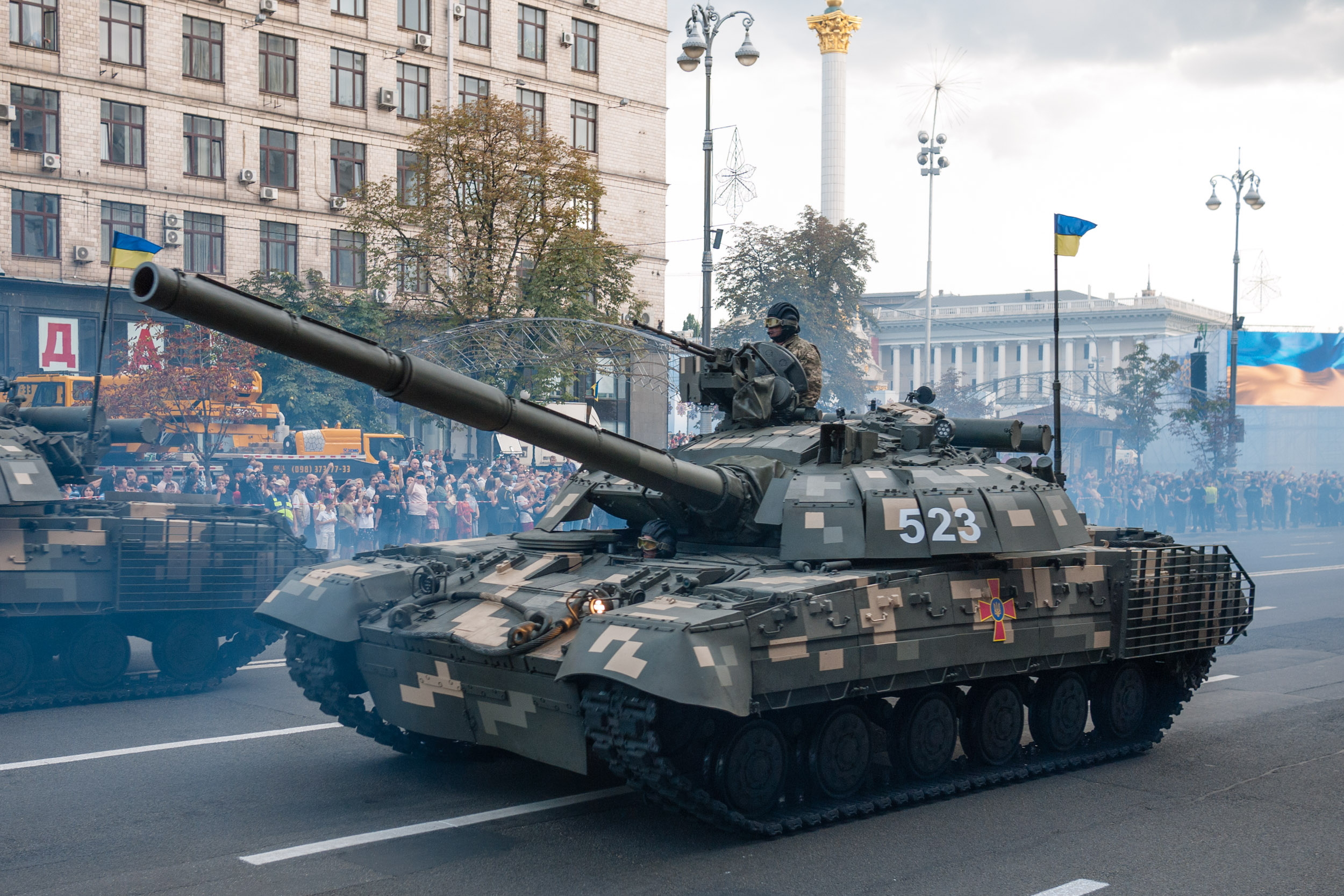
Український танк Т-64БМ2 під час військового параду

Україна має багату військову історію, що налічує понад 1000 років. Княжа дружина, що існувала в часи Київської Русі була однією з найгрізніших армій у тогочасній Європі, що дозволяло київським князям здійснювати неодноразові успішні військові походи у Візантію — одну з наймогутніших світових імперій того часу. Княже військо протистояло орді під час Монгольської навали у XIII столітті, що посприяло зупинці подальшого просування загарбників у Європу. Українське козацтво в XVI—XVIII століттях являло собою потужну військову структуру, за прикладом якої була організована козацька держава Гетьманщина. У XX столітті під час Визвольної боротьби 1917—1922 років на території України діяло одразу декілька українських збройних формувань та армій: Армія УНР, війська під командуванням гетьмана Павла Скоропадського, Українська повстанська армія Нестора Махна, різноманітні отаманські загони тощо. Також українці брали участь у боротьбі на боці червоного козацтва, згодом багато українців проходило службу у складі Червоної армії. Під час Другої світової українцями з метою відновлення державності та боротьби за неї було організовано Українську повстанську армію, що вела партизанську боротьбу до кінця 1950-х років. Також значна частина українців воювала на боці СРСР у складі підрозділів Червоної армії. Після війни українці служили в Радянській армії на території колишнього СРСР та за його межами.
Після розпаду Радянського Союзу Україна успадкувала військовий персонал чисельністю 780 тисяч осіб на власній території і третій у світі за величиною арсенал ядерної зброї. У травні 1992 року Україна підписала договір про скорочення стратегічних наступальних озброєнь СНО-1, у якому країни домовилися відмовитися від всієї ядерної зброї для утилізації в Росію, та приєдналася до Договору про нерозповсюдження ядерної зброї як неядерна держава. Україна ратифікувала цей договір у 1994 році, а до 1996 року стала вільною від ядерної зброї.

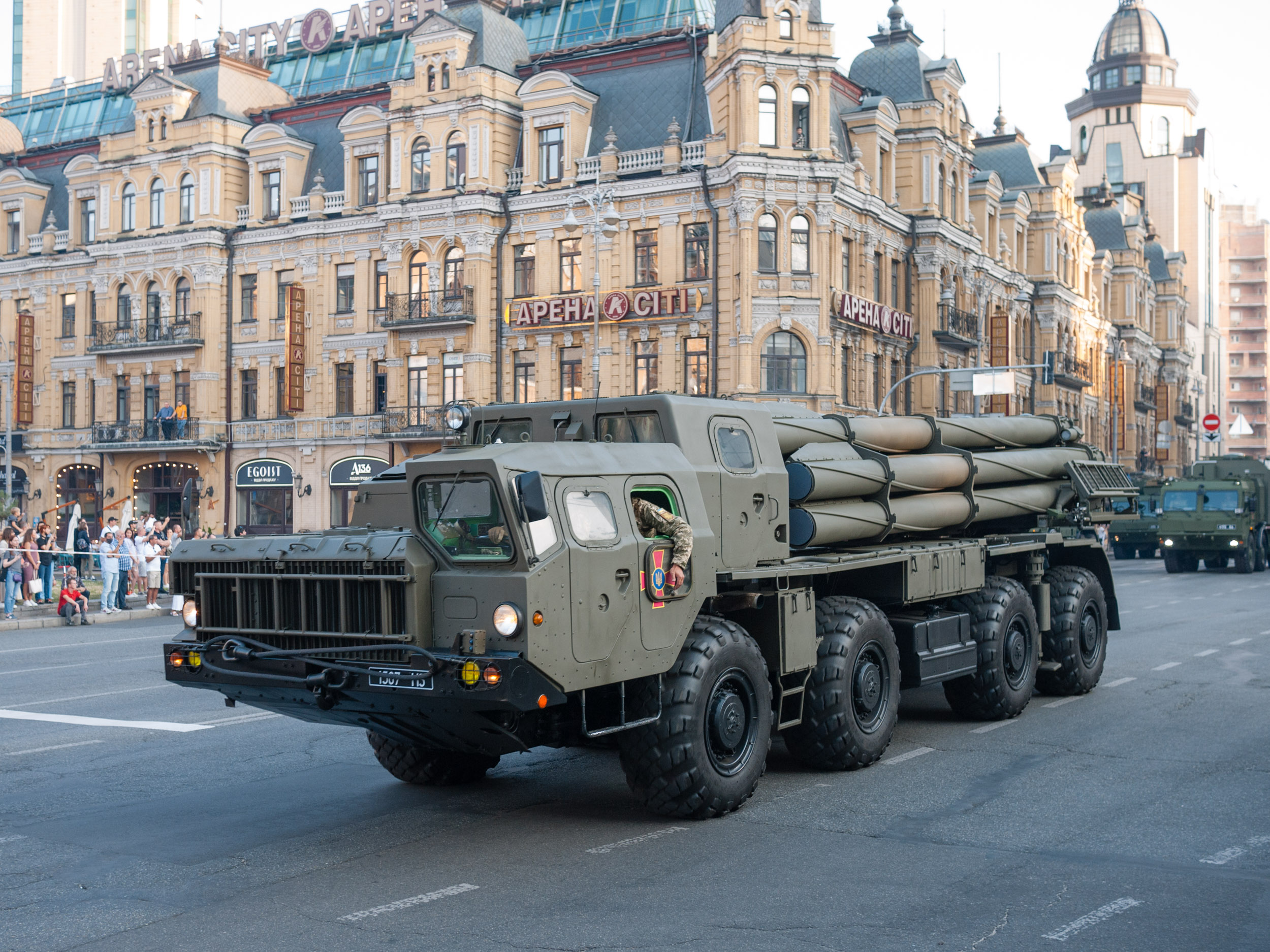
Українська БМ-30 «Смерч» під час військового параду

Україна здійснювала послідовні кроки в напрямку скорочення звичайних озброєнь. Вона підписала Договір про звичайні збройні сили в Європі про скорочення танків, артилерії та бронетехніки (військовий персонал був скорочений до 300 000).

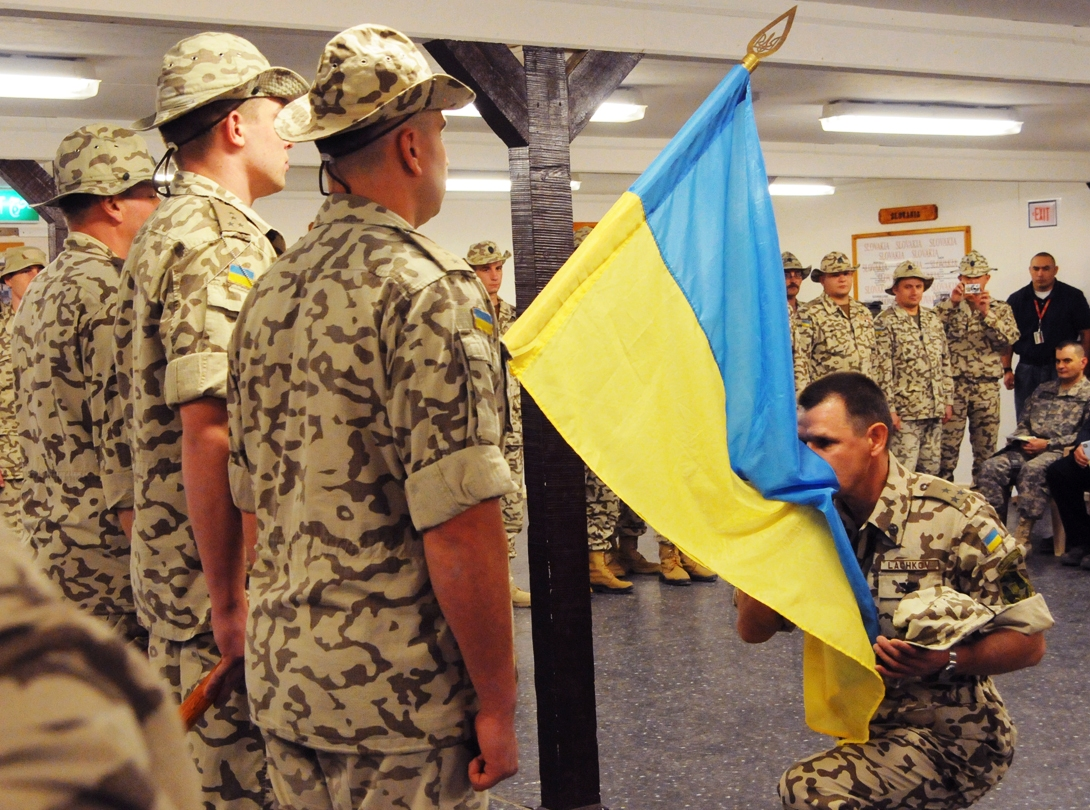
Українські миротворці в Іраку

Україна відіграє дедалі більшу роль у миротворчих операціях. Українські війська були розгорнуті в Косово у складі українсько-польського батальйону. Починаючи з 1992 року близько 37 тисяч військовослужбовців Збройних Сил України взяли участь у міжнародних миротворчих операціях, у тому числі в таких країнах як Східна Славонія, Ангола, Косово, Північна Македонія, Гватемала, Таджикистан, Афганістан, Хорватія, Кувейт, Сьєрра-Леоне, Грузія, Ірак, Ліван, Ефіопія тощо.
Військові з'єднання інших держав регулярно беруть участь у багатонаціональних військових навчаннях із українськими силами в Україні, у тому числі зі збройними силами США.
Після відновлення незалежності Україна оголосила себе нейтральною державою. Країна мала обмежене військове партнерство з Росією, іншими пострадянськими країнами і НАТО з 1994 року. У 2000-х роках уряд починає схилятися до Організації Північноатлантичного договору, а також поглиблювати співпрацю з альянсом, для чого був встановлений між Україною і НАТО План дій, підписаний у 2002 році. Пізніше було вирішено, що на запитання вступу до НАТО повинен дати відповідь всенародний референдум у певний момент у майбутньому. Під час Бухарестського саміту 2008 року НАТО заявило, що Україна стане членом альянсу, коли вона захоче і коли буде відповідати всім критеріям для вступу. 2 квітня 2010 Віктор Янукович своїм рішенням, ліквідував міжвідомчу комісію з питань підготовки України до вступу в НАТО і ліквідував національний центр із питань євроатлантичної інтеграції. 12 червня 2020 року Північноатлантична рада НАТО визнала Україну партнером із розширеними можливостями (Enhanced Opportunities Partner, EOP).
Згідно з рейтингом Стокгольмського міжнародного інституту досліджень миру Україна займає 12 місце в рейтингу найбільших експортерів зброї. За даними інституту, найбільше зброї вона продає в Азербайджан, Грузію та Китай. Крім цього, Україна є експортером зброї в країни Африки — Південний Судан, Республіку Конго тощо. Керівник Центру аналізу світової торгівлі зброєю (ЦАСТЗ) Ігор Коротченко повідомив, що Україна займає третє місце у світовому рейтингу експортерів бронемашин на період 2007—2014 рр.
ЗСУ комплектуються шляхом призову на строкову службу чоловіків 18—27 років. Чисельність на 2024 рік становить 800 000 осіб (плюс 400 000 осіб перебуває у резерві, згідно звітам IISS). Військове управління Збройними силами здійснює Генеральний штаб.

## Адміністративний поділ

Виключні економічні зони Чорного та Азовського морів

В Україні, яка є унітарною державою, існує єдиний вид територіального устрою: адміністративно-територіальний устрій (поділ). Згідно зі ст. 133 Конституції України систему адміністративно-територіального устрою України становлять: Автономна Республіка Крим, області, райони, міста, райони в містах, селища і села. Сучасна система областей та районів України сформована з липня 2020 року, коли були утворені 136 районів (де-факто районів 140, бо 14 районів у АР Крим будуть ліквідовані лише після деокупації) замість старих 460.
Станом на 1 січня 2021 року в Україні були такі адміністративно-територіальні одиниці: 1 автономна республіка — Автономна Республіка Крим, 24 області, 140 районів, 461 місто (з них 187 — міста спеціального статусу, республіканського, обласного значення; 2 міста загальнодержавного значення — Київ, столиця України, та Севастополь), 108 районів у містах, 882 селища міського типу, 870 сільських рад, 27 205 сіл. З 15 квітня 2014 року внаслідок російської окупації Автономна Республіка Крим і м. Севастополь мають статус тимчасово окупованої території України.
Для порівняння, станом на грудень 1965 року, в Україні було 394 райони, 370 міст, 828 селищ міського типу та 32 742 сільських населених пунктів.
| Адміністративний поділ України | Області                                                                            | Області                                                                              | Області                                                                      | Області                                                                          | Області |
| --- | ---------------------------------------------------------------------------------- | ------------------------------------------------------------------------------------ | ---------------------------------------------------------------------------- | -------------------------------------------------------------------------------- | ------- |
| Вол.обл. Рівн.обл. Жит.обл. Київ.обл. Хмел.обл. Терн.обл. Івано-Фр.обл. Зак.обл. Черн.обл Він.обл. Черк.обл. Кіров.обл Мик.обл. Полт.обл. Черн.обл. Сум.обл. Харк.обл. Дніпр.обл. Одес.обл. Зап.обл. Дон.обл. Луг.обл. Льв.обл. Херс.обл. АР Крим Азовське море Чорне море Росія Білорусь Польща Румунія Молдова Київ Севастополь | - Вінницька - Волинська - Дніпропетровська - Донецька - Житомирська - Закарпатська | - Запорізька - Івано-Франківська - Київська - Кіровоградська - Луганська - Львівська | - Миколаївська - Одеська - Полтавська - Рівненська - Сумська - Тернопільська | - Харківська - Херсонська - Хмельницька - Черкаська - Чернівецька - Чернігівська |         |
| Вол.обл. Рівн.обл. Жит.обл. Київ.обл. Хмел.обл. Терн.обл. Івано-Фр.обл. Зак.обл. Черн.обл Він.обл. Черк.обл. Кіров.обл Мик.обл. Полт.обл. Черн.обл. Сум.обл. Харк.обл. Дніпр.обл. Одес.обл. Зап.обл. Дон.обл. Луг.обл. Льв.обл. Херс.обл. АР Крим Азовське море Чорне море Росія Білорусь Польща Румунія Молдова Київ Севастополь | Автономія                                                                          | Автономія                                                                            | Міста державного значення                                                    | Міста державного значення                                                        |         |
| Вол.обл. Рівн.обл. Жит.обл. Київ.обл. Хмел.обл. Терн.обл. Івано-Фр.обл. Зак.обл. Черн.обл Він.обл. Черк.обл. Кіров.обл Мик.обл. Полт.обл. Черн.обл. Сум.обл. Харк.обл. Дніпр.обл. Одес.обл. Зап.обл. Дон.обл. Луг.обл. Льв.обл. Херс.обл. АР Крим Азовське море Чорне море Росія Білорусь Польща Румунія Молдова Київ Севастополь | - Автономна Республіка Крим                                                        | - Автономна Республіка Крим                                                          | - Київ - Севастополь                                                         | - Київ - Севастополь                                                             |         |

## Демографія

### Населення

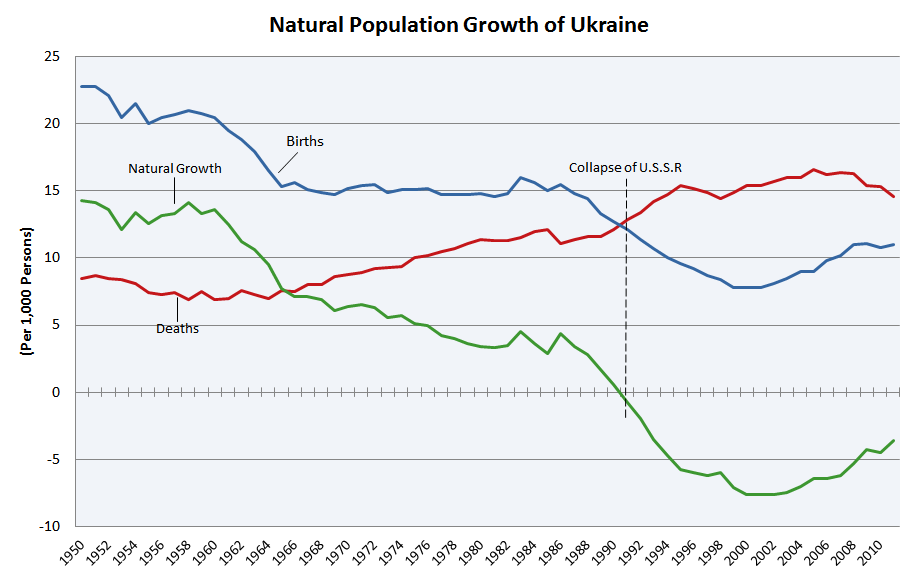
Природний ріст населення України (з 1950).
Народжуваність
Смертність
Природний приріст

Етнічні українці (2001)

Найбільша кількість населення зафіксована 1993 року — 52 244 000 осіб, після чого спостерігається стійка тенденція скорочення населення внаслідок перевищення смертности над народжуваністю та еміграції, у тому числі трудової.
Україна перебуває у демографічній кризі з 1980-х років через високу смертність, особливо чоловіків працездатного віку та сільського населення, й низьку народжуваність. Стрімке скорочення чисельности населення почалося у 1993 році, як наслідок економічного колапсу. За даними всеукраїнського перепису 2001 року населення України становило близько 48,5 мільйонів осіб. За 1993—2013 рр. чисельність населення України скоротилася на 6,7 млн осіб. Позитивні тенденції в демографії з'явились у 2002 році, коли почалося повільне зростання народжуваності. В останні роки, завдяки демографічній політиці держави, народжуваність в Україні перевищила середньоєвропейські показники (11,4 на 1000 населення у 2012 році), але з причини порівняно високої смертности цього недостатньо для стабілізації чисельности населення.
За даними Держкомстату, у 2012 році загальний приріст населення становив −0,17 % (зокрема, природний — −0,31 %, міграційний — +0,14 %), смертність — 14,5 на 1000 населення (14 місце), фертильність — 1,46 дітини на жінку (174 місце)
У 2007 році Україна за швидкістю темпів скорочення населення обіймала 4-ту позицію у світі. За прогнозами ООН, чисельність населення України до 2050 року може становити 30 мільйонів осіб. У 2008—2010 роках в Україні народилося понад 1,5 мільйона дітей, проти 1,2 мільйона у 1999—2001 роках. Дитяча смертність знизилася з 10,4 до 8,9 смертей на 1000 дітей у віці до одного року. Це низькі показники у порівнянні з іншими націями.
- Очікувана тривалість життя при народженні: 71,57 року, місце у світі: 157, чоловіки: 66,81 р., жінки: 76,63 р. (за даними ЦРУ, 2015 р.)  [Архівовано 30 вересня 2015 у Wayback Machine.]
- приріст населення −0,64 % (2014), місце в світі: 226
- народжуваність 9,41/1000 осіб населення (2014), 10,72 (2015), місце: 203
- фертильність 1,53 дитини/жінку (2015), місце: 215
- смертність: 15,72/1000 осіб (2014), 14,46/1000 осіб (2015), місце: 2
- рейтинг міграції: −2,25 мігранта/1000 осіб (2015), місце: 113
- населення 44 429 471 ос. (разом із Кримом) (липень 2015), 31 місце в світі, 6-те місце в Європі.

За даними перепису населення 2001 року, етнічні українці становлять 77,8 % населення. Етнічними меншинами є росіяни (17,3 %), білоруси (0,6 %), молдовани (0,5 %), кримські татари (0,5 %), болгари (0,4 %), угорці (0,3 %), румуни (0,3 %), поляки (0,3 %), євреї (0,2 %), вірмени (0,2 %), греки (0,2 %) і татари (0,2 %).

### Урбанізація
Кількість міського населення, за даними Всеукраїнського перепису населення станом на 5 грудня 2001 року становила 32 млн 574 тис. осіб, або 67,2 %, сільського — 15 млн 883 тис. осіб, або 32,8 %. Міста з найбільшою кількістю населення (понад 1 000 000 ): Київ, Харків, Дніпро, Одеса. Понад половини сільського населення мешкає в порівняно великих селах (від 1000  до 5000  мешканців). Найгустонаселенішими є східні та західні області (Донецька 166 ос./км², Львівська 116 ос./км², Чернівецька 112 ос./км², Дніпропетровська 104 ос./км²) а також Київська обл. разом із Києвом (158 ос./км²). Найнижча густота населення у південних та північних областях: Чернігівській 34 ос./км², Херсонській 38 ос./км², Кіровоградській 41 ос./км², Житомирській 43 ос./км².
Станом на 2001 рік, кількість чоловіків становила 22 млн 441 тис. осіб, або 46,3 %, жінок — 26 млн 16 тис. осіб, або 53,7 %. У віковому складі населення частка молодшого за працездатний становить 18,1 %, працездатного 58,0 %, старшого за працездатний 23,9 %.
На 1 вересня 2011 року кількість офіційно безробітних в Україні продовжує скорочуватись і становить 432,4 тис. осіб.
Віковий склад населення, зафіксований Всеукраїнським переписом населення, характеризувався такими даними:
| 0—9 років       | 9,4 %  |
| 10—19 років     | 15,2 % |
| 20—29 років     | 14,3 % |
| 30—39 років     | 13,7 % |
| 40—49 років     | 15,1 % |
| 50—59 років     | 10,9 % |
| 60—69 років     | 11,4 % |
| 70—79 років     | 7,8 %  |
| старші 80 років | 2,2 %  |

Ґрунтуючись на останніх даних статистичних організацій різних країн Європи експерти Центру економічного аналізу «РІА-аналітика» РІА «Новости» 24 червня 2011 року провели дослідження і підготували рейтинг європейських держав за часткою витрат на харчові продукти в структурі споживчих витрат. У рейтингу брали участь усі країни Європи, щодо яких була відповідна інформація за останні роки (переважно 2010 і 2009 року). На останньому місці рейтингу (38 позиція) перебуває Україна, жителі якої витрачають половину своїх споживчих витрат на їжу.

### Мова

Частка населення регіонів, що вказала рідною мовою українську за переписом 2001 р.
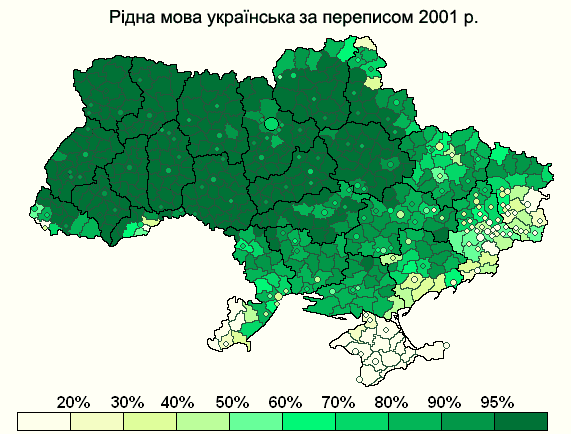
Частка населення районів і міст обласного підпорядкування, що вказала рідною мовою українську за переписом 2001 р.
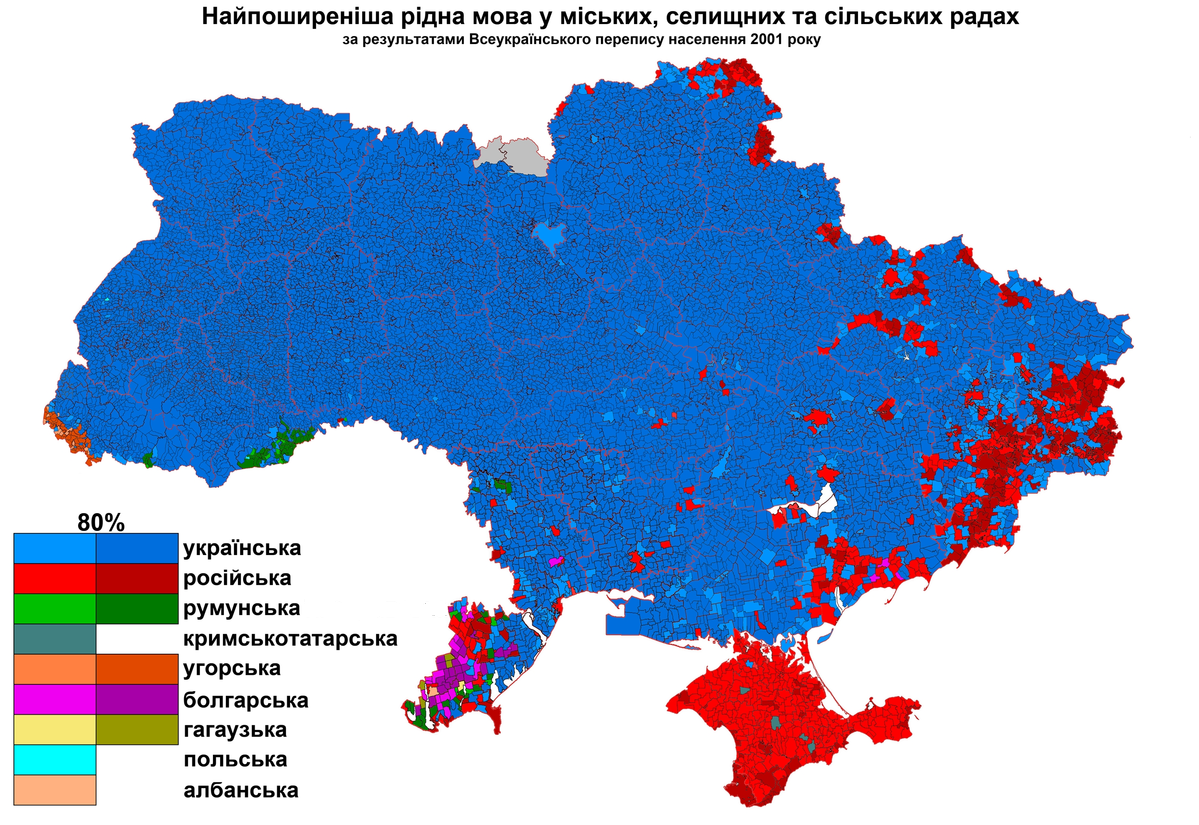
Найпоширеніша рідна мова у міських, селищних і сільських радах за переписом 2001 р.

Згідно зі ст. 10, р. 1 Конституції України «державною мовою в Україні є українська мова. Держава забезпечує всебічний розвиток і функціонування української мови в усіх сферах суспільного життя на всій території України, сприяє вивченню мов міжнародного спілкування. В Україні гарантується вільний розвиток, використання і захист російської, інших мов національних меншин України».
25 квітня 2019 року був ухвалений Закон України «Про забезпечення функціонування української мови як державної», що закріпив обов'язковість і переважання української мови в низці сфер суспільного життя України, зокрема — у сфері обслуговування.
Історично українська мова походить із давньоруської (давньоукраїнської) — розмовної мови Київської Русі. З XV століття українська мова зазнавала тиску з боку польської внаслідок полонізації, а з XVIII століття — з боку російської через зросійщення України.
Станом на 2006 рік, українська мова переважала як мова спілкування в родині на заході України, у центрі та на північному сході, російська — на території Донбасу, у Криму та на півдні. В Україні, особливо в етнічно змішаних районах Закарпаття, Донбасу, Буджаку та Криму поширені явища двомовности та багатомовности. З XIX ст. через зросійщення українських етнічних територій утворюється суржик — змішані елементи української та російської мов.
Кримськотатарська мова є мовою кримських татар — корінного народу України — та поширена в Автономній Республіці Крим. Кримськотатарською також послуговуються у південно-східних населених пунктах Херсонської області біля адміністративної межі з АР Крим — існують класи з викладанням нею.
З 2014 року, у ході російсько-української війни, Росія проводить політику насильницької русифікації тимчасово окупованих нею територій України — у школах викладають тільки російською мовою навіть у цілком українськомовних населених пунктах. Українські підручники опинилися під забороною, а охочі вчитися українською змушені робити це потай від окупаційної влади. Також масово знищується українськомовна література. За даними звіту «Навчання в окупації: примусова русифікація системи освіти на окупованих територіях України» від правозахисної організації Human Rights Watch, російська окупаційна влада та інші російські високопосадовці вживали та продовжують вживати заходів задля викорінення української мови на загарбаних територіях. Русифікації також зазнають примусово депортовані до Росії українські діти.
Водночас російська збройна агресія спровокувала значні зміни у сприйнятті українським суспільством мовного питання: значна частина в минулому російськомовного населення перейшла на українську мову, а популярність ідеї про надання російській мові офіційного статусу в усій Україні або в окремих її областях сягнула найнижчих показників з моменту набуття Україною незалежності. У низці областей України були українізовані практично всі російські класи та школи: станом на 2023/24 навчальний рік тільки у Харківській і Дніпропетровській областях досі існували класи з російською мовою викладання, сумарно в них налічувалося 447 учнів. Ще 768 учнів вивчали російську мову як окремий предмет. Станом на 2024/25 навчальний рік понад 99 % учнів на вільній від російської окупації території України здобувають загальну середню освіту українською мовою. Російськомовні класи лишалися лише в Харківській області, у них навчалися 345 учнів.
За даними опитування, проведеного Фондом «Демократичні ініціативи» імені Ілька Кучеріва спільно з соціологічною службою Центру Разумкова у 2022 році, 78 % українців вважають своєю рідною мовою українську, а 18 % — російську.
За даними дослідження Центру контент-аналізу, проведеного в період із 15 серпня до 15 вересня 2024 року, темою якого стало співвідношення української та російської мов в українському сегменті Інтернету, після початку повномасштабного російського вторгнення в Україну в 2022 році використання української мови значно зросло, і вона помітно домінує над російською майже в усіх найпопулярніших в Україні соціальних мережах. Однак якщо взяти до уваги заблоковані в Україні російські соціальні мережі, а також тимчасово окуповані Росією території України (зокрема й ті, що окуповані з 2014 року), то українською мовою писалося 56 % повідомлень, тоді як російською — 44 % повідомлень. В українському сегменті Інстаграму українською мовою писалося 87 % повідомлень; Твіттер (X) і Фейсбук за цим показником сягнули 83 % і 79 %, відповідно. Українська практично зрівнялася з російською за використанням в українському сегменті Ютубу (50 %), при цьому трохи поступаючись російській у ТікТоці (46 %). Найменша частка написаних українською повідомлень була в російських соцмережах: у ВКонтакті (4 %) і в Однокласниках (1 %). Українська мова абсолютно переважає серед користувачів соцмереж у більшості регіонів України: в Івано-Франківській (де нею писали 96,2 % від усіх повідомлень), Тернопільській (94,6 %), Львівській (93,9 %), Рівненській (93,0 %), Волинській (89,5 %), Хмельницькій (88,8 %), Київській (87,2 %), Закарпатській (86,8 %), Чернівецькій (86,1 %), Черкаській (84,3 %), Житомирській (84,0 %), Вінницькій (82,6 %), Кіровоградській (80,4 %), Чернігівській (76,2 %), Полтавській (76,0 %), Сумській (75,0 %), Дніпропетровській (65,0 %), Миколаївській (63,8 %), Харківській (60,3 %), Херсонській (55,7 %) та Запорізькій (53,0 %) областях і місті Києві (68,0 %). Також українською була написана меншість повідомлень в Одеській (43,4 %), Донецькій (8,5 %) і Луганській (3,7 %) областях, місті Севастополь (2,8 %) та Автономній Республіці Крим (1,2 %).
Згідно із законом «Про застосування англійської мови в Україні» англійська мова має статус мови міжнародного спілкування в Україні.

### Релігія
| Конфесійна приналежність українців | Конфесійна приналежність українців | Конфесійна приналежність українців | Конфесійна приналежність українців | Конфесійна приналежність українців |
| ---------------------------------- | ---------------------------------- | ---------------------------------- | ---------------------------------- | ---------------------------------- |
|                                    |                                    |                                    |                                    |                                    |
| ПЦУ                                | ПЦУ                                |                                    | 15.9%                              | 15.9%                              |
| УПЦ (МП)                           | УПЦ (МП)                           |                                    | 10.9%                              | 10.9%                              |
| УГКЦ                               | УГКЦ                               |                                    | 5.3%                               | 5.3%                               |
| Протестанти                        | Протестанти                        |                                    | 0.9%                               | 0.9%                               |
| Католики                           | Католики                           |                                    | 0.6%                               | 0.6%                               |
| Мусульмани                         | Мусульмани                         |                                    | 0.2%                               | 0.2%                               |
| Юдеї                               | Юдеї                               |                                    | 0.1%                               | 0.1%                               |
| інші                               | інші                               |                                    | 0.7%                               | 0.7%                               |

Україна— світська держава, у якій церква відділена від держави й школи. Стаття 35 Конституції України гарантує свободу совісті та свободу віросповідання за умови дотримання світських законів.
Відповідно до соціологічного дослідження результати якого були оприлюднені 28 січня 2025 року, із початком повномасштабної російської агресії проти України відсоток тих, що вважають себе віруючими, зріс до 74 % (у 2021 р. він був 68 %). Але вже у 2023 р. він спав до 70,5 %, а у 2024 році — до 68 %. Регіонально 85 % мешканців західної частини України вважають себе віруючими, а на сході — 55 %.
Панівною релігією в Україні є християнство. Православ'я представлено канонічною помісною Православною церквою України та Українською православною церквою (Московський патріархат), автономним церковним органом при Патріархові Московському.
Українська греко-католицька церква на практиці подібна літургійним і духовним традиціям православ'я, але перебуває у спілкуванні зі Святим Престолом Римо-католицької церкви і визнає Папу Римського як главу Церкви.
Крім того, є 863 громади Римо-католицької церкви та 474 представників духівництва, які представляють інтереси близько одного мільйона католиків латинського обряду в Україні. Це приблизно 2,19 % населення, яке складається здебільшого з етнічних поляків, угорців, що проживають переважно в західних регіонах країни.
В Україні проживають приблизно 1—2 млн мусульман і близько 250 тисяч із них — кримські татари Інші народи, що сповідують Іслам — азербайджанці, турки, узбеки, таджики, араби, пуштуни. Є 487 зареєстровані мусульманські громади, 368 з них — на Кримському півострові. Також серед мусульман є частина етнічних українців, що прийняли Іслам.
Кількість буддистів дуже маленька. В'єтнамці здебільшого сповідують буддизм в Україні.

## Економіка

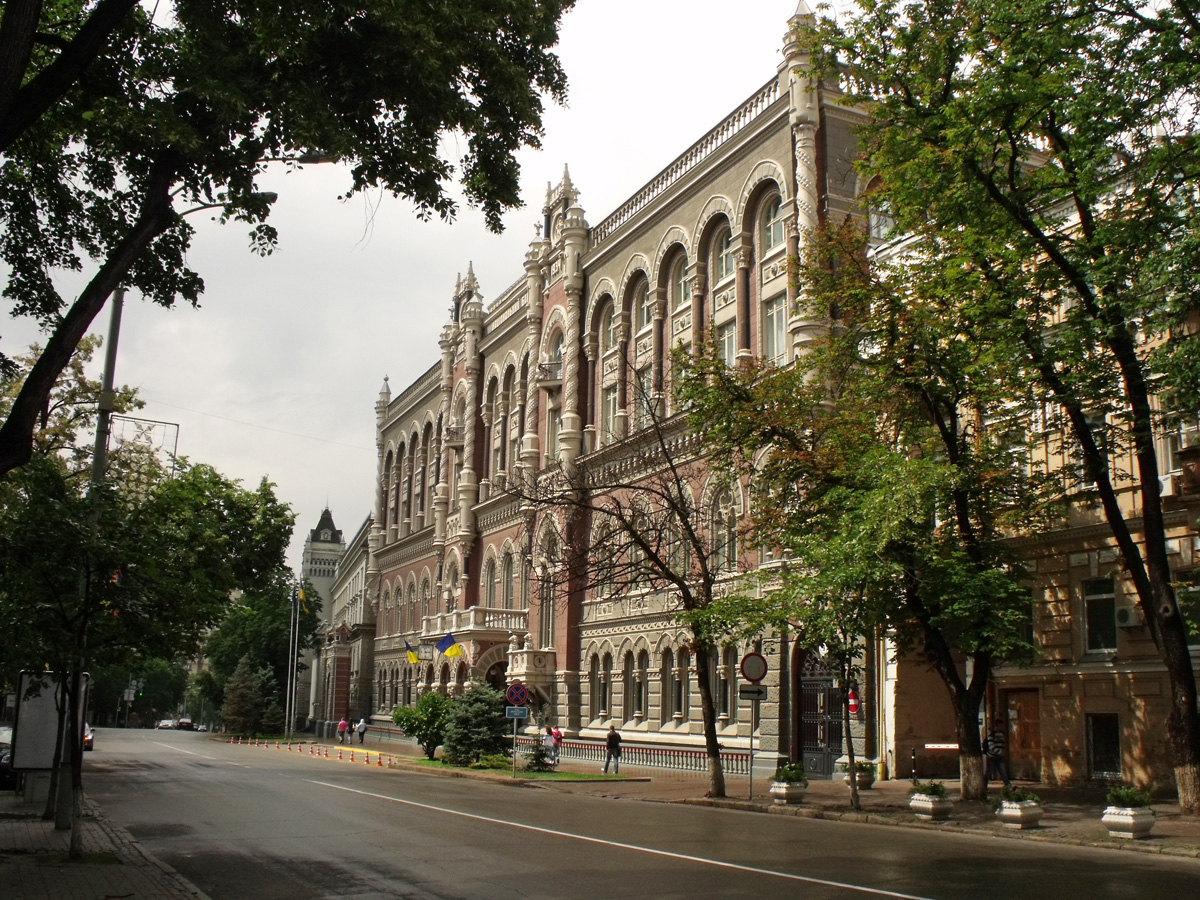
Національний Банк України

Україна — держава з розвиненою науковою та промисловою базою, член Світової організації торгівлі (з 16 травня 2008 р.). Одна з першої п'ятірки країн кумівського капіталізму за виданням The Economist у 2014 році.
Україна посіла 64-те місце в світовому рейтингу легкості ведення бізнесу Doing Business 2020, який складає Світовий банк. Україна посідає 107-ме місце в рейтингу податкових систем світу. За даними світового банку в Україні 28 податків, з яких один — податок на прибуток, 24 — податки на зарплатню. Сумарна ставка податків становить 54,9 %.
Україна піднялася в рейтингу конкурентоспроможності у сфері подорожей і туризму на 10 пунктів (до 78-го місця).
За радянських часів економіка України була другою за величиною в Радянському Союзі та важливим промисловим і сільськогосподарським компонентом планової економіки країни. З розпадом радянської системи країна перейшла від планової економіки до ринкової. Перехідний процес був важким для більшості населення, а м'яка грошово-кредитна політика початку 1990-х спровокувала зростання інфляції до гіперінфляційного рівня. У 1993 році Україна досягла світового рекорду з інфляції протягом одного календарного року. Ціни стабілізувалися після введення нової валюти, гривні, в 1996 році.
Країна повільно просувалася в реалізації структурних реформ. Після відновлення незалежності уряд сформував правову базу для приватизації, однак широко поширена стійкість до реформ в уряді та від значної частини населення гальмували реформи: велика кількість державних підприємств були звільнені від процесу приватизації.
До 1999 року ВВП впав до 40 % від рівня 1991 року, але на початку 2000-х економіка показала сильне зростання — від 5 до 10 % — промислове виробництво зростало більш ніж на 10 % у рік. Україна сильно постраждала від економічної кризи 2008 року і в листопаді МВФ схвалив резервний кредит в 16,5 млрд дол. для країни. Через кризу ВВП знизився на 15,1 %, але вже в першому кварталі 2010 року стабілізувався завдяки зростанню цін на метали. Після втрати Росії як основного торговельного партнера та анексії Криму в 2014 році ВВП впав на 10,1 %, знову скоротившись на 9,8 % у 2015 році. З 2016 року почалося поступове відновлення, хоча зростання було незначним. У 2020 році через пандемію ВВП скоротився на 3,8 %. 2022 рік став катастрофічним для економіки: ВВП знизився на 28,8 %. Прогноз на 2024 рік від Світового банку: зростання ВВП на 3,2 %, з збільшенням до 6,5 % у 2025 році.

### Рівень життя населення
Прожитковий мінімум становить 2379 грн з 1 липня 2021 року.
Наразі місячна мінімальна зарплата в Україні становить 6000 грн., що еквівалентно 220 дол. (за курсом НБУ на 14.07.2021).
Середньомісячна зарплата в Україні у травні 2021 року становила 13 499 гривень (495 дол. за курсом НБУ на 14.07.2021).
За 2019 рік Україна піднялась у рейтингу процвітання — плюс 15 позицій, країна посіла 96-те місце. Творці рейтингу (аналітичний центр The Legatum Prosperity) відзначили, що найсильніші сторони України — це освіта й умови життя, а слабкі — соціальний капітал.

### Сільське господарство

Засіяні пшеницею поля. Типовий пейзаж у Херсонській області.

Україна є найбільшим у світі виробником соняшникової олії, великим світовим виробником зерна, цукру, меду, яєць та м'яса птиці і майбутнім глобальним гравцем на м'ясному та молочному ринках.
Футурологи вважають, що зміна клімату і структури експорту вплинуть на пріоритети аграріїв: скоротяться посівні площі під озимою пшеницею, збільшаться — під кукурудзою, соєю та люцерною, зростуть посіви гороху, сорго, ріпаку, льону олійного та рису. До 2050—2060 рр. Україна може стати найбільшим виробником продуктів харчування у світі, у той час як в АПК працюватимуть лише 10 % населення. На частку експорту сільськогосподарських продуктів припадатиме близько третини всього українського експорту. Розвинена логістика, дешеві корми, інтегровані підприємства з виробництва готової продукції дозволять Україні стати великим гравцем на світовому ринку м'ясних та молочних продуктів. Продукція буде постачатися в понад 100 країн світу. За словами Олексія Симиренка, керівника агропромислового кооперативу «Симиренко», у майбутньому кліматичний фактор буде заохочувати масове впровадження найменших обробок ґрунту: повна автоматизація сільгоспвиробництва в майбутньому неминуча.
З іншого боку, цифри падіння сільськогосподарського виробництва в Україні в порівнянні з часами СРСР важко оцінити об'єктивно. Різкий спад сільського господарства припав на 1990-ті роки.

### Космонавтика

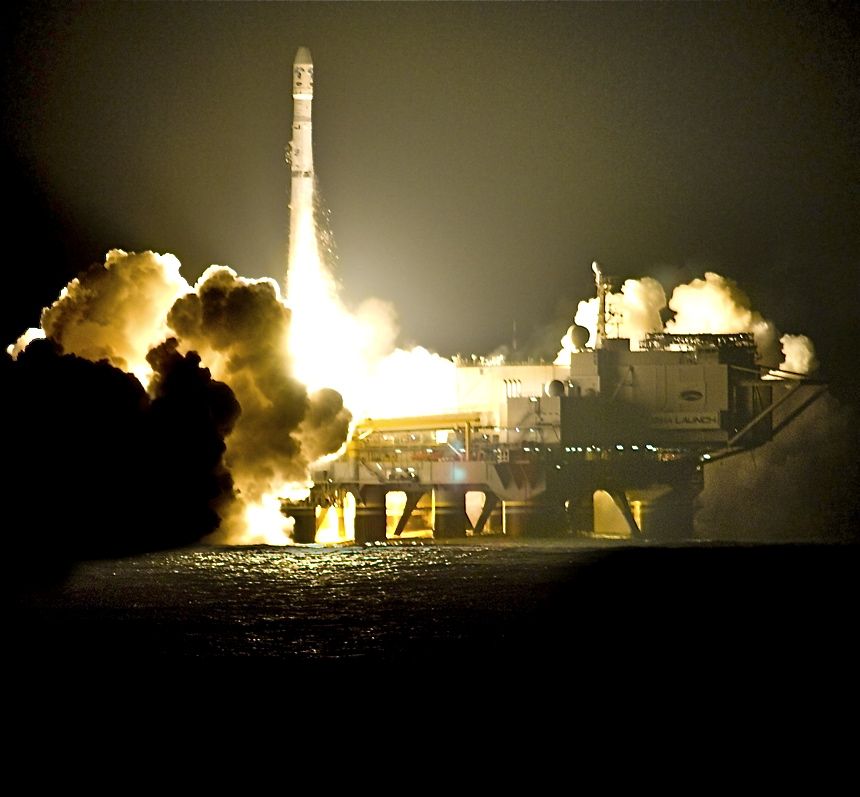
Запуск супутника «SICRAL 1B» 20 квітня 2009 р.

З часу відновлення незалежності 1991 року, Україна зберегла власне космічне агентство. Україна стала активним учасником наукового дослідження космічного простору та місій віддаленого зондування. З 1991 по 2007 рік Україна запустила шість саморобних супутників, 101 ракету-носій і продовжує проєктування космічних апаратів.
Нині ДКАУ координує роботу понад 40 підприємств — «Південмаш», КБ «Південне» ім. М. Янгеля, підприємства «Комунар», «Хартрон», «Укркосмос», «Обрій», «Київський радіозавод», мережа науково-дослідних центрів й інститутів, що зосереджені в Києві, Дніпрі, Харкові, Львові, Чернігові і Криму. Для керування супутниками в Україні створений єдиний наземний автоматизований комплекс керування (НАКК), який охоплює центри керування польотами космічних апаратів, приймання наукової інформації, її опрацювання, контролю навігаційного поля і космічного простору.[джерело?]
Основна продукція українських виробників — ракети-носії (від «космічного пікапа» типу «Циклон-3», що бере на борт 600 кг вантажу, до «ваговика» «Зеніт-3SL»), які доставляють супутники на орбіту, використання переустаткованих міжконтинентальних балістичних ракет РС-20 (SS-18 «Сатана»), устаткування для потреб космосу (наприклад, завдання із розробки й виробництва систем керування космічними апаратами «Компарус» для МКС «Альфа» виконано на сто відсотків, апаратура радіоуправління тепер відмінно діє в службових модулях МКС «Зоря» і «Звезда» безпосередньо на орбіті).[джерело?]

### Енергетика
Україна була першою із республік СРСР, яка видобувала газ. У Дашаві газ почали видобувати ще у 1920-х роках. Тоді ж проклали газопровід Дашава — Дрогобич. Потім від Дашави через Польщу на Берлін, після війни той газопровід демонтували й проклали газопровід Дашава — Київ, згодом — Дашава — Москва. Ще пізніше через Мінськ проклали газопровід до Ленінграда. Дашава була одним із найбільших газових родовищ у СРСР. Після Дашавського відкрили інші родовища газу. Всі вони мали запаси не менш як 30 км³ газу, тобто, були досить потужні. Але потім відкрили надто потужне родовище Шебелинське. І в 1973 року український видобуток газу сягнув максимуму у 68 км³. Після цього почалося падіння видобування, і сьогодні Україна видобуває 20—21 км³.
Україна є одним із найбільших європейських споживачів енергоресурсів: вона споживає майже вдвічі більше енергії на одиницю ВВП, ніж Німеччина. Велика частка енергоресурсів — від ядерної енергетики, а отримує країна переважну частину свого ядерного палива з РФ. Україна значною мірою залежить від своєї ядерної енергетики. Україна має найбільшу АЕС у Європі (Запорізька АЕС).
У 2006 року уряд вирішив побудувати 11 нових реакторів до 2030 року, по суті, майже вдвічі збільшити поточну ядерно-енергетичну потужність. Енергетичний сектор України є дванадцятим за величиною у світі за встановленою потужністю у 54 ГВт. Відновлювальні джерела енергії, як і раніше, грають дуже скромну роль в електричній потужности. У 2007 році 47,4 % потужности прийшло з вугілля та газу (від газу близько 20 %), 47,5 % — від ядерної енергетики (92,5 млрд кВт·год) та 5 % у порівнянні — з ГЕС.
На цей час країна має чотири активні атомні електростанції, розташованих у Вараші, Енергодарі, Південноукраїнську і Нетішині. На додаток до цих активних, п'ята АЕС була запланована у Криму, але будівництво зупинили на невизначений термін у результаті Чорнобильської катастрофи.
3 нові реактори були побудовані з 1991 року в незалежній Україні (перший у 1995 р.), у той час як інші 16 були успадковані від СРСР.

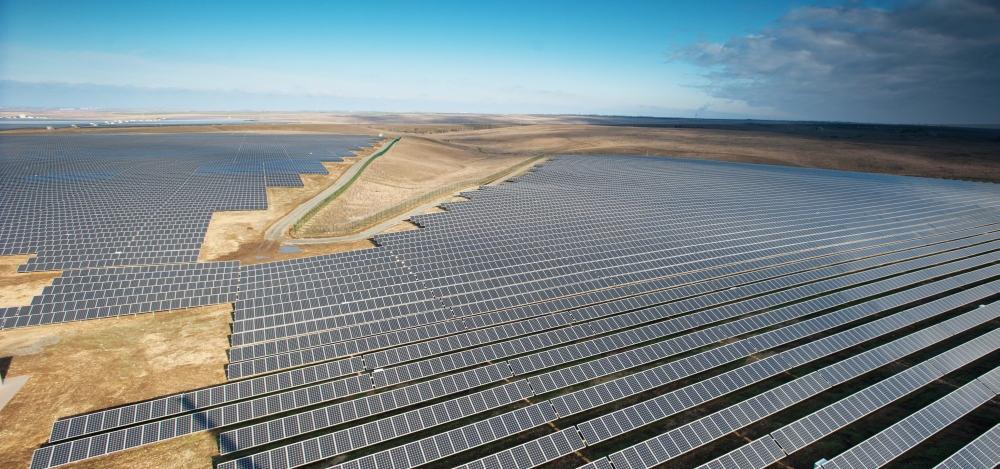
Перове, Автономна Республіка Крим

Відповідно до думки виконавчого віцепрезидента Sharp Energy Solution Europe Петера Тіле під час круглого столу в Києві,
…масове впровадження фотогальваніки в Україні дозволить зменшити залежність від таких конвенціональних джерел енергії, як газ і вугілля, а так само зменшити споживання ядерної енергії. … ринок сонячної енергетики України скоро почне свій стрімкий розвиток і вже через 3—5 років буде не меншим, ніж у деяких країнах Західної Європи.

На пресконференції в УНІАН експерт з енергетичних питань, голова Української асоціації виробників альтернативного твердого палива, Іван Надєїн, заявив:
Україна має найбільший потенціал з розвитку власних поновлюваних джерел енергії. На сьогодні він становить близько 80 млн тонн умовного палива … Це один з найбільших потенціалів у Європі.
За його прогнозами, потенціал біоенергетики, який є сьогодні в України, зможе скоротити споживання газу на 15 %. У такому випадку близько 2 млрд ₴ додатково надійдуть в економіку.
За оцінками експертів, Україна має великий вітропотенціал (за оптимістичним прогнозом — до 1 млрд кВт). Комплексна програма розвитку вітроенергетики України передбачає потужність вітроелектростанцій (ВЕС) — 16 млн кВт, зокрема, у західному регіоні — 3 млн кВт. Сьогодні потужність ВЕС в Україні становить менше, ніж 50 МВт, тимчасом як загальна потужність усіх електростанцій — 54 млн кВт — у тисячу разів більша.

### Туризм
За даними рейтингу Всесвітньої туристської організації Україна займає восьме місце в Європі за кількістю туристів.

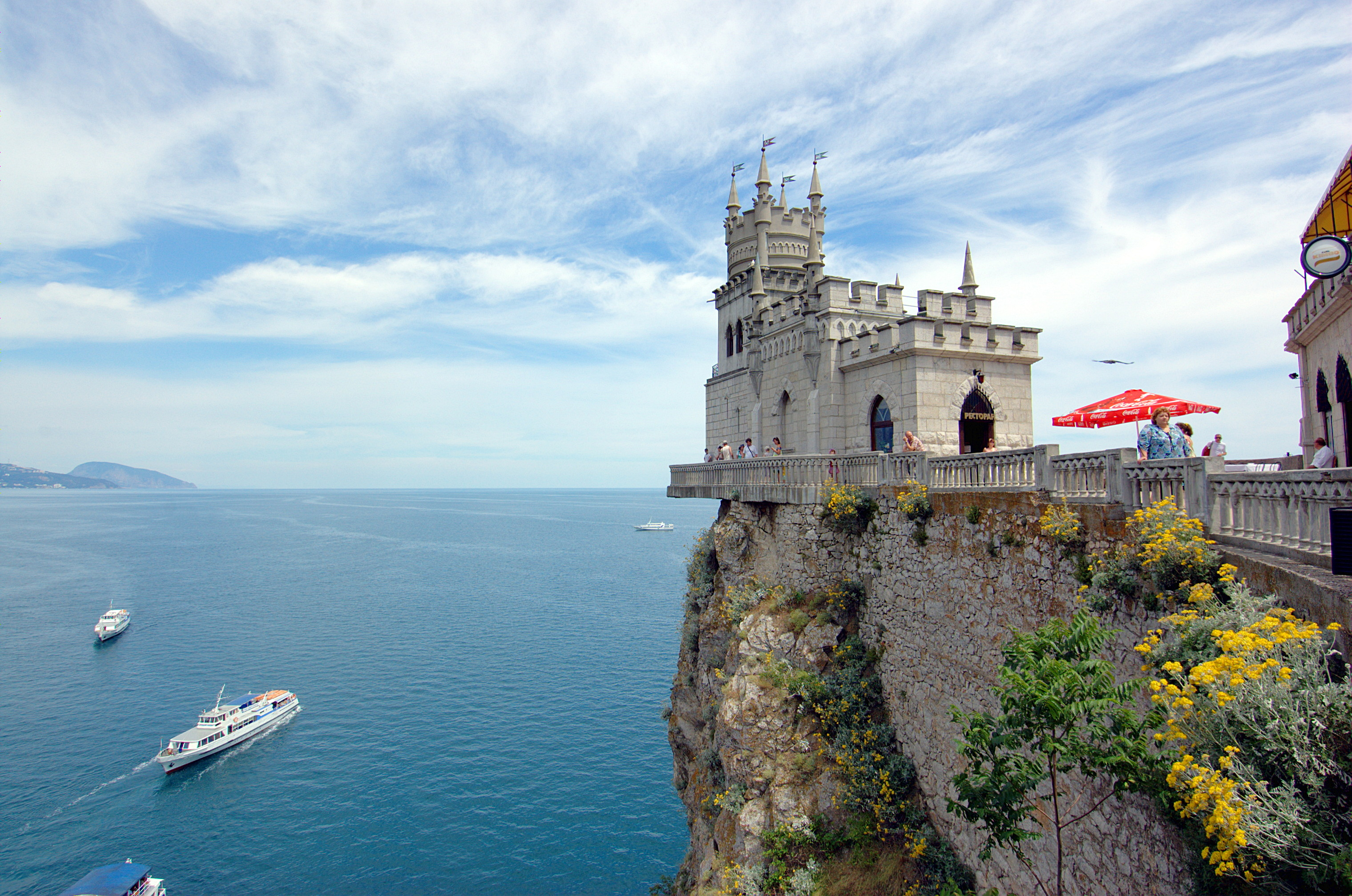
Ластівчине гніздо. У Криму діє безліч морських курортів та історичних місць.

Україна є країною, що стоїть на перехресті між центральною та східною Європою, між північчю і півднем. Вона межує з Росією і лежить недалеко від Туреччини. Гірські хребти Карпат підходять для катання на лижах, походів, риболовлі та полювання. Берегова лінія Чорного моря є популярним місцем для відпочинку влітку. Україна має власні виноградники, які виробляють природні вина, руїни древніх замків, історичні парки, православні та католицькі церкви, кілька мечетей і синагог. Київ, столиця країни, має багато унікальних структур, як-от Софійський собор і широкі бульвари. Є й інші міста, добре відомі туристам — порт-місто Одеса і старе місто Львів на заході.
Крим, маленький «материк» власної розробки, є популярним місцем відпочинку для туристів, для купання і сонячних ванн на березі Чорного моря з його теплим кліматом, скелястими горами, плато і стародавніми руїнами. Міста там включають: Севастополь і Ялта — місця мирної конференції наприкінці Другої світової війни. Відвідувачі можуть також брати круїзні тури на кораблі по Дніпру від Києва до узбережжя Чорного моря. Українська кухня має давню історію і пропонує широкий вибір оригінальних страв.
Сім чудес України є її історико-культурними пам'ятками, які були обрані широкою громадськістю за допомогою інтернет-голосування.

### Транспорт

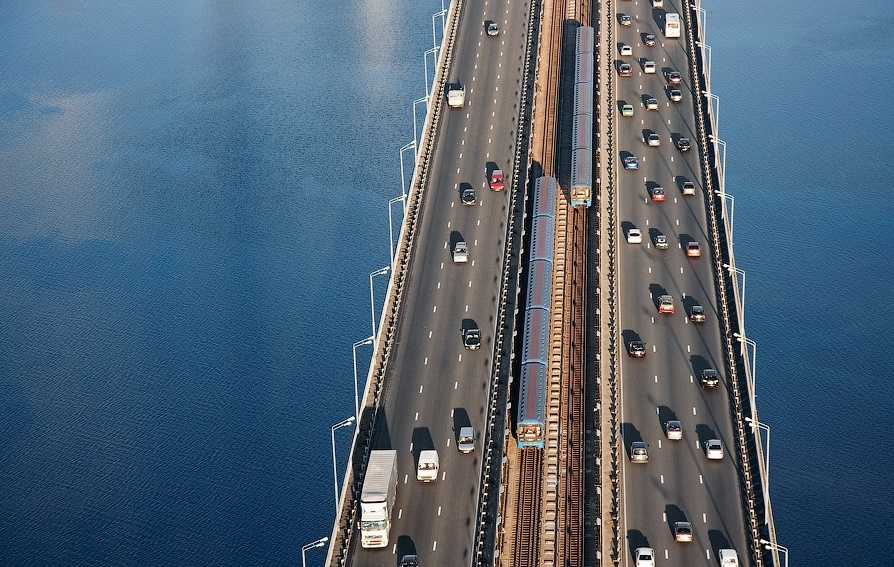
Транспорт у Києві. Південний міст.

Протяжність автомобільних державних доріг в Україні становить 170 тис. км. З них близько 50 тисяч кілометрів — дороги загальнонаціонального значення, інші 120 тисяч — місцевого. Мережа основних маршрутів поширена по всій країні і з'єднує всі великі міста України, а також надає транскордонні маршрути з сусідніми країнами. За стан цих доріг відповідає Укравтодор.
Крім того, є 250 тис. км вулиць міст, за стан яких відповідають місцеві органи влади.
Переважна частина українських доріг не оновлювалася з радянських часів, і тепер є застарілою. Український уряд зобов'язався побудувати близько 4500 км автомобільних доріг у 2012 році.

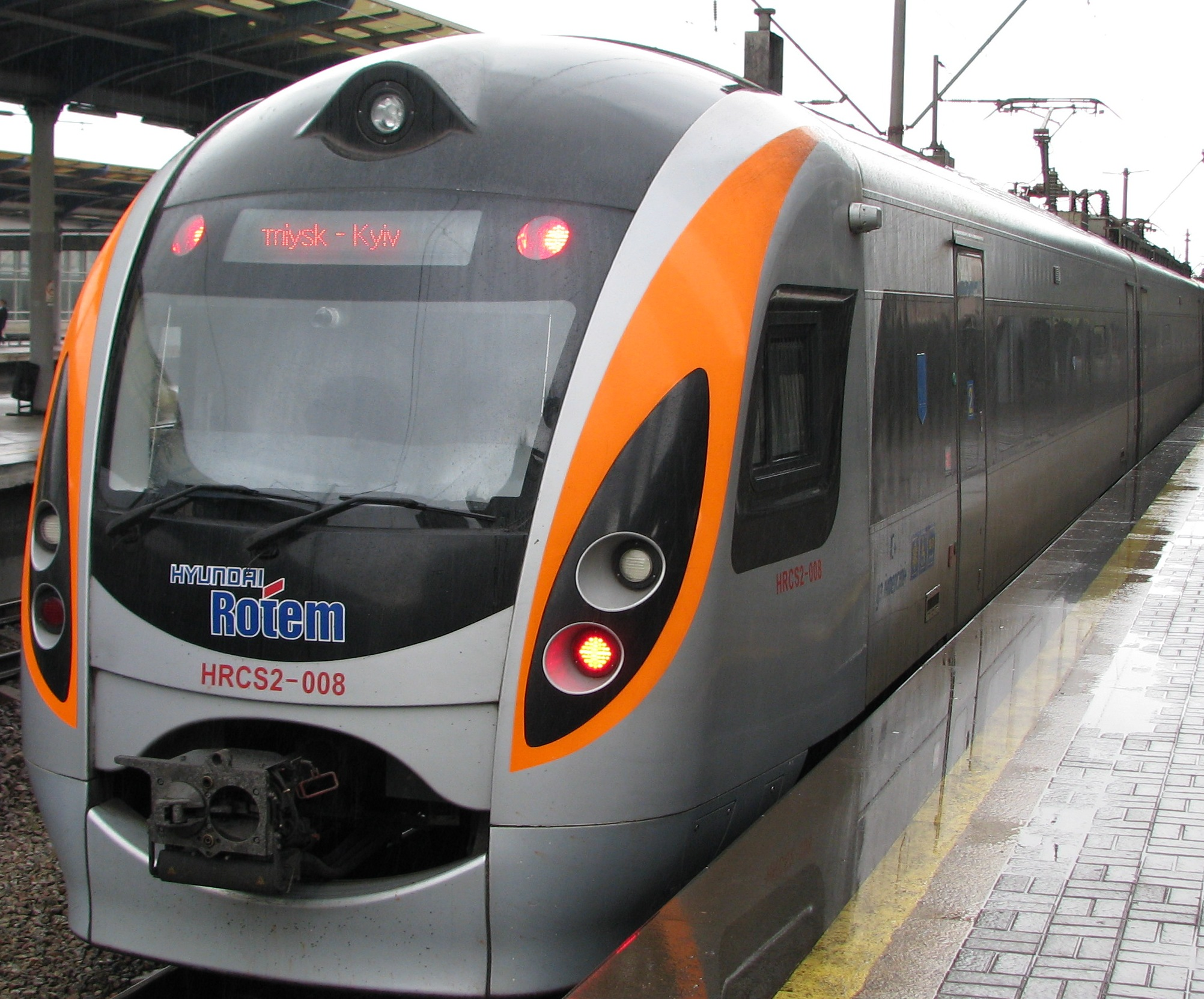
Швидкісний електропоїзд «Інтерсіті+» на станції Дарниця

Залізничний транспорт в Україні відіграє роль підключення всіх великих містах, портових споруд і промислових центрів із сусідніми країнами. Велика концентрація залізниць на Донбасі. Хоча обсяг вантажів, перевезених залізницею, скоротився на 7,4 % в 1995 р. у порівнянні з 1994 р., Україна, як і раніше, залишається однією із найвищих країн за обсягом пасажиропотоку у світі на залізничному транспорті. Загальна протяжність залізничних шляхів в Україні становить понад 22 473 км, з яких 9250 км — електрифіковані. Зараз держава володіє монополією на надання пасажирського залізничного транспорту, і всі поїзди, крім тих, що співпрацюють з іншими іноземними компаніями на міжнародних маршрутах, перебувають у віданні компанії «Укрзалізниця».
Electron T19101

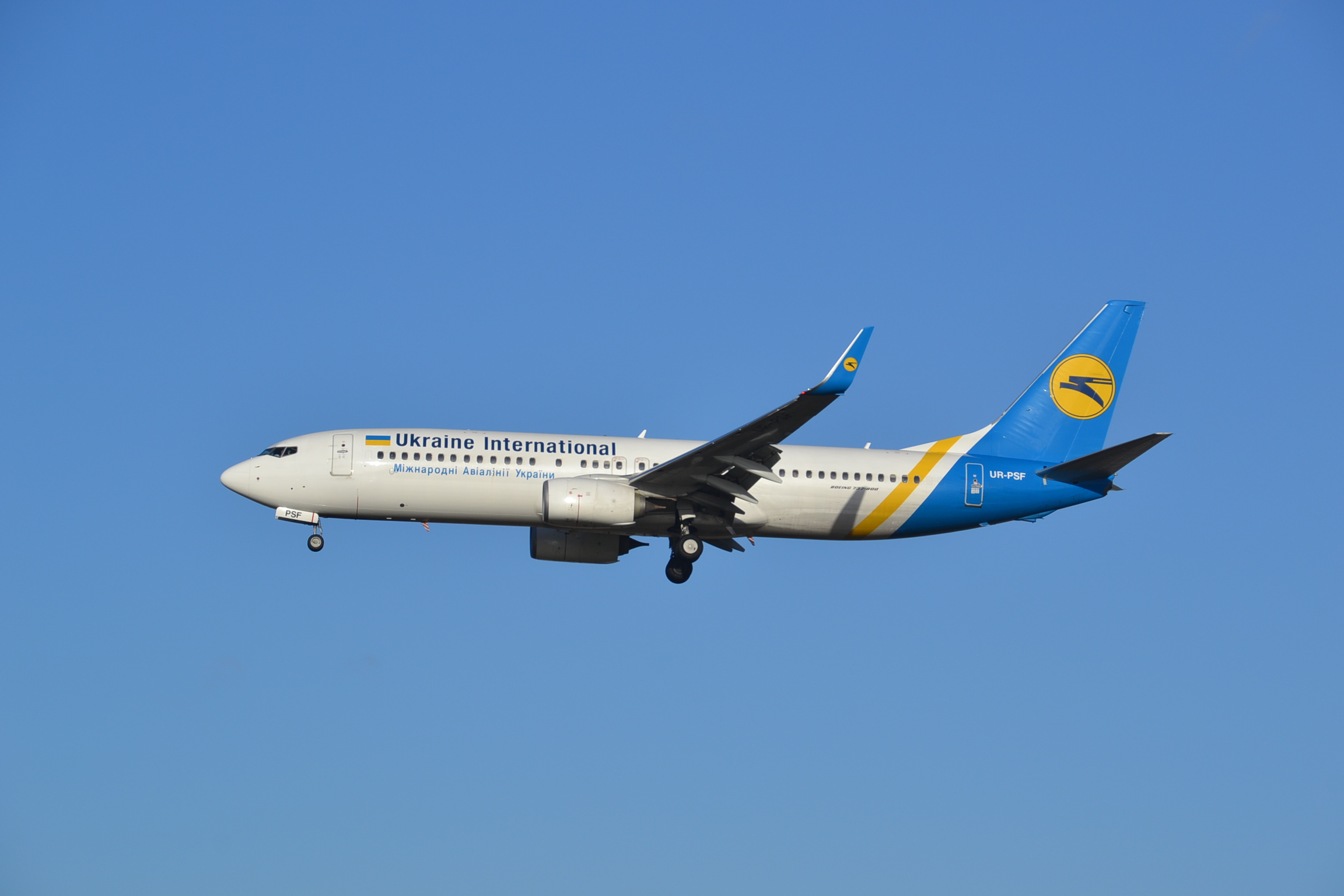
Boeing 737 компанії Ukraine International Airlines. Київ, аеропорт «Бориспіль»

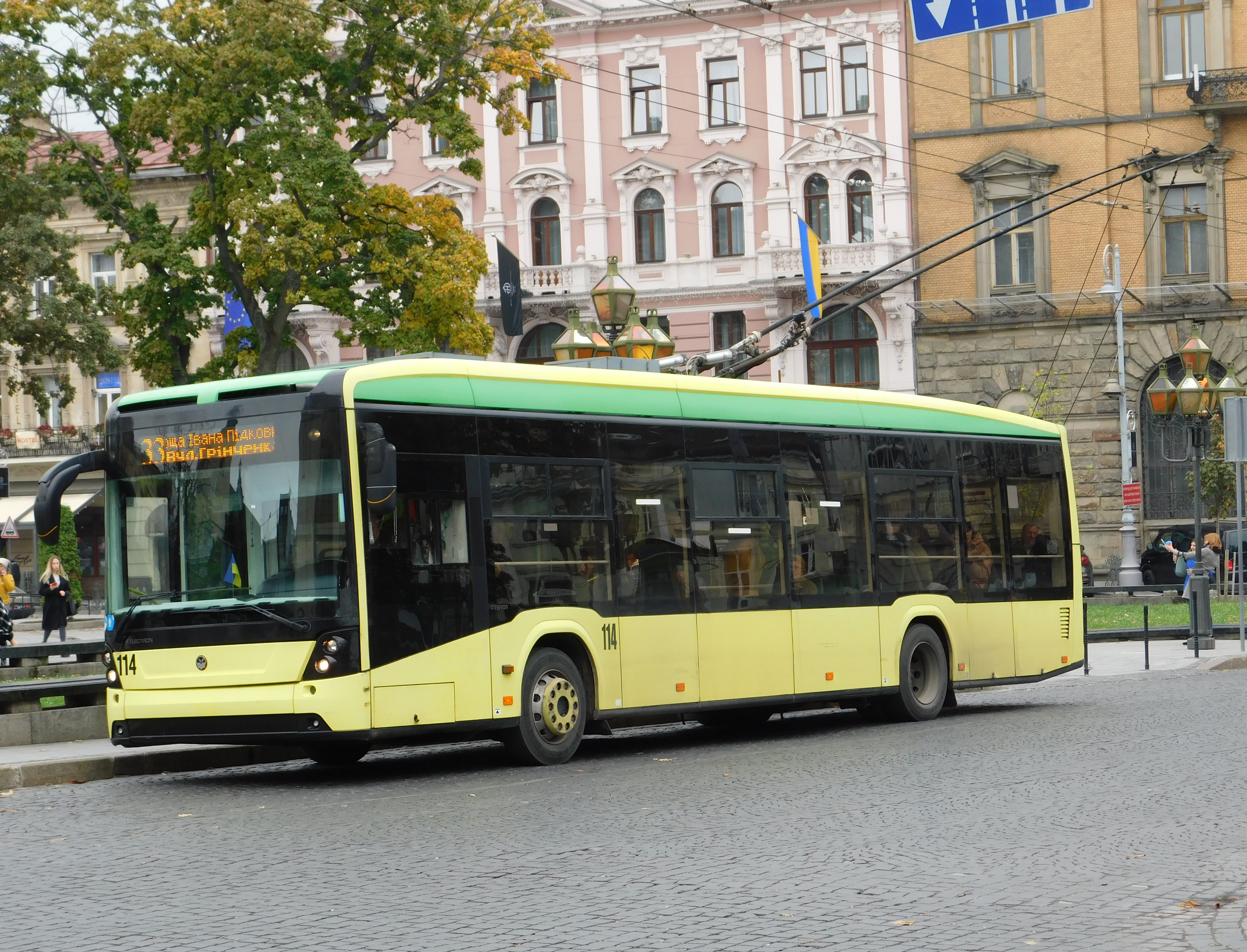
Електрон Т19101 у Львові

Авіаційний сектор в Україні розвивається дуже швидко, чому сприяє недавно встановлений безвізовий режим для громадян низки країн. Крім того, футбольний турнір Євро-2012 спонукало уряд вкладати величезні гроші у транспортну інфраструктуру, зокрема, в аеропорти. На цей час існує три основні нові аеропортові термінали аеропорту на стадії будівництва в Донецьку, Львові та Києві, новий аеропорт вже відкрився в Харкові, у Києві розпочав роботу Термінал F Міжнародного аеропорту Бориспіль — перший із двох нових міжнародних терміналів. Україна має ряд авіакомпаній, найбільшою з яких є «Міжнародні Авіалінії України».
Морський транспорт, в основному, річковий, надає пасажирські послуги на Дніпрі, Дунаї, Прип'яті та їхніх притоках. У більшості великих міст є річкові порти, усі зручності для посадки і висадки пасажирів, навантаження і розвантаження вантажів і сировини. Міжнародні морські подорожі здійснюється головним чином через Одеський морський торговельний порт, звідки пороми регулярно плавають до Стамбула, Варни і Хайфи.
Частка сектору транспорту та зв'язку у валовому внутрішньому продукті України (за даними Держкомстату) станом на 2009 становила 11,3 %. Чисельність працівників галузі становить майже 7 % загальної чисельности зайнятого населення.
Україна володіє розвиненою інфраструктурою залізничного та водного транспорту. Вигідне географічне положення України обумовлює проходження міжнародних транспортних коридорів.
Значний транзитний потенціал України дає змогу розвивати експорт послуг, який у 2009 році сягнув 9,5 млрд дол. США, у тому числі транспортних — 6,3 млрд дол. США. У загальній структурі експорту послуг транспортні послуги становлять 66 %, у структурі імпорту — 19 %, завдяки чому транспорт України демонструє стійке позитивне сальдо зовнішньої торгівлі послугами.
У 2009 році транспортна система забезпечила перевезення 1,5 млрд тонн вантажів і 7,3 млрд пасажирів. Внаслідок світової фінансової кризи та скорочення попиту на основні експортні товари у 2009 році відбулося падіння обсягів вантажних перевезень на 17,6 % у порівнянні з 2008 роком, пасажирських перевезень — на 12,7 %.
На території України в Києві з'явився перший у Російській імперії трамвай (1892), перший у світовій практиці тролейбусний поїзд винахідника Володимира Веклича (1966) та перша в СРСР лінія швидкісного трамвая побудована за ініціативою Володимира Веклича і Василя Дяконова (1978).

## Освіта

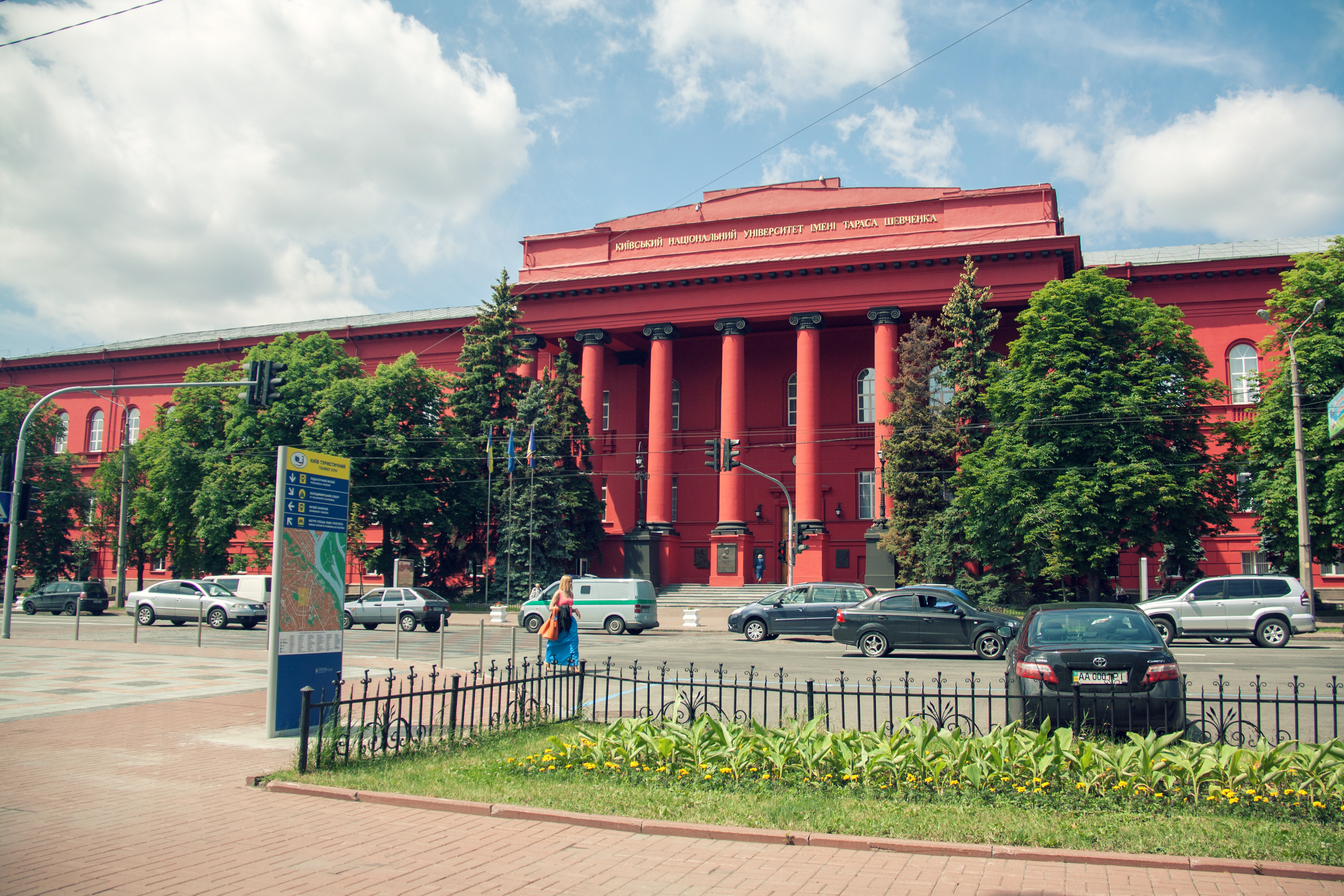
Київський університет Шевченка — один із найвідоміших і найважливіших університетів України

Згідно з українською Конституцією, доступ до безкоштовної освіти надається всім громадянам. Повна загальна середня освіта є обов'язковою у державних школах, які становлять переважну більшість. Безкоштовна вища освіта в державних і комунальних навчальних закладах здійснюється на конкурсній основі. Існує також невелика кількість акредитованих недержавних середніх та вищих навчальних закладів.
Через акцент Радянського Союзу на загальному доступі освіти для всіх громадян, який триває і сьогодні, рівень грамотності становить приблизно 99,4 %. З 2005 року одинадцятирічна шкільна програма була замінена на дванадцятирічну: початкова освіта триває чотири роки (починаючи з шести років), середня освіта — п'ять років, повна базова — ще три роки. Потім майбутні студенти проходять державні випробування. Ці тести надалі використовуються для зарахування до університетів. Улітку 2010 року Міністерство освіти побіжно скасувало перехід на 12-річну систему середньої освіти.
Українська система вищої освіти включає в себе вищі навчальні заклади. Організація вищої освіти в Україні будується за світовою структурою високорозвинених країн за визначенням ЮНЕСКО та ООН.

## Наука

### Історія української науки та деякі відомі представники

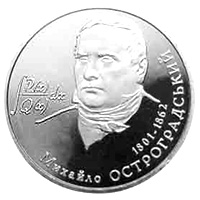
Михайло Остроградський на монеті НБУ

Наукові дослідження в Україні вперше почали набувати систематичного характеру в XVI—XVIII століттях, переважно у зв'язку зі створенням і розвитком Острозької академії, Києво-Могилянської академії та Львівського університету, у яких приділяли увагу здебільшого гуманітарним наукам під панівним впливом релігії. До цього періоду належать відомі українські мовознавці Лаврентій Зизаній, Памво Беринда, Мелетій Смотрицький, філософи Феофан Прокопович, Григорій Сковорода тощо.
Значного розвитку наука в Україні набула в XIX столітті, коли заснували Харківський (1804), Київський (1834) та Одеський (1865) університети, які стали головними науковими центрами України до першої половини XX століття. Серед ранніх представників цього періоду видатний математик і фізик Михайло Остроградський та вчений-енциклопедист Михайло Максимович, перший ректор Київського університету. У цей період київський анатом Володимир Бец вперше відкрив клітини Беца та первинну моторну кору. Зоологи Олександр Ковалевський та Ілля Мечников започаткували еволюційну ембріологію, розвинули теорію зародкових шарів. Мечников також відкрив явище фагоцитозу та розробив фагоцитарну теорію імунітету, за що згодом отримав Нобелівську премію. Мікробіологи Микола Гамалія, Володимир Хавкін і Данило Заболотний зробили величезний внесок у боротьбу з чумою, холерою та сказом. Фізик Іван Пулюй фактично відкрив рентгенівське випромінювання до В. Рентгена. Фізіолог Володимир Правдич-Немінський отримав першу в світі поверхневу електроенцефалограму. Серед провідних українських істориків й етнографів XIX століття та початку XX століття були Михайло Максимович, Микола Костомаров, Володимир Антонович, Михайло Драгоманов, Дмитро Яворницький, Дмитро Багалій, Михайло Грушевський, Агатангел Кримський тощо.
Визначальним у розвитку української науки стало створення у 1918 році Української академії наук (згодом ВУАН, АН УРСР, НАН України) і подальше заснування низки наукових установ у її складі. Першим президентом Академії був визначний український геохімік, мінералог і філософ Володимир Вернадський.

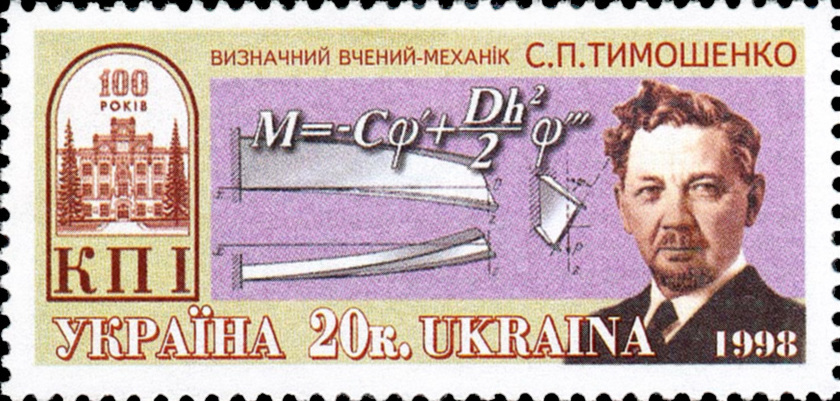
Степан Тимошенко на поштовій марці України

Серед представників цього періоду вчений-механік Степан Тимошенко, що був автором теорії балки і вважається батьком теоретичної механіки. Існування в СРСР, як згодом і в сучасній Україні, досить потужної ядерної галузі мало своє коріння в науковій школі ядерних фізиків Харківського фізико-технічного інституту, першим значним досягненням якої було розщеплення ядра атома літія у 1932 році Олександром Лейпунським, Кирилом Синельниковим, Антоном Вальтером і Георгієм Латишевим. Згодом науковці цієї установи зробили суттєвий внесок і в розробку першої радянської атомної бомби. У цьому ж харківському інституті майбутній лауреат Нобелівської премії Лев Ландау створив у 1930-х роках потужну наукову школу теоретичної фізики та розробив теорію фазових переходів. Київські зоологи Феодосій Добжанський, Іван Шмальгаузен та Олексій Сєверцов зробили провідний внесок у створення синтетичної теорії еволюції. Генетик Сергій Гершензон відкрив мутагенну дію ДНК та експериментально довів можливість зворотної передачі генетичної інформації від РНК до ДНК, за кожне з цих двох відкриттів був близький до отримання Нобелівської премії. Євген та Борис Патони зробили значний внесок у вивчення зварювальних процесів. Відомими українськими вченими у галузі медицини були Олександр Богомолець та Микола Амосов. Олег Антонов та Архип Люлька були провідними конструкторами радянської авіаційної техніки. Заснований Антоновим авіазавод у Києві залишається провідним підприємством у XXI столітті.

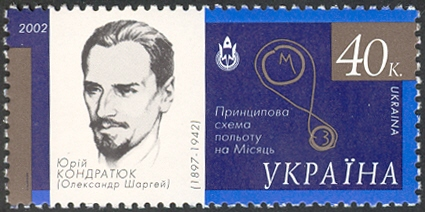
Юрій Кондратюк на поштовій марці України

Особливо великий внесок українські вчені зробили у перші етапи розвитку світової космонавтики та освоєння космосу людиною. Юрій Кондратюк був одним із піонерів теорії космічних польотів. Сергій Корольов був фактичним лідером і головним розробником радянської космічної програми, конструктором перших штучних супутників і космічних кораблів, безпосередньо відповідальним за успішне відправлення на навколоземну орбіту перших живих істот, зокрема як-от Лайка, Білка та Стрілка, Юрій Гагарін, а також першого українця у космосі Павла Поповича. Валентин Глушко був основоположником радянського рідинного ракетного двигунобудування. Провідним розробником радянської ракетно-космічної техніки був також Володимир Челомей, конструктор ракети-носія «Протон» та багатьох інших апаратів.
Серед піонерів і провідних вчених комп'ютерної галузі були українські науковці Віктор Глушков, Катерина Ющенко та Олексій Івахненко. В Україні працювали такі всесвітньо відомі математики як Михайло Кравчук, Микола Боголюбов, Анатолій Скороход, Олександр Шарковський, Володимир Марченко, Леонід Пастур, Анатолій Самойленко, Володимир Дрінфельд, Марина Вязовська тощо. Низку значних відкриттів у галузі нейрофізіології зробили науковці Інституту фізіології НАН України, серед яких Платон Костюк, Олег Кришталь і Нана Войтенко. Серед співавторів відкриття бозону Хігса, а також багатьох інших відкриттів CERN зроблених за допомогою Великого адронного колайдера, є декілька українських фізиків, зокрема Леонід Левчук.

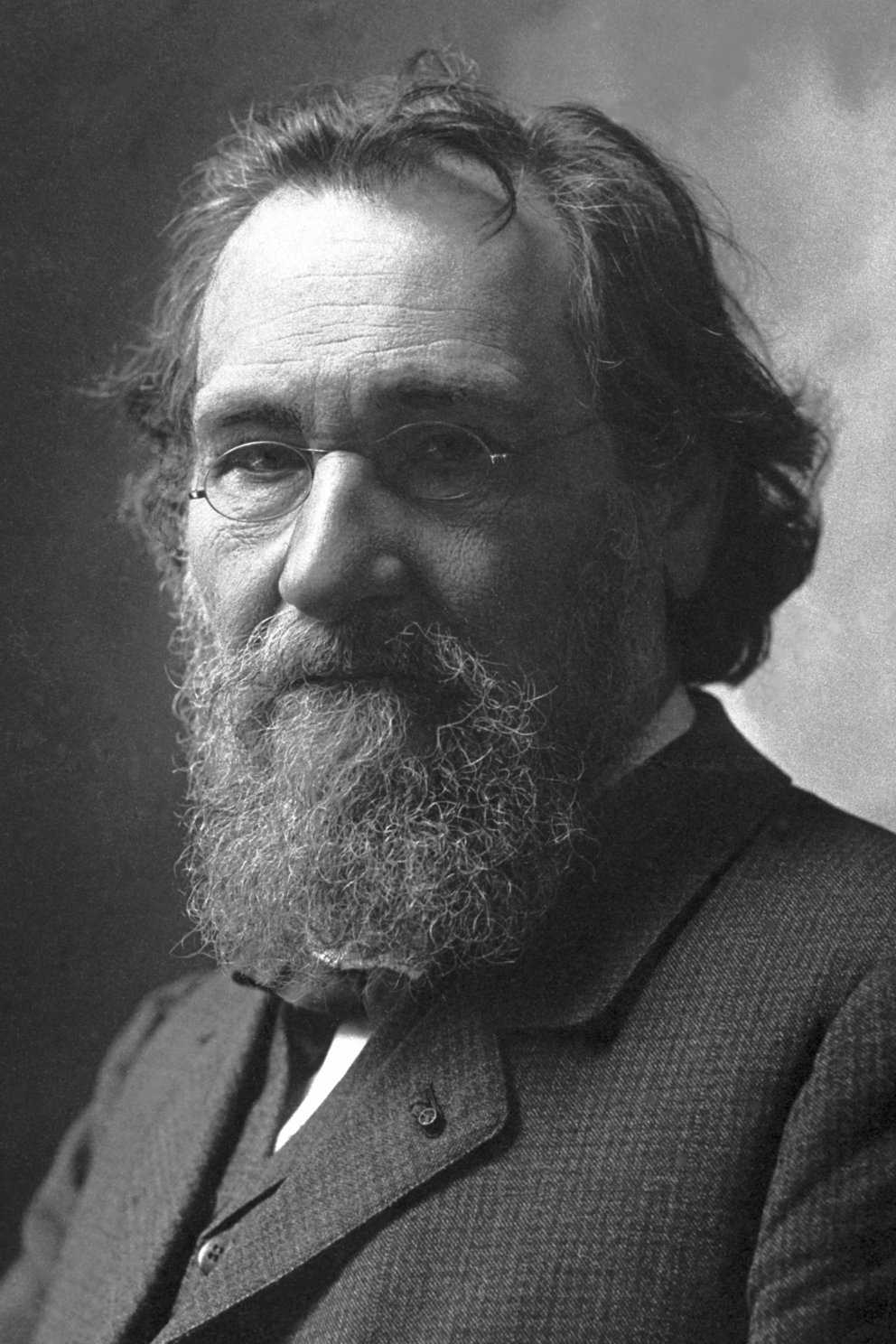
Ілля Мечников (1845—1916)
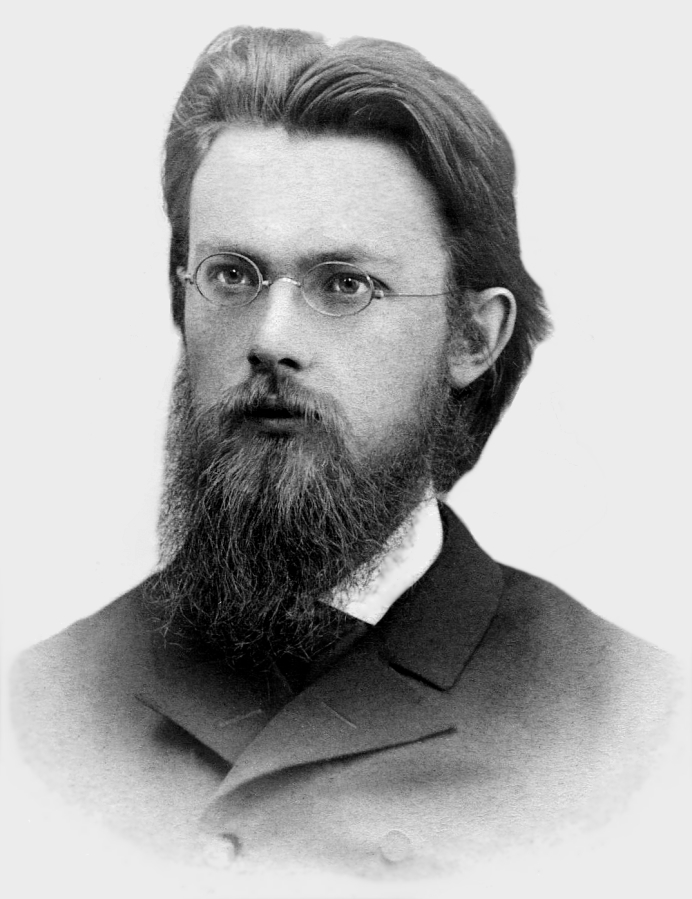
Володимир Вернадський (1863—1945)
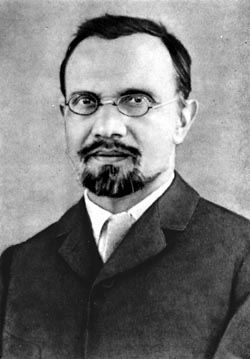
Агатангел Кримський (1871—1942)
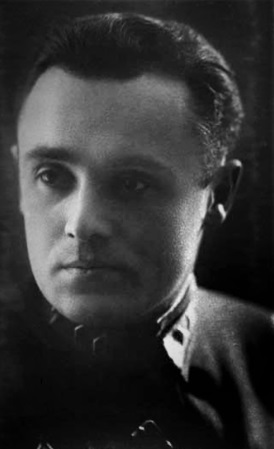
Сергій Корольов (1907—1966)
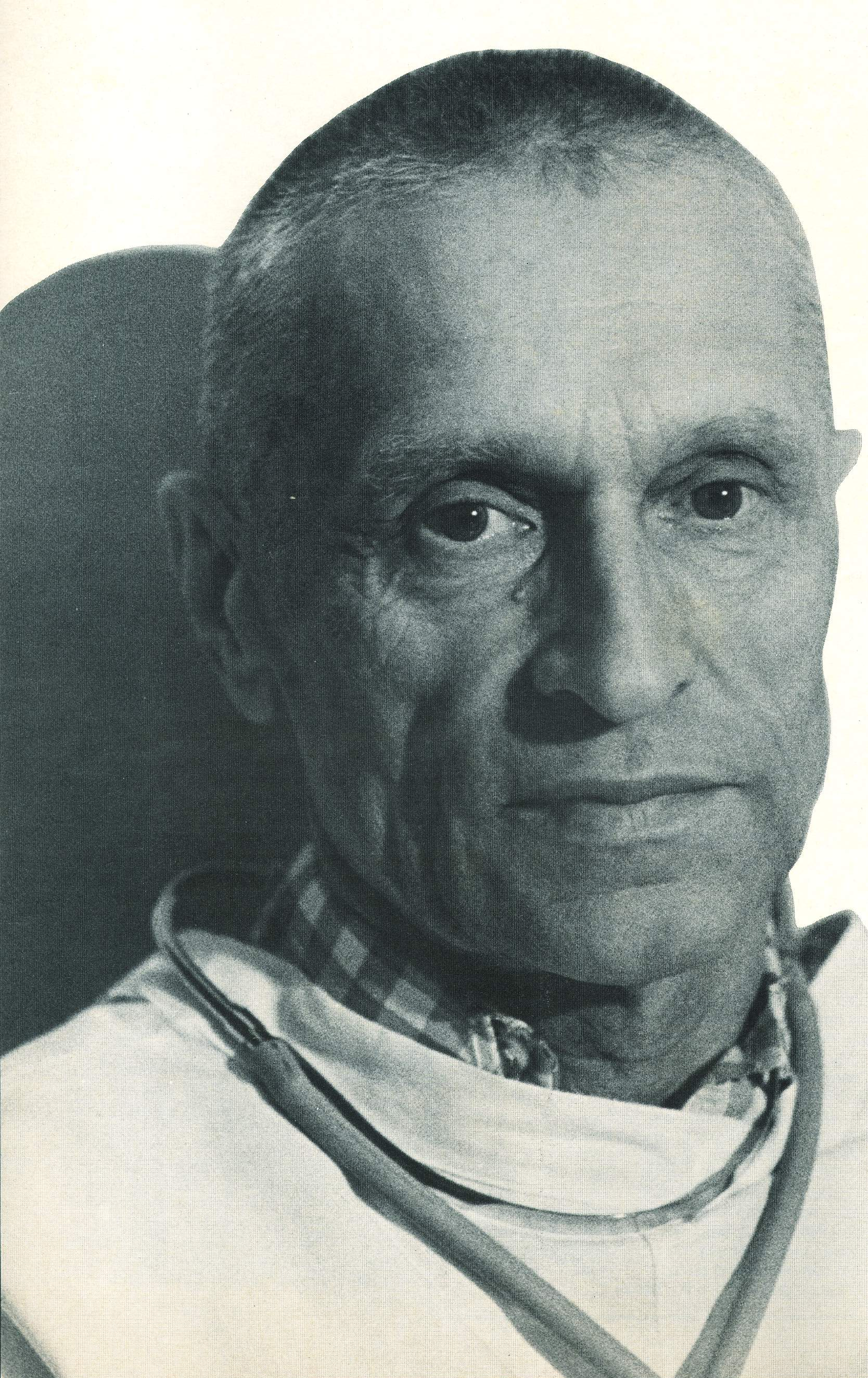
Микола Амосов (1913—2002)
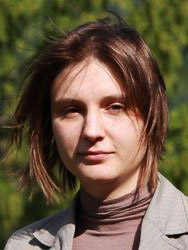
Марина Вязовська (нар. 1984)

### Сучасний стан

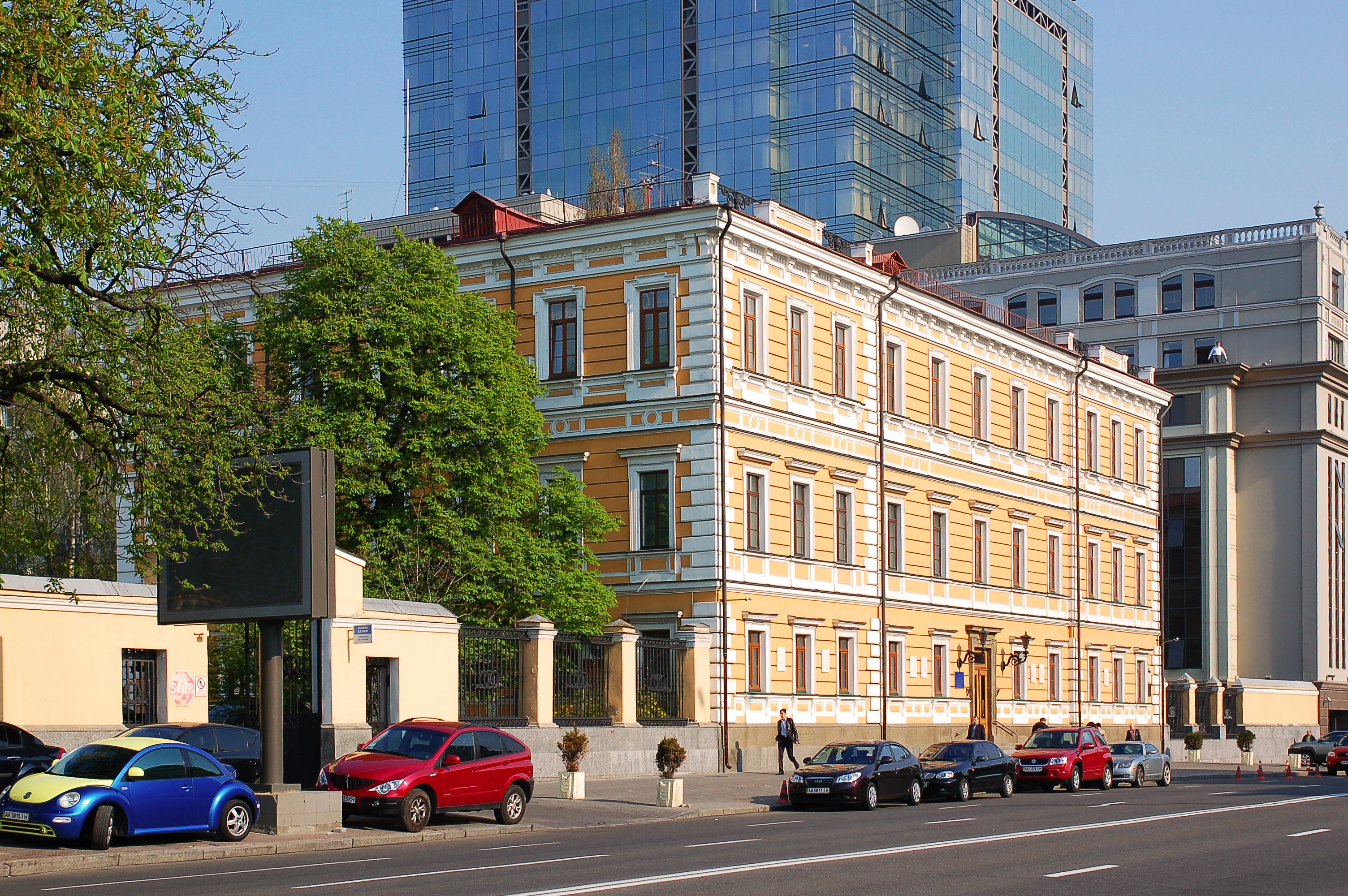
Будівля Президії НАН України (Володимирська вулиця у Києві)

У сучасній Україні найбільшим науковим центром є Національна академія наук України з її 160 науковими установами, також великими науковими центрами є Київський, Харківський, Львівський, Одеський, Чернівецький національні університети і «Київський політехнічний інститут».
Згідно з результатами ЮНЕСКО, станом на 2010 р., на мільйон жителів в Україні припадає 1001 —2000 осіб наукових співробітників, що є досить високим показником. За останні 10 років харківські фізики першими у світі сфотографували атом, дніпровський «Південмаш» побудував триступеневу ракету-носій «Зеніт», київські лікарі створили унікальні препарати, які сповільнюють розвиток ниркових хвороб, в Інституті надтвердих матеріалів НАН України в 2000 році створили новий матеріал, за твердістю наступний після алмазу, — карбонітрид бору. За прогнозами голови Держагентства з питань науки, інновацій та інформатизації на відкритті Першої національної конференції ефективного управління 28 квітня 2011 р. Володимира Семиноженка, до 2020 р. експорт ПЗ з України перевищить експорт металу.
За даними ЮНЕСКО в Україні на науку щороку виділяється 0,5—1 % ВВП. При цьому, середньосвітовий показник становить — 1,7 %, а в Ізраїлі на дослідження виділяється 4,8 % ВВП. Серед причин, що гальмують науковий розвиток України, часто називаються: нереалізація великого потенціалу, низький рівень фінансування наукової галузі, недосконалість законодавства про захист інтелектуальної власности тощо.
Станом на червень 2016 Україна зберігає потужний інтелектуальний потенціал, який здатний до генерації наукових ідей світового рівня, має сильні наукові школи з математики, інформатики, фізики, хімії, медицини, ядерної фізики, радіоелектроніки, біотехнології, розробки нових матеріалів, інформаційних технологій, засобів зв'язку та телекомунікацій.
Україна входить до вісімки країн світу, які спроможні забезпечити повний цикл проєктування та виробництва авіакосмічної техніки, до п'ятірки країн світу з повним циклом виробництва танків та до десятки найбільших суднобудівних країн світу.
В Україні розвинуті також інші високотехнологічні галузі промисловости, зокрема виробництво важкого машинобудування, енергетичного устаткування, приладобудування.

## Охорона здоров'я
Загальні видатки на охорону здоров'я у структурі ВВП України сягнули 6,5 % (3,5 % — коштом держбюджету, решта — з місцевих бюджетів.)
Система охорони здоров'я в Україні субсидується державою і є вільно доступною для всіх українських громадян і зареєстрованих жителів. А проте лікування в державних установах не є обов'язковим, тому приватні медичні комплекси існують по всій країні.
Україна сьогодні стикається з низкою проблем, головна з яких — демографічна криза, через високу смертність і низьку народжуваність.

## Засоби масової інформації та телекомунікації

Головний офіс інформаційної агенції УНІАН.

Значну частку українського медіаринку займає телебачення. Телевізійні підприємства поділяються на національні, приватні та змішані. До першої категорії належить Національна телекомпанія України, до другої — СТБ, Новий канал, ICTV, 5 канал, а до третьої — Інтер ТБ та 1+1. Останні дві компанії мали найбільшу аудиторію в 2010 році.
Популярними друкованими виданням в Україні станом на 2010 рік були загальнонаціональні газети «Факты и комментарии», «Сільські вісті», «Сегодня» (друкована версія припинила свою роботу 27 вересня 2019 року), «День», «Україна молода», «Дзеркало тижня» (перестала видаватися 25 листопада 2019 року), «Голос України».
Найбільшими радіостанціями станом на 2010 рік були UA:Українське радіо, Радіо «Свобода», Deutsche Welle, Українська служба BBC, та розважальні «Європа плюс», «Хіт FM».
На ринку новин в Україні станом на 2010 рік працювали державне інформаційне агентство Укрінформ, громадське інформаційне агентство УНІАН та філія російського Інтерфаксу — Інтерфакс-Україна.
Серед перших інтернет-ЗМІ України була газета Українська Правда, заснована Георгієм Гонгадзе у 2000. Censor.net та Еспресо TV отримали своїх читачів під час Євромайдану. Тоді ж засновано Громадське телебачення, ініціатива відомих українських журналістів, підтримана НТКУ.[джерело?]
Ринок телекомунікацій в Україні в 2009 зріс на 0,5 % до $6 млрд або близько 6 % ВВП. 87,1 % в структурі доходів телекому становив мобільний і фіксований зв'язок.
Станом на кінець 2014 року 50 % населення держави користувалося інтернетом (дані Інтернет асоціації України ІнАУ). Найпопулярнішими причинами користування інтернетом серед українців залишаються соціальні мережі. Найактивніші користувачі мережі — молодь. Найпопулярнішими соціальними мережами були Фейсбук, Інстаграм, Твіттер та Телеграм. Українці віддавали перевагу Google. Також популярними були портали (Ukr.net, I.ua), торрент-трекери, інтернет-магазини та онлайн-банкінг.

## Культура

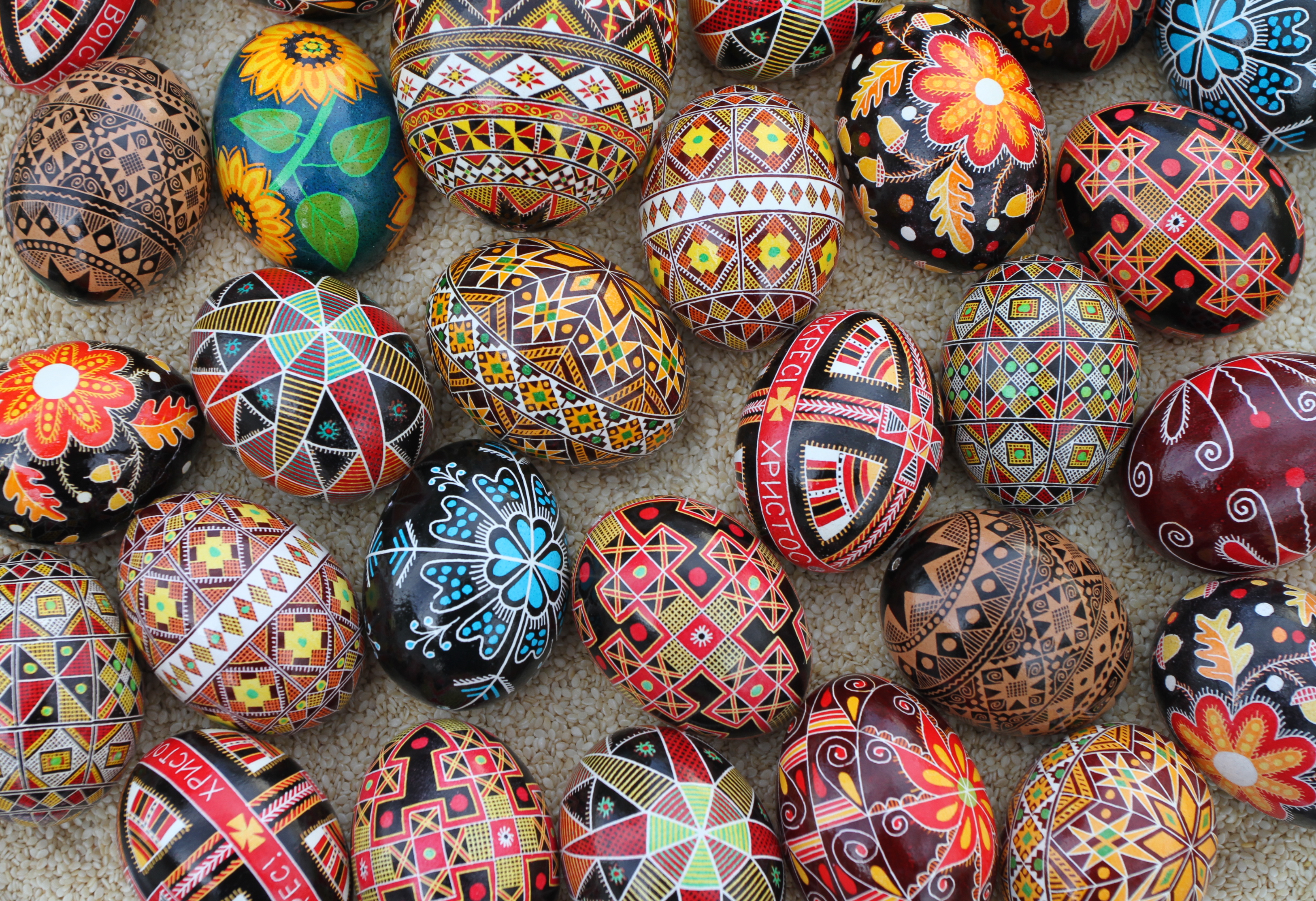
Колекція традиційних писанок

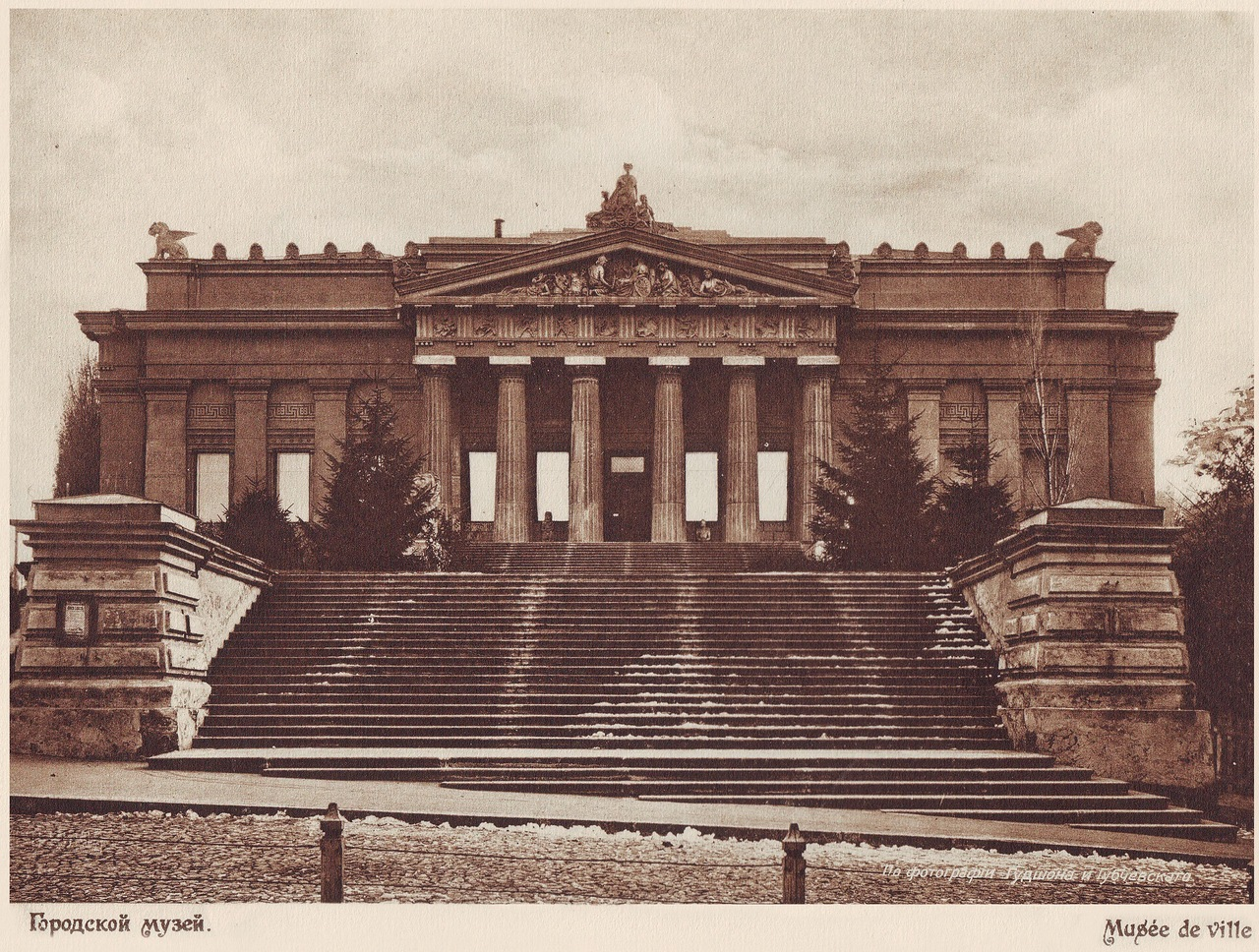
Національний художній музей України

Відомий дослідник української культури І. Огієнко зазначав, що українській культурі з самого початку були властиві відвертість світу, відсутність ксенофобії (боязні чужого) і гуманізм. «Споріднена праця» (за Сковородою) і самопізнання, свобода, заради якої не шкода розлучитися з благополуччям, обмеження життєвих потреб, надання переваги духовному над матеріальним — ось ті шляхи і рецепти щастя, яких дотримувались і які пропагували провідні українські мислителі.
Ключовим історичним етапом розвитку культури стало прийняття християнства у X столітті. У подальшому становленні національної культури виключну роль відіграла народна культура, тоді як роль еліт була значно меншою. Це пояснюється складним історичним шляхом України, відсутністю національної державності протягом тривалого часу. Зокрема в XVI ст., коли феодально-боярська знать сприйняла католицтво і польську культуру, і до кінця XVIII ст., коли верхівку козацької старшини зрусифікували, українське суспільство розвивалося без повноцінної національної еліти.
Джерела української культури лежать у стародавніх народних традиціях та звичаях, які формувалися протягом століть переважно в сільському середовищі. Внаслідок індустріалізації XIX—XX століть, зміни образу життя, значна частина населення України виявилась відірвана від свого «коріння» і традиційної культури.
Як і українська культура, українське мистецтво має джерела в мистецтві Русі, а протягом історії розвивалося у руслі як європейських, так і згодом російських тенденцій. Розвиток сучасного мистецтва пов'язаний із функціонуванням ряду державних установ, концертних організацій, творчих спілок та навчальних закладів, що перебувають у веденні Міністерства культури і туризму України.

### Художня література

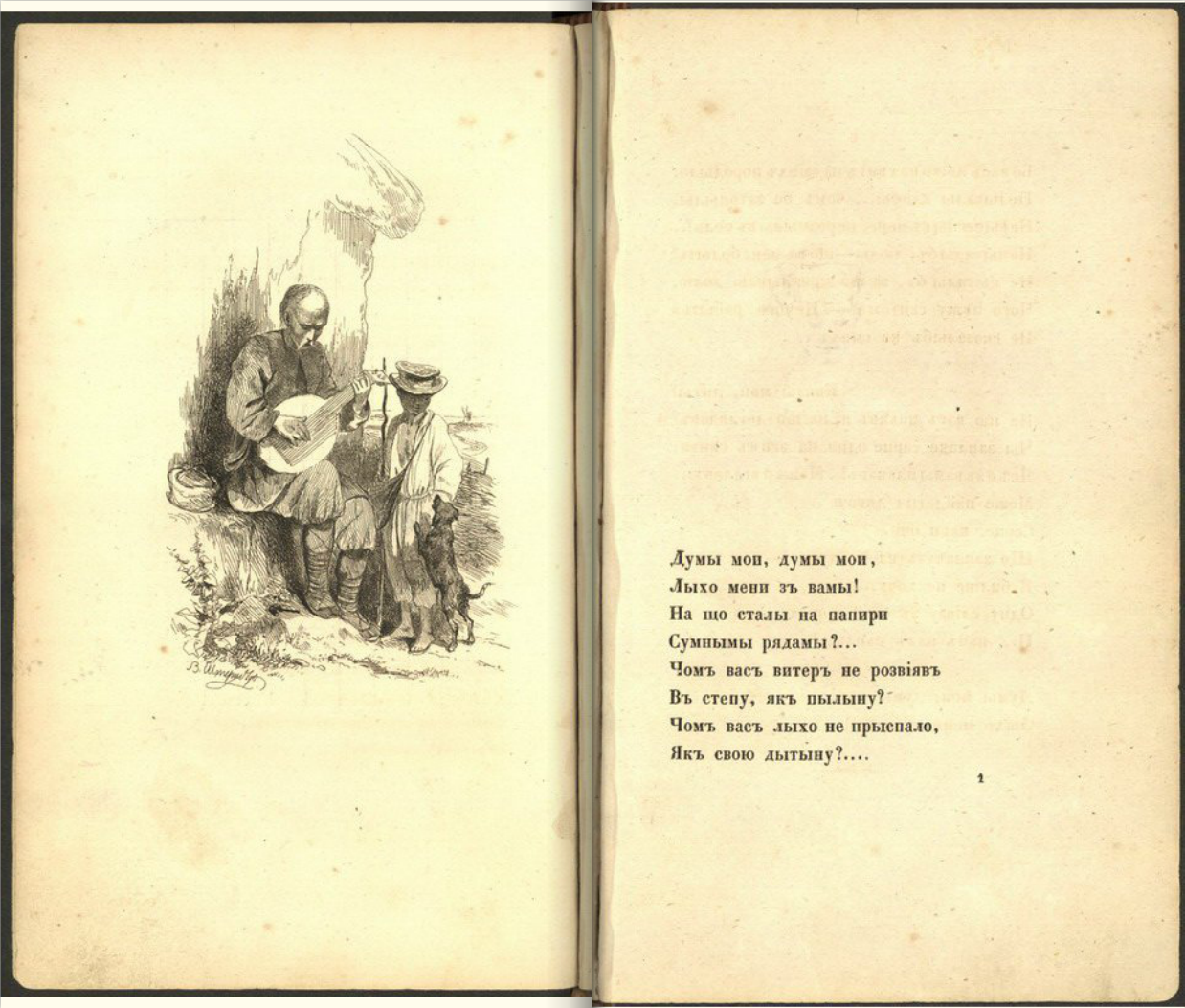
Форзац і перша сторінка першого видання «Кобзаря» (1840)

Перші літературні пам'ятники на території України сходять доби Київської Русі і написані були старослов'янською мовою, що була єдиною офіційною на Русі. Зокрема одними з перших вважаються літопис «Повість минулих літ» та героїчну повість «Слово о полку Ігоревім».
Перші книги, написані давньоукраїнською мовою, науковці датують XVI століттям. Так у XVI ст. був написаний «Лексисъ с толкованіємъ словенскихъ словъ просто», у якій дається тлумачення слів давньоукраїнською мовою. Видатною пам'яткою староукраїнської мови є «Пересопницьке Євангеліє», написане в 1556—1561 pp. Протягом XV—XVIII ст. створюється література латинською мовою.
Переломним періодом стало видання поеми Івана Котляревського «Енеїда», написаної живою українською мовою. Звідси починається розвиток сучасної української мови, що згодом розвивалася завдяки таким митцям слова як Тарас Шевченко, Леся Українка, Іван Франко та інші. Проте значним гальмом розвитку української літератури стає російська влада, зокрема Валуєвський циркуляр 1863 року забороняв видавати книги українською мовою.
Трагічною була і доля багатьох українських літераторів XX століття, зокрема до масових репресивних заходів радянська влада вдавалася у 1930-х роках (Микола Куліш, Валер'ян Підмогильний, Євген Плужник, Григорій Косинка, Микола Зеров та ін.) та 1970-х роках (Василь Стус). Разом із тим ряд українських поетів знайшли своє покликання в соцреалістичному напрямку (П. Тичина, М. Рильський).
У сучасній Україні поети і письменники об'єднані у Спілці письменників України, найвідоміші[джерело?] з них: Ліна Костенко, Василь Федько, Грицько Чубай, Іван Низовий, Олег Лишега, Віктор Неборак, Василь Герасим'юк та інші. Серед письменників нової генерації — Юрій Андрухович, Сергій Жадан, Олександр Ірванець, Юрій Іздрик, Оксана Забужко та інші.

### Архітектура
У творчості київської генерації українських архітекторів все частіше зустрічаються прояви постмодерну та хай-теку як віддзеркалення глобалізації процесу розвитку світової архітектури. У нових будовах стильового спрямування вдало використовуються нові конструктивні та художньо-пластичні можливості як традиційних будівельних матеріалів, так і нових — легкі металопластикові конструкції, вишукані оздоблювальні матеріали (готель «Хрещатик», арх. Л. Філенко; діловий комплекс «Зовнішекспосервіс», архітектор О. Донець та ін.; банк «Україна», архітектор С. Бабушкін та ін.; офісний центр «Київ-Донбас», архітектор В. Жежерін та ін.; готельно-офісний центр «Східний горизонт», арх. О. Комаровський, комплекс «Ексімбанк», архітектор І. Шпара та ін.) і багато інших новітніх будов. Реконструкція та оновлення майдану Незалежності в м. Києві також стала знаковою подією, бо утвердила архітектурно-художніми символами новий імідж суверенної України.
З кінця 1980-х років відновилось будівництво релігійних споруд. Нові православні церкви та собори будують переважно у візантійському стилі, рідко у класичному, готичному або псевдоруському стилях. Унікальним є будівництво у стилі українського бароко (собор Архієпископа Харківського Олександра, збудований у 2004 р.).
Мечеті у Криму будують переважно у кримськотатарському стилі. Також серед будівництва мечетей України поширений Османський архітектурний стиль. Тому, що до Османської імперії входила південна частина України.

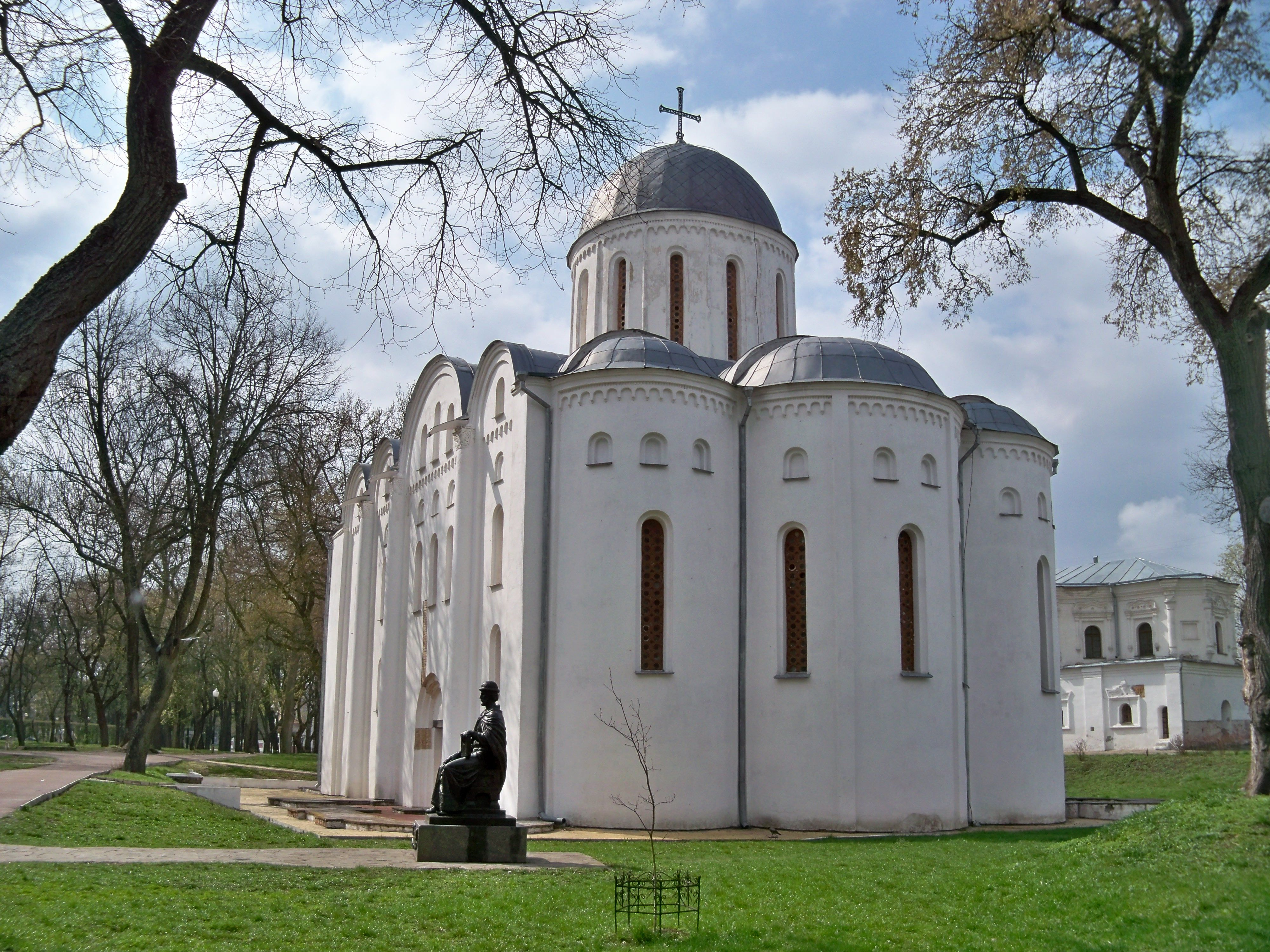
Собор Бориса й Гліба (Чернігів), XII століття
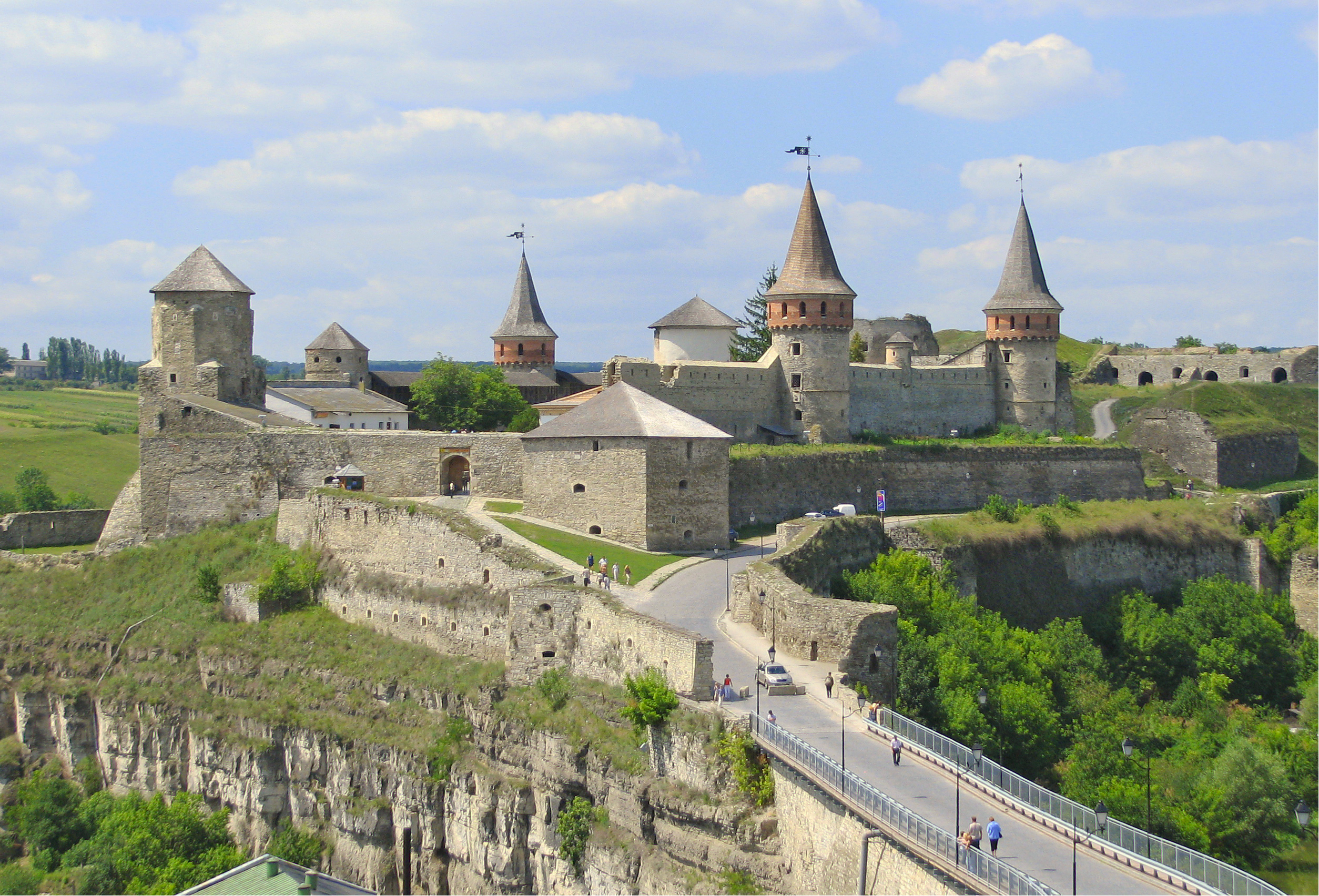
Кам'янець-Подільська фортеця, XIV століття
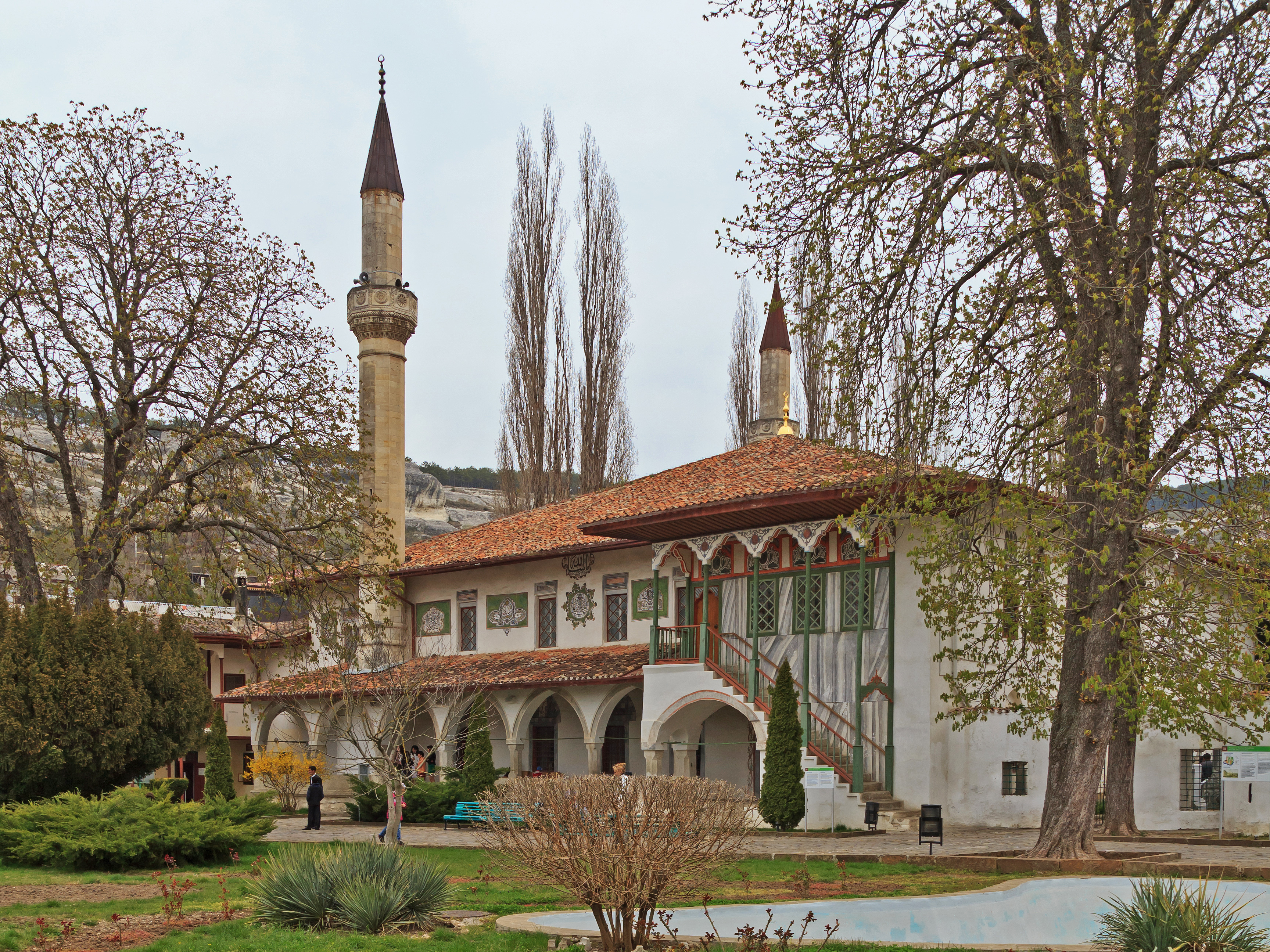
Велика мечеть Ханського палацу (Бахчисарай), 1532
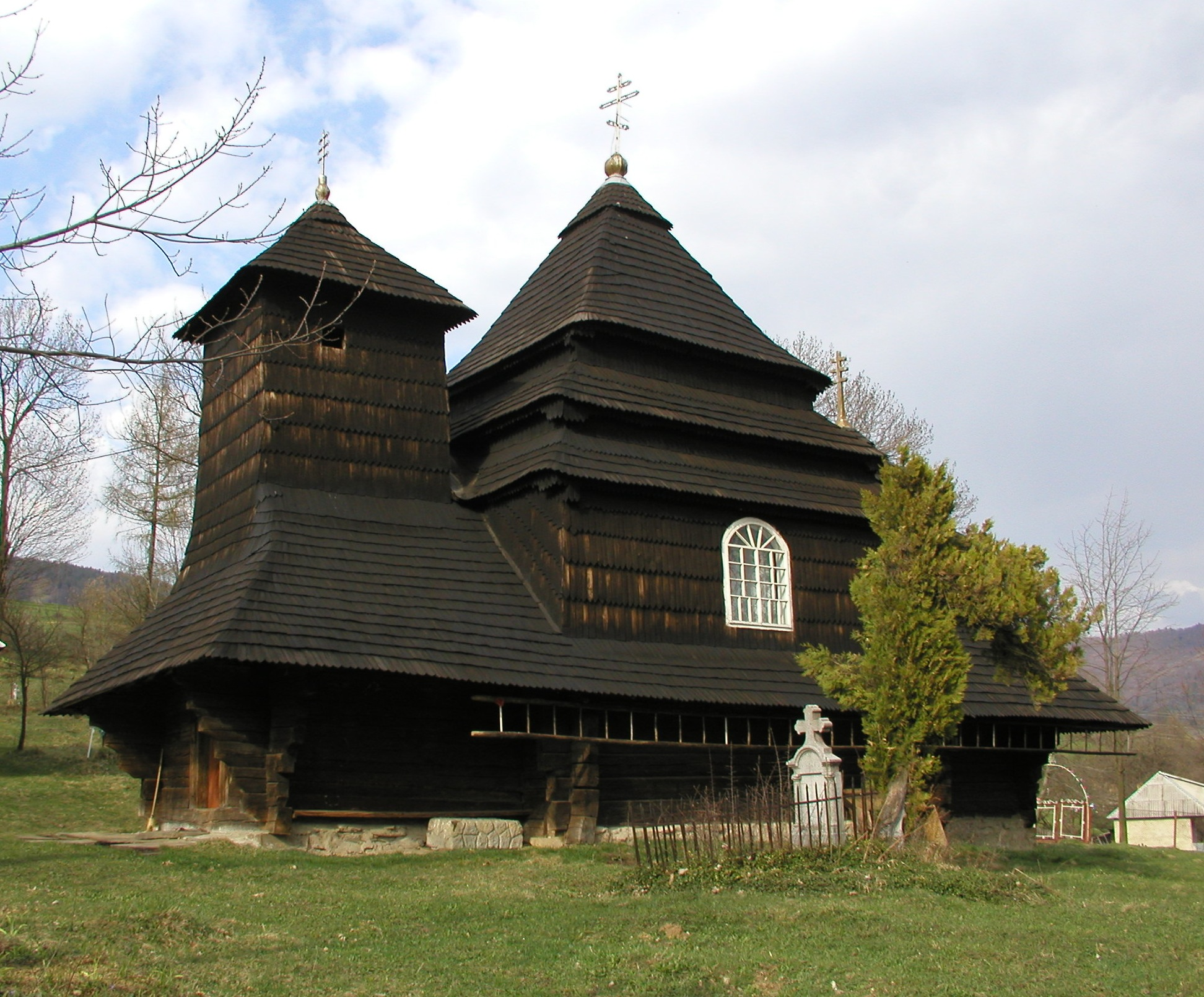
Церква святого Михайла (Ужок, Закарпаття), 1745
Історичний центр Львова

### Образотворче мистецтво

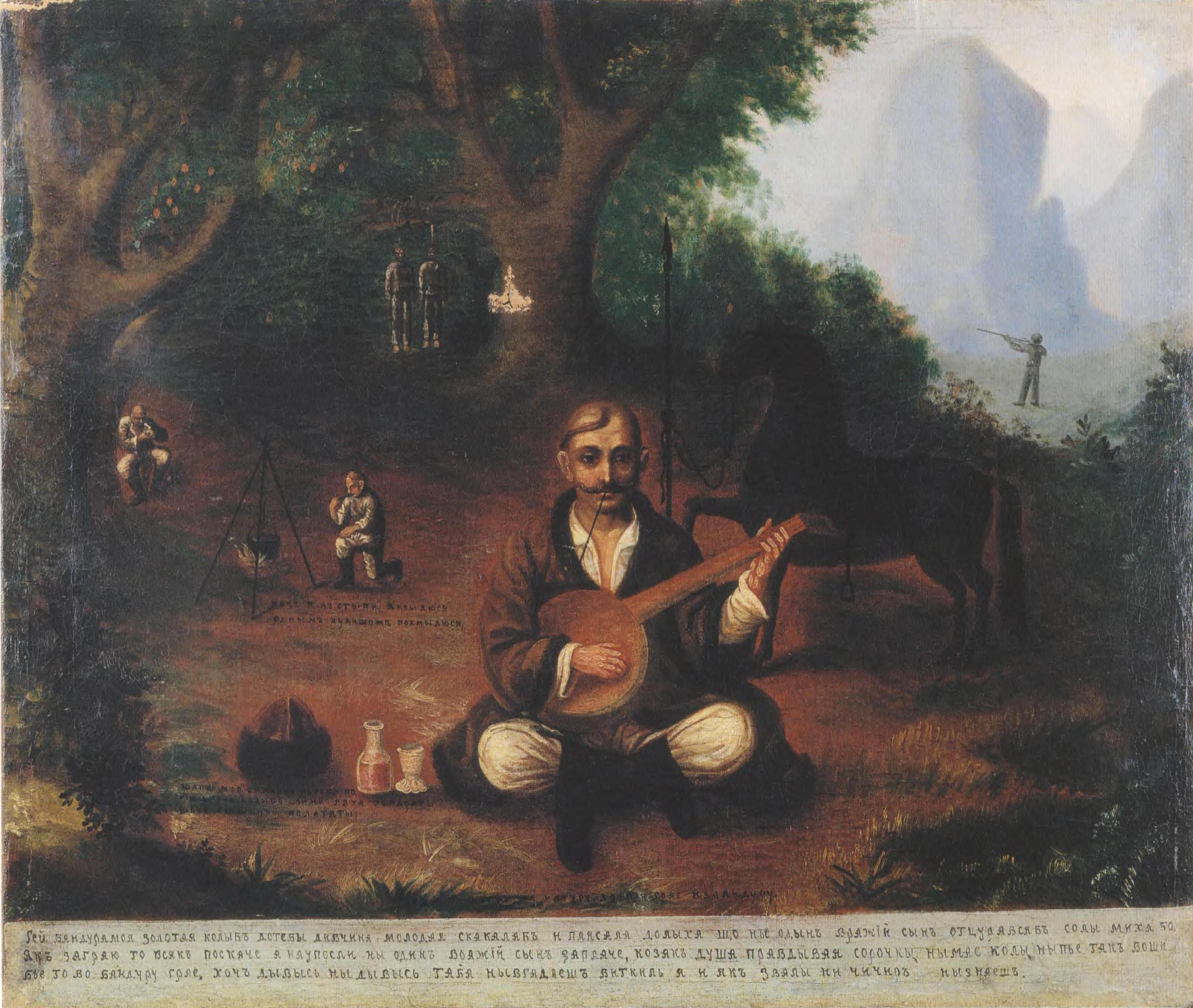
Козак Мамай, XVIII століття

Розвиток образотворчого мистецтва в Україні веде відлік із прадавніх часів. Знахідки археологів, зокрема, періоду трипільської та скитської культур, вирізняються майстерною технікою виконання і засвідчують високий мистецький рівень витворів предків сучасних українців. Повніше дійшли до нас зразки мистецтва Русі, що пов'язано з християнською церквою. Провідні жанри образотворчого мистецтва Руської держави — мозаїка, фреска, іконопис і книжкова мініатюра. Іконопис залишався провідним жанром живопису до XVII—XVIII століття, провідні мистецькі школи працювали при Києво-Печерській лаврі, з XVII століття також при Києво-Могилянській академії. Поряд із канонічним та академічним малярством ще з княжих часів в Україні розвивається унікальний жанр «народної картини». Образи «Козака Мамая» та «Козака з бандурою» стали знаковими для українського мистецтва.

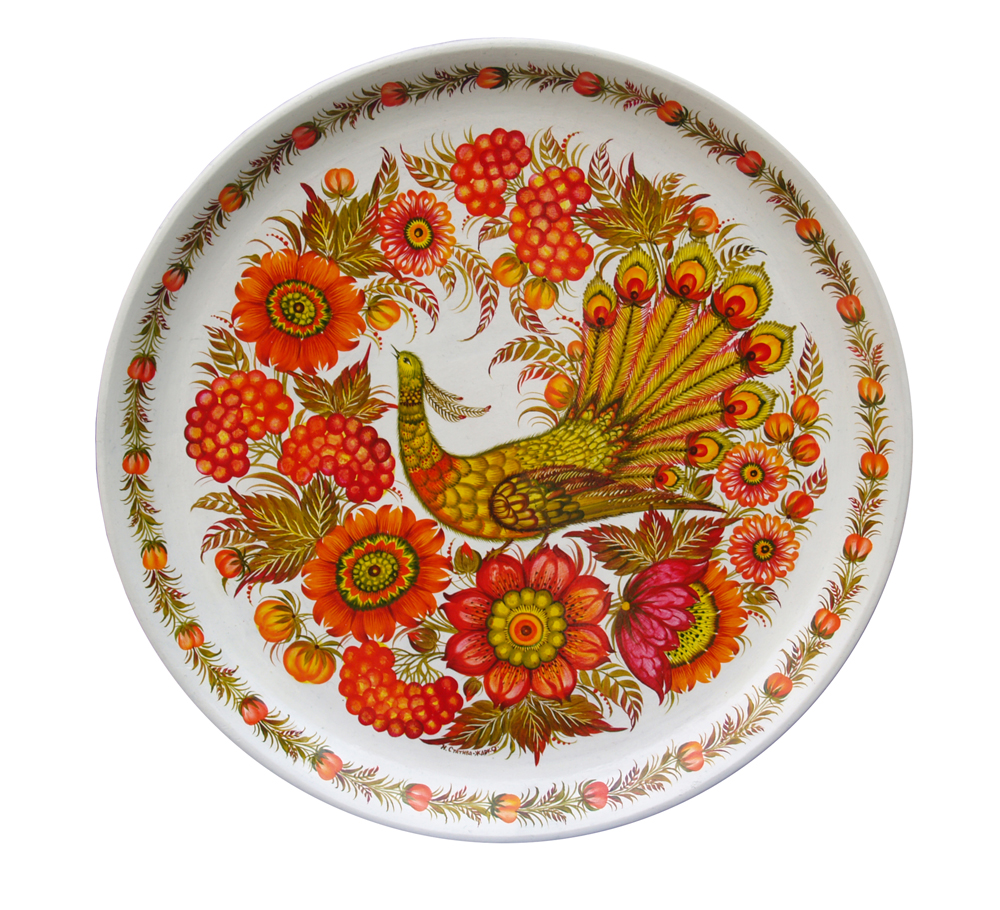
Таріль із петриківським розписом, 2013

Значного розвитку в Україні набули різноманітні напрямки народного образотворчого мистецтва, зокрема серед найвідоміших як-от писанкарство, петриківський розпис, самчиківський розпис, косівська мальована кераміка, опішнянська кераміка, орнек тощо.

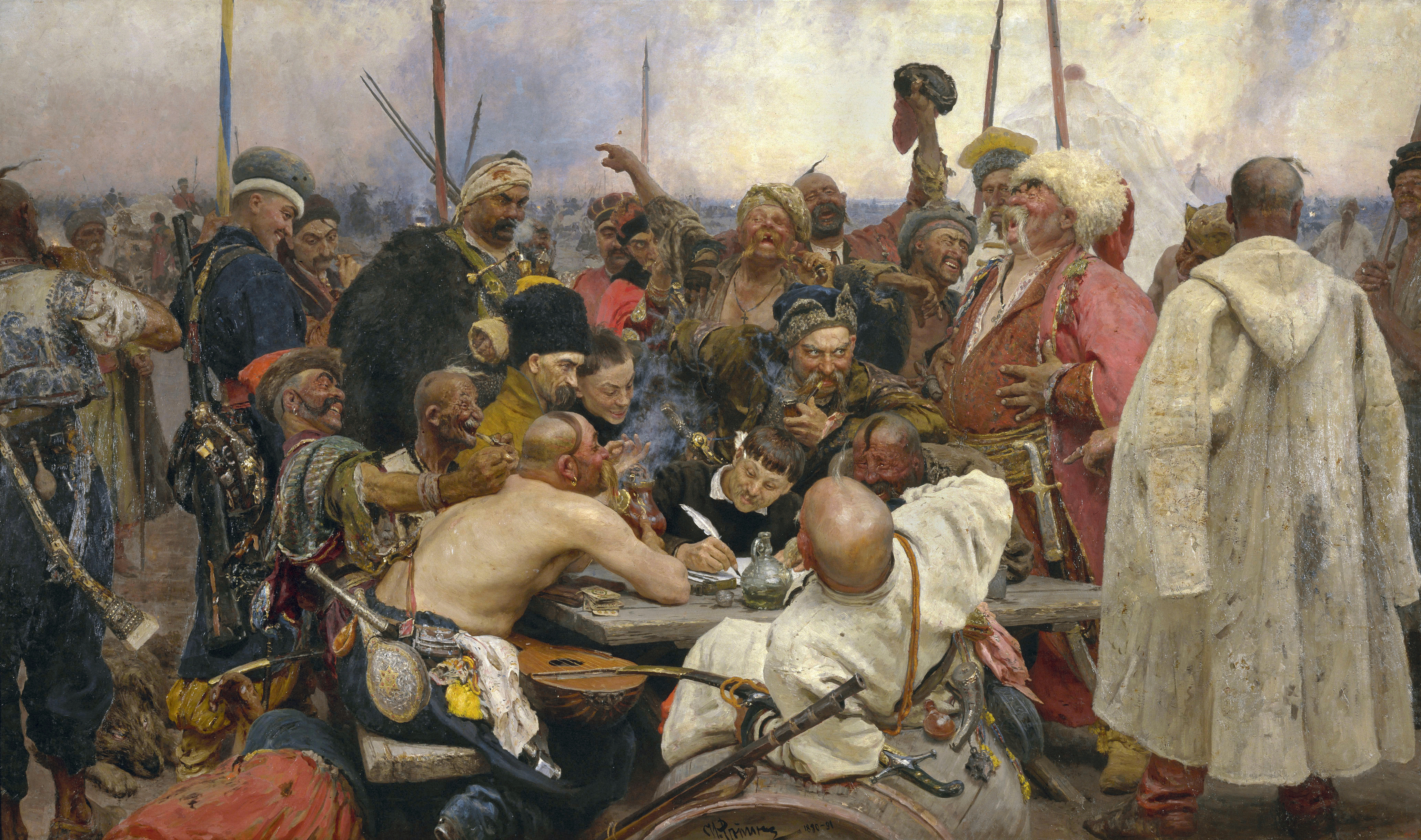
«Запорожці», Ілля Рєпін, 1891

З XVIII столітті в Україні починають розвиватися і світські жанри, зокрема портретний, а пізніше і пейзажний, живопис розвивається у руслі класицизму. Мистецьким центром у цей час стає Петербурзька академія мистецтв, де здобули освіту й вихідці з України — Дмитро Левицький, Володимир Боровиковський. У середині XIX століття на зміну класицизму у живописі приходить реалізм. Серед вихідців з України цього періоду — Іван Сошенко, Дмитро Безперчий, Олександр Литовченко, Микола Ярошенко, Ілля Рєпін, Микола Пимоненко, Олександр Мурашко, Архип Куїнджі. Більшість із них здобула освіту в Петербурзькій академії мистецтв і далі працювала вже в Росії. Надбанням українського образотворчого мистецтва цього періоду є і роботи Тараса Шевченка.

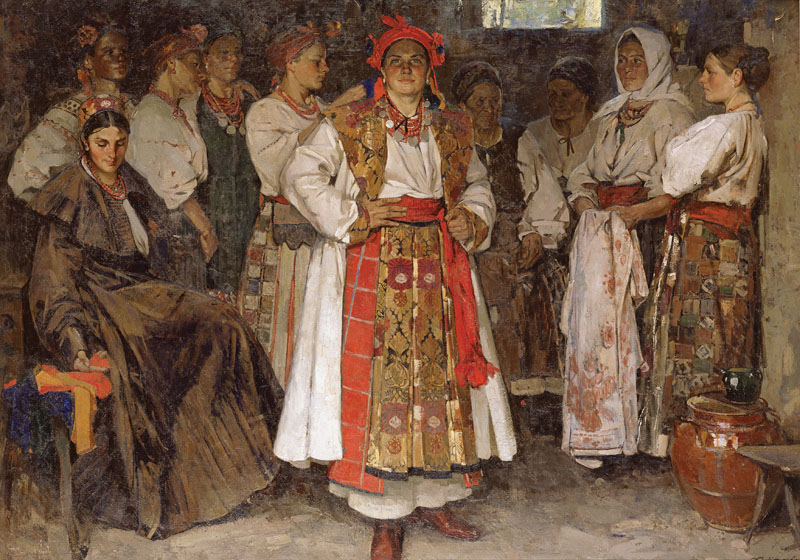
«Наречена», Федір Кричевський, 1910

Початок XX століття позначився великою кількістю різноманітних художніх течій, імпресіонізмом (Микола Бурачек) та футуризму (Василь Єрмилов), супрематизму (Казимир Малевич), символізму (Ю. Михайлів), модернізму (Ф. Кричевського) й авангарду (О. Богомазов, М. Бойчук, Олександр Архипенко), проте продовжували розвиток і традиції реалізму (К. Костанді). У галузі станкової графіки працювали М. Жук, І. Падалка, перші українські радянські книги та журнали оформив Георгій Нарбут.

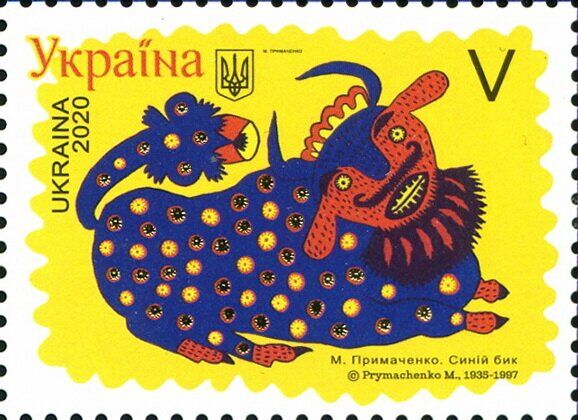
«Синій бик», Марія Примаченко, 1947

Серед відомих представників українського народного живопису XX століття були такі художниці, як Катерина Білокур, Марія Примаченко, Ганна Собачко-Шостак, Тетяна Пата, Марфа Тимченко та інші.
З початком 1930-х років радянське мистецтво розвивається у руслі соцреалізму, що був проголошений єдиним дозволеним художнім методом. З гаслом про те, що мистецтво повинне бути зрозумілим «широким масам», на творчий експеримент, пошук нових форм була фактично накладена заборона. Серед художників радянської доби — О. Шовкуненко, Т. Яблонська, М. Дерегус, В. Касіян.
У 60-ті — 70-ті: роки мистецтво України починає розгалужуватись на офіційне мистецтво й андеґраунд, вільний від партійної заангажованости. Проявились такі імена: Борис Плаксій, Алла Горська, Панас Заливаха, Віктор Зарецький, Віктор Задорожний, Яків Петрович Калашник, Лев Іванович Вітковський, Василь Непийпиво, Микола Стороженко, Віра Кулеба, Тетяна Голембієвська, Феодосій Гуменюк, Віктор Загубибатько, Бородай Олександр Андрійович, Ігор Янович, Володимир Бовкун та ін.
Чимало визнаних художників не виставляли ті твори, які не пропускала цензура (Іван Марчук, Валерій Ламах). Деякі не могли виставляти свої твори, перебуваючи в андеґраунді: Микола Трегуб, Вудон Баклицький. Згодом усі твори стали відомими. Новий етап художньої творчости в Києві розпочинається із виходом на поверхню андеґраунду. У 1987 Спілка художників улаштувала виставку молодих митців, зокрема це абстракціоністи Т. Сільваші, А. Криволап, Олександр Дубовик. У 90-ті гучно пролунали імена нової хвилі: Савадов Арсен, Тістол Олег, Голосій Олег, Гнилицький Олександр, Юрій Соломко та інші. На початку 2000, після Помаранчевої революції, створилася група нової генерації — Р. Е. П.

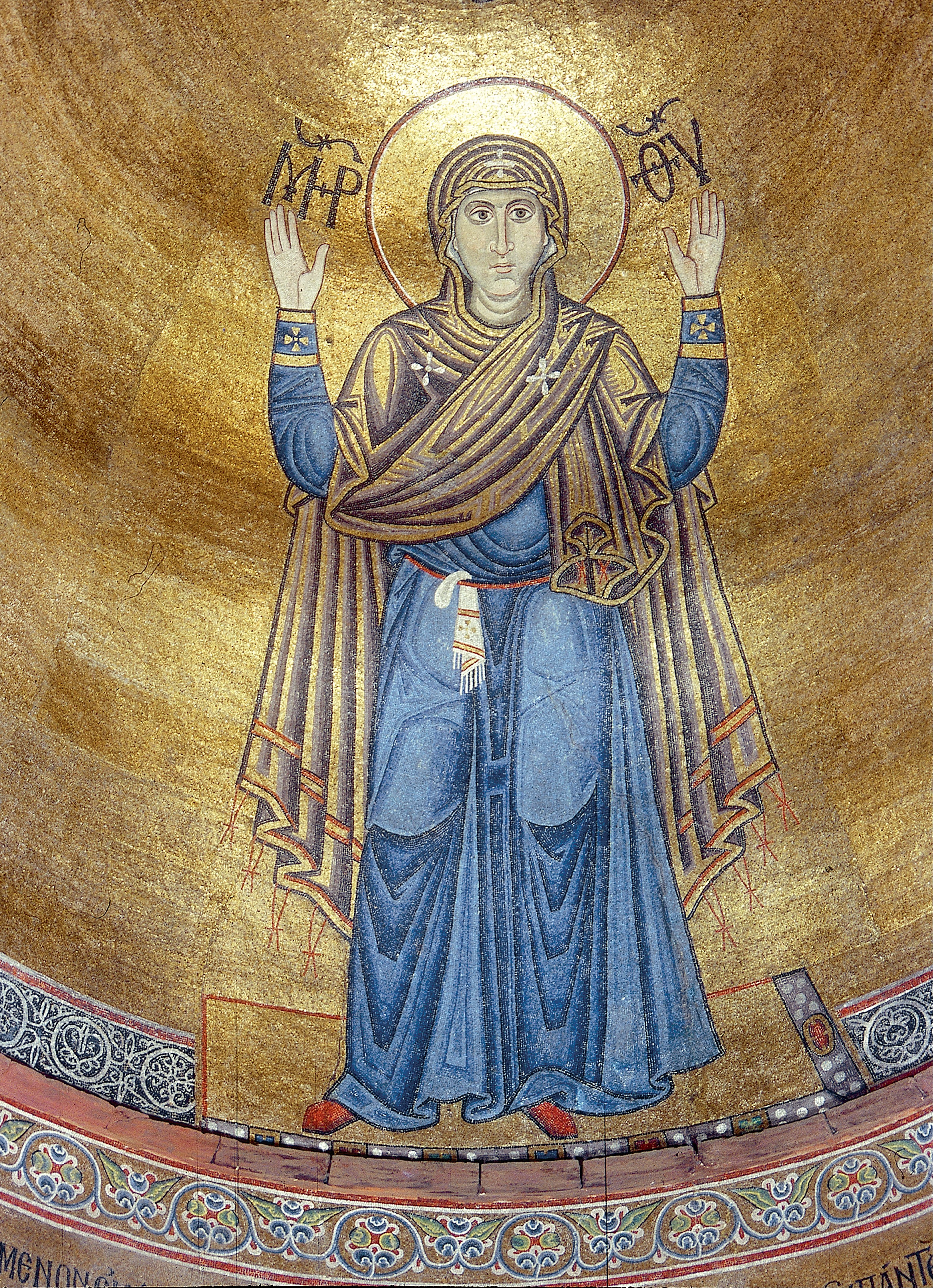
Оранта, мозаїки Софійського собору, ХІ століття
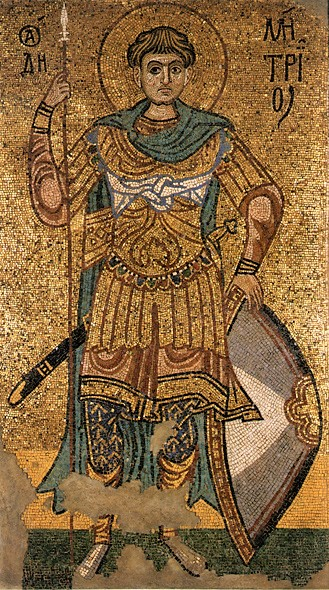
Мозаїка «Димитрій Солунський», XII століття
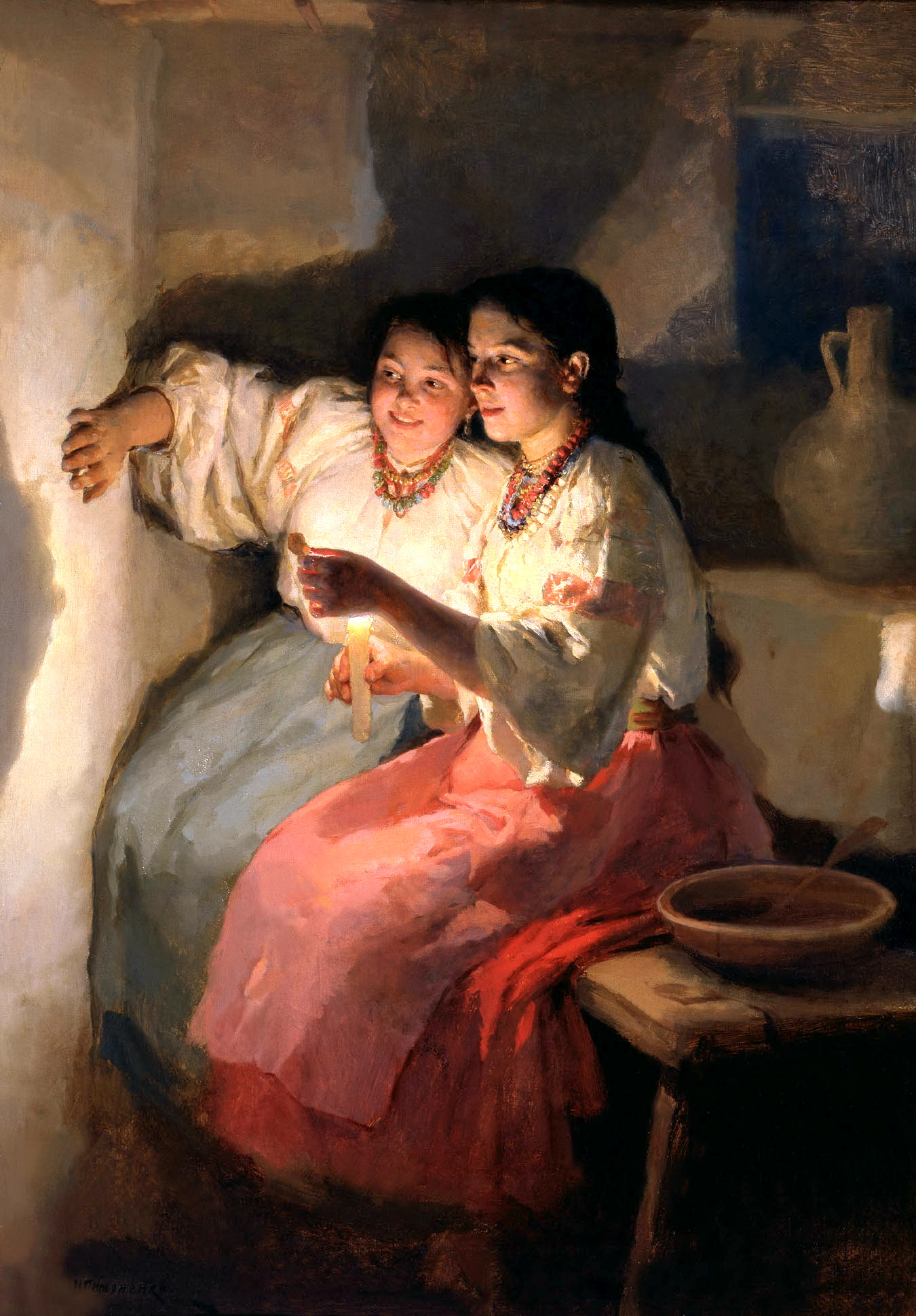
«Різдвяні ворожіння», Микола Пимоненко, 1888
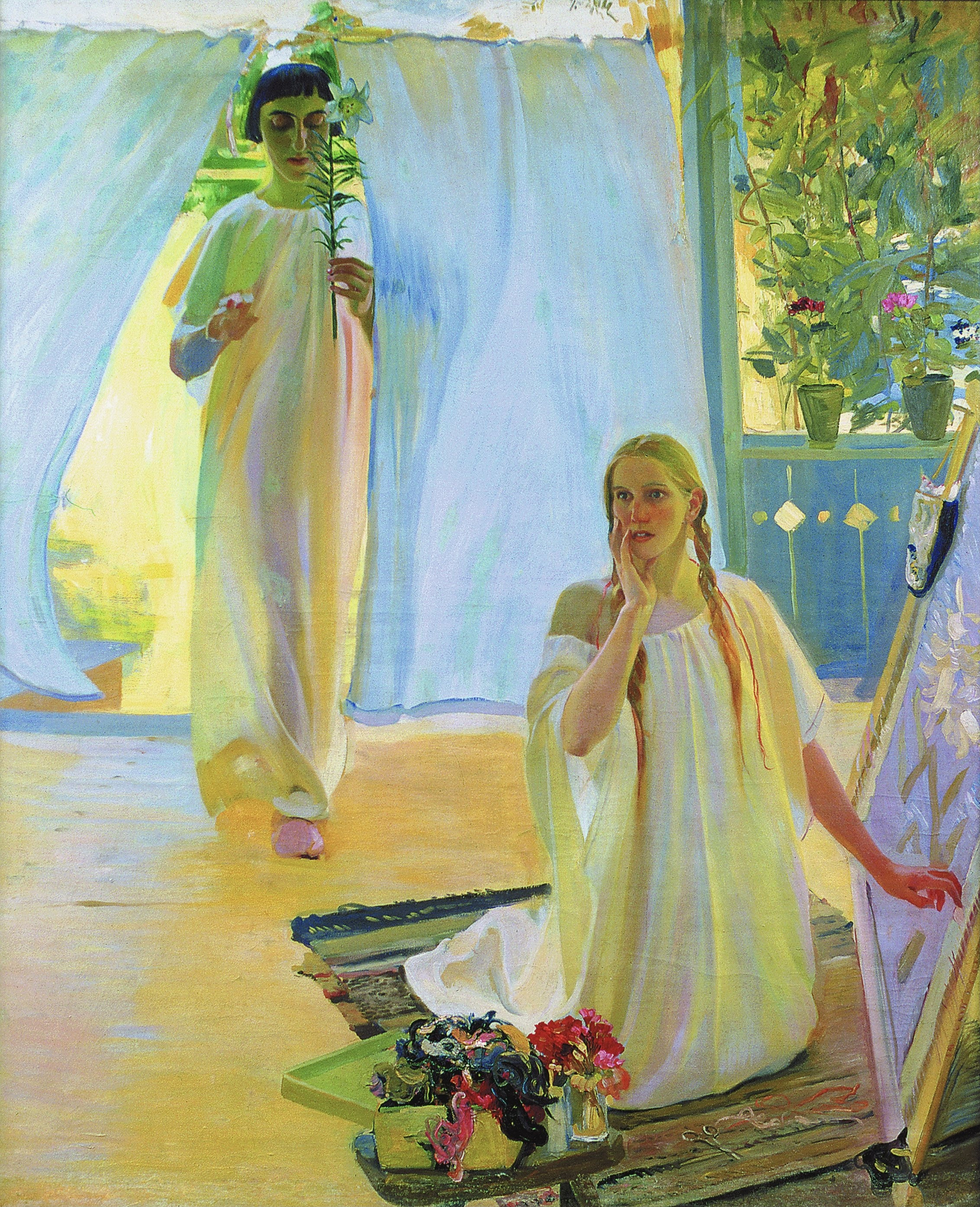
«Благовіщення», Олександр Мурашко, 1909
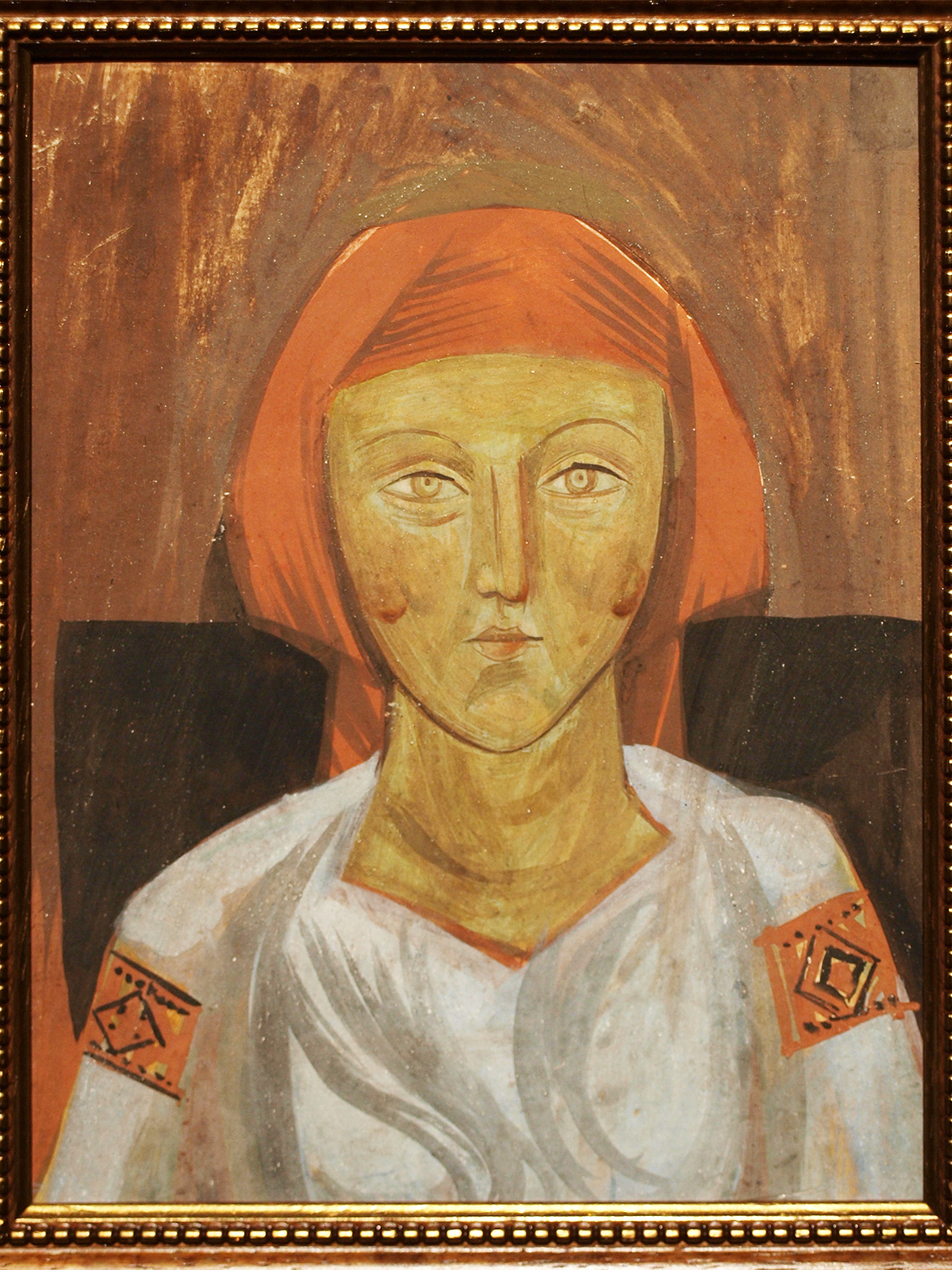
«Українка», Михайло Бойчук, 1910-ті
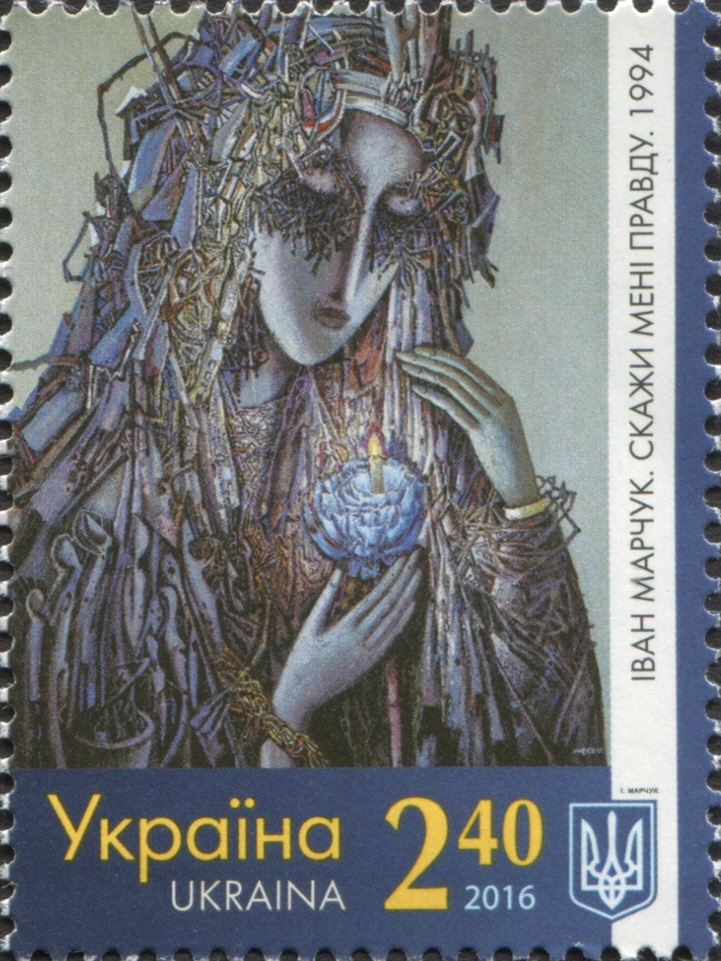
«Скажи мені правду», Іван Марчук, 1994

### Музика та співи

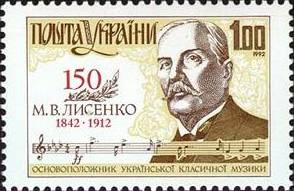
Композитор Микола Лисенко

Надбанням української культури є як народне, так і професійне музичне мистецтво.
Народна українська музика багатоманітна за жанрами й охоплює календарно- та родинно-обрядові пісні, пісні кріпацького і солдатського побуту, історичні пісні, виконувані під акомпанемент кобзи або бандури, а також потужний пласт інструментальної музики, що включає як ансамблеве музикування («троїсті музики») і використовує різноманітні духові (сопілка), струнні (скрипка) та ударні (бубон) інструменти, так і вівчарські награвання (особливо самобутні інструменти Заходу України — дримба, трембіта).
|                                                           |  |  |
| Руслана та Джамала, переможниці «Євробачення» від України |  |  |

У сучасності народна музика зберігає первісні умови свого побутування лише в західних регіонах, проте народні пісні стали надбанням професійних та аматорських колективів по всій Україні і звучать в автентичному вигляді (ансамблі «Древо», «Володар», «Божичі», «Буття»), у вигляді обробок (Народний хор ім. Верьовки, Капела бандуристів ім. Майбороди), входять до академічної (Є. Станкович) і різних напрямків популярної та рок-музики (ВВ, Скрябін, Океан Ельзи, Руслана, Джамала тощо).
Становлення професійного музичного мистецтва пов'язано насамперед із християнізацією на Русі, яке привнесло культуру церковного співу. Від XII століття в православних церквах поширювався одноголосний знаменний спів, а в XVII столітті на його зміну приходить багатоголосний партесний спів, яскраво представлений у творчості Миколи Дилецького. У XVIII столітті новий етап розвитку музичного мистецтва пов'язаний із засвоєнням традицій європейських музичних шкіл (Дмитро Бортнянський, М. Березовський та А. Ведель). Основоположною для становлення національної композиторської школи вважається багатогранна композиторська і організаторська діяльність М. Лисенка.
Одним із найвпливовіших діячів української естради був Володимир Івасюк, автор низки широко відомих українських пісень.
Сучасна музична культура України представлена як академічною музикою, так і розважальною. В Україні діє 5 консерваторій (музичних академій), 6 оперних театрів, 5 будинків органної та камерної музики, філармонії в усіх обласних центрах тощо. Регулярно проходять фестивалі популярної («Червона рута», «Таврійські ігри»), рокової («Рок-екзистенція», «Тарас Бульба») джазової (Jazz Bez, Jazz Koktebel), етнічної («Країна мрій») та академічної музики («КиївМузикФест», «2Д2Н», «Контрасти»).

### Театр

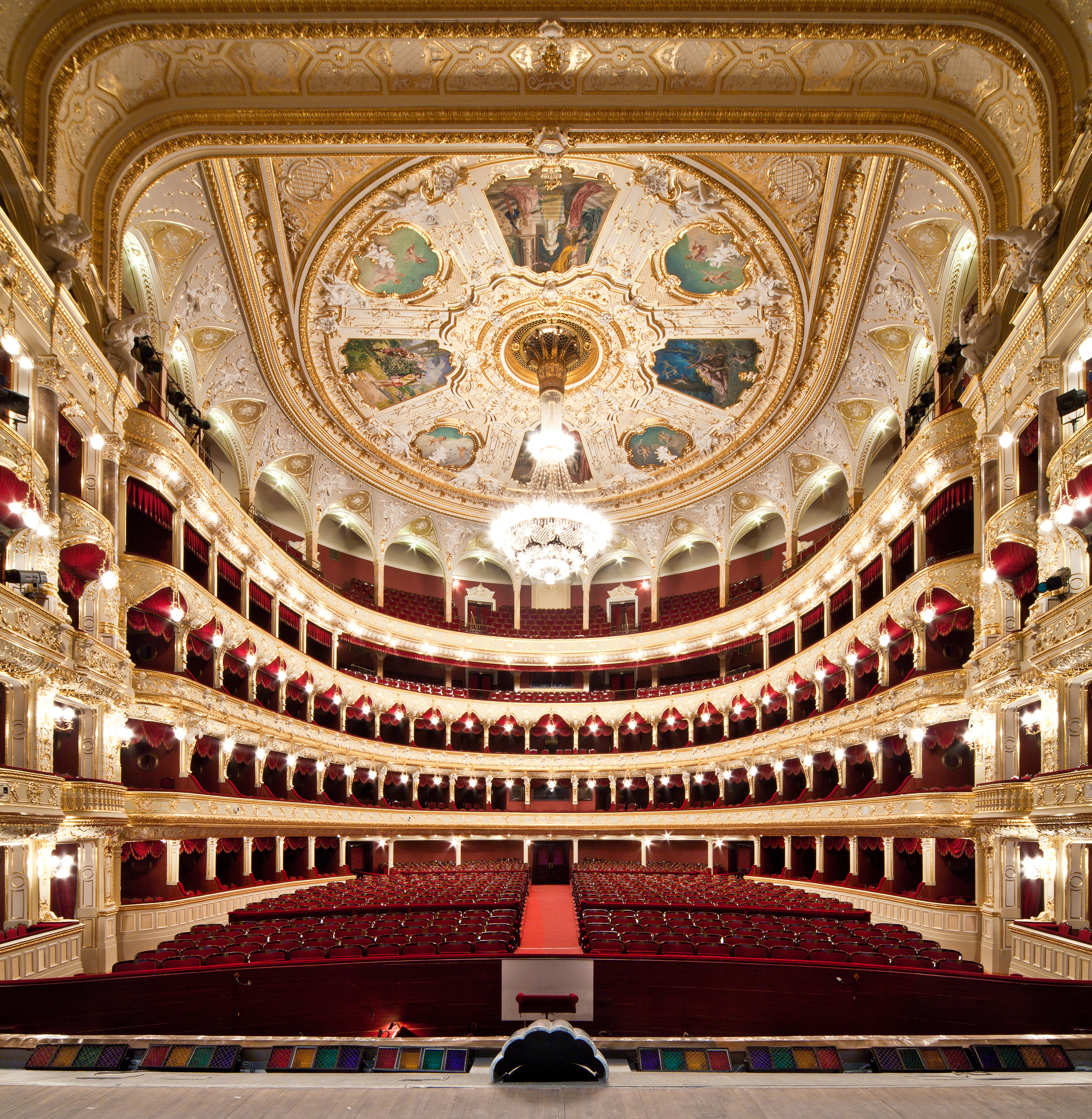
Зала Одеського театру опери та балету

Українське театральне мистецтво бере свій початок із давніх часів. В епоху Русі відомі театральні вистави скоморохів, про елементи театру були в церковних обрядах свідчать фрески Софійського собору. Перші зразки драми виголошували прилюдно учні київських Братської (Києво-Могилянська Академія) та Лаврської шкіл (XVI—XVII ст.). Перший стаціонарний театр в Україні відкрили 1795 року в колишньому костелі єзуїтів у Львові.
Становлення класичної української драматургії припадає на початок XIX століття і пов'язане з іменами І. Котляревського та Г. Квітки-Основ'яненка. У цей час відкриваються стаціонарні театри в Києві (1806), Одесі (1809), Полтаві (1810) та інших містах. У другій половині XIX століття значний внесок у розвиток театру зробили М. Старицький, М. Кропивницький та Іван Карпенко-Карий.
Новий період в історії національного театру розпочався в 1918 р., коли в Києві утворилися Державний драматичний театр і «Молодий театр» (з 1922 р. — модерний український театр «Березіль») Леся Курбаса та Гната Юри. Проте з початком доби соцреалізму новаторські пошуки українських митців придушено, а низку діячів (серед них Л. Курбаса) страчено.
Сьогодні в Україні працюють театри в усіх обласних центрах України, проводяться фестивалі театрального мистецтва «Київ травневий» у Києві, «Золотий Лев» у Львові, «Тернопільські театральні вечори. Дебют» у Тернополі, «Херсонеські ігри» у Севастополі, «Мельпомена Таврії» у Херсоні, «Різдвяна містерія» в Луцьку, «Інтерлялька» в Ужгороді. Серед провідних режисерів — Р. Віктюк, А. Жолдак, акторів — А. Хостікоєв, Н. Сумська.

### Кінематограф
| Фільми українською мовою часів СРСР з найвищим рейтингом IMDb (від 200 оцінок, станом на 2024)               | Фільми українською мовою часів СРСР з найвищим рейтингом IMDb (від 200 оцінок, станом на 2024) | Фільми українською мовою часів СРСР з найвищим рейтингом IMDb (від 200 оцінок, станом на 2024) | Фільми українською мовою часів СРСР з найвищим рейтингом IMDb (від 200 оцінок, станом на 2024) |
| Назва | Рік                                                                                            | Рейтинг                                                                                        | Посилання                                                                                      |
| --- | ---------------------------------------------------------------------------------------------- | ---------------------------------------------------------------------------------------------- | ---------------------------------------------------------------------------------------------- |
| Пропала грамота                                                                                              | 1972                                                                                           | 8,3                                                                                            |                                                                                                |
| Енеїда | 1991                                                                                           | 8,2                                                                                            |                                                                                                |
| За двома зайцями                                                                                             | 1961                                                                                           | 8,0                                                                                            |                                                                                                |
| Тіні забутих предків                                                                                         | 1965                                                                                           | 7,8                                                                                            |                                                                                                |
| Вавилон XX                                                                                                   | 1979                                                                                           | 7,6                                                                                            |                                                                                                |
| Камінний хрест                                                                                               | 1968                                                                                           | 7,6                                                                                            |                                                                                                |
| Білий птах з чорною ознакою                                                                                  | 1971                                                                                           | 7,5                                                                                            |                                                                                                |
| Голод 33 | 1991                                                                                           | 7,4                                                                                            |                                                                                                |
| Вечір на Івана Купала                                                                                        | 1968                                                                                           | 7,3                                                                                            |                                                                                                |
| Криниця для спраглих                                                                                         | 1965                                                                                           | 7,2                                                                                            |                                                                                                |
| Українські фільми часів незалежності з найвищим рейтингом IMDb (українською, від 800 оцінок, станом на 2024) |                                                                                                |                                                                                                |                                                                                                |
| Щедрик | 2022                                                                                           | 8,0                                                                                            |                                                                                                |
| Люксембург, Люксембург                                                                                       | 2022                                                                                           | 7,9                                                                                            |                                                                                                |
| Мої думки тихі                                                                                               | 2019                                                                                           | 7,8                                                                                            |                                                                                                |
| Поводир | 2014                                                                                           | 7,7                                                                                            |                                                                                                |
| Наші Котики                                                                                                  | 2020                                                                                           | 7,7                                                                                            |                                                                                                |
| Довбуш | 2023                                                                                           | 7,6                                                                                            |                                                                                                |
| Кіборги | 2017                                                                                           | 7,5                                                                                            |                                                                                                |
| Памфір | 2022                                                                                           | 7,5                                                                                            |                                                                                                |
| Я працюю на цвинтарі                                                                                         | 2021                                                                                           | 7,4                                                                                            |                                                                                                |
| Заборонений                                                                                                  | 2019                                                                                           | 7,4                                                                                            |                                                                                                |

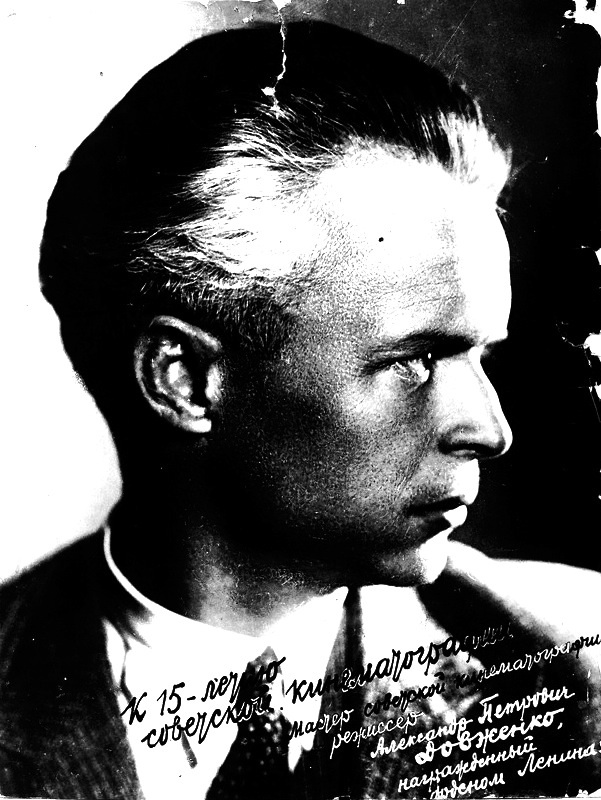
Олександр Довженко — український кінорежисер

Першою українською кінострічкою називається знята у Харкові «Джигітовка козаків» (1896) Альфреда Федецького.
У перших десятиліттях XX століття в Україні створено 3 великі кіностудії: Ялтинська (1917), Одеська (1919) та Київська (згодом ім. О. Довженка) (1925). Фільми зняті на цих студіях, перш за все Київській та Одеській, мали особливо великий вплив на світовий німий кінематограф, деякі з них широко визнані в числі найкращих шедеврів німого кіно. Насамперед це стосується фільмів Олександра Довженка, як-от «Звенигора» (1927), «Арсенал» (1929) і особливо «Земля» (1930). Останній фільм фігурує у багатьох переліках найкращих і найвпливовіших фільмів в історії світового кінематографа. Це ж стосується відзнятої в Одесі, Києві та Харкові експериментальної документальної стрічки «Людина з кіноапаратом» (1929) Дзиґи Вертова, що зокрема поставлена на 9 місце (і на 1 місце серед німих фільмів) у списку «The Greatest Films of All Time» (2022) від Британського інституту кінематографії.
У СРСР не віталося створення фільмів українською мовою, а ті що створювалися виходили в широкий прокат із російським дубляжем, тому за радянських часів більшість українських кіномитців знімали кіно російською мовою. Зокрема це стосується, наприклад, відомого фільму «В бій ідуть тільки „старики“» (1973) Леоніда Бикова, а також військової драми «Сходження» (1976) української режисерки Лариси Шепітько, учениці Олександра Довженка, що визнана одним із найкращих фільмів в історії світового кінематографа.

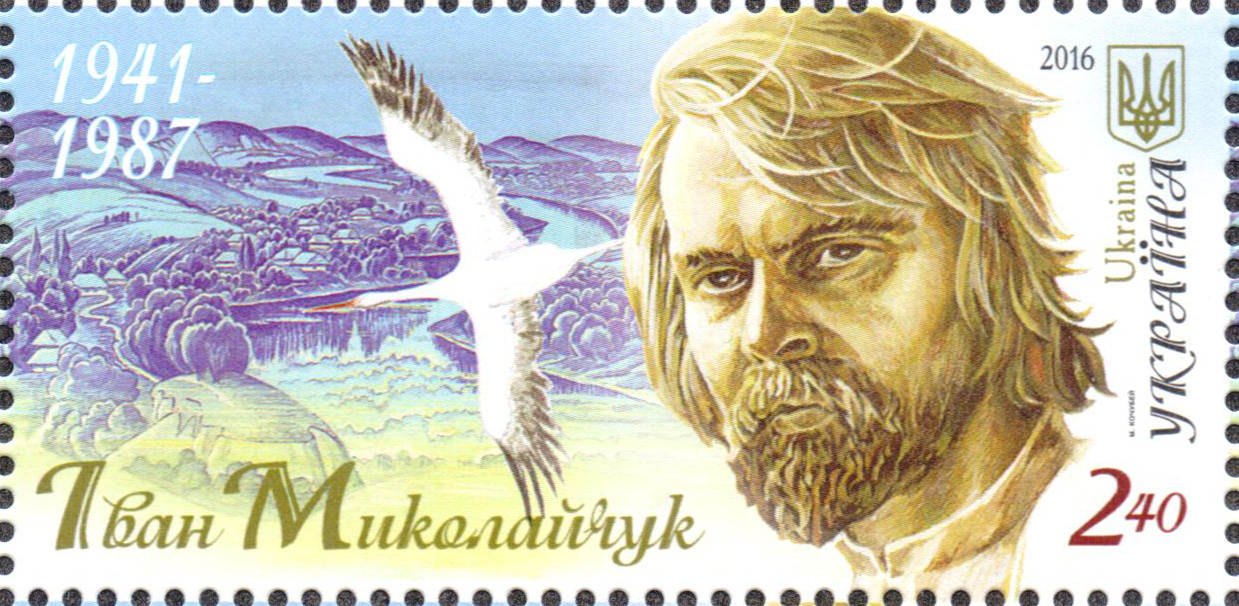
Актор і режисер Іван Миколайчук на поштовій марці України

У 1960-х роках на базі київської Кіностудії імені Олександра Довженка, значною мірою як складова Шістдесятництва, виник мистецький напрямок україномовного кінематографа відомий як Українське поетичне кіно. Найвпливовішим і одним із перших фільмів цього напрямку була стрічка «Тіні забутих предків» (1964) Сергія Параджанова, що часто називається найкращим українським фільмом. Іншими значними фільмами цього напрямку були «Криниця для спраглих» (1965), «Вечір на Івана Купала» (1968) і «Білий птах з чорною ознакою» (1970) Юрія Іллєнка, «Камінний хрест» (1968) і «Захар Беркут» (1971) Леоніда Осики, «Пропала грамота» (1972) Бориса Івченка та «Вавилон XX» (1979) Івана Миколайчука, який також зіграв у більшості зазначених фільмів.
Одним із найуспішніших і найтитулованіших українських кінорежисерів була Кіра Муратова з Одеси, що знімала російськомовне кіно. У список 100 найкращих українських фільмів від Довженко-Центру (2021) увійшло 8 її творів, більше ніж будь-якого іншого режисера, зокрема такі стрічки як «Короткі зустрічі» (1967), «Довгі проводи» (1971), «Астенічний синдром» (1989), «Три історії» (1997) та «Настроювач» (2004).
У 2005 році документальна стрічка «Подорожні» Ігоря Стрембіцького отримала Золоту пальмову гілку за короткометражний фільм.
2013 року вийшов перший повнометражний кримськотатарський фільм «Хайтарма» Ахтема Сеітаблаєва, отримав високі оцінки.
2010-ті стали відомі як доба відродження українського кіно, завдяки державному фінансуванню з фонду Держкіно.
З 2017 року Українською кіноакадемією присуджується українська національна кінопремія «Золота дзиґа», а також з 2018 року Спілкою кінокритиків України — премія «Кіноколо».
У 2024 році фільм «20 днів у Маріуполі» Мстислава Чернова отримав «Оскар» в номінації
«найкращий документальний повнометражний фільм», ставши першою українською стрічкою, що отримала найпрестижнішу кінематографічну нагороду в будь-якій номінації.
Серед знакових сучасних художніх українських фільмів часто відзначають такі, як: «Плем'я» (2014) Мирослава Слабошпицького, «Поводир» (2014) Олеся Саніна, «Гніздо горлиці» (2016) Тараса Ткаченка, «Кіборги» (2017) Ахтема Сеітаблаєва, «Вулкан» (2018) Романа Бондарчука, «Донбас» (2018) Сергія Лозниці, «Атлантида» (2019) Валентина Васяновича, «Додому» (2019) Нарімана Алієва, «Мої думки тихі» (2019) Антоніо Лукіча, «Стоп-Земля» (2021) Катерини Горностай, «Памфір» (2022) Дмитра Сухолиткого-Собчука тощо.

### Традиційне вбрання, вишивка та ткацтво

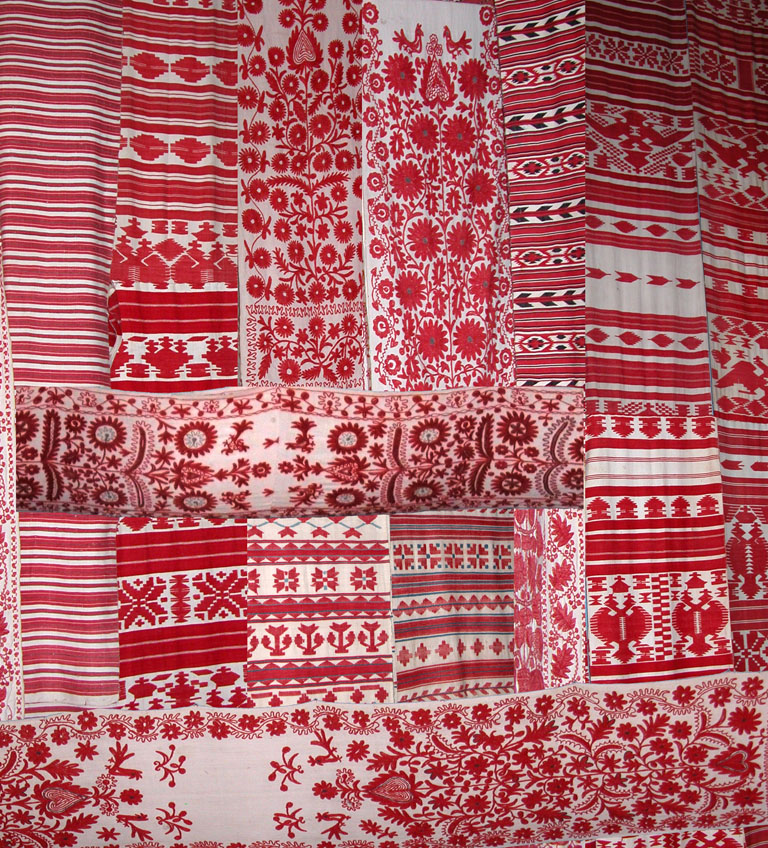
Український рушник — один із національних символів.

Українська вишивка, ткацтво використовуються в традиційному одязі народних і традиційних свят. Українська вишивка варіюється залежно від регіону її походження та конструкції, яка має довгу історію, композицію, вибору кольорів і типу швів. Використання кольору дуже важливе і має певні історичні коріння в українському фольклорі.

Національні українські сукні багато прикрашені. Ткацтво ручної роботи, незважаючи на технологізацію виробництва, досі практикується, наприклад, у селі Крупове, що розташоване в Рівненській області. 

Національний одяг українців та кримських татар
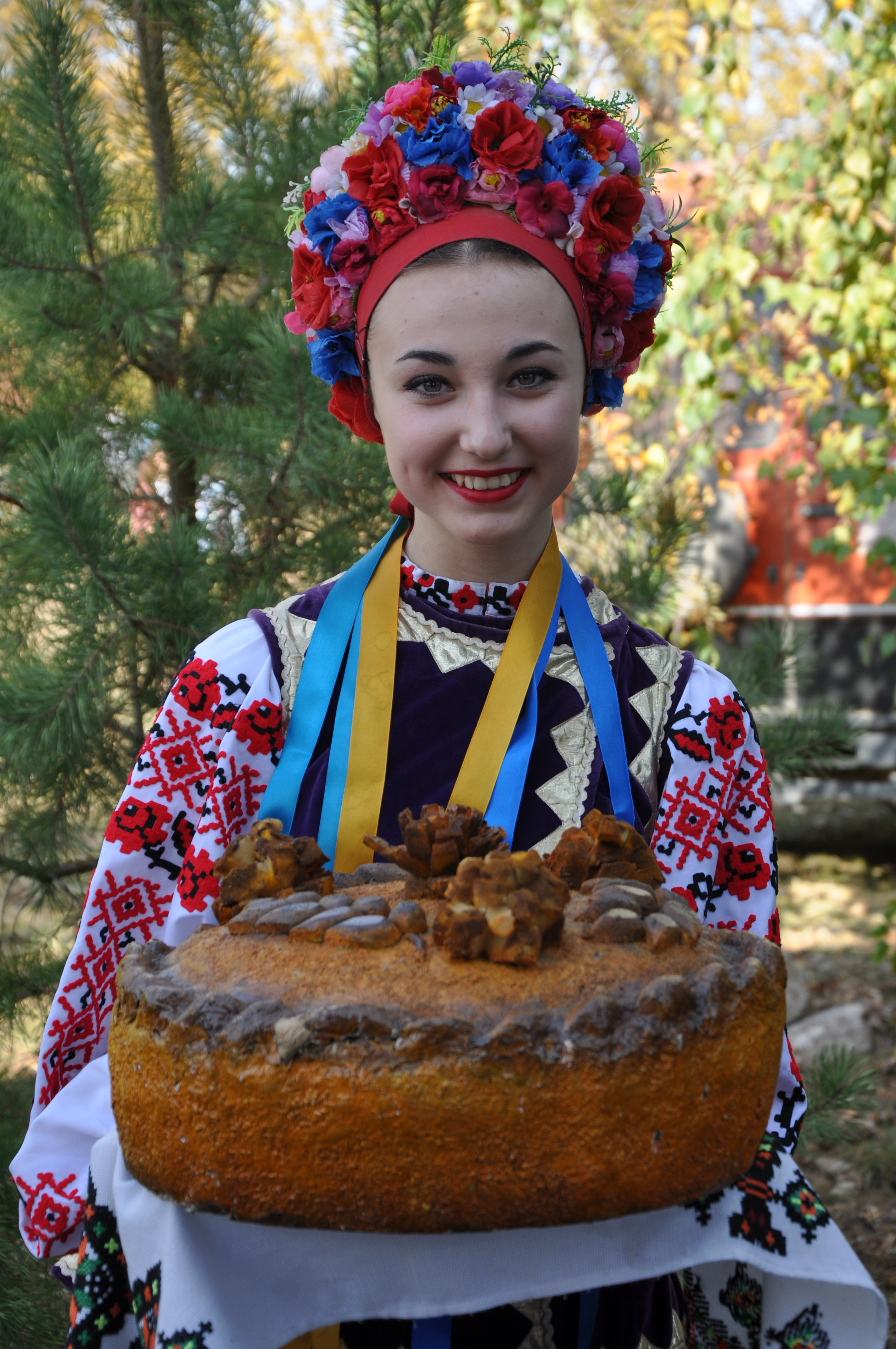
Українка у національному вбранні
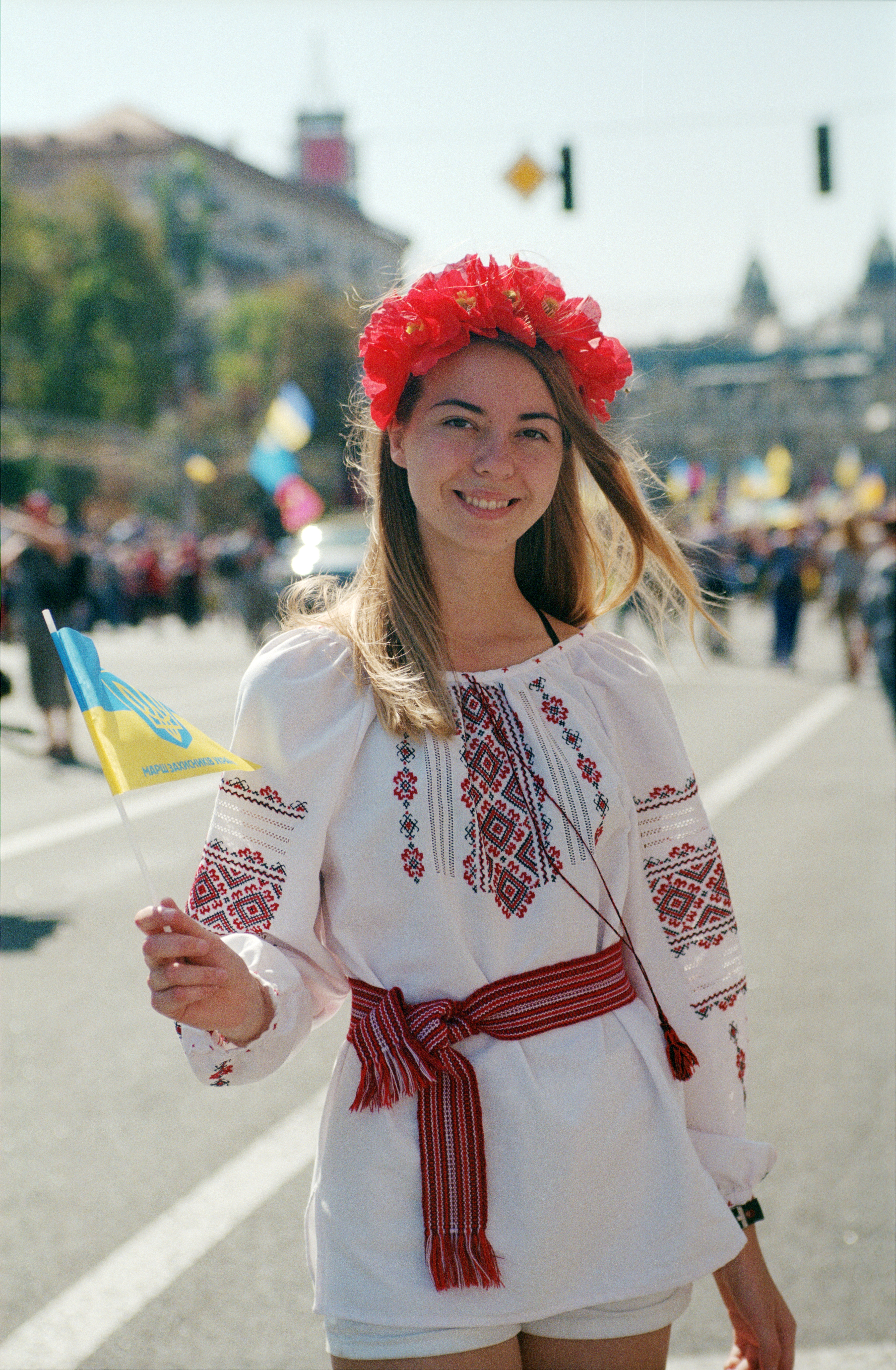
Українка у вишиванці
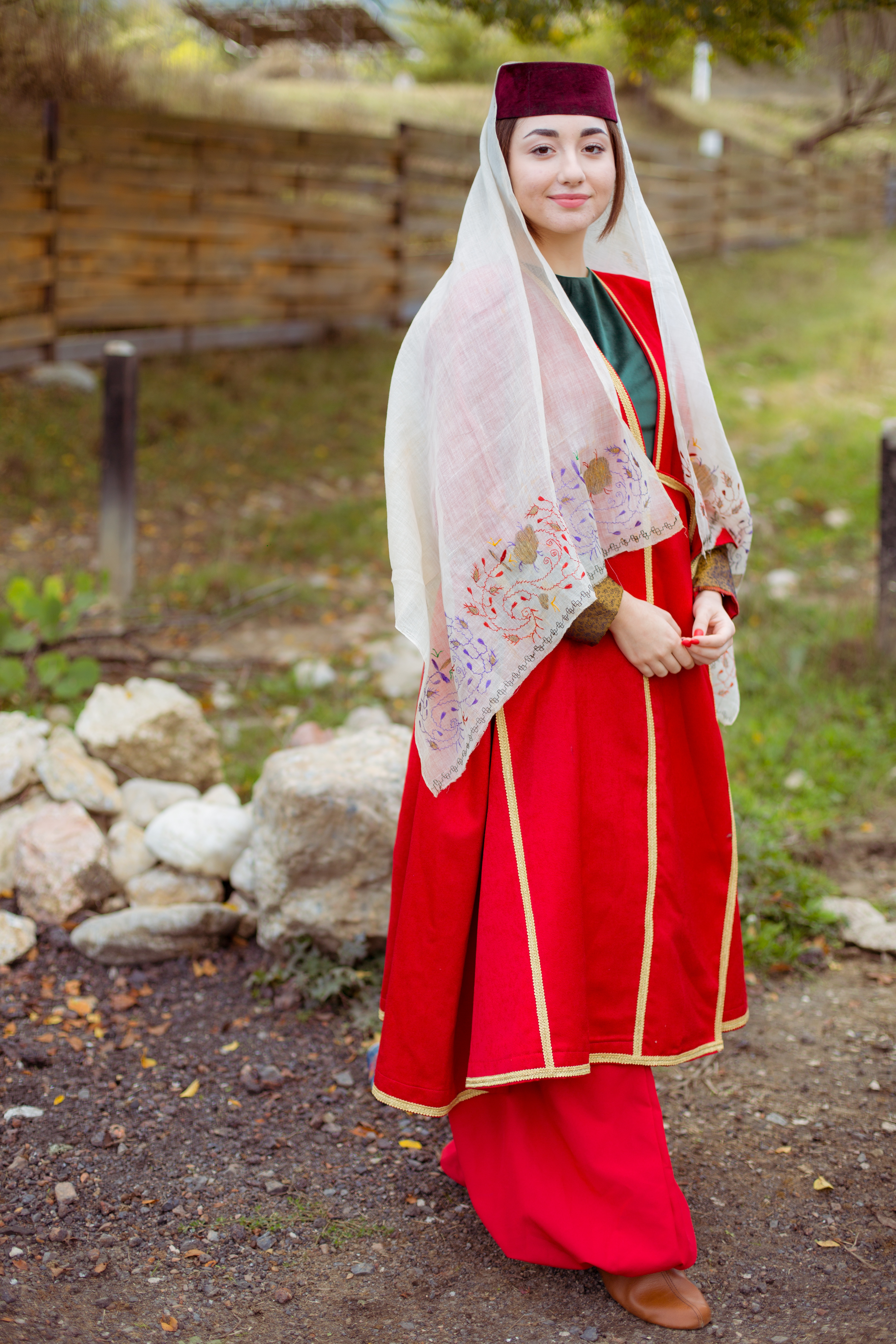
Кримська татарка в національному одязі
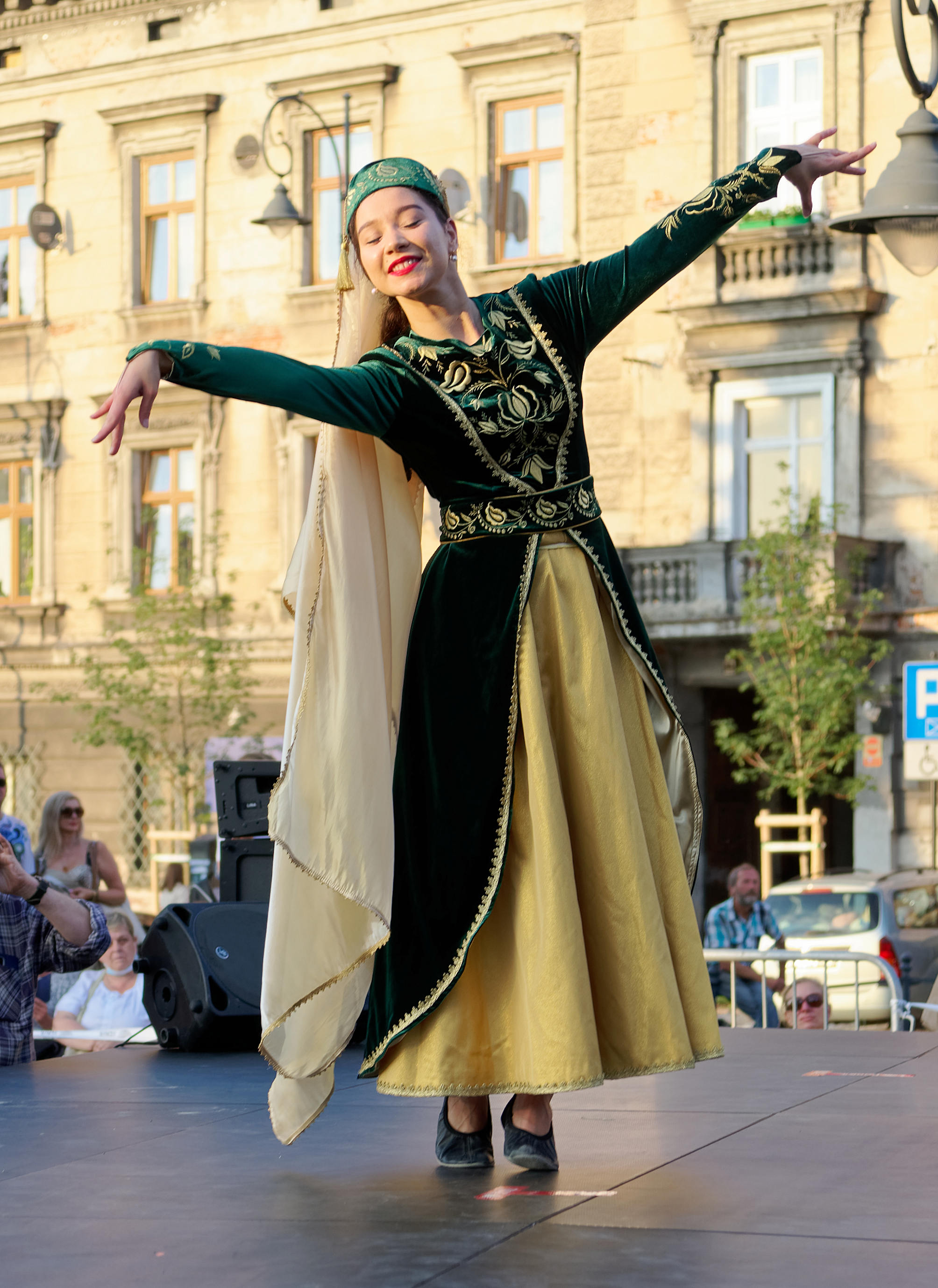
Кримська татарка танцює хайтарму

### Танці

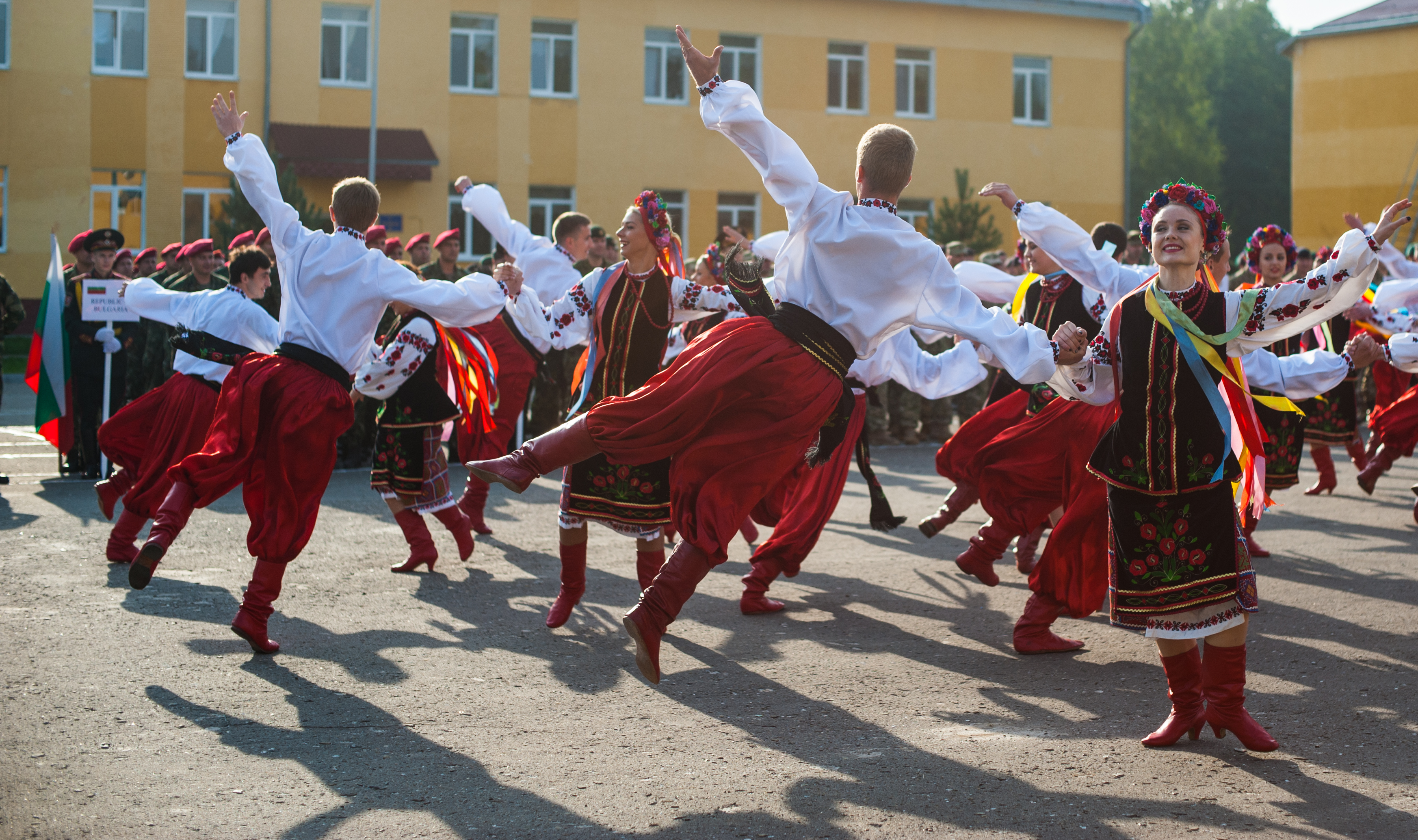
Танець гопак

Українські танці — запальні й ліричні, нестримні й повільні, полонили весь світ. У них яскраво виявляється характер, висока й самобутня культура українського народу. Народні танці стали невід'ємною частиною художнього життя України і світової хореографії. Вони продовжують свій розвиток на сучасній сцені.
Одним із найдавніших танців в Україні, що здобув популярність у всьому світі, є гопак.
Другим із популярністю в Україні є козачок — танець названий на честь козаків. Виконується попарно без зайвих трюків. Він характеризуються легкістю, ніжністю та ліричністю. Часто використовується імпровізація та гумористичні моменти.
Коломийка — різновид карпатського танцю. Назва походить від коротких народних пісень. Танець виконується попарно або з парною кількістю учасників, які танцюють у колі.

### Кухня

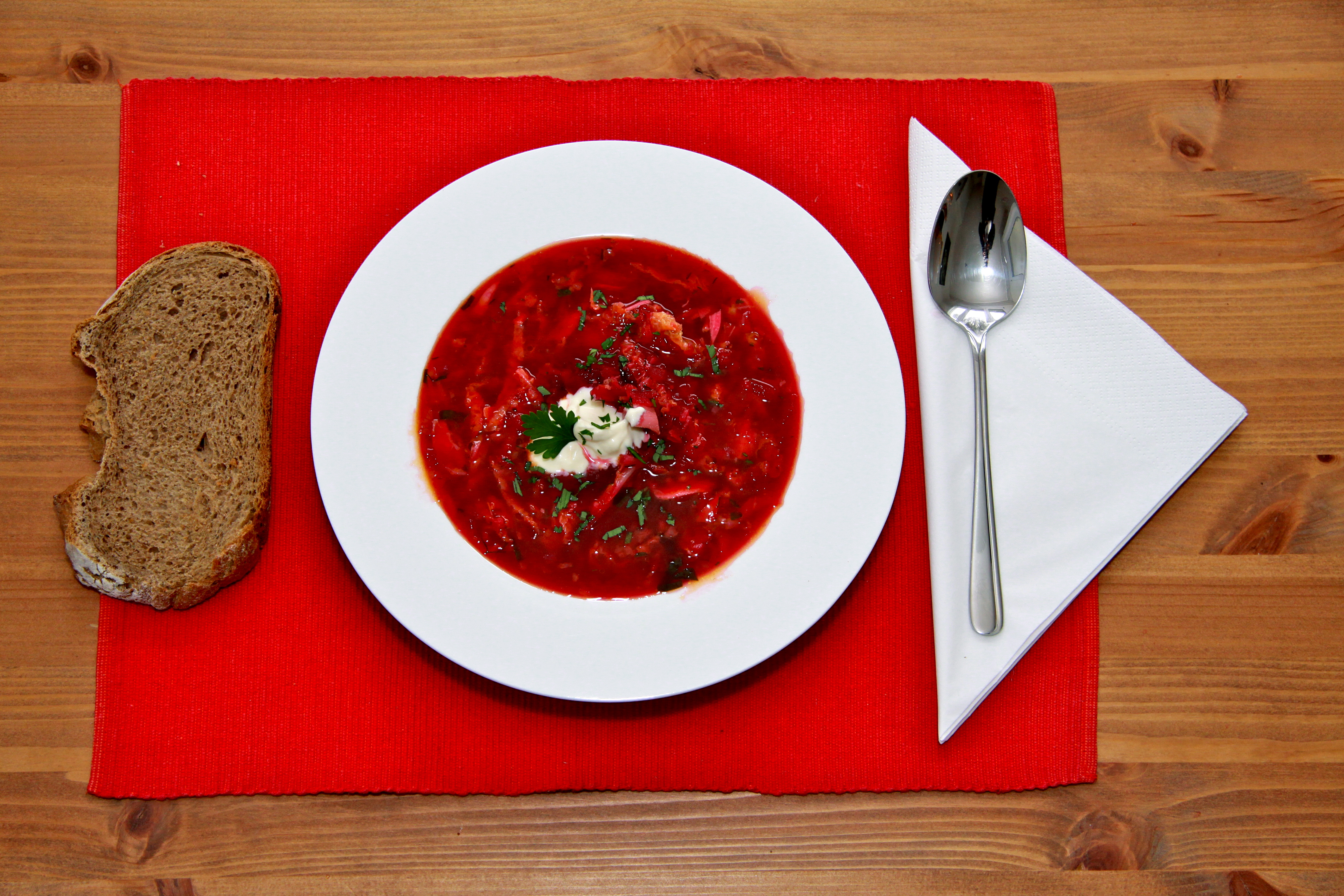
Борщ — одна з традиційних українських страв

Українська кухня — національна кулінарія, яка має свою давню історію та славиться різноманітністю, нараховує сотні рецептів: борщі й пампушки, паляниці й галушки, вареники й ковбаси, печені та напої з фруктів і меду, відомі далеко за межами України. Деякі страви мають багатовікову історію, як-от, наприклад, український борщ.
Багато особливостей української кухні були зумовлені способом життя народу, переважна більшість якого займалась важкою хліборобською працею. Важка праця потребувала ситної, калорійної їжі. Тому для української кухні характерні страви багаті і на білки, і на жири, й на вуглеводи. Примхи ж національного характеру вимагали, аби ця їжа мала бути смачною. Тим-то для більшости страв характерний складний набір компонентів (так, у борщі їх нараховується до 20), а також комбінування декількох способів теплової обробки продуктів (смаження, варіння, тушкування, запікання). Така технологія обумовлює неповторні смакові якості, аромат і соковитість страв української кухні.
У XVIII столітті в Україні дуже широко поширюється картопля, що використовується для готування перших та других страв і гарнірів до рибних і м'ясних страв. Хоча цей овоч і не став в Україні, на відміну від Білорусі, «другим хлібом», однак знайшов широке застосування, і з цього часу практично всі перші страви починають готуватися з картоплею.
Кожному з етнографічних районів України властиві свої особливості кухні, зумовлені географічними умовами та традиціями.

## Спорт

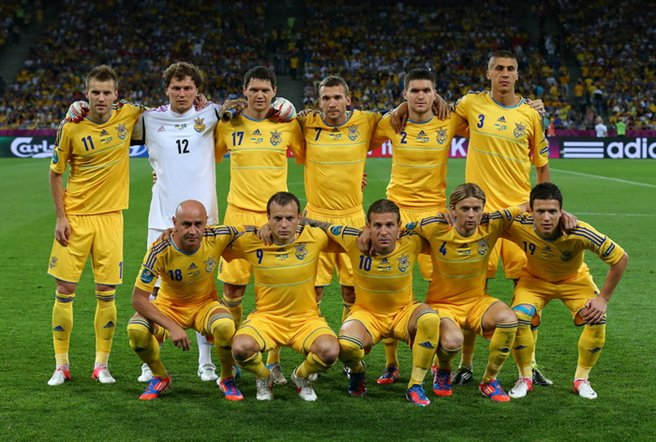
Збірна України з футболу (2012)

Після розпаду СРСР Україні залишилось сотні стадіонів, плавальних басейнів, гімнастичних залів і багато інших спортивних споруд. У спортивному плані Україна — типова європейська країна. Найпопулярнішими видами спорту є легка атлетика, футбол (найуспішніші команди — Динамо (Київ) і Шахтар (Донецьк)), бокс, волейбол, боротьба (спорт), гандбол, баскетбол та інші. Серед зимових видів спорту популярний біатлон. Українці практикують майже всі олімпійські види спорту й чимало інших видів, які не входять до олімпійської програми. Україна приймала Євро-2012 разом із Польщею.
Нападник Андрій Шевченко став справжнім символом України на футбольному полі, граючи за італійський «Мілан». Він — п'ятиразовий чемпіон України, чемпіон Італії. Володар «Золотого м'яча» 2004 року, найкращий гравець Ліги чемпіонів сезону 1998—1999 (визначений спеціальною комісією УЄФА у серпні 1999). Найкращий бомбардир національної збірної за всю історію, тричі перемагав у змаганнях голеадорів Ліги чемпіонів, двічі — чемпіонату Італії (Серія А). Разом із ним і тренером Олегом Блохіним українська футбольна національна збірна дійшла до чвертьфіналу під час чемпіонату світу 2006.
«Золотою рибкою» називають Яну Клочкову, яка є чотириразовою олімпійською чемпіонкою, триразовою чемпіонкою світу, одинадцятиразовою чемпіонкою Європи тощо.
Український шахіст Руслан Пономарьов у свої 14 років став наймолодшим у світі гросмейстером, чемпіоном світу серед юнаків до 18 років, 16-м чемпіоном світу із шахів (2002, за версією ФІДЕ).
Всесвітньо відомі українські боксери Володимир і Віталій Клички, Василь Ломаченко і Олександр Усик, художні гімнастки Катерина Серебрянська і Ганна Безсонова, фехтувальники Сергій Голубицький і Ольга Харлан, легкоатлети Іван Гешко, Інесса Кравець, Наталія Добринська, Богдан Бондаренко. З олімпійськими медалями повертаються зі змагань стрільці Микола Мільчев і Олена Костевич.
Одним із найкращих альпіністів світу є Владислав Терзиул, який зійшов без кисню майже на всі 14 восьмитисячників планети, повторюючи рекорд Райнгольда Месснера. Постійно привозять медалі з міжнародних змагань представники рукопашного бою, карате, тхеквондо, скелелази та самбісти.
Перешкодою для аматорського спорту є порівняно слабо розвинута в порівнянні з іншими європейськими країнами спортивна інфраструктура, яка в багатьох випадках не поновлялася ще з часів Радянського Союзу.
Участю України в олімпійському русі опікується Національний олімпійський комітет України. Україна бере участь в Олімпійських іграх, починаючи з Олімпіади в Ліллехаммері, здобуваючи чимало олімпійських медалей.

## Державні свята

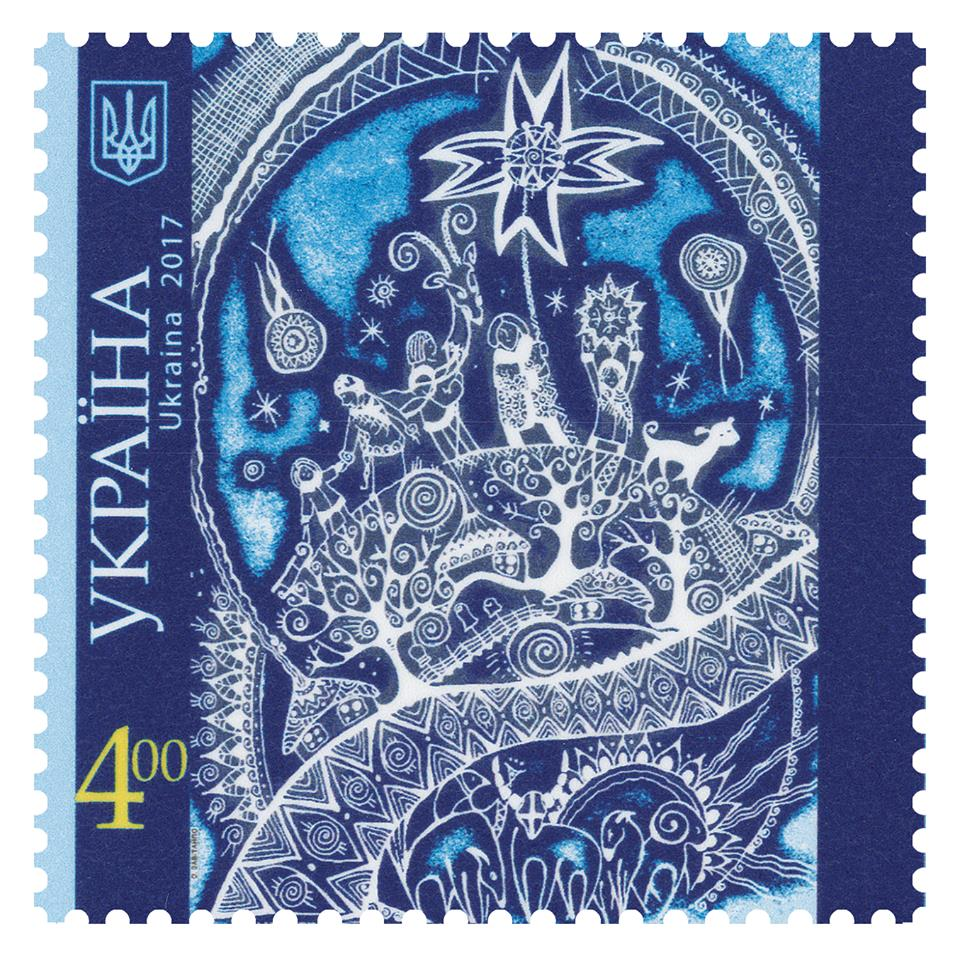
Різдвяна поштова марка Укрпошти, 2017

- 1 січня — Новий рік
- 8 березня — Міжнародний жіночий день
- 1 травня — День праці
- 8 травня — День пам'яті та перемоги над нацизмом у Другій світовій війні 1939—945 років
- 21 травня — День міжнаціональної злагоди і культурного розмаїття
- 28 червня — День Конституції України
- 15 липня — День Української Державності[338]
- 24 серпня — День Незалежності України
- 1 жовтня — День захисників і захисниць України
- 25 грудня — Різдво Христове
- Змінна дата — Пасха (Великдень)
- Змінна дата — День Святої Трійці.

### Історія та культура
- До Дня державності України топ-50 документів з історії українського державотворення. ЦДІАК. 27 липня 2022. Процитовано 29 липня 2022.
- Історичні мапи України [Архівовано 19 травня 2011 у Wayback Machine.]
- The Mapa: Digital Atlas of Ukraine project [Архівовано 13 травня 2020 у Wayback Machine.] (англ.)
- https://www.cia.gov/the-world-factbook/countries/ukraine/
- Назви нашої території і народу [Архівовано 11 лютого 2021 у Wayback Machine.]
- Історія української культури [Архівовано 27 березня 2005 у Wayback Machine.]
- Україна: найбільша проблема Європи. Виступ у Лондоні 1939 року [Архівовано 9 квітня 2011 у Wayback Machine.]

### Уряд
- Президент України [Архівовано 13 січня 2021 у Wayback Machine.]
- Кабінет міністрів України [Архівовано 7 вересня 2008 у Wayback Machine.]
- Верховна Рада України
- Chief of State and Cabinet Members [Архівовано 4 березня 2016 у Wayback Machine.]

### Інше
- Відділ розвитку туризму
- Україна в міжнародних рейтингах: недемократична, корумпована, але миролюбна [Архівовано 2 липня 2013 у Wayback Machine.]
- Дані Всесвітнього банку щодо економічно-соціального розвитку України